# Difesa nimzo-indiana
La difesa nimzo-indiana, che prende il nome dal suo inventore Aaron Nimzowitsch, è un'apertura degli scacchi caratterizzata dalla sequenza di mosse:
1. d4 Cf6
2. c4 e6
3. Cc3 Ab4

La strategia dietro a questa sequenza di mosse al suo apparire fece molto scalpore: controllare il centro anziché occuparlo con i pedoni come ad esempio con il gambetto di donna 1. d4 d5 2. c4. Negli anni venti del XX secolo da Nimzowitsch e da Richard Réti arrivarono nuove idee, nuovi concetti, nuove aperture che portarono una ventata di dinamismo nel mondo degli scacchi, fino ad allora dominato dalle idee di Wilhelm Steinitz e di Siegbert Tarrasch. Il gioco basato su principi statici, dogmatici venne sconvolto, rivoluzionato (e in fin dei conti integrato) con le idee "ipermoderne" portate dai nuovi giocatori.
Uno dei concetti che si riflettono sulla apertura in oggetto è proprio il controllo del centro anziché la sua pura e semplice occupazione. Ciò portò al fiorire delle aperture cosiddette indiane contro l'apertura di donna (la presente nimzo-indiana, la difesa ovest-indiana, la difesa est-indiana, la difesa Grünfeld e altre) e di altre aperture quali la difesa Alekhine, l'apertura Réti e così via.

## Aspetti strategici
1. d4
Da un punto di vista strategico il bianco con la sua prima mossa occupa il centro, apre la strada all'alfiere camposcuro e in particolare mette sotto controllo le case d4 ed e5.
1. ...Cf6
Il nero può cercare di equilibrare la presenza al centro del bianco con 1. ... d5 rientrando in posizioni proprie del gambetto di Donna caratterizzato proprio dall'occupazione del centro con i pedoni. Nella difesa nimzo-indiana invece il nero mira a controllare il centro con i pezzi, riservandosi di occuparlo con i pedoni in un secondo momento, senza compromettersi con mosse di pedone fin dall'inizio (si ricordi che i pedoni non muovono mai all'indietro). In questo senso 1. ... Cf6 riequilibra la situazione al centro.
2. c4
Il bianco, non potendo spingere in e4 a causa del cavallo in f6, cerca di controllare la casa d5 con un altro pedone. Naturalmente sono possibili altre mosse quali 2. Cf3, 2. g3, 2. Cc3, 2. Ag5, 2. e3.
2. ... e6
Il nero riequilibra il controllo sulla casa d5 in vista di una possibile occupazione con un pedone e apre la strada all'alfiere camposcuro. Si noti che 2. ... d5 non è favorevole perché dopo 3. cxd5 Cxd5 4. e4 il bianco riesce a perseguire il proprio scopo strategico che consiste nell'affiancare i due pedoni d4-e4 al centro controllando tutte le case centrali e comprimendo la posizione del nero. Dopo la mossa del testo è invece ancora possibile rientrare in un gambetto di Donna.
3. Cc3
Il bianco controlla una seconda volta la casa d5 e minaccia di dilagare al centro con la spinta in e4. Il nero deve prendere delle contromisure per impedire l'occupazione totale del centro da parte del bianco, cosa che darebbe al primo giocatore una maggiore facilità di manovra.
3. ... Ab4
Si arriva così alla posizione del diagramma di cui sopra. Il nero invece di occupare il centro con i propri pedoni lo sta controllando con due pezzi: direttamente con il cavallo e indirettamente con l'alfiere che inchioda il Cc3 sul re bianco. In questo modo il nero ha sviluppato due pezzi, il proprio re è pronto per arroccare e non si è compromesso con spinte al centro, mantenendo ancora tutte le opzioni possibili (occupazione del centro con un pedone in c5 o d5 o e5, liquidazione del centro avversario, creazione di pedoni isolati per l'uno o l'altro giocatore, creazione di pedoni sospesi per l'uno o l'altro giocatore e così via). In teoria da questa apertura può scaturire praticamente qualsiasi struttura pedonale: è una delle aperture più ricche e flessibili dal punto di vista strategico dell'intero scibile.
Il nero con la sua ultima mossa minaccia anche di danneggiare la struttura pedonale del bianco con Axc3. Una delle idee originali di Nimzowitsch è proprio quella di impedonare il bianco, dopo Axc3 e la ripresa bxc3, e impiantare una struttura pedonale di blocco c5-d6-e5 nella quale il pedone c4 del bianco diviene molto debole e può essere messo sotto pressione con la sequenza di mosse b6, Aa6, Cc6 e Ca5.
Le più giocate tra le risposte possibili del bianco sono:
- 4. e3 Variante Rubinstein
- 4. Dc2  Variante classica
- 4. Cf3 Variante dei tre cavalli
- 4. Ag5 Variante di Leningrado
- 4. a3  Variante Sämisch
- 4. g3 Variante Romanyšyn-Kasparov
- 4. f3 Variante Kmoch
- 4. Db3 Variante Spielmann

## Varianti

### 4. e3 Variante Rubinstein
|   | a | b | c | d | e | f | g | h |   |
| 8 | a8 torre del nero · b8 cavallo del nero · c8 alfiere del nero · d8 donna del nero · e8 re del nero · h8 torre del nero · a7 pedone del nero · b7 pedone del nero · c7 pedone del nero · d7 pedone del nero · f7 pedone del nero · g7 pedone del nero · h7 pedone del nero · e6 pedone del nero · f6 cavallo del nero · b4 alfiere del nero · c4 pedone del bianco · d4 pedone del bianco · c3 cavallo del bianco · e3 pedone del bianco · a2 pedone del bianco · b2 pedone del bianco · f2 pedone del bianco · g2 pedone del bianco · h2 pedone del bianco · a1 torre del bianco · c1 alfiere del bianco · d1 donna del bianco · e1 re del bianco · f1 alfiere del bianco · g1 cavallo del bianco · h1 torre del bianco | a8 torre del nero · b8 cavallo del nero · c8 alfiere del nero · d8 donna del nero · e8 re del nero · h8 torre del nero · a7 pedone del nero · b7 pedone del nero · c7 pedone del nero · d7 pedone del nero · f7 pedone del nero · g7 pedone del nero · h7 pedone del nero · e6 pedone del nero · f6 cavallo del nero · b4 alfiere del nero · c4 pedone del bianco · d4 pedone del bianco · c3 cavallo del bianco · e3 pedone del bianco · a2 pedone del bianco · b2 pedone del bianco · f2 pedone del bianco · g2 pedone del bianco · h2 pedone del bianco · a1 torre del bianco · c1 alfiere del bianco · d1 donna del bianco · e1 re del bianco · f1 alfiere del bianco · g1 cavallo del bianco · h1 torre del bianco | a8 torre del nero · b8 cavallo del nero · c8 alfiere del nero · d8 donna del nero · e8 re del nero · h8 torre del nero · a7 pedone del nero · b7 pedone del nero · c7 pedone del nero · d7 pedone del nero · f7 pedone del nero · g7 pedone del nero · h7 pedone del nero · e6 pedone del nero · f6 cavallo del nero · b4 alfiere del nero · c4 pedone del bianco · d4 pedone del bianco · c3 cavallo del bianco · e3 pedone del bianco · a2 pedone del bianco · b2 pedone del bianco · f2 pedone del bianco · g2 pedone del bianco · h2 pedone del bianco · a1 torre del bianco · c1 alfiere del bianco · d1 donna del bianco · e1 re del bianco · f1 alfiere del bianco · g1 cavallo del bianco · h1 torre del bianco | a8 torre del nero · b8 cavallo del nero · c8 alfiere del nero · d8 donna del nero · e8 re del nero · h8 torre del nero · a7 pedone del nero · b7 pedone del nero · c7 pedone del nero · d7 pedone del nero · f7 pedone del nero · g7 pedone del nero · h7 pedone del nero · e6 pedone del nero · f6 cavallo del nero · b4 alfiere del nero · c4 pedone del bianco · d4 pedone del bianco · c3 cavallo del bianco · e3 pedone del bianco · a2 pedone del bianco · b2 pedone del bianco · f2 pedone del bianco · g2 pedone del bianco · h2 pedone del bianco · a1 torre del bianco · c1 alfiere del bianco · d1 donna del bianco · e1 re del bianco · f1 alfiere del bianco · g1 cavallo del bianco · h1 torre del bianco | a8 torre del nero · b8 cavallo del nero · c8 alfiere del nero · d8 donna del nero · e8 re del nero · h8 torre del nero · a7 pedone del nero · b7 pedone del nero · c7 pedone del nero · d7 pedone del nero · f7 pedone del nero · g7 pedone del nero · h7 pedone del nero · e6 pedone del nero · f6 cavallo del nero · b4 alfiere del nero · c4 pedone del bianco · d4 pedone del bianco · c3 cavallo del bianco · e3 pedone del bianco · a2 pedone del bianco · b2 pedone del bianco · f2 pedone del bianco · g2 pedone del bianco · h2 pedone del bianco · a1 torre del bianco · c1 alfiere del bianco · d1 donna del bianco · e1 re del bianco · f1 alfiere del bianco · g1 cavallo del bianco · h1 torre del bianco | a8 torre del nero · b8 cavallo del nero · c8 alfiere del nero · d8 donna del nero · e8 re del nero · h8 torre del nero · a7 pedone del nero · b7 pedone del nero · c7 pedone del nero · d7 pedone del nero · f7 pedone del nero · g7 pedone del nero · h7 pedone del nero · e6 pedone del nero · f6 cavallo del nero · b4 alfiere del nero · c4 pedone del bianco · d4 pedone del bianco · c3 cavallo del bianco · e3 pedone del bianco · a2 pedone del bianco · b2 pedone del bianco · f2 pedone del bianco · g2 pedone del bianco · h2 pedone del bianco · a1 torre del bianco · c1 alfiere del bianco · d1 donna del bianco · e1 re del bianco · f1 alfiere del bianco · g1 cavallo del bianco · h1 torre del bianco | a8 torre del nero · b8 cavallo del nero · c8 alfiere del nero · d8 donna del nero · e8 re del nero · h8 torre del nero · a7 pedone del nero · b7 pedone del nero · c7 pedone del nero · d7 pedone del nero · f7 pedone del nero · g7 pedone del nero · h7 pedone del nero · e6 pedone del nero · f6 cavallo del nero · b4 alfiere del nero · c4 pedone del bianco · d4 pedone del bianco · c3 cavallo del bianco · e3 pedone del bianco · a2 pedone del bianco · b2 pedone del bianco · f2 pedone del bianco · g2 pedone del bianco · h2 pedone del bianco · a1 torre del bianco · c1 alfiere del bianco · d1 donna del bianco · e1 re del bianco · f1 alfiere del bianco · g1 cavallo del bianco · h1 torre del bianco | a8 torre del nero · b8 cavallo del nero · c8 alfiere del nero · d8 donna del nero · e8 re del nero · h8 torre del nero · a7 pedone del nero · b7 pedone del nero · c7 pedone del nero · d7 pedone del nero · f7 pedone del nero · g7 pedone del nero · h7 pedone del nero · e6 pedone del nero · f6 cavallo del nero · b4 alfiere del nero · c4 pedone del bianco · d4 pedone del bianco · c3 cavallo del bianco · e3 pedone del bianco · a2 pedone del bianco · b2 pedone del bianco · f2 pedone del bianco · g2 pedone del bianco · h2 pedone del bianco · a1 torre del bianco · c1 alfiere del bianco · d1 donna del bianco · e1 re del bianco · f1 alfiere del bianco · g1 cavallo del bianco · h1 torre del bianco | 8 |
| 7 | a8 torre del nero · b8 cavallo del nero · c8 alfiere del nero · d8 donna del nero · e8 re del nero · h8 torre del nero · a7 pedone del nero · b7 pedone del nero · c7 pedone del nero · d7 pedone del nero · f7 pedone del nero · g7 pedone del nero · h7 pedone del nero · e6 pedone del nero · f6 cavallo del nero · b4 alfiere del nero · c4 pedone del bianco · d4 pedone del bianco · c3 cavallo del bianco · e3 pedone del bianco · a2 pedone del bianco · b2 pedone del bianco · f2 pedone del bianco · g2 pedone del bianco · h2 pedone del bianco · a1 torre del bianco · c1 alfiere del bianco · d1 donna del bianco · e1 re del bianco · f1 alfiere del bianco · g1 cavallo del bianco · h1 torre del bianco | a8 torre del nero · b8 cavallo del nero · c8 alfiere del nero · d8 donna del nero · e8 re del nero · h8 torre del nero · a7 pedone del nero · b7 pedone del nero · c7 pedone del nero · d7 pedone del nero · f7 pedone del nero · g7 pedone del nero · h7 pedone del nero · e6 pedone del nero · f6 cavallo del nero · b4 alfiere del nero · c4 pedone del bianco · d4 pedone del bianco · c3 cavallo del bianco · e3 pedone del bianco · a2 pedone del bianco · b2 pedone del bianco · f2 pedone del bianco · g2 pedone del bianco · h2 pedone del bianco · a1 torre del bianco · c1 alfiere del bianco · d1 donna del bianco · e1 re del bianco · f1 alfiere del bianco · g1 cavallo del bianco · h1 torre del bianco | a8 torre del nero · b8 cavallo del nero · c8 alfiere del nero · d8 donna del nero · e8 re del nero · h8 torre del nero · a7 pedone del nero · b7 pedone del nero · c7 pedone del nero · d7 pedone del nero · f7 pedone del nero · g7 pedone del nero · h7 pedone del nero · e6 pedone del nero · f6 cavallo del nero · b4 alfiere del nero · c4 pedone del bianco · d4 pedone del bianco · c3 cavallo del bianco · e3 pedone del bianco · a2 pedone del bianco · b2 pedone del bianco · f2 pedone del bianco · g2 pedone del bianco · h2 pedone del bianco · a1 torre del bianco · c1 alfiere del bianco · d1 donna del bianco · e1 re del bianco · f1 alfiere del bianco · g1 cavallo del bianco · h1 torre del bianco | a8 torre del nero · b8 cavallo del nero · c8 alfiere del nero · d8 donna del nero · e8 re del nero · h8 torre del nero · a7 pedone del nero · b7 pedone del nero · c7 pedone del nero · d7 pedone del nero · f7 pedone del nero · g7 pedone del nero · h7 pedone del nero · e6 pedone del nero · f6 cavallo del nero · b4 alfiere del nero · c4 pedone del bianco · d4 pedone del bianco · c3 cavallo del bianco · e3 pedone del bianco · a2 pedone del bianco · b2 pedone del bianco · f2 pedone del bianco · g2 pedone del bianco · h2 pedone del bianco · a1 torre del bianco · c1 alfiere del bianco · d1 donna del bianco · e1 re del bianco · f1 alfiere del bianco · g1 cavallo del bianco · h1 torre del bianco | a8 torre del nero · b8 cavallo del nero · c8 alfiere del nero · d8 donna del nero · e8 re del nero · h8 torre del nero · a7 pedone del nero · b7 pedone del nero · c7 pedone del nero · d7 pedone del nero · f7 pedone del nero · g7 pedone del nero · h7 pedone del nero · e6 pedone del nero · f6 cavallo del nero · b4 alfiere del nero · c4 pedone del bianco · d4 pedone del bianco · c3 cavallo del bianco · e3 pedone del bianco · a2 pedone del bianco · b2 pedone del bianco · f2 pedone del bianco · g2 pedone del bianco · h2 pedone del bianco · a1 torre del bianco · c1 alfiere del bianco · d1 donna del bianco · e1 re del bianco · f1 alfiere del bianco · g1 cavallo del bianco · h1 torre del bianco | a8 torre del nero · b8 cavallo del nero · c8 alfiere del nero · d8 donna del nero · e8 re del nero · h8 torre del nero · a7 pedone del nero · b7 pedone del nero · c7 pedone del nero · d7 pedone del nero · f7 pedone del nero · g7 pedone del nero · h7 pedone del nero · e6 pedone del nero · f6 cavallo del nero · b4 alfiere del nero · c4 pedone del bianco · d4 pedone del bianco · c3 cavallo del bianco · e3 pedone del bianco · a2 pedone del bianco · b2 pedone del bianco · f2 pedone del bianco · g2 pedone del bianco · h2 pedone del bianco · a1 torre del bianco · c1 alfiere del bianco · d1 donna del bianco · e1 re del bianco · f1 alfiere del bianco · g1 cavallo del bianco · h1 torre del bianco | a8 torre del nero · b8 cavallo del nero · c8 alfiere del nero · d8 donna del nero · e8 re del nero · h8 torre del nero · a7 pedone del nero · b7 pedone del nero · c7 pedone del nero · d7 pedone del nero · f7 pedone del nero · g7 pedone del nero · h7 pedone del nero · e6 pedone del nero · f6 cavallo del nero · b4 alfiere del nero · c4 pedone del bianco · d4 pedone del bianco · c3 cavallo del bianco · e3 pedone del bianco · a2 pedone del bianco · b2 pedone del bianco · f2 pedone del bianco · g2 pedone del bianco · h2 pedone del bianco · a1 torre del bianco · c1 alfiere del bianco · d1 donna del bianco · e1 re del bianco · f1 alfiere del bianco · g1 cavallo del bianco · h1 torre del bianco | a8 torre del nero · b8 cavallo del nero · c8 alfiere del nero · d8 donna del nero · e8 re del nero · h8 torre del nero · a7 pedone del nero · b7 pedone del nero · c7 pedone del nero · d7 pedone del nero · f7 pedone del nero · g7 pedone del nero · h7 pedone del nero · e6 pedone del nero · f6 cavallo del nero · b4 alfiere del nero · c4 pedone del bianco · d4 pedone del bianco · c3 cavallo del bianco · e3 pedone del bianco · a2 pedone del bianco · b2 pedone del bianco · f2 pedone del bianco · g2 pedone del bianco · h2 pedone del bianco · a1 torre del bianco · c1 alfiere del bianco · d1 donna del bianco · e1 re del bianco · f1 alfiere del bianco · g1 cavallo del bianco · h1 torre del bianco | 7 |
| 6 | a8 torre del nero · b8 cavallo del nero · c8 alfiere del nero · d8 donna del nero · e8 re del nero · h8 torre del nero · a7 pedone del nero · b7 pedone del nero · c7 pedone del nero · d7 pedone del nero · f7 pedone del nero · g7 pedone del nero · h7 pedone del nero · e6 pedone del nero · f6 cavallo del nero · b4 alfiere del nero · c4 pedone del bianco · d4 pedone del bianco · c3 cavallo del bianco · e3 pedone del bianco · a2 pedone del bianco · b2 pedone del bianco · f2 pedone del bianco · g2 pedone del bianco · h2 pedone del bianco · a1 torre del bianco · c1 alfiere del bianco · d1 donna del bianco · e1 re del bianco · f1 alfiere del bianco · g1 cavallo del bianco · h1 torre del bianco | a8 torre del nero · b8 cavallo del nero · c8 alfiere del nero · d8 donna del nero · e8 re del nero · h8 torre del nero · a7 pedone del nero · b7 pedone del nero · c7 pedone del nero · d7 pedone del nero · f7 pedone del nero · g7 pedone del nero · h7 pedone del nero · e6 pedone del nero · f6 cavallo del nero · b4 alfiere del nero · c4 pedone del bianco · d4 pedone del bianco · c3 cavallo del bianco · e3 pedone del bianco · a2 pedone del bianco · b2 pedone del bianco · f2 pedone del bianco · g2 pedone del bianco · h2 pedone del bianco · a1 torre del bianco · c1 alfiere del bianco · d1 donna del bianco · e1 re del bianco · f1 alfiere del bianco · g1 cavallo del bianco · h1 torre del bianco | a8 torre del nero · b8 cavallo del nero · c8 alfiere del nero · d8 donna del nero · e8 re del nero · h8 torre del nero · a7 pedone del nero · b7 pedone del nero · c7 pedone del nero · d7 pedone del nero · f7 pedone del nero · g7 pedone del nero · h7 pedone del nero · e6 pedone del nero · f6 cavallo del nero · b4 alfiere del nero · c4 pedone del bianco · d4 pedone del bianco · c3 cavallo del bianco · e3 pedone del bianco · a2 pedone del bianco · b2 pedone del bianco · f2 pedone del bianco · g2 pedone del bianco · h2 pedone del bianco · a1 torre del bianco · c1 alfiere del bianco · d1 donna del bianco · e1 re del bianco · f1 alfiere del bianco · g1 cavallo del bianco · h1 torre del bianco | a8 torre del nero · b8 cavallo del nero · c8 alfiere del nero · d8 donna del nero · e8 re del nero · h8 torre del nero · a7 pedone del nero · b7 pedone del nero · c7 pedone del nero · d7 pedone del nero · f7 pedone del nero · g7 pedone del nero · h7 pedone del nero · e6 pedone del nero · f6 cavallo del nero · b4 alfiere del nero · c4 pedone del bianco · d4 pedone del bianco · c3 cavallo del bianco · e3 pedone del bianco · a2 pedone del bianco · b2 pedone del bianco · f2 pedone del bianco · g2 pedone del bianco · h2 pedone del bianco · a1 torre del bianco · c1 alfiere del bianco · d1 donna del bianco · e1 re del bianco · f1 alfiere del bianco · g1 cavallo del bianco · h1 torre del bianco | a8 torre del nero · b8 cavallo del nero · c8 alfiere del nero · d8 donna del nero · e8 re del nero · h8 torre del nero · a7 pedone del nero · b7 pedone del nero · c7 pedone del nero · d7 pedone del nero · f7 pedone del nero · g7 pedone del nero · h7 pedone del nero · e6 pedone del nero · f6 cavallo del nero · b4 alfiere del nero · c4 pedone del bianco · d4 pedone del bianco · c3 cavallo del bianco · e3 pedone del bianco · a2 pedone del bianco · b2 pedone del bianco · f2 pedone del bianco · g2 pedone del bianco · h2 pedone del bianco · a1 torre del bianco · c1 alfiere del bianco · d1 donna del bianco · e1 re del bianco · f1 alfiere del bianco · g1 cavallo del bianco · h1 torre del bianco | a8 torre del nero · b8 cavallo del nero · c8 alfiere del nero · d8 donna del nero · e8 re del nero · h8 torre del nero · a7 pedone del nero · b7 pedone del nero · c7 pedone del nero · d7 pedone del nero · f7 pedone del nero · g7 pedone del nero · h7 pedone del nero · e6 pedone del nero · f6 cavallo del nero · b4 alfiere del nero · c4 pedone del bianco · d4 pedone del bianco · c3 cavallo del bianco · e3 pedone del bianco · a2 pedone del bianco · b2 pedone del bianco · f2 pedone del bianco · g2 pedone del bianco · h2 pedone del bianco · a1 torre del bianco · c1 alfiere del bianco · d1 donna del bianco · e1 re del bianco · f1 alfiere del bianco · g1 cavallo del bianco · h1 torre del bianco | a8 torre del nero · b8 cavallo del nero · c8 alfiere del nero · d8 donna del nero · e8 re del nero · h8 torre del nero · a7 pedone del nero · b7 pedone del nero · c7 pedone del nero · d7 pedone del nero · f7 pedone del nero · g7 pedone del nero · h7 pedone del nero · e6 pedone del nero · f6 cavallo del nero · b4 alfiere del nero · c4 pedone del bianco · d4 pedone del bianco · c3 cavallo del bianco · e3 pedone del bianco · a2 pedone del bianco · b2 pedone del bianco · f2 pedone del bianco · g2 pedone del bianco · h2 pedone del bianco · a1 torre del bianco · c1 alfiere del bianco · d1 donna del bianco · e1 re del bianco · f1 alfiere del bianco · g1 cavallo del bianco · h1 torre del bianco | a8 torre del nero · b8 cavallo del nero · c8 alfiere del nero · d8 donna del nero · e8 re del nero · h8 torre del nero · a7 pedone del nero · b7 pedone del nero · c7 pedone del nero · d7 pedone del nero · f7 pedone del nero · g7 pedone del nero · h7 pedone del nero · e6 pedone del nero · f6 cavallo del nero · b4 alfiere del nero · c4 pedone del bianco · d4 pedone del bianco · c3 cavallo del bianco · e3 pedone del bianco · a2 pedone del bianco · b2 pedone del bianco · f2 pedone del bianco · g2 pedone del bianco · h2 pedone del bianco · a1 torre del bianco · c1 alfiere del bianco · d1 donna del bianco · e1 re del bianco · f1 alfiere del bianco · g1 cavallo del bianco · h1 torre del bianco | 6 |
| 5 | a8 torre del nero · b8 cavallo del nero · c8 alfiere del nero · d8 donna del nero · e8 re del nero · h8 torre del nero · a7 pedone del nero · b7 pedone del nero · c7 pedone del nero · d7 pedone del nero · f7 pedone del nero · g7 pedone del nero · h7 pedone del nero · e6 pedone del nero · f6 cavallo del nero · b4 alfiere del nero · c4 pedone del bianco · d4 pedone del bianco · c3 cavallo del bianco · e3 pedone del bianco · a2 pedone del bianco · b2 pedone del bianco · f2 pedone del bianco · g2 pedone del bianco · h2 pedone del bianco · a1 torre del bianco · c1 alfiere del bianco · d1 donna del bianco · e1 re del bianco · f1 alfiere del bianco · g1 cavallo del bianco · h1 torre del bianco | a8 torre del nero · b8 cavallo del nero · c8 alfiere del nero · d8 donna del nero · e8 re del nero · h8 torre del nero · a7 pedone del nero · b7 pedone del nero · c7 pedone del nero · d7 pedone del nero · f7 pedone del nero · g7 pedone del nero · h7 pedone del nero · e6 pedone del nero · f6 cavallo del nero · b4 alfiere del nero · c4 pedone del bianco · d4 pedone del bianco · c3 cavallo del bianco · e3 pedone del bianco · a2 pedone del bianco · b2 pedone del bianco · f2 pedone del bianco · g2 pedone del bianco · h2 pedone del bianco · a1 torre del bianco · c1 alfiere del bianco · d1 donna del bianco · e1 re del bianco · f1 alfiere del bianco · g1 cavallo del bianco · h1 torre del bianco | a8 torre del nero · b8 cavallo del nero · c8 alfiere del nero · d8 donna del nero · e8 re del nero · h8 torre del nero · a7 pedone del nero · b7 pedone del nero · c7 pedone del nero · d7 pedone del nero · f7 pedone del nero · g7 pedone del nero · h7 pedone del nero · e6 pedone del nero · f6 cavallo del nero · b4 alfiere del nero · c4 pedone del bianco · d4 pedone del bianco · c3 cavallo del bianco · e3 pedone del bianco · a2 pedone del bianco · b2 pedone del bianco · f2 pedone del bianco · g2 pedone del bianco · h2 pedone del bianco · a1 torre del bianco · c1 alfiere del bianco · d1 donna del bianco · e1 re del bianco · f1 alfiere del bianco · g1 cavallo del bianco · h1 torre del bianco | a8 torre del nero · b8 cavallo del nero · c8 alfiere del nero · d8 donna del nero · e8 re del nero · h8 torre del nero · a7 pedone del nero · b7 pedone del nero · c7 pedone del nero · d7 pedone del nero · f7 pedone del nero · g7 pedone del nero · h7 pedone del nero · e6 pedone del nero · f6 cavallo del nero · b4 alfiere del nero · c4 pedone del bianco · d4 pedone del bianco · c3 cavallo del bianco · e3 pedone del bianco · a2 pedone del bianco · b2 pedone del bianco · f2 pedone del bianco · g2 pedone del bianco · h2 pedone del bianco · a1 torre del bianco · c1 alfiere del bianco · d1 donna del bianco · e1 re del bianco · f1 alfiere del bianco · g1 cavallo del bianco · h1 torre del bianco | a8 torre del nero · b8 cavallo del nero · c8 alfiere del nero · d8 donna del nero · e8 re del nero · h8 torre del nero · a7 pedone del nero · b7 pedone del nero · c7 pedone del nero · d7 pedone del nero · f7 pedone del nero · g7 pedone del nero · h7 pedone del nero · e6 pedone del nero · f6 cavallo del nero · b4 alfiere del nero · c4 pedone del bianco · d4 pedone del bianco · c3 cavallo del bianco · e3 pedone del bianco · a2 pedone del bianco · b2 pedone del bianco · f2 pedone del bianco · g2 pedone del bianco · h2 pedone del bianco · a1 torre del bianco · c1 alfiere del bianco · d1 donna del bianco · e1 re del bianco · f1 alfiere del bianco · g1 cavallo del bianco · h1 torre del bianco | a8 torre del nero · b8 cavallo del nero · c8 alfiere del nero · d8 donna del nero · e8 re del nero · h8 torre del nero · a7 pedone del nero · b7 pedone del nero · c7 pedone del nero · d7 pedone del nero · f7 pedone del nero · g7 pedone del nero · h7 pedone del nero · e6 pedone del nero · f6 cavallo del nero · b4 alfiere del nero · c4 pedone del bianco · d4 pedone del bianco · c3 cavallo del bianco · e3 pedone del bianco · a2 pedone del bianco · b2 pedone del bianco · f2 pedone del bianco · g2 pedone del bianco · h2 pedone del bianco · a1 torre del bianco · c1 alfiere del bianco · d1 donna del bianco · e1 re del bianco · f1 alfiere del bianco · g1 cavallo del bianco · h1 torre del bianco | a8 torre del nero · b8 cavallo del nero · c8 alfiere del nero · d8 donna del nero · e8 re del nero · h8 torre del nero · a7 pedone del nero · b7 pedone del nero · c7 pedone del nero · d7 pedone del nero · f7 pedone del nero · g7 pedone del nero · h7 pedone del nero · e6 pedone del nero · f6 cavallo del nero · b4 alfiere del nero · c4 pedone del bianco · d4 pedone del bianco · c3 cavallo del bianco · e3 pedone del bianco · a2 pedone del bianco · b2 pedone del bianco · f2 pedone del bianco · g2 pedone del bianco · h2 pedone del bianco · a1 torre del bianco · c1 alfiere del bianco · d1 donna del bianco · e1 re del bianco · f1 alfiere del bianco · g1 cavallo del bianco · h1 torre del bianco | a8 torre del nero · b8 cavallo del nero · c8 alfiere del nero · d8 donna del nero · e8 re del nero · h8 torre del nero · a7 pedone del nero · b7 pedone del nero · c7 pedone del nero · d7 pedone del nero · f7 pedone del nero · g7 pedone del nero · h7 pedone del nero · e6 pedone del nero · f6 cavallo del nero · b4 alfiere del nero · c4 pedone del bianco · d4 pedone del bianco · c3 cavallo del bianco · e3 pedone del bianco · a2 pedone del bianco · b2 pedone del bianco · f2 pedone del bianco · g2 pedone del bianco · h2 pedone del bianco · a1 torre del bianco · c1 alfiere del bianco · d1 donna del bianco · e1 re del bianco · f1 alfiere del bianco · g1 cavallo del bianco · h1 torre del bianco | 5 |
| 4 | a8 torre del nero · b8 cavallo del nero · c8 alfiere del nero · d8 donna del nero · e8 re del nero · h8 torre del nero · a7 pedone del nero · b7 pedone del nero · c7 pedone del nero · d7 pedone del nero · f7 pedone del nero · g7 pedone del nero · h7 pedone del nero · e6 pedone del nero · f6 cavallo del nero · b4 alfiere del nero · c4 pedone del bianco · d4 pedone del bianco · c3 cavallo del bianco · e3 pedone del bianco · a2 pedone del bianco · b2 pedone del bianco · f2 pedone del bianco · g2 pedone del bianco · h2 pedone del bianco · a1 torre del bianco · c1 alfiere del bianco · d1 donna del bianco · e1 re del bianco · f1 alfiere del bianco · g1 cavallo del bianco · h1 torre del bianco | a8 torre del nero · b8 cavallo del nero · c8 alfiere del nero · d8 donna del nero · e8 re del nero · h8 torre del nero · a7 pedone del nero · b7 pedone del nero · c7 pedone del nero · d7 pedone del nero · f7 pedone del nero · g7 pedone del nero · h7 pedone del nero · e6 pedone del nero · f6 cavallo del nero · b4 alfiere del nero · c4 pedone del bianco · d4 pedone del bianco · c3 cavallo del bianco · e3 pedone del bianco · a2 pedone del bianco · b2 pedone del bianco · f2 pedone del bianco · g2 pedone del bianco · h2 pedone del bianco · a1 torre del bianco · c1 alfiere del bianco · d1 donna del bianco · e1 re del bianco · f1 alfiere del bianco · g1 cavallo del bianco · h1 torre del bianco | a8 torre del nero · b8 cavallo del nero · c8 alfiere del nero · d8 donna del nero · e8 re del nero · h8 torre del nero · a7 pedone del nero · b7 pedone del nero · c7 pedone del nero · d7 pedone del nero · f7 pedone del nero · g7 pedone del nero · h7 pedone del nero · e6 pedone del nero · f6 cavallo del nero · b4 alfiere del nero · c4 pedone del bianco · d4 pedone del bianco · c3 cavallo del bianco · e3 pedone del bianco · a2 pedone del bianco · b2 pedone del bianco · f2 pedone del bianco · g2 pedone del bianco · h2 pedone del bianco · a1 torre del bianco · c1 alfiere del bianco · d1 donna del bianco · e1 re del bianco · f1 alfiere del bianco · g1 cavallo del bianco · h1 torre del bianco | a8 torre del nero · b8 cavallo del nero · c8 alfiere del nero · d8 donna del nero · e8 re del nero · h8 torre del nero · a7 pedone del nero · b7 pedone del nero · c7 pedone del nero · d7 pedone del nero · f7 pedone del nero · g7 pedone del nero · h7 pedone del nero · e6 pedone del nero · f6 cavallo del nero · b4 alfiere del nero · c4 pedone del bianco · d4 pedone del bianco · c3 cavallo del bianco · e3 pedone del bianco · a2 pedone del bianco · b2 pedone del bianco · f2 pedone del bianco · g2 pedone del bianco · h2 pedone del bianco · a1 torre del bianco · c1 alfiere del bianco · d1 donna del bianco · e1 re del bianco · f1 alfiere del bianco · g1 cavallo del bianco · h1 torre del bianco | a8 torre del nero · b8 cavallo del nero · c8 alfiere del nero · d8 donna del nero · e8 re del nero · h8 torre del nero · a7 pedone del nero · b7 pedone del nero · c7 pedone del nero · d7 pedone del nero · f7 pedone del nero · g7 pedone del nero · h7 pedone del nero · e6 pedone del nero · f6 cavallo del nero · b4 alfiere del nero · c4 pedone del bianco · d4 pedone del bianco · c3 cavallo del bianco · e3 pedone del bianco · a2 pedone del bianco · b2 pedone del bianco · f2 pedone del bianco · g2 pedone del bianco · h2 pedone del bianco · a1 torre del bianco · c1 alfiere del bianco · d1 donna del bianco · e1 re del bianco · f1 alfiere del bianco · g1 cavallo del bianco · h1 torre del bianco | a8 torre del nero · b8 cavallo del nero · c8 alfiere del nero · d8 donna del nero · e8 re del nero · h8 torre del nero · a7 pedone del nero · b7 pedone del nero · c7 pedone del nero · d7 pedone del nero · f7 pedone del nero · g7 pedone del nero · h7 pedone del nero · e6 pedone del nero · f6 cavallo del nero · b4 alfiere del nero · c4 pedone del bianco · d4 pedone del bianco · c3 cavallo del bianco · e3 pedone del bianco · a2 pedone del bianco · b2 pedone del bianco · f2 pedone del bianco · g2 pedone del bianco · h2 pedone del bianco · a1 torre del bianco · c1 alfiere del bianco · d1 donna del bianco · e1 re del bianco · f1 alfiere del bianco · g1 cavallo del bianco · h1 torre del bianco | a8 torre del nero · b8 cavallo del nero · c8 alfiere del nero · d8 donna del nero · e8 re del nero · h8 torre del nero · a7 pedone del nero · b7 pedone del nero · c7 pedone del nero · d7 pedone del nero · f7 pedone del nero · g7 pedone del nero · h7 pedone del nero · e6 pedone del nero · f6 cavallo del nero · b4 alfiere del nero · c4 pedone del bianco · d4 pedone del bianco · c3 cavallo del bianco · e3 pedone del bianco · a2 pedone del bianco · b2 pedone del bianco · f2 pedone del bianco · g2 pedone del bianco · h2 pedone del bianco · a1 torre del bianco · c1 alfiere del bianco · d1 donna del bianco · e1 re del bianco · f1 alfiere del bianco · g1 cavallo del bianco · h1 torre del bianco | a8 torre del nero · b8 cavallo del nero · c8 alfiere del nero · d8 donna del nero · e8 re del nero · h8 torre del nero · a7 pedone del nero · b7 pedone del nero · c7 pedone del nero · d7 pedone del nero · f7 pedone del nero · g7 pedone del nero · h7 pedone del nero · e6 pedone del nero · f6 cavallo del nero · b4 alfiere del nero · c4 pedone del bianco · d4 pedone del bianco · c3 cavallo del bianco · e3 pedone del bianco · a2 pedone del bianco · b2 pedone del bianco · f2 pedone del bianco · g2 pedone del bianco · h2 pedone del bianco · a1 torre del bianco · c1 alfiere del bianco · d1 donna del bianco · e1 re del bianco · f1 alfiere del bianco · g1 cavallo del bianco · h1 torre del bianco | 4 |
| 3 | a8 torre del nero · b8 cavallo del nero · c8 alfiere del nero · d8 donna del nero · e8 re del nero · h8 torre del nero · a7 pedone del nero · b7 pedone del nero · c7 pedone del nero · d7 pedone del nero · f7 pedone del nero · g7 pedone del nero · h7 pedone del nero · e6 pedone del nero · f6 cavallo del nero · b4 alfiere del nero · c4 pedone del bianco · d4 pedone del bianco · c3 cavallo del bianco · e3 pedone del bianco · a2 pedone del bianco · b2 pedone del bianco · f2 pedone del bianco · g2 pedone del bianco · h2 pedone del bianco · a1 torre del bianco · c1 alfiere del bianco · d1 donna del bianco · e1 re del bianco · f1 alfiere del bianco · g1 cavallo del bianco · h1 torre del bianco | a8 torre del nero · b8 cavallo del nero · c8 alfiere del nero · d8 donna del nero · e8 re del nero · h8 torre del nero · a7 pedone del nero · b7 pedone del nero · c7 pedone del nero · d7 pedone del nero · f7 pedone del nero · g7 pedone del nero · h7 pedone del nero · e6 pedone del nero · f6 cavallo del nero · b4 alfiere del nero · c4 pedone del bianco · d4 pedone del bianco · c3 cavallo del bianco · e3 pedone del bianco · a2 pedone del bianco · b2 pedone del bianco · f2 pedone del bianco · g2 pedone del bianco · h2 pedone del bianco · a1 torre del bianco · c1 alfiere del bianco · d1 donna del bianco · e1 re del bianco · f1 alfiere del bianco · g1 cavallo del bianco · h1 torre del bianco | a8 torre del nero · b8 cavallo del nero · c8 alfiere del nero · d8 donna del nero · e8 re del nero · h8 torre del nero · a7 pedone del nero · b7 pedone del nero · c7 pedone del nero · d7 pedone del nero · f7 pedone del nero · g7 pedone del nero · h7 pedone del nero · e6 pedone del nero · f6 cavallo del nero · b4 alfiere del nero · c4 pedone del bianco · d4 pedone del bianco · c3 cavallo del bianco · e3 pedone del bianco · a2 pedone del bianco · b2 pedone del bianco · f2 pedone del bianco · g2 pedone del bianco · h2 pedone del bianco · a1 torre del bianco · c1 alfiere del bianco · d1 donna del bianco · e1 re del bianco · f1 alfiere del bianco · g1 cavallo del bianco · h1 torre del bianco | a8 torre del nero · b8 cavallo del nero · c8 alfiere del nero · d8 donna del nero · e8 re del nero · h8 torre del nero · a7 pedone del nero · b7 pedone del nero · c7 pedone del nero · d7 pedone del nero · f7 pedone del nero · g7 pedone del nero · h7 pedone del nero · e6 pedone del nero · f6 cavallo del nero · b4 alfiere del nero · c4 pedone del bianco · d4 pedone del bianco · c3 cavallo del bianco · e3 pedone del bianco · a2 pedone del bianco · b2 pedone del bianco · f2 pedone del bianco · g2 pedone del bianco · h2 pedone del bianco · a1 torre del bianco · c1 alfiere del bianco · d1 donna del bianco · e1 re del bianco · f1 alfiere del bianco · g1 cavallo del bianco · h1 torre del bianco | a8 torre del nero · b8 cavallo del nero · c8 alfiere del nero · d8 donna del nero · e8 re del nero · h8 torre del nero · a7 pedone del nero · b7 pedone del nero · c7 pedone del nero · d7 pedone del nero · f7 pedone del nero · g7 pedone del nero · h7 pedone del nero · e6 pedone del nero · f6 cavallo del nero · b4 alfiere del nero · c4 pedone del bianco · d4 pedone del bianco · c3 cavallo del bianco · e3 pedone del bianco · a2 pedone del bianco · b2 pedone del bianco · f2 pedone del bianco · g2 pedone del bianco · h2 pedone del bianco · a1 torre del bianco · c1 alfiere del bianco · d1 donna del bianco · e1 re del bianco · f1 alfiere del bianco · g1 cavallo del bianco · h1 torre del bianco | a8 torre del nero · b8 cavallo del nero · c8 alfiere del nero · d8 donna del nero · e8 re del nero · h8 torre del nero · a7 pedone del nero · b7 pedone del nero · c7 pedone del nero · d7 pedone del nero · f7 pedone del nero · g7 pedone del nero · h7 pedone del nero · e6 pedone del nero · f6 cavallo del nero · b4 alfiere del nero · c4 pedone del bianco · d4 pedone del bianco · c3 cavallo del bianco · e3 pedone del bianco · a2 pedone del bianco · b2 pedone del bianco · f2 pedone del bianco · g2 pedone del bianco · h2 pedone del bianco · a1 torre del bianco · c1 alfiere del bianco · d1 donna del bianco · e1 re del bianco · f1 alfiere del bianco · g1 cavallo del bianco · h1 torre del bianco | a8 torre del nero · b8 cavallo del nero · c8 alfiere del nero · d8 donna del nero · e8 re del nero · h8 torre del nero · a7 pedone del nero · b7 pedone del nero · c7 pedone del nero · d7 pedone del nero · f7 pedone del nero · g7 pedone del nero · h7 pedone del nero · e6 pedone del nero · f6 cavallo del nero · b4 alfiere del nero · c4 pedone del bianco · d4 pedone del bianco · c3 cavallo del bianco · e3 pedone del bianco · a2 pedone del bianco · b2 pedone del bianco · f2 pedone del bianco · g2 pedone del bianco · h2 pedone del bianco · a1 torre del bianco · c1 alfiere del bianco · d1 donna del bianco · e1 re del bianco · f1 alfiere del bianco · g1 cavallo del bianco · h1 torre del bianco | a8 torre del nero · b8 cavallo del nero · c8 alfiere del nero · d8 donna del nero · e8 re del nero · h8 torre del nero · a7 pedone del nero · b7 pedone del nero · c7 pedone del nero · d7 pedone del nero · f7 pedone del nero · g7 pedone del nero · h7 pedone del nero · e6 pedone del nero · f6 cavallo del nero · b4 alfiere del nero · c4 pedone del bianco · d4 pedone del bianco · c3 cavallo del bianco · e3 pedone del bianco · a2 pedone del bianco · b2 pedone del bianco · f2 pedone del bianco · g2 pedone del bianco · h2 pedone del bianco · a1 torre del bianco · c1 alfiere del bianco · d1 donna del bianco · e1 re del bianco · f1 alfiere del bianco · g1 cavallo del bianco · h1 torre del bianco | 3 |
| 2 | a8 torre del nero · b8 cavallo del nero · c8 alfiere del nero · d8 donna del nero · e8 re del nero · h8 torre del nero · a7 pedone del nero · b7 pedone del nero · c7 pedone del nero · d7 pedone del nero · f7 pedone del nero · g7 pedone del nero · h7 pedone del nero · e6 pedone del nero · f6 cavallo del nero · b4 alfiere del nero · c4 pedone del bianco · d4 pedone del bianco · c3 cavallo del bianco · e3 pedone del bianco · a2 pedone del bianco · b2 pedone del bianco · f2 pedone del bianco · g2 pedone del bianco · h2 pedone del bianco · a1 torre del bianco · c1 alfiere del bianco · d1 donna del bianco · e1 re del bianco · f1 alfiere del bianco · g1 cavallo del bianco · h1 torre del bianco | a8 torre del nero · b8 cavallo del nero · c8 alfiere del nero · d8 donna del nero · e8 re del nero · h8 torre del nero · a7 pedone del nero · b7 pedone del nero · c7 pedone del nero · d7 pedone del nero · f7 pedone del nero · g7 pedone del nero · h7 pedone del nero · e6 pedone del nero · f6 cavallo del nero · b4 alfiere del nero · c4 pedone del bianco · d4 pedone del bianco · c3 cavallo del bianco · e3 pedone del bianco · a2 pedone del bianco · b2 pedone del bianco · f2 pedone del bianco · g2 pedone del bianco · h2 pedone del bianco · a1 torre del bianco · c1 alfiere del bianco · d1 donna del bianco · e1 re del bianco · f1 alfiere del bianco · g1 cavallo del bianco · h1 torre del bianco | a8 torre del nero · b8 cavallo del nero · c8 alfiere del nero · d8 donna del nero · e8 re del nero · h8 torre del nero · a7 pedone del nero · b7 pedone del nero · c7 pedone del nero · d7 pedone del nero · f7 pedone del nero · g7 pedone del nero · h7 pedone del nero · e6 pedone del nero · f6 cavallo del nero · b4 alfiere del nero · c4 pedone del bianco · d4 pedone del bianco · c3 cavallo del bianco · e3 pedone del bianco · a2 pedone del bianco · b2 pedone del bianco · f2 pedone del bianco · g2 pedone del bianco · h2 pedone del bianco · a1 torre del bianco · c1 alfiere del bianco · d1 donna del bianco · e1 re del bianco · f1 alfiere del bianco · g1 cavallo del bianco · h1 torre del bianco | a8 torre del nero · b8 cavallo del nero · c8 alfiere del nero · d8 donna del nero · e8 re del nero · h8 torre del nero · a7 pedone del nero · b7 pedone del nero · c7 pedone del nero · d7 pedone del nero · f7 pedone del nero · g7 pedone del nero · h7 pedone del nero · e6 pedone del nero · f6 cavallo del nero · b4 alfiere del nero · c4 pedone del bianco · d4 pedone del bianco · c3 cavallo del bianco · e3 pedone del bianco · a2 pedone del bianco · b2 pedone del bianco · f2 pedone del bianco · g2 pedone del bianco · h2 pedone del bianco · a1 torre del bianco · c1 alfiere del bianco · d1 donna del bianco · e1 re del bianco · f1 alfiere del bianco · g1 cavallo del bianco · h1 torre del bianco | a8 torre del nero · b8 cavallo del nero · c8 alfiere del nero · d8 donna del nero · e8 re del nero · h8 torre del nero · a7 pedone del nero · b7 pedone del nero · c7 pedone del nero · d7 pedone del nero · f7 pedone del nero · g7 pedone del nero · h7 pedone del nero · e6 pedone del nero · f6 cavallo del nero · b4 alfiere del nero · c4 pedone del bianco · d4 pedone del bianco · c3 cavallo del bianco · e3 pedone del bianco · a2 pedone del bianco · b2 pedone del bianco · f2 pedone del bianco · g2 pedone del bianco · h2 pedone del bianco · a1 torre del bianco · c1 alfiere del bianco · d1 donna del bianco · e1 re del bianco · f1 alfiere del bianco · g1 cavallo del bianco · h1 torre del bianco | a8 torre del nero · b8 cavallo del nero · c8 alfiere del nero · d8 donna del nero · e8 re del nero · h8 torre del nero · a7 pedone del nero · b7 pedone del nero · c7 pedone del nero · d7 pedone del nero · f7 pedone del nero · g7 pedone del nero · h7 pedone del nero · e6 pedone del nero · f6 cavallo del nero · b4 alfiere del nero · c4 pedone del bianco · d4 pedone del bianco · c3 cavallo del bianco · e3 pedone del bianco · a2 pedone del bianco · b2 pedone del bianco · f2 pedone del bianco · g2 pedone del bianco · h2 pedone del bianco · a1 torre del bianco · c1 alfiere del bianco · d1 donna del bianco · e1 re del bianco · f1 alfiere del bianco · g1 cavallo del bianco · h1 torre del bianco | a8 torre del nero · b8 cavallo del nero · c8 alfiere del nero · d8 donna del nero · e8 re del nero · h8 torre del nero · a7 pedone del nero · b7 pedone del nero · c7 pedone del nero · d7 pedone del nero · f7 pedone del nero · g7 pedone del nero · h7 pedone del nero · e6 pedone del nero · f6 cavallo del nero · b4 alfiere del nero · c4 pedone del bianco · d4 pedone del bianco · c3 cavallo del bianco · e3 pedone del bianco · a2 pedone del bianco · b2 pedone del bianco · f2 pedone del bianco · g2 pedone del bianco · h2 pedone del bianco · a1 torre del bianco · c1 alfiere del bianco · d1 donna del bianco · e1 re del bianco · f1 alfiere del bianco · g1 cavallo del bianco · h1 torre del bianco | a8 torre del nero · b8 cavallo del nero · c8 alfiere del nero · d8 donna del nero · e8 re del nero · h8 torre del nero · a7 pedone del nero · b7 pedone del nero · c7 pedone del nero · d7 pedone del nero · f7 pedone del nero · g7 pedone del nero · h7 pedone del nero · e6 pedone del nero · f6 cavallo del nero · b4 alfiere del nero · c4 pedone del bianco · d4 pedone del bianco · c3 cavallo del bianco · e3 pedone del bianco · a2 pedone del bianco · b2 pedone del bianco · f2 pedone del bianco · g2 pedone del bianco · h2 pedone del bianco · a1 torre del bianco · c1 alfiere del bianco · d1 donna del bianco · e1 re del bianco · f1 alfiere del bianco · g1 cavallo del bianco · h1 torre del bianco | 2 |
| 1 | a8 torre del nero · b8 cavallo del nero · c8 alfiere del nero · d8 donna del nero · e8 re del nero · h8 torre del nero · a7 pedone del nero · b7 pedone del nero · c7 pedone del nero · d7 pedone del nero · f7 pedone del nero · g7 pedone del nero · h7 pedone del nero · e6 pedone del nero · f6 cavallo del nero · b4 alfiere del nero · c4 pedone del bianco · d4 pedone del bianco · c3 cavallo del bianco · e3 pedone del bianco · a2 pedone del bianco · b2 pedone del bianco · f2 pedone del bianco · g2 pedone del bianco · h2 pedone del bianco · a1 torre del bianco · c1 alfiere del bianco · d1 donna del bianco · e1 re del bianco · f1 alfiere del bianco · g1 cavallo del bianco · h1 torre del bianco | a8 torre del nero · b8 cavallo del nero · c8 alfiere del nero · d8 donna del nero · e8 re del nero · h8 torre del nero · a7 pedone del nero · b7 pedone del nero · c7 pedone del nero · d7 pedone del nero · f7 pedone del nero · g7 pedone del nero · h7 pedone del nero · e6 pedone del nero · f6 cavallo del nero · b4 alfiere del nero · c4 pedone del bianco · d4 pedone del bianco · c3 cavallo del bianco · e3 pedone del bianco · a2 pedone del bianco · b2 pedone del bianco · f2 pedone del bianco · g2 pedone del bianco · h2 pedone del bianco · a1 torre del bianco · c1 alfiere del bianco · d1 donna del bianco · e1 re del bianco · f1 alfiere del bianco · g1 cavallo del bianco · h1 torre del bianco | a8 torre del nero · b8 cavallo del nero · c8 alfiere del nero · d8 donna del nero · e8 re del nero · h8 torre del nero · a7 pedone del nero · b7 pedone del nero · c7 pedone del nero · d7 pedone del nero · f7 pedone del nero · g7 pedone del nero · h7 pedone del nero · e6 pedone del nero · f6 cavallo del nero · b4 alfiere del nero · c4 pedone del bianco · d4 pedone del bianco · c3 cavallo del bianco · e3 pedone del bianco · a2 pedone del bianco · b2 pedone del bianco · f2 pedone del bianco · g2 pedone del bianco · h2 pedone del bianco · a1 torre del bianco · c1 alfiere del bianco · d1 donna del bianco · e1 re del bianco · f1 alfiere del bianco · g1 cavallo del bianco · h1 torre del bianco | a8 torre del nero · b8 cavallo del nero · c8 alfiere del nero · d8 donna del nero · e8 re del nero · h8 torre del nero · a7 pedone del nero · b7 pedone del nero · c7 pedone del nero · d7 pedone del nero · f7 pedone del nero · g7 pedone del nero · h7 pedone del nero · e6 pedone del nero · f6 cavallo del nero · b4 alfiere del nero · c4 pedone del bianco · d4 pedone del bianco · c3 cavallo del bianco · e3 pedone del bianco · a2 pedone del bianco · b2 pedone del bianco · f2 pedone del bianco · g2 pedone del bianco · h2 pedone del bianco · a1 torre del bianco · c1 alfiere del bianco · d1 donna del bianco · e1 re del bianco · f1 alfiere del bianco · g1 cavallo del bianco · h1 torre del bianco | a8 torre del nero · b8 cavallo del nero · c8 alfiere del nero · d8 donna del nero · e8 re del nero · h8 torre del nero · a7 pedone del nero · b7 pedone del nero · c7 pedone del nero · d7 pedone del nero · f7 pedone del nero · g7 pedone del nero · h7 pedone del nero · e6 pedone del nero · f6 cavallo del nero · b4 alfiere del nero · c4 pedone del bianco · d4 pedone del bianco · c3 cavallo del bianco · e3 pedone del bianco · a2 pedone del bianco · b2 pedone del bianco · f2 pedone del bianco · g2 pedone del bianco · h2 pedone del bianco · a1 torre del bianco · c1 alfiere del bianco · d1 donna del bianco · e1 re del bianco · f1 alfiere del bianco · g1 cavallo del bianco · h1 torre del bianco | a8 torre del nero · b8 cavallo del nero · c8 alfiere del nero · d8 donna del nero · e8 re del nero · h8 torre del nero · a7 pedone del nero · b7 pedone del nero · c7 pedone del nero · d7 pedone del nero · f7 pedone del nero · g7 pedone del nero · h7 pedone del nero · e6 pedone del nero · f6 cavallo del nero · b4 alfiere del nero · c4 pedone del bianco · d4 pedone del bianco · c3 cavallo del bianco · e3 pedone del bianco · a2 pedone del bianco · b2 pedone del bianco · f2 pedone del bianco · g2 pedone del bianco · h2 pedone del bianco · a1 torre del bianco · c1 alfiere del bianco · d1 donna del bianco · e1 re del bianco · f1 alfiere del bianco · g1 cavallo del bianco · h1 torre del bianco | a8 torre del nero · b8 cavallo del nero · c8 alfiere del nero · d8 donna del nero · e8 re del nero · h8 torre del nero · a7 pedone del nero · b7 pedone del nero · c7 pedone del nero · d7 pedone del nero · f7 pedone del nero · g7 pedone del nero · h7 pedone del nero · e6 pedone del nero · f6 cavallo del nero · b4 alfiere del nero · c4 pedone del bianco · d4 pedone del bianco · c3 cavallo del bianco · e3 pedone del bianco · a2 pedone del bianco · b2 pedone del bianco · f2 pedone del bianco · g2 pedone del bianco · h2 pedone del bianco · a1 torre del bianco · c1 alfiere del bianco · d1 donna del bianco · e1 re del bianco · f1 alfiere del bianco · g1 cavallo del bianco · h1 torre del bianco | a8 torre del nero · b8 cavallo del nero · c8 alfiere del nero · d8 donna del nero · e8 re del nero · h8 torre del nero · a7 pedone del nero · b7 pedone del nero · c7 pedone del nero · d7 pedone del nero · f7 pedone del nero · g7 pedone del nero · h7 pedone del nero · e6 pedone del nero · f6 cavallo del nero · b4 alfiere del nero · c4 pedone del bianco · d4 pedone del bianco · c3 cavallo del bianco · e3 pedone del bianco · a2 pedone del bianco · b2 pedone del bianco · f2 pedone del bianco · g2 pedone del bianco · h2 pedone del bianco · a1 torre del bianco · c1 alfiere del bianco · d1 donna del bianco · e1 re del bianco · f1 alfiere del bianco · g1 cavallo del bianco · h1 torre del bianco | 1 |
|   | a | b | c | d | e | f | g | h |   |

La variante più flessibile e anche la più giocata. Il bianco consolida il centro, apre la strada all'alfiere campochiaro e non determina immediatamente la posizione dei propri pezzi leggeri.

In questo modo il bianco mantiene ad esempio la possibilità di giocare, a seconda delle risposte del nero, Cg1-f3 o Cg1-e2.

Data la flessibilità dell'impianto scelto dal bianco il nero ha a disposizione un gran numero di mosse possibili, tra cui:
- 4. ... 0-0
- 4. ... c5
- 4. ... b6

#### 4. ... 0-0
La continuazione più flessibile. Il nero non determina il proprio centro, non si compromette con una mossa di pedone ed effettua una mossa che comunque prima o poi avrebbe dovuto effettuare rimanendo in attesa di capire quale sarà la struttura scelta dal bianco.
Le due continuazioni principali a disposizione del bianco dipendono essenzialmente dalla casa in cui verrà sviluppato il Cg1. Il bianco può scegliere una continuazione aggressiva, sviluppando il cavallo con Cg1-f3 o una continuazione che tenda a evitare l'impedonatura in c3 sostenendo il Cc3 con Cg1-e2.

##### Il bianco si sviluppa con Cg1-f3
Nella variante principale il bianco cercherà di impostare una struttura basata sugli sviluppi: Af1-d3, Cg1-f3, 0-0 per poi cercare di pervenire alla spinta in e4, vero obiettivo strategico come sempre del bianco.

Il gioco potrebbe continuare con:

5. Ad3 d5 6. Cf3 c5 7. 0-0

|   | a | b | c | d | e | f | g | h |   |
| 8 | a8 torre del nero · b8 cavallo del nero · c8 alfiere del nero · d8 donna del nero · f8 torre del nero · g8 re del nero · a7 pedone del nero · b7 pedone del nero · f7 pedone del nero · g7 pedone del nero · h7 pedone del nero · e6 pedone del nero · f6 cavallo del nero · c5 pedone del nero · d5 pedone del nero · b4 alfiere del nero · c4 pedone del bianco · d4 pedone del bianco · c3 cavallo del bianco · d3 alfiere del bianco · e3 pedone del bianco · f3 cavallo del bianco · a2 pedone del bianco · b2 pedone del bianco · f2 pedone del bianco · g2 pedone del bianco · h2 pedone del bianco · a1 torre del bianco · c1 alfiere del bianco · d1 donna del bianco · f1 torre del bianco · g1 re del bianco | a8 torre del nero · b8 cavallo del nero · c8 alfiere del nero · d8 donna del nero · f8 torre del nero · g8 re del nero · a7 pedone del nero · b7 pedone del nero · f7 pedone del nero · g7 pedone del nero · h7 pedone del nero · e6 pedone del nero · f6 cavallo del nero · c5 pedone del nero · d5 pedone del nero · b4 alfiere del nero · c4 pedone del bianco · d4 pedone del bianco · c3 cavallo del bianco · d3 alfiere del bianco · e3 pedone del bianco · f3 cavallo del bianco · a2 pedone del bianco · b2 pedone del bianco · f2 pedone del bianco · g2 pedone del bianco · h2 pedone del bianco · a1 torre del bianco · c1 alfiere del bianco · d1 donna del bianco · f1 torre del bianco · g1 re del bianco | a8 torre del nero · b8 cavallo del nero · c8 alfiere del nero · d8 donna del nero · f8 torre del nero · g8 re del nero · a7 pedone del nero · b7 pedone del nero · f7 pedone del nero · g7 pedone del nero · h7 pedone del nero · e6 pedone del nero · f6 cavallo del nero · c5 pedone del nero · d5 pedone del nero · b4 alfiere del nero · c4 pedone del bianco · d4 pedone del bianco · c3 cavallo del bianco · d3 alfiere del bianco · e3 pedone del bianco · f3 cavallo del bianco · a2 pedone del bianco · b2 pedone del bianco · f2 pedone del bianco · g2 pedone del bianco · h2 pedone del bianco · a1 torre del bianco · c1 alfiere del bianco · d1 donna del bianco · f1 torre del bianco · g1 re del bianco | a8 torre del nero · b8 cavallo del nero · c8 alfiere del nero · d8 donna del nero · f8 torre del nero · g8 re del nero · a7 pedone del nero · b7 pedone del nero · f7 pedone del nero · g7 pedone del nero · h7 pedone del nero · e6 pedone del nero · f6 cavallo del nero · c5 pedone del nero · d5 pedone del nero · b4 alfiere del nero · c4 pedone del bianco · d4 pedone del bianco · c3 cavallo del bianco · d3 alfiere del bianco · e3 pedone del bianco · f3 cavallo del bianco · a2 pedone del bianco · b2 pedone del bianco · f2 pedone del bianco · g2 pedone del bianco · h2 pedone del bianco · a1 torre del bianco · c1 alfiere del bianco · d1 donna del bianco · f1 torre del bianco · g1 re del bianco | a8 torre del nero · b8 cavallo del nero · c8 alfiere del nero · d8 donna del nero · f8 torre del nero · g8 re del nero · a7 pedone del nero · b7 pedone del nero · f7 pedone del nero · g7 pedone del nero · h7 pedone del nero · e6 pedone del nero · f6 cavallo del nero · c5 pedone del nero · d5 pedone del nero · b4 alfiere del nero · c4 pedone del bianco · d4 pedone del bianco · c3 cavallo del bianco · d3 alfiere del bianco · e3 pedone del bianco · f3 cavallo del bianco · a2 pedone del bianco · b2 pedone del bianco · f2 pedone del bianco · g2 pedone del bianco · h2 pedone del bianco · a1 torre del bianco · c1 alfiere del bianco · d1 donna del bianco · f1 torre del bianco · g1 re del bianco | a8 torre del nero · b8 cavallo del nero · c8 alfiere del nero · d8 donna del nero · f8 torre del nero · g8 re del nero · a7 pedone del nero · b7 pedone del nero · f7 pedone del nero · g7 pedone del nero · h7 pedone del nero · e6 pedone del nero · f6 cavallo del nero · c5 pedone del nero · d5 pedone del nero · b4 alfiere del nero · c4 pedone del bianco · d4 pedone del bianco · c3 cavallo del bianco · d3 alfiere del bianco · e3 pedone del bianco · f3 cavallo del bianco · a2 pedone del bianco · b2 pedone del bianco · f2 pedone del bianco · g2 pedone del bianco · h2 pedone del bianco · a1 torre del bianco · c1 alfiere del bianco · d1 donna del bianco · f1 torre del bianco · g1 re del bianco | a8 torre del nero · b8 cavallo del nero · c8 alfiere del nero · d8 donna del nero · f8 torre del nero · g8 re del nero · a7 pedone del nero · b7 pedone del nero · f7 pedone del nero · g7 pedone del nero · h7 pedone del nero · e6 pedone del nero · f6 cavallo del nero · c5 pedone del nero · d5 pedone del nero · b4 alfiere del nero · c4 pedone del bianco · d4 pedone del bianco · c3 cavallo del bianco · d3 alfiere del bianco · e3 pedone del bianco · f3 cavallo del bianco · a2 pedone del bianco · b2 pedone del bianco · f2 pedone del bianco · g2 pedone del bianco · h2 pedone del bianco · a1 torre del bianco · c1 alfiere del bianco · d1 donna del bianco · f1 torre del bianco · g1 re del bianco | a8 torre del nero · b8 cavallo del nero · c8 alfiere del nero · d8 donna del nero · f8 torre del nero · g8 re del nero · a7 pedone del nero · b7 pedone del nero · f7 pedone del nero · g7 pedone del nero · h7 pedone del nero · e6 pedone del nero · f6 cavallo del nero · c5 pedone del nero · d5 pedone del nero · b4 alfiere del nero · c4 pedone del bianco · d4 pedone del bianco · c3 cavallo del bianco · d3 alfiere del bianco · e3 pedone del bianco · f3 cavallo del bianco · a2 pedone del bianco · b2 pedone del bianco · f2 pedone del bianco · g2 pedone del bianco · h2 pedone del bianco · a1 torre del bianco · c1 alfiere del bianco · d1 donna del bianco · f1 torre del bianco · g1 re del bianco | 8 |
| 7 | a8 torre del nero · b8 cavallo del nero · c8 alfiere del nero · d8 donna del nero · f8 torre del nero · g8 re del nero · a7 pedone del nero · b7 pedone del nero · f7 pedone del nero · g7 pedone del nero · h7 pedone del nero · e6 pedone del nero · f6 cavallo del nero · c5 pedone del nero · d5 pedone del nero · b4 alfiere del nero · c4 pedone del bianco · d4 pedone del bianco · c3 cavallo del bianco · d3 alfiere del bianco · e3 pedone del bianco · f3 cavallo del bianco · a2 pedone del bianco · b2 pedone del bianco · f2 pedone del bianco · g2 pedone del bianco · h2 pedone del bianco · a1 torre del bianco · c1 alfiere del bianco · d1 donna del bianco · f1 torre del bianco · g1 re del bianco | a8 torre del nero · b8 cavallo del nero · c8 alfiere del nero · d8 donna del nero · f8 torre del nero · g8 re del nero · a7 pedone del nero · b7 pedone del nero · f7 pedone del nero · g7 pedone del nero · h7 pedone del nero · e6 pedone del nero · f6 cavallo del nero · c5 pedone del nero · d5 pedone del nero · b4 alfiere del nero · c4 pedone del bianco · d4 pedone del bianco · c3 cavallo del bianco · d3 alfiere del bianco · e3 pedone del bianco · f3 cavallo del bianco · a2 pedone del bianco · b2 pedone del bianco · f2 pedone del bianco · g2 pedone del bianco · h2 pedone del bianco · a1 torre del bianco · c1 alfiere del bianco · d1 donna del bianco · f1 torre del bianco · g1 re del bianco | a8 torre del nero · b8 cavallo del nero · c8 alfiere del nero · d8 donna del nero · f8 torre del nero · g8 re del nero · a7 pedone del nero · b7 pedone del nero · f7 pedone del nero · g7 pedone del nero · h7 pedone del nero · e6 pedone del nero · f6 cavallo del nero · c5 pedone del nero · d5 pedone del nero · b4 alfiere del nero · c4 pedone del bianco · d4 pedone del bianco · c3 cavallo del bianco · d3 alfiere del bianco · e3 pedone del bianco · f3 cavallo del bianco · a2 pedone del bianco · b2 pedone del bianco · f2 pedone del bianco · g2 pedone del bianco · h2 pedone del bianco · a1 torre del bianco · c1 alfiere del bianco · d1 donna del bianco · f1 torre del bianco · g1 re del bianco | a8 torre del nero · b8 cavallo del nero · c8 alfiere del nero · d8 donna del nero · f8 torre del nero · g8 re del nero · a7 pedone del nero · b7 pedone del nero · f7 pedone del nero · g7 pedone del nero · h7 pedone del nero · e6 pedone del nero · f6 cavallo del nero · c5 pedone del nero · d5 pedone del nero · b4 alfiere del nero · c4 pedone del bianco · d4 pedone del bianco · c3 cavallo del bianco · d3 alfiere del bianco · e3 pedone del bianco · f3 cavallo del bianco · a2 pedone del bianco · b2 pedone del bianco · f2 pedone del bianco · g2 pedone del bianco · h2 pedone del bianco · a1 torre del bianco · c1 alfiere del bianco · d1 donna del bianco · f1 torre del bianco · g1 re del bianco | a8 torre del nero · b8 cavallo del nero · c8 alfiere del nero · d8 donna del nero · f8 torre del nero · g8 re del nero · a7 pedone del nero · b7 pedone del nero · f7 pedone del nero · g7 pedone del nero · h7 pedone del nero · e6 pedone del nero · f6 cavallo del nero · c5 pedone del nero · d5 pedone del nero · b4 alfiere del nero · c4 pedone del bianco · d4 pedone del bianco · c3 cavallo del bianco · d3 alfiere del bianco · e3 pedone del bianco · f3 cavallo del bianco · a2 pedone del bianco · b2 pedone del bianco · f2 pedone del bianco · g2 pedone del bianco · h2 pedone del bianco · a1 torre del bianco · c1 alfiere del bianco · d1 donna del bianco · f1 torre del bianco · g1 re del bianco | a8 torre del nero · b8 cavallo del nero · c8 alfiere del nero · d8 donna del nero · f8 torre del nero · g8 re del nero · a7 pedone del nero · b7 pedone del nero · f7 pedone del nero · g7 pedone del nero · h7 pedone del nero · e6 pedone del nero · f6 cavallo del nero · c5 pedone del nero · d5 pedone del nero · b4 alfiere del nero · c4 pedone del bianco · d4 pedone del bianco · c3 cavallo del bianco · d3 alfiere del bianco · e3 pedone del bianco · f3 cavallo del bianco · a2 pedone del bianco · b2 pedone del bianco · f2 pedone del bianco · g2 pedone del bianco · h2 pedone del bianco · a1 torre del bianco · c1 alfiere del bianco · d1 donna del bianco · f1 torre del bianco · g1 re del bianco | a8 torre del nero · b8 cavallo del nero · c8 alfiere del nero · d8 donna del nero · f8 torre del nero · g8 re del nero · a7 pedone del nero · b7 pedone del nero · f7 pedone del nero · g7 pedone del nero · h7 pedone del nero · e6 pedone del nero · f6 cavallo del nero · c5 pedone del nero · d5 pedone del nero · b4 alfiere del nero · c4 pedone del bianco · d4 pedone del bianco · c3 cavallo del bianco · d3 alfiere del bianco · e3 pedone del bianco · f3 cavallo del bianco · a2 pedone del bianco · b2 pedone del bianco · f2 pedone del bianco · g2 pedone del bianco · h2 pedone del bianco · a1 torre del bianco · c1 alfiere del bianco · d1 donna del bianco · f1 torre del bianco · g1 re del bianco | a8 torre del nero · b8 cavallo del nero · c8 alfiere del nero · d8 donna del nero · f8 torre del nero · g8 re del nero · a7 pedone del nero · b7 pedone del nero · f7 pedone del nero · g7 pedone del nero · h7 pedone del nero · e6 pedone del nero · f6 cavallo del nero · c5 pedone del nero · d5 pedone del nero · b4 alfiere del nero · c4 pedone del bianco · d4 pedone del bianco · c3 cavallo del bianco · d3 alfiere del bianco · e3 pedone del bianco · f3 cavallo del bianco · a2 pedone del bianco · b2 pedone del bianco · f2 pedone del bianco · g2 pedone del bianco · h2 pedone del bianco · a1 torre del bianco · c1 alfiere del bianco · d1 donna del bianco · f1 torre del bianco · g1 re del bianco | 7 |
| 6 | a8 torre del nero · b8 cavallo del nero · c8 alfiere del nero · d8 donna del nero · f8 torre del nero · g8 re del nero · a7 pedone del nero · b7 pedone del nero · f7 pedone del nero · g7 pedone del nero · h7 pedone del nero · e6 pedone del nero · f6 cavallo del nero · c5 pedone del nero · d5 pedone del nero · b4 alfiere del nero · c4 pedone del bianco · d4 pedone del bianco · c3 cavallo del bianco · d3 alfiere del bianco · e3 pedone del bianco · f3 cavallo del bianco · a2 pedone del bianco · b2 pedone del bianco · f2 pedone del bianco · g2 pedone del bianco · h2 pedone del bianco · a1 torre del bianco · c1 alfiere del bianco · d1 donna del bianco · f1 torre del bianco · g1 re del bianco | a8 torre del nero · b8 cavallo del nero · c8 alfiere del nero · d8 donna del nero · f8 torre del nero · g8 re del nero · a7 pedone del nero · b7 pedone del nero · f7 pedone del nero · g7 pedone del nero · h7 pedone del nero · e6 pedone del nero · f6 cavallo del nero · c5 pedone del nero · d5 pedone del nero · b4 alfiere del nero · c4 pedone del bianco · d4 pedone del bianco · c3 cavallo del bianco · d3 alfiere del bianco · e3 pedone del bianco · f3 cavallo del bianco · a2 pedone del bianco · b2 pedone del bianco · f2 pedone del bianco · g2 pedone del bianco · h2 pedone del bianco · a1 torre del bianco · c1 alfiere del bianco · d1 donna del bianco · f1 torre del bianco · g1 re del bianco | a8 torre del nero · b8 cavallo del nero · c8 alfiere del nero · d8 donna del nero · f8 torre del nero · g8 re del nero · a7 pedone del nero · b7 pedone del nero · f7 pedone del nero · g7 pedone del nero · h7 pedone del nero · e6 pedone del nero · f6 cavallo del nero · c5 pedone del nero · d5 pedone del nero · b4 alfiere del nero · c4 pedone del bianco · d4 pedone del bianco · c3 cavallo del bianco · d3 alfiere del bianco · e3 pedone del bianco · f3 cavallo del bianco · a2 pedone del bianco · b2 pedone del bianco · f2 pedone del bianco · g2 pedone del bianco · h2 pedone del bianco · a1 torre del bianco · c1 alfiere del bianco · d1 donna del bianco · f1 torre del bianco · g1 re del bianco | a8 torre del nero · b8 cavallo del nero · c8 alfiere del nero · d8 donna del nero · f8 torre del nero · g8 re del nero · a7 pedone del nero · b7 pedone del nero · f7 pedone del nero · g7 pedone del nero · h7 pedone del nero · e6 pedone del nero · f6 cavallo del nero · c5 pedone del nero · d5 pedone del nero · b4 alfiere del nero · c4 pedone del bianco · d4 pedone del bianco · c3 cavallo del bianco · d3 alfiere del bianco · e3 pedone del bianco · f3 cavallo del bianco · a2 pedone del bianco · b2 pedone del bianco · f2 pedone del bianco · g2 pedone del bianco · h2 pedone del bianco · a1 torre del bianco · c1 alfiere del bianco · d1 donna del bianco · f1 torre del bianco · g1 re del bianco | a8 torre del nero · b8 cavallo del nero · c8 alfiere del nero · d8 donna del nero · f8 torre del nero · g8 re del nero · a7 pedone del nero · b7 pedone del nero · f7 pedone del nero · g7 pedone del nero · h7 pedone del nero · e6 pedone del nero · f6 cavallo del nero · c5 pedone del nero · d5 pedone del nero · b4 alfiere del nero · c4 pedone del bianco · d4 pedone del bianco · c3 cavallo del bianco · d3 alfiere del bianco · e3 pedone del bianco · f3 cavallo del bianco · a2 pedone del bianco · b2 pedone del bianco · f2 pedone del bianco · g2 pedone del bianco · h2 pedone del bianco · a1 torre del bianco · c1 alfiere del bianco · d1 donna del bianco · f1 torre del bianco · g1 re del bianco | a8 torre del nero · b8 cavallo del nero · c8 alfiere del nero · d8 donna del nero · f8 torre del nero · g8 re del nero · a7 pedone del nero · b7 pedone del nero · f7 pedone del nero · g7 pedone del nero · h7 pedone del nero · e6 pedone del nero · f6 cavallo del nero · c5 pedone del nero · d5 pedone del nero · b4 alfiere del nero · c4 pedone del bianco · d4 pedone del bianco · c3 cavallo del bianco · d3 alfiere del bianco · e3 pedone del bianco · f3 cavallo del bianco · a2 pedone del bianco · b2 pedone del bianco · f2 pedone del bianco · g2 pedone del bianco · h2 pedone del bianco · a1 torre del bianco · c1 alfiere del bianco · d1 donna del bianco · f1 torre del bianco · g1 re del bianco | a8 torre del nero · b8 cavallo del nero · c8 alfiere del nero · d8 donna del nero · f8 torre del nero · g8 re del nero · a7 pedone del nero · b7 pedone del nero · f7 pedone del nero · g7 pedone del nero · h7 pedone del nero · e6 pedone del nero · f6 cavallo del nero · c5 pedone del nero · d5 pedone del nero · b4 alfiere del nero · c4 pedone del bianco · d4 pedone del bianco · c3 cavallo del bianco · d3 alfiere del bianco · e3 pedone del bianco · f3 cavallo del bianco · a2 pedone del bianco · b2 pedone del bianco · f2 pedone del bianco · g2 pedone del bianco · h2 pedone del bianco · a1 torre del bianco · c1 alfiere del bianco · d1 donna del bianco · f1 torre del bianco · g1 re del bianco | a8 torre del nero · b8 cavallo del nero · c8 alfiere del nero · d8 donna del nero · f8 torre del nero · g8 re del nero · a7 pedone del nero · b7 pedone del nero · f7 pedone del nero · g7 pedone del nero · h7 pedone del nero · e6 pedone del nero · f6 cavallo del nero · c5 pedone del nero · d5 pedone del nero · b4 alfiere del nero · c4 pedone del bianco · d4 pedone del bianco · c3 cavallo del bianco · d3 alfiere del bianco · e3 pedone del bianco · f3 cavallo del bianco · a2 pedone del bianco · b2 pedone del bianco · f2 pedone del bianco · g2 pedone del bianco · h2 pedone del bianco · a1 torre del bianco · c1 alfiere del bianco · d1 donna del bianco · f1 torre del bianco · g1 re del bianco | 6 |
| 5 | a8 torre del nero · b8 cavallo del nero · c8 alfiere del nero · d8 donna del nero · f8 torre del nero · g8 re del nero · a7 pedone del nero · b7 pedone del nero · f7 pedone del nero · g7 pedone del nero · h7 pedone del nero · e6 pedone del nero · f6 cavallo del nero · c5 pedone del nero · d5 pedone del nero · b4 alfiere del nero · c4 pedone del bianco · d4 pedone del bianco · c3 cavallo del bianco · d3 alfiere del bianco · e3 pedone del bianco · f3 cavallo del bianco · a2 pedone del bianco · b2 pedone del bianco · f2 pedone del bianco · g2 pedone del bianco · h2 pedone del bianco · a1 torre del bianco · c1 alfiere del bianco · d1 donna del bianco · f1 torre del bianco · g1 re del bianco | a8 torre del nero · b8 cavallo del nero · c8 alfiere del nero · d8 donna del nero · f8 torre del nero · g8 re del nero · a7 pedone del nero · b7 pedone del nero · f7 pedone del nero · g7 pedone del nero · h7 pedone del nero · e6 pedone del nero · f6 cavallo del nero · c5 pedone del nero · d5 pedone del nero · b4 alfiere del nero · c4 pedone del bianco · d4 pedone del bianco · c3 cavallo del bianco · d3 alfiere del bianco · e3 pedone del bianco · f3 cavallo del bianco · a2 pedone del bianco · b2 pedone del bianco · f2 pedone del bianco · g2 pedone del bianco · h2 pedone del bianco · a1 torre del bianco · c1 alfiere del bianco · d1 donna del bianco · f1 torre del bianco · g1 re del bianco | a8 torre del nero · b8 cavallo del nero · c8 alfiere del nero · d8 donna del nero · f8 torre del nero · g8 re del nero · a7 pedone del nero · b7 pedone del nero · f7 pedone del nero · g7 pedone del nero · h7 pedone del nero · e6 pedone del nero · f6 cavallo del nero · c5 pedone del nero · d5 pedone del nero · b4 alfiere del nero · c4 pedone del bianco · d4 pedone del bianco · c3 cavallo del bianco · d3 alfiere del bianco · e3 pedone del bianco · f3 cavallo del bianco · a2 pedone del bianco · b2 pedone del bianco · f2 pedone del bianco · g2 pedone del bianco · h2 pedone del bianco · a1 torre del bianco · c1 alfiere del bianco · d1 donna del bianco · f1 torre del bianco · g1 re del bianco | a8 torre del nero · b8 cavallo del nero · c8 alfiere del nero · d8 donna del nero · f8 torre del nero · g8 re del nero · a7 pedone del nero · b7 pedone del nero · f7 pedone del nero · g7 pedone del nero · h7 pedone del nero · e6 pedone del nero · f6 cavallo del nero · c5 pedone del nero · d5 pedone del nero · b4 alfiere del nero · c4 pedone del bianco · d4 pedone del bianco · c3 cavallo del bianco · d3 alfiere del bianco · e3 pedone del bianco · f3 cavallo del bianco · a2 pedone del bianco · b2 pedone del bianco · f2 pedone del bianco · g2 pedone del bianco · h2 pedone del bianco · a1 torre del bianco · c1 alfiere del bianco · d1 donna del bianco · f1 torre del bianco · g1 re del bianco | a8 torre del nero · b8 cavallo del nero · c8 alfiere del nero · d8 donna del nero · f8 torre del nero · g8 re del nero · a7 pedone del nero · b7 pedone del nero · f7 pedone del nero · g7 pedone del nero · h7 pedone del nero · e6 pedone del nero · f6 cavallo del nero · c5 pedone del nero · d5 pedone del nero · b4 alfiere del nero · c4 pedone del bianco · d4 pedone del bianco · c3 cavallo del bianco · d3 alfiere del bianco · e3 pedone del bianco · f3 cavallo del bianco · a2 pedone del bianco · b2 pedone del bianco · f2 pedone del bianco · g2 pedone del bianco · h2 pedone del bianco · a1 torre del bianco · c1 alfiere del bianco · d1 donna del bianco · f1 torre del bianco · g1 re del bianco | a8 torre del nero · b8 cavallo del nero · c8 alfiere del nero · d8 donna del nero · f8 torre del nero · g8 re del nero · a7 pedone del nero · b7 pedone del nero · f7 pedone del nero · g7 pedone del nero · h7 pedone del nero · e6 pedone del nero · f6 cavallo del nero · c5 pedone del nero · d5 pedone del nero · b4 alfiere del nero · c4 pedone del bianco · d4 pedone del bianco · c3 cavallo del bianco · d3 alfiere del bianco · e3 pedone del bianco · f3 cavallo del bianco · a2 pedone del bianco · b2 pedone del bianco · f2 pedone del bianco · g2 pedone del bianco · h2 pedone del bianco · a1 torre del bianco · c1 alfiere del bianco · d1 donna del bianco · f1 torre del bianco · g1 re del bianco | a8 torre del nero · b8 cavallo del nero · c8 alfiere del nero · d8 donna del nero · f8 torre del nero · g8 re del nero · a7 pedone del nero · b7 pedone del nero · f7 pedone del nero · g7 pedone del nero · h7 pedone del nero · e6 pedone del nero · f6 cavallo del nero · c5 pedone del nero · d5 pedone del nero · b4 alfiere del nero · c4 pedone del bianco · d4 pedone del bianco · c3 cavallo del bianco · d3 alfiere del bianco · e3 pedone del bianco · f3 cavallo del bianco · a2 pedone del bianco · b2 pedone del bianco · f2 pedone del bianco · g2 pedone del bianco · h2 pedone del bianco · a1 torre del bianco · c1 alfiere del bianco · d1 donna del bianco · f1 torre del bianco · g1 re del bianco | a8 torre del nero · b8 cavallo del nero · c8 alfiere del nero · d8 donna del nero · f8 torre del nero · g8 re del nero · a7 pedone del nero · b7 pedone del nero · f7 pedone del nero · g7 pedone del nero · h7 pedone del nero · e6 pedone del nero · f6 cavallo del nero · c5 pedone del nero · d5 pedone del nero · b4 alfiere del nero · c4 pedone del bianco · d4 pedone del bianco · c3 cavallo del bianco · d3 alfiere del bianco · e3 pedone del bianco · f3 cavallo del bianco · a2 pedone del bianco · b2 pedone del bianco · f2 pedone del bianco · g2 pedone del bianco · h2 pedone del bianco · a1 torre del bianco · c1 alfiere del bianco · d1 donna del bianco · f1 torre del bianco · g1 re del bianco | 5 |
| 4 | a8 torre del nero · b8 cavallo del nero · c8 alfiere del nero · d8 donna del nero · f8 torre del nero · g8 re del nero · a7 pedone del nero · b7 pedone del nero · f7 pedone del nero · g7 pedone del nero · h7 pedone del nero · e6 pedone del nero · f6 cavallo del nero · c5 pedone del nero · d5 pedone del nero · b4 alfiere del nero · c4 pedone del bianco · d4 pedone del bianco · c3 cavallo del bianco · d3 alfiere del bianco · e3 pedone del bianco · f3 cavallo del bianco · a2 pedone del bianco · b2 pedone del bianco · f2 pedone del bianco · g2 pedone del bianco · h2 pedone del bianco · a1 torre del bianco · c1 alfiere del bianco · d1 donna del bianco · f1 torre del bianco · g1 re del bianco | a8 torre del nero · b8 cavallo del nero · c8 alfiere del nero · d8 donna del nero · f8 torre del nero · g8 re del nero · a7 pedone del nero · b7 pedone del nero · f7 pedone del nero · g7 pedone del nero · h7 pedone del nero · e6 pedone del nero · f6 cavallo del nero · c5 pedone del nero · d5 pedone del nero · b4 alfiere del nero · c4 pedone del bianco · d4 pedone del bianco · c3 cavallo del bianco · d3 alfiere del bianco · e3 pedone del bianco · f3 cavallo del bianco · a2 pedone del bianco · b2 pedone del bianco · f2 pedone del bianco · g2 pedone del bianco · h2 pedone del bianco · a1 torre del bianco · c1 alfiere del bianco · d1 donna del bianco · f1 torre del bianco · g1 re del bianco | a8 torre del nero · b8 cavallo del nero · c8 alfiere del nero · d8 donna del nero · f8 torre del nero · g8 re del nero · a7 pedone del nero · b7 pedone del nero · f7 pedone del nero · g7 pedone del nero · h7 pedone del nero · e6 pedone del nero · f6 cavallo del nero · c5 pedone del nero · d5 pedone del nero · b4 alfiere del nero · c4 pedone del bianco · d4 pedone del bianco · c3 cavallo del bianco · d3 alfiere del bianco · e3 pedone del bianco · f3 cavallo del bianco · a2 pedone del bianco · b2 pedone del bianco · f2 pedone del bianco · g2 pedone del bianco · h2 pedone del bianco · a1 torre del bianco · c1 alfiere del bianco · d1 donna del bianco · f1 torre del bianco · g1 re del bianco | a8 torre del nero · b8 cavallo del nero · c8 alfiere del nero · d8 donna del nero · f8 torre del nero · g8 re del nero · a7 pedone del nero · b7 pedone del nero · f7 pedone del nero · g7 pedone del nero · h7 pedone del nero · e6 pedone del nero · f6 cavallo del nero · c5 pedone del nero · d5 pedone del nero · b4 alfiere del nero · c4 pedone del bianco · d4 pedone del bianco · c3 cavallo del bianco · d3 alfiere del bianco · e3 pedone del bianco · f3 cavallo del bianco · a2 pedone del bianco · b2 pedone del bianco · f2 pedone del bianco · g2 pedone del bianco · h2 pedone del bianco · a1 torre del bianco · c1 alfiere del bianco · d1 donna del bianco · f1 torre del bianco · g1 re del bianco | a8 torre del nero · b8 cavallo del nero · c8 alfiere del nero · d8 donna del nero · f8 torre del nero · g8 re del nero · a7 pedone del nero · b7 pedone del nero · f7 pedone del nero · g7 pedone del nero · h7 pedone del nero · e6 pedone del nero · f6 cavallo del nero · c5 pedone del nero · d5 pedone del nero · b4 alfiere del nero · c4 pedone del bianco · d4 pedone del bianco · c3 cavallo del bianco · d3 alfiere del bianco · e3 pedone del bianco · f3 cavallo del bianco · a2 pedone del bianco · b2 pedone del bianco · f2 pedone del bianco · g2 pedone del bianco · h2 pedone del bianco · a1 torre del bianco · c1 alfiere del bianco · d1 donna del bianco · f1 torre del bianco · g1 re del bianco | a8 torre del nero · b8 cavallo del nero · c8 alfiere del nero · d8 donna del nero · f8 torre del nero · g8 re del nero · a7 pedone del nero · b7 pedone del nero · f7 pedone del nero · g7 pedone del nero · h7 pedone del nero · e6 pedone del nero · f6 cavallo del nero · c5 pedone del nero · d5 pedone del nero · b4 alfiere del nero · c4 pedone del bianco · d4 pedone del bianco · c3 cavallo del bianco · d3 alfiere del bianco · e3 pedone del bianco · f3 cavallo del bianco · a2 pedone del bianco · b2 pedone del bianco · f2 pedone del bianco · g2 pedone del bianco · h2 pedone del bianco · a1 torre del bianco · c1 alfiere del bianco · d1 donna del bianco · f1 torre del bianco · g1 re del bianco | a8 torre del nero · b8 cavallo del nero · c8 alfiere del nero · d8 donna del nero · f8 torre del nero · g8 re del nero · a7 pedone del nero · b7 pedone del nero · f7 pedone del nero · g7 pedone del nero · h7 pedone del nero · e6 pedone del nero · f6 cavallo del nero · c5 pedone del nero · d5 pedone del nero · b4 alfiere del nero · c4 pedone del bianco · d4 pedone del bianco · c3 cavallo del bianco · d3 alfiere del bianco · e3 pedone del bianco · f3 cavallo del bianco · a2 pedone del bianco · b2 pedone del bianco · f2 pedone del bianco · g2 pedone del bianco · h2 pedone del bianco · a1 torre del bianco · c1 alfiere del bianco · d1 donna del bianco · f1 torre del bianco · g1 re del bianco | a8 torre del nero · b8 cavallo del nero · c8 alfiere del nero · d8 donna del nero · f8 torre del nero · g8 re del nero · a7 pedone del nero · b7 pedone del nero · f7 pedone del nero · g7 pedone del nero · h7 pedone del nero · e6 pedone del nero · f6 cavallo del nero · c5 pedone del nero · d5 pedone del nero · b4 alfiere del nero · c4 pedone del bianco · d4 pedone del bianco · c3 cavallo del bianco · d3 alfiere del bianco · e3 pedone del bianco · f3 cavallo del bianco · a2 pedone del bianco · b2 pedone del bianco · f2 pedone del bianco · g2 pedone del bianco · h2 pedone del bianco · a1 torre del bianco · c1 alfiere del bianco · d1 donna del bianco · f1 torre del bianco · g1 re del bianco | 4 |
| 3 | a8 torre del nero · b8 cavallo del nero · c8 alfiere del nero · d8 donna del nero · f8 torre del nero · g8 re del nero · a7 pedone del nero · b7 pedone del nero · f7 pedone del nero · g7 pedone del nero · h7 pedone del nero · e6 pedone del nero · f6 cavallo del nero · c5 pedone del nero · d5 pedone del nero · b4 alfiere del nero · c4 pedone del bianco · d4 pedone del bianco · c3 cavallo del bianco · d3 alfiere del bianco · e3 pedone del bianco · f3 cavallo del bianco · a2 pedone del bianco · b2 pedone del bianco · f2 pedone del bianco · g2 pedone del bianco · h2 pedone del bianco · a1 torre del bianco · c1 alfiere del bianco · d1 donna del bianco · f1 torre del bianco · g1 re del bianco | a8 torre del nero · b8 cavallo del nero · c8 alfiere del nero · d8 donna del nero · f8 torre del nero · g8 re del nero · a7 pedone del nero · b7 pedone del nero · f7 pedone del nero · g7 pedone del nero · h7 pedone del nero · e6 pedone del nero · f6 cavallo del nero · c5 pedone del nero · d5 pedone del nero · b4 alfiere del nero · c4 pedone del bianco · d4 pedone del bianco · c3 cavallo del bianco · d3 alfiere del bianco · e3 pedone del bianco · f3 cavallo del bianco · a2 pedone del bianco · b2 pedone del bianco · f2 pedone del bianco · g2 pedone del bianco · h2 pedone del bianco · a1 torre del bianco · c1 alfiere del bianco · d1 donna del bianco · f1 torre del bianco · g1 re del bianco | a8 torre del nero · b8 cavallo del nero · c8 alfiere del nero · d8 donna del nero · f8 torre del nero · g8 re del nero · a7 pedone del nero · b7 pedone del nero · f7 pedone del nero · g7 pedone del nero · h7 pedone del nero · e6 pedone del nero · f6 cavallo del nero · c5 pedone del nero · d5 pedone del nero · b4 alfiere del nero · c4 pedone del bianco · d4 pedone del bianco · c3 cavallo del bianco · d3 alfiere del bianco · e3 pedone del bianco · f3 cavallo del bianco · a2 pedone del bianco · b2 pedone del bianco · f2 pedone del bianco · g2 pedone del bianco · h2 pedone del bianco · a1 torre del bianco · c1 alfiere del bianco · d1 donna del bianco · f1 torre del bianco · g1 re del bianco | a8 torre del nero · b8 cavallo del nero · c8 alfiere del nero · d8 donna del nero · f8 torre del nero · g8 re del nero · a7 pedone del nero · b7 pedone del nero · f7 pedone del nero · g7 pedone del nero · h7 pedone del nero · e6 pedone del nero · f6 cavallo del nero · c5 pedone del nero · d5 pedone del nero · b4 alfiere del nero · c4 pedone del bianco · d4 pedone del bianco · c3 cavallo del bianco · d3 alfiere del bianco · e3 pedone del bianco · f3 cavallo del bianco · a2 pedone del bianco · b2 pedone del bianco · f2 pedone del bianco · g2 pedone del bianco · h2 pedone del bianco · a1 torre del bianco · c1 alfiere del bianco · d1 donna del bianco · f1 torre del bianco · g1 re del bianco | a8 torre del nero · b8 cavallo del nero · c8 alfiere del nero · d8 donna del nero · f8 torre del nero · g8 re del nero · a7 pedone del nero · b7 pedone del nero · f7 pedone del nero · g7 pedone del nero · h7 pedone del nero · e6 pedone del nero · f6 cavallo del nero · c5 pedone del nero · d5 pedone del nero · b4 alfiere del nero · c4 pedone del bianco · d4 pedone del bianco · c3 cavallo del bianco · d3 alfiere del bianco · e3 pedone del bianco · f3 cavallo del bianco · a2 pedone del bianco · b2 pedone del bianco · f2 pedone del bianco · g2 pedone del bianco · h2 pedone del bianco · a1 torre del bianco · c1 alfiere del bianco · d1 donna del bianco · f1 torre del bianco · g1 re del bianco | a8 torre del nero · b8 cavallo del nero · c8 alfiere del nero · d8 donna del nero · f8 torre del nero · g8 re del nero · a7 pedone del nero · b7 pedone del nero · f7 pedone del nero · g7 pedone del nero · h7 pedone del nero · e6 pedone del nero · f6 cavallo del nero · c5 pedone del nero · d5 pedone del nero · b4 alfiere del nero · c4 pedone del bianco · d4 pedone del bianco · c3 cavallo del bianco · d3 alfiere del bianco · e3 pedone del bianco · f3 cavallo del bianco · a2 pedone del bianco · b2 pedone del bianco · f2 pedone del bianco · g2 pedone del bianco · h2 pedone del bianco · a1 torre del bianco · c1 alfiere del bianco · d1 donna del bianco · f1 torre del bianco · g1 re del bianco | a8 torre del nero · b8 cavallo del nero · c8 alfiere del nero · d8 donna del nero · f8 torre del nero · g8 re del nero · a7 pedone del nero · b7 pedone del nero · f7 pedone del nero · g7 pedone del nero · h7 pedone del nero · e6 pedone del nero · f6 cavallo del nero · c5 pedone del nero · d5 pedone del nero · b4 alfiere del nero · c4 pedone del bianco · d4 pedone del bianco · c3 cavallo del bianco · d3 alfiere del bianco · e3 pedone del bianco · f3 cavallo del bianco · a2 pedone del bianco · b2 pedone del bianco · f2 pedone del bianco · g2 pedone del bianco · h2 pedone del bianco · a1 torre del bianco · c1 alfiere del bianco · d1 donna del bianco · f1 torre del bianco · g1 re del bianco | a8 torre del nero · b8 cavallo del nero · c8 alfiere del nero · d8 donna del nero · f8 torre del nero · g8 re del nero · a7 pedone del nero · b7 pedone del nero · f7 pedone del nero · g7 pedone del nero · h7 pedone del nero · e6 pedone del nero · f6 cavallo del nero · c5 pedone del nero · d5 pedone del nero · b4 alfiere del nero · c4 pedone del bianco · d4 pedone del bianco · c3 cavallo del bianco · d3 alfiere del bianco · e3 pedone del bianco · f3 cavallo del bianco · a2 pedone del bianco · b2 pedone del bianco · f2 pedone del bianco · g2 pedone del bianco · h2 pedone del bianco · a1 torre del bianco · c1 alfiere del bianco · d1 donna del bianco · f1 torre del bianco · g1 re del bianco | 3 |
| 2 | a8 torre del nero · b8 cavallo del nero · c8 alfiere del nero · d8 donna del nero · f8 torre del nero · g8 re del nero · a7 pedone del nero · b7 pedone del nero · f7 pedone del nero · g7 pedone del nero · h7 pedone del nero · e6 pedone del nero · f6 cavallo del nero · c5 pedone del nero · d5 pedone del nero · b4 alfiere del nero · c4 pedone del bianco · d4 pedone del bianco · c3 cavallo del bianco · d3 alfiere del bianco · e3 pedone del bianco · f3 cavallo del bianco · a2 pedone del bianco · b2 pedone del bianco · f2 pedone del bianco · g2 pedone del bianco · h2 pedone del bianco · a1 torre del bianco · c1 alfiere del bianco · d1 donna del bianco · f1 torre del bianco · g1 re del bianco | a8 torre del nero · b8 cavallo del nero · c8 alfiere del nero · d8 donna del nero · f8 torre del nero · g8 re del nero · a7 pedone del nero · b7 pedone del nero · f7 pedone del nero · g7 pedone del nero · h7 pedone del nero · e6 pedone del nero · f6 cavallo del nero · c5 pedone del nero · d5 pedone del nero · b4 alfiere del nero · c4 pedone del bianco · d4 pedone del bianco · c3 cavallo del bianco · d3 alfiere del bianco · e3 pedone del bianco · f3 cavallo del bianco · a2 pedone del bianco · b2 pedone del bianco · f2 pedone del bianco · g2 pedone del bianco · h2 pedone del bianco · a1 torre del bianco · c1 alfiere del bianco · d1 donna del bianco · f1 torre del bianco · g1 re del bianco | a8 torre del nero · b8 cavallo del nero · c8 alfiere del nero · d8 donna del nero · f8 torre del nero · g8 re del nero · a7 pedone del nero · b7 pedone del nero · f7 pedone del nero · g7 pedone del nero · h7 pedone del nero · e6 pedone del nero · f6 cavallo del nero · c5 pedone del nero · d5 pedone del nero · b4 alfiere del nero · c4 pedone del bianco · d4 pedone del bianco · c3 cavallo del bianco · d3 alfiere del bianco · e3 pedone del bianco · f3 cavallo del bianco · a2 pedone del bianco · b2 pedone del bianco · f2 pedone del bianco · g2 pedone del bianco · h2 pedone del bianco · a1 torre del bianco · c1 alfiere del bianco · d1 donna del bianco · f1 torre del bianco · g1 re del bianco | a8 torre del nero · b8 cavallo del nero · c8 alfiere del nero · d8 donna del nero · f8 torre del nero · g8 re del nero · a7 pedone del nero · b7 pedone del nero · f7 pedone del nero · g7 pedone del nero · h7 pedone del nero · e6 pedone del nero · f6 cavallo del nero · c5 pedone del nero · d5 pedone del nero · b4 alfiere del nero · c4 pedone del bianco · d4 pedone del bianco · c3 cavallo del bianco · d3 alfiere del bianco · e3 pedone del bianco · f3 cavallo del bianco · a2 pedone del bianco · b2 pedone del bianco · f2 pedone del bianco · g2 pedone del bianco · h2 pedone del bianco · a1 torre del bianco · c1 alfiere del bianco · d1 donna del bianco · f1 torre del bianco · g1 re del bianco | a8 torre del nero · b8 cavallo del nero · c8 alfiere del nero · d8 donna del nero · f8 torre del nero · g8 re del nero · a7 pedone del nero · b7 pedone del nero · f7 pedone del nero · g7 pedone del nero · h7 pedone del nero · e6 pedone del nero · f6 cavallo del nero · c5 pedone del nero · d5 pedone del nero · b4 alfiere del nero · c4 pedone del bianco · d4 pedone del bianco · c3 cavallo del bianco · d3 alfiere del bianco · e3 pedone del bianco · f3 cavallo del bianco · a2 pedone del bianco · b2 pedone del bianco · f2 pedone del bianco · g2 pedone del bianco · h2 pedone del bianco · a1 torre del bianco · c1 alfiere del bianco · d1 donna del bianco · f1 torre del bianco · g1 re del bianco | a8 torre del nero · b8 cavallo del nero · c8 alfiere del nero · d8 donna del nero · f8 torre del nero · g8 re del nero · a7 pedone del nero · b7 pedone del nero · f7 pedone del nero · g7 pedone del nero · h7 pedone del nero · e6 pedone del nero · f6 cavallo del nero · c5 pedone del nero · d5 pedone del nero · b4 alfiere del nero · c4 pedone del bianco · d4 pedone del bianco · c3 cavallo del bianco · d3 alfiere del bianco · e3 pedone del bianco · f3 cavallo del bianco · a2 pedone del bianco · b2 pedone del bianco · f2 pedone del bianco · g2 pedone del bianco · h2 pedone del bianco · a1 torre del bianco · c1 alfiere del bianco · d1 donna del bianco · f1 torre del bianco · g1 re del bianco | a8 torre del nero · b8 cavallo del nero · c8 alfiere del nero · d8 donna del nero · f8 torre del nero · g8 re del nero · a7 pedone del nero · b7 pedone del nero · f7 pedone del nero · g7 pedone del nero · h7 pedone del nero · e6 pedone del nero · f6 cavallo del nero · c5 pedone del nero · d5 pedone del nero · b4 alfiere del nero · c4 pedone del bianco · d4 pedone del bianco · c3 cavallo del bianco · d3 alfiere del bianco · e3 pedone del bianco · f3 cavallo del bianco · a2 pedone del bianco · b2 pedone del bianco · f2 pedone del bianco · g2 pedone del bianco · h2 pedone del bianco · a1 torre del bianco · c1 alfiere del bianco · d1 donna del bianco · f1 torre del bianco · g1 re del bianco | a8 torre del nero · b8 cavallo del nero · c8 alfiere del nero · d8 donna del nero · f8 torre del nero · g8 re del nero · a7 pedone del nero · b7 pedone del nero · f7 pedone del nero · g7 pedone del nero · h7 pedone del nero · e6 pedone del nero · f6 cavallo del nero · c5 pedone del nero · d5 pedone del nero · b4 alfiere del nero · c4 pedone del bianco · d4 pedone del bianco · c3 cavallo del bianco · d3 alfiere del bianco · e3 pedone del bianco · f3 cavallo del bianco · a2 pedone del bianco · b2 pedone del bianco · f2 pedone del bianco · g2 pedone del bianco · h2 pedone del bianco · a1 torre del bianco · c1 alfiere del bianco · d1 donna del bianco · f1 torre del bianco · g1 re del bianco | 2 |
| 1 | a8 torre del nero · b8 cavallo del nero · c8 alfiere del nero · d8 donna del nero · f8 torre del nero · g8 re del nero · a7 pedone del nero · b7 pedone del nero · f7 pedone del nero · g7 pedone del nero · h7 pedone del nero · e6 pedone del nero · f6 cavallo del nero · c5 pedone del nero · d5 pedone del nero · b4 alfiere del nero · c4 pedone del bianco · d4 pedone del bianco · c3 cavallo del bianco · d3 alfiere del bianco · e3 pedone del bianco · f3 cavallo del bianco · a2 pedone del bianco · b2 pedone del bianco · f2 pedone del bianco · g2 pedone del bianco · h2 pedone del bianco · a1 torre del bianco · c1 alfiere del bianco · d1 donna del bianco · f1 torre del bianco · g1 re del bianco | a8 torre del nero · b8 cavallo del nero · c8 alfiere del nero · d8 donna del nero · f8 torre del nero · g8 re del nero · a7 pedone del nero · b7 pedone del nero · f7 pedone del nero · g7 pedone del nero · h7 pedone del nero · e6 pedone del nero · f6 cavallo del nero · c5 pedone del nero · d5 pedone del nero · b4 alfiere del nero · c4 pedone del bianco · d4 pedone del bianco · c3 cavallo del bianco · d3 alfiere del bianco · e3 pedone del bianco · f3 cavallo del bianco · a2 pedone del bianco · b2 pedone del bianco · f2 pedone del bianco · g2 pedone del bianco · h2 pedone del bianco · a1 torre del bianco · c1 alfiere del bianco · d1 donna del bianco · f1 torre del bianco · g1 re del bianco | a8 torre del nero · b8 cavallo del nero · c8 alfiere del nero · d8 donna del nero · f8 torre del nero · g8 re del nero · a7 pedone del nero · b7 pedone del nero · f7 pedone del nero · g7 pedone del nero · h7 pedone del nero · e6 pedone del nero · f6 cavallo del nero · c5 pedone del nero · d5 pedone del nero · b4 alfiere del nero · c4 pedone del bianco · d4 pedone del bianco · c3 cavallo del bianco · d3 alfiere del bianco · e3 pedone del bianco · f3 cavallo del bianco · a2 pedone del bianco · b2 pedone del bianco · f2 pedone del bianco · g2 pedone del bianco · h2 pedone del bianco · a1 torre del bianco · c1 alfiere del bianco · d1 donna del bianco · f1 torre del bianco · g1 re del bianco | a8 torre del nero · b8 cavallo del nero · c8 alfiere del nero · d8 donna del nero · f8 torre del nero · g8 re del nero · a7 pedone del nero · b7 pedone del nero · f7 pedone del nero · g7 pedone del nero · h7 pedone del nero · e6 pedone del nero · f6 cavallo del nero · c5 pedone del nero · d5 pedone del nero · b4 alfiere del nero · c4 pedone del bianco · d4 pedone del bianco · c3 cavallo del bianco · d3 alfiere del bianco · e3 pedone del bianco · f3 cavallo del bianco · a2 pedone del bianco · b2 pedone del bianco · f2 pedone del bianco · g2 pedone del bianco · h2 pedone del bianco · a1 torre del bianco · c1 alfiere del bianco · d1 donna del bianco · f1 torre del bianco · g1 re del bianco | a8 torre del nero · b8 cavallo del nero · c8 alfiere del nero · d8 donna del nero · f8 torre del nero · g8 re del nero · a7 pedone del nero · b7 pedone del nero · f7 pedone del nero · g7 pedone del nero · h7 pedone del nero · e6 pedone del nero · f6 cavallo del nero · c5 pedone del nero · d5 pedone del nero · b4 alfiere del nero · c4 pedone del bianco · d4 pedone del bianco · c3 cavallo del bianco · d3 alfiere del bianco · e3 pedone del bianco · f3 cavallo del bianco · a2 pedone del bianco · b2 pedone del bianco · f2 pedone del bianco · g2 pedone del bianco · h2 pedone del bianco · a1 torre del bianco · c1 alfiere del bianco · d1 donna del bianco · f1 torre del bianco · g1 re del bianco | a8 torre del nero · b8 cavallo del nero · c8 alfiere del nero · d8 donna del nero · f8 torre del nero · g8 re del nero · a7 pedone del nero · b7 pedone del nero · f7 pedone del nero · g7 pedone del nero · h7 pedone del nero · e6 pedone del nero · f6 cavallo del nero · c5 pedone del nero · d5 pedone del nero · b4 alfiere del nero · c4 pedone del bianco · d4 pedone del bianco · c3 cavallo del bianco · d3 alfiere del bianco · e3 pedone del bianco · f3 cavallo del bianco · a2 pedone del bianco · b2 pedone del bianco · f2 pedone del bianco · g2 pedone del bianco · h2 pedone del bianco · a1 torre del bianco · c1 alfiere del bianco · d1 donna del bianco · f1 torre del bianco · g1 re del bianco | a8 torre del nero · b8 cavallo del nero · c8 alfiere del nero · d8 donna del nero · f8 torre del nero · g8 re del nero · a7 pedone del nero · b7 pedone del nero · f7 pedone del nero · g7 pedone del nero · h7 pedone del nero · e6 pedone del nero · f6 cavallo del nero · c5 pedone del nero · d5 pedone del nero · b4 alfiere del nero · c4 pedone del bianco · d4 pedone del bianco · c3 cavallo del bianco · d3 alfiere del bianco · e3 pedone del bianco · f3 cavallo del bianco · a2 pedone del bianco · b2 pedone del bianco · f2 pedone del bianco · g2 pedone del bianco · h2 pedone del bianco · a1 torre del bianco · c1 alfiere del bianco · d1 donna del bianco · f1 torre del bianco · g1 re del bianco | a8 torre del nero · b8 cavallo del nero · c8 alfiere del nero · d8 donna del nero · f8 torre del nero · g8 re del nero · a7 pedone del nero · b7 pedone del nero · f7 pedone del nero · g7 pedone del nero · h7 pedone del nero · e6 pedone del nero · f6 cavallo del nero · c5 pedone del nero · d5 pedone del nero · b4 alfiere del nero · c4 pedone del bianco · d4 pedone del bianco · c3 cavallo del bianco · d3 alfiere del bianco · e3 pedone del bianco · f3 cavallo del bianco · a2 pedone del bianco · b2 pedone del bianco · f2 pedone del bianco · g2 pedone del bianco · h2 pedone del bianco · a1 torre del bianco · c1 alfiere del bianco · d1 donna del bianco · f1 torre del bianco · g1 re del bianco | 1 |
|   | a | b | c | d | e | f | g | h |   |

Ora il bianco potrebbe arrivare ad effettuare la spinta in e4. Il nero ha a disposizione tre alternative:
- Variante 7. ... cxd4

con un possibile seguito:

8. exd4 dxc4 9. Axc4 b6
|   | a | b | c | d | e | f | g | h |   |
| 8 | a8 torre del nero · b8 cavallo del nero · c8 alfiere del nero · d8 donna del nero · f8 torre del nero · g8 re del nero · a7 pedone del nero · f7 pedone del nero · g7 pedone del nero · h7 pedone del nero · b6 pedone del nero · e6 pedone del nero · f6 cavallo del nero · b4 alfiere del nero · c4 alfiere del bianco · d4 pedone del bianco · c3 cavallo del bianco · f3 cavallo del bianco · a2 pedone del bianco · b2 pedone del bianco · f2 pedone del bianco · g2 pedone del bianco · h2 pedone del bianco · a1 torre del bianco · c1 alfiere del bianco · d1 donna del bianco · f1 torre del bianco · g1 re del bianco | a8 torre del nero · b8 cavallo del nero · c8 alfiere del nero · d8 donna del nero · f8 torre del nero · g8 re del nero · a7 pedone del nero · f7 pedone del nero · g7 pedone del nero · h7 pedone del nero · b6 pedone del nero · e6 pedone del nero · f6 cavallo del nero · b4 alfiere del nero · c4 alfiere del bianco · d4 pedone del bianco · c3 cavallo del bianco · f3 cavallo del bianco · a2 pedone del bianco · b2 pedone del bianco · f2 pedone del bianco · g2 pedone del bianco · h2 pedone del bianco · a1 torre del bianco · c1 alfiere del bianco · d1 donna del bianco · f1 torre del bianco · g1 re del bianco | a8 torre del nero · b8 cavallo del nero · c8 alfiere del nero · d8 donna del nero · f8 torre del nero · g8 re del nero · a7 pedone del nero · f7 pedone del nero · g7 pedone del nero · h7 pedone del nero · b6 pedone del nero · e6 pedone del nero · f6 cavallo del nero · b4 alfiere del nero · c4 alfiere del bianco · d4 pedone del bianco · c3 cavallo del bianco · f3 cavallo del bianco · a2 pedone del bianco · b2 pedone del bianco · f2 pedone del bianco · g2 pedone del bianco · h2 pedone del bianco · a1 torre del bianco · c1 alfiere del bianco · d1 donna del bianco · f1 torre del bianco · g1 re del bianco | a8 torre del nero · b8 cavallo del nero · c8 alfiere del nero · d8 donna del nero · f8 torre del nero · g8 re del nero · a7 pedone del nero · f7 pedone del nero · g7 pedone del nero · h7 pedone del nero · b6 pedone del nero · e6 pedone del nero · f6 cavallo del nero · b4 alfiere del nero · c4 alfiere del bianco · d4 pedone del bianco · c3 cavallo del bianco · f3 cavallo del bianco · a2 pedone del bianco · b2 pedone del bianco · f2 pedone del bianco · g2 pedone del bianco · h2 pedone del bianco · a1 torre del bianco · c1 alfiere del bianco · d1 donna del bianco · f1 torre del bianco · g1 re del bianco | a8 torre del nero · b8 cavallo del nero · c8 alfiere del nero · d8 donna del nero · f8 torre del nero · g8 re del nero · a7 pedone del nero · f7 pedone del nero · g7 pedone del nero · h7 pedone del nero · b6 pedone del nero · e6 pedone del nero · f6 cavallo del nero · b4 alfiere del nero · c4 alfiere del bianco · d4 pedone del bianco · c3 cavallo del bianco · f3 cavallo del bianco · a2 pedone del bianco · b2 pedone del bianco · f2 pedone del bianco · g2 pedone del bianco · h2 pedone del bianco · a1 torre del bianco · c1 alfiere del bianco · d1 donna del bianco · f1 torre del bianco · g1 re del bianco | a8 torre del nero · b8 cavallo del nero · c8 alfiere del nero · d8 donna del nero · f8 torre del nero · g8 re del nero · a7 pedone del nero · f7 pedone del nero · g7 pedone del nero · h7 pedone del nero · b6 pedone del nero · e6 pedone del nero · f6 cavallo del nero · b4 alfiere del nero · c4 alfiere del bianco · d4 pedone del bianco · c3 cavallo del bianco · f3 cavallo del bianco · a2 pedone del bianco · b2 pedone del bianco · f2 pedone del bianco · g2 pedone del bianco · h2 pedone del bianco · a1 torre del bianco · c1 alfiere del bianco · d1 donna del bianco · f1 torre del bianco · g1 re del bianco | a8 torre del nero · b8 cavallo del nero · c8 alfiere del nero · d8 donna del nero · f8 torre del nero · g8 re del nero · a7 pedone del nero · f7 pedone del nero · g7 pedone del nero · h7 pedone del nero · b6 pedone del nero · e6 pedone del nero · f6 cavallo del nero · b4 alfiere del nero · c4 alfiere del bianco · d4 pedone del bianco · c3 cavallo del bianco · f3 cavallo del bianco · a2 pedone del bianco · b2 pedone del bianco · f2 pedone del bianco · g2 pedone del bianco · h2 pedone del bianco · a1 torre del bianco · c1 alfiere del bianco · d1 donna del bianco · f1 torre del bianco · g1 re del bianco | a8 torre del nero · b8 cavallo del nero · c8 alfiere del nero · d8 donna del nero · f8 torre del nero · g8 re del nero · a7 pedone del nero · f7 pedone del nero · g7 pedone del nero · h7 pedone del nero · b6 pedone del nero · e6 pedone del nero · f6 cavallo del nero · b4 alfiere del nero · c4 alfiere del bianco · d4 pedone del bianco · c3 cavallo del bianco · f3 cavallo del bianco · a2 pedone del bianco · b2 pedone del bianco · f2 pedone del bianco · g2 pedone del bianco · h2 pedone del bianco · a1 torre del bianco · c1 alfiere del bianco · d1 donna del bianco · f1 torre del bianco · g1 re del bianco | 8 |
| 7 | a8 torre del nero · b8 cavallo del nero · c8 alfiere del nero · d8 donna del nero · f8 torre del nero · g8 re del nero · a7 pedone del nero · f7 pedone del nero · g7 pedone del nero · h7 pedone del nero · b6 pedone del nero · e6 pedone del nero · f6 cavallo del nero · b4 alfiere del nero · c4 alfiere del bianco · d4 pedone del bianco · c3 cavallo del bianco · f3 cavallo del bianco · a2 pedone del bianco · b2 pedone del bianco · f2 pedone del bianco · g2 pedone del bianco · h2 pedone del bianco · a1 torre del bianco · c1 alfiere del bianco · d1 donna del bianco · f1 torre del bianco · g1 re del bianco | a8 torre del nero · b8 cavallo del nero · c8 alfiere del nero · d8 donna del nero · f8 torre del nero · g8 re del nero · a7 pedone del nero · f7 pedone del nero · g7 pedone del nero · h7 pedone del nero · b6 pedone del nero · e6 pedone del nero · f6 cavallo del nero · b4 alfiere del nero · c4 alfiere del bianco · d4 pedone del bianco · c3 cavallo del bianco · f3 cavallo del bianco · a2 pedone del bianco · b2 pedone del bianco · f2 pedone del bianco · g2 pedone del bianco · h2 pedone del bianco · a1 torre del bianco · c1 alfiere del bianco · d1 donna del bianco · f1 torre del bianco · g1 re del bianco | a8 torre del nero · b8 cavallo del nero · c8 alfiere del nero · d8 donna del nero · f8 torre del nero · g8 re del nero · a7 pedone del nero · f7 pedone del nero · g7 pedone del nero · h7 pedone del nero · b6 pedone del nero · e6 pedone del nero · f6 cavallo del nero · b4 alfiere del nero · c4 alfiere del bianco · d4 pedone del bianco · c3 cavallo del bianco · f3 cavallo del bianco · a2 pedone del bianco · b2 pedone del bianco · f2 pedone del bianco · g2 pedone del bianco · h2 pedone del bianco · a1 torre del bianco · c1 alfiere del bianco · d1 donna del bianco · f1 torre del bianco · g1 re del bianco | a8 torre del nero · b8 cavallo del nero · c8 alfiere del nero · d8 donna del nero · f8 torre del nero · g8 re del nero · a7 pedone del nero · f7 pedone del nero · g7 pedone del nero · h7 pedone del nero · b6 pedone del nero · e6 pedone del nero · f6 cavallo del nero · b4 alfiere del nero · c4 alfiere del bianco · d4 pedone del bianco · c3 cavallo del bianco · f3 cavallo del bianco · a2 pedone del bianco · b2 pedone del bianco · f2 pedone del bianco · g2 pedone del bianco · h2 pedone del bianco · a1 torre del bianco · c1 alfiere del bianco · d1 donna del bianco · f1 torre del bianco · g1 re del bianco | a8 torre del nero · b8 cavallo del nero · c8 alfiere del nero · d8 donna del nero · f8 torre del nero · g8 re del nero · a7 pedone del nero · f7 pedone del nero · g7 pedone del nero · h7 pedone del nero · b6 pedone del nero · e6 pedone del nero · f6 cavallo del nero · b4 alfiere del nero · c4 alfiere del bianco · d4 pedone del bianco · c3 cavallo del bianco · f3 cavallo del bianco · a2 pedone del bianco · b2 pedone del bianco · f2 pedone del bianco · g2 pedone del bianco · h2 pedone del bianco · a1 torre del bianco · c1 alfiere del bianco · d1 donna del bianco · f1 torre del bianco · g1 re del bianco | a8 torre del nero · b8 cavallo del nero · c8 alfiere del nero · d8 donna del nero · f8 torre del nero · g8 re del nero · a7 pedone del nero · f7 pedone del nero · g7 pedone del nero · h7 pedone del nero · b6 pedone del nero · e6 pedone del nero · f6 cavallo del nero · b4 alfiere del nero · c4 alfiere del bianco · d4 pedone del bianco · c3 cavallo del bianco · f3 cavallo del bianco · a2 pedone del bianco · b2 pedone del bianco · f2 pedone del bianco · g2 pedone del bianco · h2 pedone del bianco · a1 torre del bianco · c1 alfiere del bianco · d1 donna del bianco · f1 torre del bianco · g1 re del bianco | a8 torre del nero · b8 cavallo del nero · c8 alfiere del nero · d8 donna del nero · f8 torre del nero · g8 re del nero · a7 pedone del nero · f7 pedone del nero · g7 pedone del nero · h7 pedone del nero · b6 pedone del nero · e6 pedone del nero · f6 cavallo del nero · b4 alfiere del nero · c4 alfiere del bianco · d4 pedone del bianco · c3 cavallo del bianco · f3 cavallo del bianco · a2 pedone del bianco · b2 pedone del bianco · f2 pedone del bianco · g2 pedone del bianco · h2 pedone del bianco · a1 torre del bianco · c1 alfiere del bianco · d1 donna del bianco · f1 torre del bianco · g1 re del bianco | a8 torre del nero · b8 cavallo del nero · c8 alfiere del nero · d8 donna del nero · f8 torre del nero · g8 re del nero · a7 pedone del nero · f7 pedone del nero · g7 pedone del nero · h7 pedone del nero · b6 pedone del nero · e6 pedone del nero · f6 cavallo del nero · b4 alfiere del nero · c4 alfiere del bianco · d4 pedone del bianco · c3 cavallo del bianco · f3 cavallo del bianco · a2 pedone del bianco · b2 pedone del bianco · f2 pedone del bianco · g2 pedone del bianco · h2 pedone del bianco · a1 torre del bianco · c1 alfiere del bianco · d1 donna del bianco · f1 torre del bianco · g1 re del bianco | 7 |
| 6 | a8 torre del nero · b8 cavallo del nero · c8 alfiere del nero · d8 donna del nero · f8 torre del nero · g8 re del nero · a7 pedone del nero · f7 pedone del nero · g7 pedone del nero · h7 pedone del nero · b6 pedone del nero · e6 pedone del nero · f6 cavallo del nero · b4 alfiere del nero · c4 alfiere del bianco · d4 pedone del bianco · c3 cavallo del bianco · f3 cavallo del bianco · a2 pedone del bianco · b2 pedone del bianco · f2 pedone del bianco · g2 pedone del bianco · h2 pedone del bianco · a1 torre del bianco · c1 alfiere del bianco · d1 donna del bianco · f1 torre del bianco · g1 re del bianco | a8 torre del nero · b8 cavallo del nero · c8 alfiere del nero · d8 donna del nero · f8 torre del nero · g8 re del nero · a7 pedone del nero · f7 pedone del nero · g7 pedone del nero · h7 pedone del nero · b6 pedone del nero · e6 pedone del nero · f6 cavallo del nero · b4 alfiere del nero · c4 alfiere del bianco · d4 pedone del bianco · c3 cavallo del bianco · f3 cavallo del bianco · a2 pedone del bianco · b2 pedone del bianco · f2 pedone del bianco · g2 pedone del bianco · h2 pedone del bianco · a1 torre del bianco · c1 alfiere del bianco · d1 donna del bianco · f1 torre del bianco · g1 re del bianco | a8 torre del nero · b8 cavallo del nero · c8 alfiere del nero · d8 donna del nero · f8 torre del nero · g8 re del nero · a7 pedone del nero · f7 pedone del nero · g7 pedone del nero · h7 pedone del nero · b6 pedone del nero · e6 pedone del nero · f6 cavallo del nero · b4 alfiere del nero · c4 alfiere del bianco · d4 pedone del bianco · c3 cavallo del bianco · f3 cavallo del bianco · a2 pedone del bianco · b2 pedone del bianco · f2 pedone del bianco · g2 pedone del bianco · h2 pedone del bianco · a1 torre del bianco · c1 alfiere del bianco · d1 donna del bianco · f1 torre del bianco · g1 re del bianco | a8 torre del nero · b8 cavallo del nero · c8 alfiere del nero · d8 donna del nero · f8 torre del nero · g8 re del nero · a7 pedone del nero · f7 pedone del nero · g7 pedone del nero · h7 pedone del nero · b6 pedone del nero · e6 pedone del nero · f6 cavallo del nero · b4 alfiere del nero · c4 alfiere del bianco · d4 pedone del bianco · c3 cavallo del bianco · f3 cavallo del bianco · a2 pedone del bianco · b2 pedone del bianco · f2 pedone del bianco · g2 pedone del bianco · h2 pedone del bianco · a1 torre del bianco · c1 alfiere del bianco · d1 donna del bianco · f1 torre del bianco · g1 re del bianco | a8 torre del nero · b8 cavallo del nero · c8 alfiere del nero · d8 donna del nero · f8 torre del nero · g8 re del nero · a7 pedone del nero · f7 pedone del nero · g7 pedone del nero · h7 pedone del nero · b6 pedone del nero · e6 pedone del nero · f6 cavallo del nero · b4 alfiere del nero · c4 alfiere del bianco · d4 pedone del bianco · c3 cavallo del bianco · f3 cavallo del bianco · a2 pedone del bianco · b2 pedone del bianco · f2 pedone del bianco · g2 pedone del bianco · h2 pedone del bianco · a1 torre del bianco · c1 alfiere del bianco · d1 donna del bianco · f1 torre del bianco · g1 re del bianco | a8 torre del nero · b8 cavallo del nero · c8 alfiere del nero · d8 donna del nero · f8 torre del nero · g8 re del nero · a7 pedone del nero · f7 pedone del nero · g7 pedone del nero · h7 pedone del nero · b6 pedone del nero · e6 pedone del nero · f6 cavallo del nero · b4 alfiere del nero · c4 alfiere del bianco · d4 pedone del bianco · c3 cavallo del bianco · f3 cavallo del bianco · a2 pedone del bianco · b2 pedone del bianco · f2 pedone del bianco · g2 pedone del bianco · h2 pedone del bianco · a1 torre del bianco · c1 alfiere del bianco · d1 donna del bianco · f1 torre del bianco · g1 re del bianco | a8 torre del nero · b8 cavallo del nero · c8 alfiere del nero · d8 donna del nero · f8 torre del nero · g8 re del nero · a7 pedone del nero · f7 pedone del nero · g7 pedone del nero · h7 pedone del nero · b6 pedone del nero · e6 pedone del nero · f6 cavallo del nero · b4 alfiere del nero · c4 alfiere del bianco · d4 pedone del bianco · c3 cavallo del bianco · f3 cavallo del bianco · a2 pedone del bianco · b2 pedone del bianco · f2 pedone del bianco · g2 pedone del bianco · h2 pedone del bianco · a1 torre del bianco · c1 alfiere del bianco · d1 donna del bianco · f1 torre del bianco · g1 re del bianco | a8 torre del nero · b8 cavallo del nero · c8 alfiere del nero · d8 donna del nero · f8 torre del nero · g8 re del nero · a7 pedone del nero · f7 pedone del nero · g7 pedone del nero · h7 pedone del nero · b6 pedone del nero · e6 pedone del nero · f6 cavallo del nero · b4 alfiere del nero · c4 alfiere del bianco · d4 pedone del bianco · c3 cavallo del bianco · f3 cavallo del bianco · a2 pedone del bianco · b2 pedone del bianco · f2 pedone del bianco · g2 pedone del bianco · h2 pedone del bianco · a1 torre del bianco · c1 alfiere del bianco · d1 donna del bianco · f1 torre del bianco · g1 re del bianco | 6 |
| 5 | a8 torre del nero · b8 cavallo del nero · c8 alfiere del nero · d8 donna del nero · f8 torre del nero · g8 re del nero · a7 pedone del nero · f7 pedone del nero · g7 pedone del nero · h7 pedone del nero · b6 pedone del nero · e6 pedone del nero · f6 cavallo del nero · b4 alfiere del nero · c4 alfiere del bianco · d4 pedone del bianco · c3 cavallo del bianco · f3 cavallo del bianco · a2 pedone del bianco · b2 pedone del bianco · f2 pedone del bianco · g2 pedone del bianco · h2 pedone del bianco · a1 torre del bianco · c1 alfiere del bianco · d1 donna del bianco · f1 torre del bianco · g1 re del bianco | a8 torre del nero · b8 cavallo del nero · c8 alfiere del nero · d8 donna del nero · f8 torre del nero · g8 re del nero · a7 pedone del nero · f7 pedone del nero · g7 pedone del nero · h7 pedone del nero · b6 pedone del nero · e6 pedone del nero · f6 cavallo del nero · b4 alfiere del nero · c4 alfiere del bianco · d4 pedone del bianco · c3 cavallo del bianco · f3 cavallo del bianco · a2 pedone del bianco · b2 pedone del bianco · f2 pedone del bianco · g2 pedone del bianco · h2 pedone del bianco · a1 torre del bianco · c1 alfiere del bianco · d1 donna del bianco · f1 torre del bianco · g1 re del bianco | a8 torre del nero · b8 cavallo del nero · c8 alfiere del nero · d8 donna del nero · f8 torre del nero · g8 re del nero · a7 pedone del nero · f7 pedone del nero · g7 pedone del nero · h7 pedone del nero · b6 pedone del nero · e6 pedone del nero · f6 cavallo del nero · b4 alfiere del nero · c4 alfiere del bianco · d4 pedone del bianco · c3 cavallo del bianco · f3 cavallo del bianco · a2 pedone del bianco · b2 pedone del bianco · f2 pedone del bianco · g2 pedone del bianco · h2 pedone del bianco · a1 torre del bianco · c1 alfiere del bianco · d1 donna del bianco · f1 torre del bianco · g1 re del bianco | a8 torre del nero · b8 cavallo del nero · c8 alfiere del nero · d8 donna del nero · f8 torre del nero · g8 re del nero · a7 pedone del nero · f7 pedone del nero · g7 pedone del nero · h7 pedone del nero · b6 pedone del nero · e6 pedone del nero · f6 cavallo del nero · b4 alfiere del nero · c4 alfiere del bianco · d4 pedone del bianco · c3 cavallo del bianco · f3 cavallo del bianco · a2 pedone del bianco · b2 pedone del bianco · f2 pedone del bianco · g2 pedone del bianco · h2 pedone del bianco · a1 torre del bianco · c1 alfiere del bianco · d1 donna del bianco · f1 torre del bianco · g1 re del bianco | a8 torre del nero · b8 cavallo del nero · c8 alfiere del nero · d8 donna del nero · f8 torre del nero · g8 re del nero · a7 pedone del nero · f7 pedone del nero · g7 pedone del nero · h7 pedone del nero · b6 pedone del nero · e6 pedone del nero · f6 cavallo del nero · b4 alfiere del nero · c4 alfiere del bianco · d4 pedone del bianco · c3 cavallo del bianco · f3 cavallo del bianco · a2 pedone del bianco · b2 pedone del bianco · f2 pedone del bianco · g2 pedone del bianco · h2 pedone del bianco · a1 torre del bianco · c1 alfiere del bianco · d1 donna del bianco · f1 torre del bianco · g1 re del bianco | a8 torre del nero · b8 cavallo del nero · c8 alfiere del nero · d8 donna del nero · f8 torre del nero · g8 re del nero · a7 pedone del nero · f7 pedone del nero · g7 pedone del nero · h7 pedone del nero · b6 pedone del nero · e6 pedone del nero · f6 cavallo del nero · b4 alfiere del nero · c4 alfiere del bianco · d4 pedone del bianco · c3 cavallo del bianco · f3 cavallo del bianco · a2 pedone del bianco · b2 pedone del bianco · f2 pedone del bianco · g2 pedone del bianco · h2 pedone del bianco · a1 torre del bianco · c1 alfiere del bianco · d1 donna del bianco · f1 torre del bianco · g1 re del bianco | a8 torre del nero · b8 cavallo del nero · c8 alfiere del nero · d8 donna del nero · f8 torre del nero · g8 re del nero · a7 pedone del nero · f7 pedone del nero · g7 pedone del nero · h7 pedone del nero · b6 pedone del nero · e6 pedone del nero · f6 cavallo del nero · b4 alfiere del nero · c4 alfiere del bianco · d4 pedone del bianco · c3 cavallo del bianco · f3 cavallo del bianco · a2 pedone del bianco · b2 pedone del bianco · f2 pedone del bianco · g2 pedone del bianco · h2 pedone del bianco · a1 torre del bianco · c1 alfiere del bianco · d1 donna del bianco · f1 torre del bianco · g1 re del bianco | a8 torre del nero · b8 cavallo del nero · c8 alfiere del nero · d8 donna del nero · f8 torre del nero · g8 re del nero · a7 pedone del nero · f7 pedone del nero · g7 pedone del nero · h7 pedone del nero · b6 pedone del nero · e6 pedone del nero · f6 cavallo del nero · b4 alfiere del nero · c4 alfiere del bianco · d4 pedone del bianco · c3 cavallo del bianco · f3 cavallo del bianco · a2 pedone del bianco · b2 pedone del bianco · f2 pedone del bianco · g2 pedone del bianco · h2 pedone del bianco · a1 torre del bianco · c1 alfiere del bianco · d1 donna del bianco · f1 torre del bianco · g1 re del bianco | 5 |
| 4 | a8 torre del nero · b8 cavallo del nero · c8 alfiere del nero · d8 donna del nero · f8 torre del nero · g8 re del nero · a7 pedone del nero · f7 pedone del nero · g7 pedone del nero · h7 pedone del nero · b6 pedone del nero · e6 pedone del nero · f6 cavallo del nero · b4 alfiere del nero · c4 alfiere del bianco · d4 pedone del bianco · c3 cavallo del bianco · f3 cavallo del bianco · a2 pedone del bianco · b2 pedone del bianco · f2 pedone del bianco · g2 pedone del bianco · h2 pedone del bianco · a1 torre del bianco · c1 alfiere del bianco · d1 donna del bianco · f1 torre del bianco · g1 re del bianco | a8 torre del nero · b8 cavallo del nero · c8 alfiere del nero · d8 donna del nero · f8 torre del nero · g8 re del nero · a7 pedone del nero · f7 pedone del nero · g7 pedone del nero · h7 pedone del nero · b6 pedone del nero · e6 pedone del nero · f6 cavallo del nero · b4 alfiere del nero · c4 alfiere del bianco · d4 pedone del bianco · c3 cavallo del bianco · f3 cavallo del bianco · a2 pedone del bianco · b2 pedone del bianco · f2 pedone del bianco · g2 pedone del bianco · h2 pedone del bianco · a1 torre del bianco · c1 alfiere del bianco · d1 donna del bianco · f1 torre del bianco · g1 re del bianco | a8 torre del nero · b8 cavallo del nero · c8 alfiere del nero · d8 donna del nero · f8 torre del nero · g8 re del nero · a7 pedone del nero · f7 pedone del nero · g7 pedone del nero · h7 pedone del nero · b6 pedone del nero · e6 pedone del nero · f6 cavallo del nero · b4 alfiere del nero · c4 alfiere del bianco · d4 pedone del bianco · c3 cavallo del bianco · f3 cavallo del bianco · a2 pedone del bianco · b2 pedone del bianco · f2 pedone del bianco · g2 pedone del bianco · h2 pedone del bianco · a1 torre del bianco · c1 alfiere del bianco · d1 donna del bianco · f1 torre del bianco · g1 re del bianco | a8 torre del nero · b8 cavallo del nero · c8 alfiere del nero · d8 donna del nero · f8 torre del nero · g8 re del nero · a7 pedone del nero · f7 pedone del nero · g7 pedone del nero · h7 pedone del nero · b6 pedone del nero · e6 pedone del nero · f6 cavallo del nero · b4 alfiere del nero · c4 alfiere del bianco · d4 pedone del bianco · c3 cavallo del bianco · f3 cavallo del bianco · a2 pedone del bianco · b2 pedone del bianco · f2 pedone del bianco · g2 pedone del bianco · h2 pedone del bianco · a1 torre del bianco · c1 alfiere del bianco · d1 donna del bianco · f1 torre del bianco · g1 re del bianco | a8 torre del nero · b8 cavallo del nero · c8 alfiere del nero · d8 donna del nero · f8 torre del nero · g8 re del nero · a7 pedone del nero · f7 pedone del nero · g7 pedone del nero · h7 pedone del nero · b6 pedone del nero · e6 pedone del nero · f6 cavallo del nero · b4 alfiere del nero · c4 alfiere del bianco · d4 pedone del bianco · c3 cavallo del bianco · f3 cavallo del bianco · a2 pedone del bianco · b2 pedone del bianco · f2 pedone del bianco · g2 pedone del bianco · h2 pedone del bianco · a1 torre del bianco · c1 alfiere del bianco · d1 donna del bianco · f1 torre del bianco · g1 re del bianco | a8 torre del nero · b8 cavallo del nero · c8 alfiere del nero · d8 donna del nero · f8 torre del nero · g8 re del nero · a7 pedone del nero · f7 pedone del nero · g7 pedone del nero · h7 pedone del nero · b6 pedone del nero · e6 pedone del nero · f6 cavallo del nero · b4 alfiere del nero · c4 alfiere del bianco · d4 pedone del bianco · c3 cavallo del bianco · f3 cavallo del bianco · a2 pedone del bianco · b2 pedone del bianco · f2 pedone del bianco · g2 pedone del bianco · h2 pedone del bianco · a1 torre del bianco · c1 alfiere del bianco · d1 donna del bianco · f1 torre del bianco · g1 re del bianco | a8 torre del nero · b8 cavallo del nero · c8 alfiere del nero · d8 donna del nero · f8 torre del nero · g8 re del nero · a7 pedone del nero · f7 pedone del nero · g7 pedone del nero · h7 pedone del nero · b6 pedone del nero · e6 pedone del nero · f6 cavallo del nero · b4 alfiere del nero · c4 alfiere del bianco · d4 pedone del bianco · c3 cavallo del bianco · f3 cavallo del bianco · a2 pedone del bianco · b2 pedone del bianco · f2 pedone del bianco · g2 pedone del bianco · h2 pedone del bianco · a1 torre del bianco · c1 alfiere del bianco · d1 donna del bianco · f1 torre del bianco · g1 re del bianco | a8 torre del nero · b8 cavallo del nero · c8 alfiere del nero · d8 donna del nero · f8 torre del nero · g8 re del nero · a7 pedone del nero · f7 pedone del nero · g7 pedone del nero · h7 pedone del nero · b6 pedone del nero · e6 pedone del nero · f6 cavallo del nero · b4 alfiere del nero · c4 alfiere del bianco · d4 pedone del bianco · c3 cavallo del bianco · f3 cavallo del bianco · a2 pedone del bianco · b2 pedone del bianco · f2 pedone del bianco · g2 pedone del bianco · h2 pedone del bianco · a1 torre del bianco · c1 alfiere del bianco · d1 donna del bianco · f1 torre del bianco · g1 re del bianco | 4 |
| 3 | a8 torre del nero · b8 cavallo del nero · c8 alfiere del nero · d8 donna del nero · f8 torre del nero · g8 re del nero · a7 pedone del nero · f7 pedone del nero · g7 pedone del nero · h7 pedone del nero · b6 pedone del nero · e6 pedone del nero · f6 cavallo del nero · b4 alfiere del nero · c4 alfiere del bianco · d4 pedone del bianco · c3 cavallo del bianco · f3 cavallo del bianco · a2 pedone del bianco · b2 pedone del bianco · f2 pedone del bianco · g2 pedone del bianco · h2 pedone del bianco · a1 torre del bianco · c1 alfiere del bianco · d1 donna del bianco · f1 torre del bianco · g1 re del bianco | a8 torre del nero · b8 cavallo del nero · c8 alfiere del nero · d8 donna del nero · f8 torre del nero · g8 re del nero · a7 pedone del nero · f7 pedone del nero · g7 pedone del nero · h7 pedone del nero · b6 pedone del nero · e6 pedone del nero · f6 cavallo del nero · b4 alfiere del nero · c4 alfiere del bianco · d4 pedone del bianco · c3 cavallo del bianco · f3 cavallo del bianco · a2 pedone del bianco · b2 pedone del bianco · f2 pedone del bianco · g2 pedone del bianco · h2 pedone del bianco · a1 torre del bianco · c1 alfiere del bianco · d1 donna del bianco · f1 torre del bianco · g1 re del bianco | a8 torre del nero · b8 cavallo del nero · c8 alfiere del nero · d8 donna del nero · f8 torre del nero · g8 re del nero · a7 pedone del nero · f7 pedone del nero · g7 pedone del nero · h7 pedone del nero · b6 pedone del nero · e6 pedone del nero · f6 cavallo del nero · b4 alfiere del nero · c4 alfiere del bianco · d4 pedone del bianco · c3 cavallo del bianco · f3 cavallo del bianco · a2 pedone del bianco · b2 pedone del bianco · f2 pedone del bianco · g2 pedone del bianco · h2 pedone del bianco · a1 torre del bianco · c1 alfiere del bianco · d1 donna del bianco · f1 torre del bianco · g1 re del bianco | a8 torre del nero · b8 cavallo del nero · c8 alfiere del nero · d8 donna del nero · f8 torre del nero · g8 re del nero · a7 pedone del nero · f7 pedone del nero · g7 pedone del nero · h7 pedone del nero · b6 pedone del nero · e6 pedone del nero · f6 cavallo del nero · b4 alfiere del nero · c4 alfiere del bianco · d4 pedone del bianco · c3 cavallo del bianco · f3 cavallo del bianco · a2 pedone del bianco · b2 pedone del bianco · f2 pedone del bianco · g2 pedone del bianco · h2 pedone del bianco · a1 torre del bianco · c1 alfiere del bianco · d1 donna del bianco · f1 torre del bianco · g1 re del bianco | a8 torre del nero · b8 cavallo del nero · c8 alfiere del nero · d8 donna del nero · f8 torre del nero · g8 re del nero · a7 pedone del nero · f7 pedone del nero · g7 pedone del nero · h7 pedone del nero · b6 pedone del nero · e6 pedone del nero · f6 cavallo del nero · b4 alfiere del nero · c4 alfiere del bianco · d4 pedone del bianco · c3 cavallo del bianco · f3 cavallo del bianco · a2 pedone del bianco · b2 pedone del bianco · f2 pedone del bianco · g2 pedone del bianco · h2 pedone del bianco · a1 torre del bianco · c1 alfiere del bianco · d1 donna del bianco · f1 torre del bianco · g1 re del bianco | a8 torre del nero · b8 cavallo del nero · c8 alfiere del nero · d8 donna del nero · f8 torre del nero · g8 re del nero · a7 pedone del nero · f7 pedone del nero · g7 pedone del nero · h7 pedone del nero · b6 pedone del nero · e6 pedone del nero · f6 cavallo del nero · b4 alfiere del nero · c4 alfiere del bianco · d4 pedone del bianco · c3 cavallo del bianco · f3 cavallo del bianco · a2 pedone del bianco · b2 pedone del bianco · f2 pedone del bianco · g2 pedone del bianco · h2 pedone del bianco · a1 torre del bianco · c1 alfiere del bianco · d1 donna del bianco · f1 torre del bianco · g1 re del bianco | a8 torre del nero · b8 cavallo del nero · c8 alfiere del nero · d8 donna del nero · f8 torre del nero · g8 re del nero · a7 pedone del nero · f7 pedone del nero · g7 pedone del nero · h7 pedone del nero · b6 pedone del nero · e6 pedone del nero · f6 cavallo del nero · b4 alfiere del nero · c4 alfiere del bianco · d4 pedone del bianco · c3 cavallo del bianco · f3 cavallo del bianco · a2 pedone del bianco · b2 pedone del bianco · f2 pedone del bianco · g2 pedone del bianco · h2 pedone del bianco · a1 torre del bianco · c1 alfiere del bianco · d1 donna del bianco · f1 torre del bianco · g1 re del bianco | a8 torre del nero · b8 cavallo del nero · c8 alfiere del nero · d8 donna del nero · f8 torre del nero · g8 re del nero · a7 pedone del nero · f7 pedone del nero · g7 pedone del nero · h7 pedone del nero · b6 pedone del nero · e6 pedone del nero · f6 cavallo del nero · b4 alfiere del nero · c4 alfiere del bianco · d4 pedone del bianco · c3 cavallo del bianco · f3 cavallo del bianco · a2 pedone del bianco · b2 pedone del bianco · f2 pedone del bianco · g2 pedone del bianco · h2 pedone del bianco · a1 torre del bianco · c1 alfiere del bianco · d1 donna del bianco · f1 torre del bianco · g1 re del bianco | 3 |
| 2 | a8 torre del nero · b8 cavallo del nero · c8 alfiere del nero · d8 donna del nero · f8 torre del nero · g8 re del nero · a7 pedone del nero · f7 pedone del nero · g7 pedone del nero · h7 pedone del nero · b6 pedone del nero · e6 pedone del nero · f6 cavallo del nero · b4 alfiere del nero · c4 alfiere del bianco · d4 pedone del bianco · c3 cavallo del bianco · f3 cavallo del bianco · a2 pedone del bianco · b2 pedone del bianco · f2 pedone del bianco · g2 pedone del bianco · h2 pedone del bianco · a1 torre del bianco · c1 alfiere del bianco · d1 donna del bianco · f1 torre del bianco · g1 re del bianco | a8 torre del nero · b8 cavallo del nero · c8 alfiere del nero · d8 donna del nero · f8 torre del nero · g8 re del nero · a7 pedone del nero · f7 pedone del nero · g7 pedone del nero · h7 pedone del nero · b6 pedone del nero · e6 pedone del nero · f6 cavallo del nero · b4 alfiere del nero · c4 alfiere del bianco · d4 pedone del bianco · c3 cavallo del bianco · f3 cavallo del bianco · a2 pedone del bianco · b2 pedone del bianco · f2 pedone del bianco · g2 pedone del bianco · h2 pedone del bianco · a1 torre del bianco · c1 alfiere del bianco · d1 donna del bianco · f1 torre del bianco · g1 re del bianco | a8 torre del nero · b8 cavallo del nero · c8 alfiere del nero · d8 donna del nero · f8 torre del nero · g8 re del nero · a7 pedone del nero · f7 pedone del nero · g7 pedone del nero · h7 pedone del nero · b6 pedone del nero · e6 pedone del nero · f6 cavallo del nero · b4 alfiere del nero · c4 alfiere del bianco · d4 pedone del bianco · c3 cavallo del bianco · f3 cavallo del bianco · a2 pedone del bianco · b2 pedone del bianco · f2 pedone del bianco · g2 pedone del bianco · h2 pedone del bianco · a1 torre del bianco · c1 alfiere del bianco · d1 donna del bianco · f1 torre del bianco · g1 re del bianco | a8 torre del nero · b8 cavallo del nero · c8 alfiere del nero · d8 donna del nero · f8 torre del nero · g8 re del nero · a7 pedone del nero · f7 pedone del nero · g7 pedone del nero · h7 pedone del nero · b6 pedone del nero · e6 pedone del nero · f6 cavallo del nero · b4 alfiere del nero · c4 alfiere del bianco · d4 pedone del bianco · c3 cavallo del bianco · f3 cavallo del bianco · a2 pedone del bianco · b2 pedone del bianco · f2 pedone del bianco · g2 pedone del bianco · h2 pedone del bianco · a1 torre del bianco · c1 alfiere del bianco · d1 donna del bianco · f1 torre del bianco · g1 re del bianco | a8 torre del nero · b8 cavallo del nero · c8 alfiere del nero · d8 donna del nero · f8 torre del nero · g8 re del nero · a7 pedone del nero · f7 pedone del nero · g7 pedone del nero · h7 pedone del nero · b6 pedone del nero · e6 pedone del nero · f6 cavallo del nero · b4 alfiere del nero · c4 alfiere del bianco · d4 pedone del bianco · c3 cavallo del bianco · f3 cavallo del bianco · a2 pedone del bianco · b2 pedone del bianco · f2 pedone del bianco · g2 pedone del bianco · h2 pedone del bianco · a1 torre del bianco · c1 alfiere del bianco · d1 donna del bianco · f1 torre del bianco · g1 re del bianco | a8 torre del nero · b8 cavallo del nero · c8 alfiere del nero · d8 donna del nero · f8 torre del nero · g8 re del nero · a7 pedone del nero · f7 pedone del nero · g7 pedone del nero · h7 pedone del nero · b6 pedone del nero · e6 pedone del nero · f6 cavallo del nero · b4 alfiere del nero · c4 alfiere del bianco · d4 pedone del bianco · c3 cavallo del bianco · f3 cavallo del bianco · a2 pedone del bianco · b2 pedone del bianco · f2 pedone del bianco · g2 pedone del bianco · h2 pedone del bianco · a1 torre del bianco · c1 alfiere del bianco · d1 donna del bianco · f1 torre del bianco · g1 re del bianco | a8 torre del nero · b8 cavallo del nero · c8 alfiere del nero · d8 donna del nero · f8 torre del nero · g8 re del nero · a7 pedone del nero · f7 pedone del nero · g7 pedone del nero · h7 pedone del nero · b6 pedone del nero · e6 pedone del nero · f6 cavallo del nero · b4 alfiere del nero · c4 alfiere del bianco · d4 pedone del bianco · c3 cavallo del bianco · f3 cavallo del bianco · a2 pedone del bianco · b2 pedone del bianco · f2 pedone del bianco · g2 pedone del bianco · h2 pedone del bianco · a1 torre del bianco · c1 alfiere del bianco · d1 donna del bianco · f1 torre del bianco · g1 re del bianco | a8 torre del nero · b8 cavallo del nero · c8 alfiere del nero · d8 donna del nero · f8 torre del nero · g8 re del nero · a7 pedone del nero · f7 pedone del nero · g7 pedone del nero · h7 pedone del nero · b6 pedone del nero · e6 pedone del nero · f6 cavallo del nero · b4 alfiere del nero · c4 alfiere del bianco · d4 pedone del bianco · c3 cavallo del bianco · f3 cavallo del bianco · a2 pedone del bianco · b2 pedone del bianco · f2 pedone del bianco · g2 pedone del bianco · h2 pedone del bianco · a1 torre del bianco · c1 alfiere del bianco · d1 donna del bianco · f1 torre del bianco · g1 re del bianco | 2 |
| 1 | a8 torre del nero · b8 cavallo del nero · c8 alfiere del nero · d8 donna del nero · f8 torre del nero · g8 re del nero · a7 pedone del nero · f7 pedone del nero · g7 pedone del nero · h7 pedone del nero · b6 pedone del nero · e6 pedone del nero · f6 cavallo del nero · b4 alfiere del nero · c4 alfiere del bianco · d4 pedone del bianco · c3 cavallo del bianco · f3 cavallo del bianco · a2 pedone del bianco · b2 pedone del bianco · f2 pedone del bianco · g2 pedone del bianco · h2 pedone del bianco · a1 torre del bianco · c1 alfiere del bianco · d1 donna del bianco · f1 torre del bianco · g1 re del bianco | a8 torre del nero · b8 cavallo del nero · c8 alfiere del nero · d8 donna del nero · f8 torre del nero · g8 re del nero · a7 pedone del nero · f7 pedone del nero · g7 pedone del nero · h7 pedone del nero · b6 pedone del nero · e6 pedone del nero · f6 cavallo del nero · b4 alfiere del nero · c4 alfiere del bianco · d4 pedone del bianco · c3 cavallo del bianco · f3 cavallo del bianco · a2 pedone del bianco · b2 pedone del bianco · f2 pedone del bianco · g2 pedone del bianco · h2 pedone del bianco · a1 torre del bianco · c1 alfiere del bianco · d1 donna del bianco · f1 torre del bianco · g1 re del bianco | a8 torre del nero · b8 cavallo del nero · c8 alfiere del nero · d8 donna del nero · f8 torre del nero · g8 re del nero · a7 pedone del nero · f7 pedone del nero · g7 pedone del nero · h7 pedone del nero · b6 pedone del nero · e6 pedone del nero · f6 cavallo del nero · b4 alfiere del nero · c4 alfiere del bianco · d4 pedone del bianco · c3 cavallo del bianco · f3 cavallo del bianco · a2 pedone del bianco · b2 pedone del bianco · f2 pedone del bianco · g2 pedone del bianco · h2 pedone del bianco · a1 torre del bianco · c1 alfiere del bianco · d1 donna del bianco · f1 torre del bianco · g1 re del bianco | a8 torre del nero · b8 cavallo del nero · c8 alfiere del nero · d8 donna del nero · f8 torre del nero · g8 re del nero · a7 pedone del nero · f7 pedone del nero · g7 pedone del nero · h7 pedone del nero · b6 pedone del nero · e6 pedone del nero · f6 cavallo del nero · b4 alfiere del nero · c4 alfiere del bianco · d4 pedone del bianco · c3 cavallo del bianco · f3 cavallo del bianco · a2 pedone del bianco · b2 pedone del bianco · f2 pedone del bianco · g2 pedone del bianco · h2 pedone del bianco · a1 torre del bianco · c1 alfiere del bianco · d1 donna del bianco · f1 torre del bianco · g1 re del bianco | a8 torre del nero · b8 cavallo del nero · c8 alfiere del nero · d8 donna del nero · f8 torre del nero · g8 re del nero · a7 pedone del nero · f7 pedone del nero · g7 pedone del nero · h7 pedone del nero · b6 pedone del nero · e6 pedone del nero · f6 cavallo del nero · b4 alfiere del nero · c4 alfiere del bianco · d4 pedone del bianco · c3 cavallo del bianco · f3 cavallo del bianco · a2 pedone del bianco · b2 pedone del bianco · f2 pedone del bianco · g2 pedone del bianco · h2 pedone del bianco · a1 torre del bianco · c1 alfiere del bianco · d1 donna del bianco · f1 torre del bianco · g1 re del bianco | a8 torre del nero · b8 cavallo del nero · c8 alfiere del nero · d8 donna del nero · f8 torre del nero · g8 re del nero · a7 pedone del nero · f7 pedone del nero · g7 pedone del nero · h7 pedone del nero · b6 pedone del nero · e6 pedone del nero · f6 cavallo del nero · b4 alfiere del nero · c4 alfiere del bianco · d4 pedone del bianco · c3 cavallo del bianco · f3 cavallo del bianco · a2 pedone del bianco · b2 pedone del bianco · f2 pedone del bianco · g2 pedone del bianco · h2 pedone del bianco · a1 torre del bianco · c1 alfiere del bianco · d1 donna del bianco · f1 torre del bianco · g1 re del bianco | a8 torre del nero · b8 cavallo del nero · c8 alfiere del nero · d8 donna del nero · f8 torre del nero · g8 re del nero · a7 pedone del nero · f7 pedone del nero · g7 pedone del nero · h7 pedone del nero · b6 pedone del nero · e6 pedone del nero · f6 cavallo del nero · b4 alfiere del nero · c4 alfiere del bianco · d4 pedone del bianco · c3 cavallo del bianco · f3 cavallo del bianco · a2 pedone del bianco · b2 pedone del bianco · f2 pedone del bianco · g2 pedone del bianco · h2 pedone del bianco · a1 torre del bianco · c1 alfiere del bianco · d1 donna del bianco · f1 torre del bianco · g1 re del bianco | a8 torre del nero · b8 cavallo del nero · c8 alfiere del nero · d8 donna del nero · f8 torre del nero · g8 re del nero · a7 pedone del nero · f7 pedone del nero · g7 pedone del nero · h7 pedone del nero · b6 pedone del nero · e6 pedone del nero · f6 cavallo del nero · b4 alfiere del nero · c4 alfiere del bianco · d4 pedone del bianco · c3 cavallo del bianco · f3 cavallo del bianco · a2 pedone del bianco · b2 pedone del bianco · f2 pedone del bianco · g2 pedone del bianco · h2 pedone del bianco · a1 torre del bianco · c1 alfiere del bianco · d1 donna del bianco · f1 torre del bianco · g1 re del bianco | 1 |
|   | a | b | c | d | e | f | g | h |   |

liquidando completamente il centro del bianco. Il bianco si trova ora con il pedone isolato in d4, ma sono presenti ancora tutti i pezzi sulla scacchiera. Se il nero riuscisse a cambiare tutti i pezzi leggeri passerebbe in vantaggio, ma il mediogioco è favorevole al bianco che controlla più case centrali ed è in vantaggio di sviluppo.
- Variante 7. ... dxc4 8. Axc4 e ora:
  - 8. ... Cbd7
  - 8. ... cxd4 rientrando nella variante precedente
  - 8. ... Cc6

- Variante 7. ... Cc6

ora il bianco può ottenere la coppia degli alfieri senza temere impedonature con:

8. a3.

##### Il bianco si sviluppa con Cg1-e2
In questo caso il bianco gioca una continuazione apparentemente meno aggressiva per evitare l'impedonatura che verrebbe a crearsi dopo un'eventuale Axc3 del nero. Questo può essere fatto o alla quinta mossa o più frequentemente alla sesta, senza bloccare l'alfiere dopo 5. Ad3.

La variante:

1. d4 Cf6 2. c4 e6 3. Cc3 Ab4 4. e3 0-0 5. Ad3 c5 6. Cf3 Axc3+ è considerata buona per il nero che nella pratica incontra più difficoltà a contrastare 6. Cg1-e2. In quest'ultima variante si può rientrare anche attraverso 4. ... c5

Per il nero la cosa più semplice è non bloccare l'alfiere e giocare:

1. d4 Cf6 2. c4 e6 3. Cc3 Ab4 4. e3 0-0 5. Ad3 d5

in modo da poter rispondere con 6. Ce2 dxc4 e poter ritirare l'alfiere in caso di a2-a3.

Su 5. Ce2 il nero può giocare 5. ... d5 e rispondere a 6. a3 con 6. ... Ae7.

#### 4. ... c5
|   | a | b | c | d | e | f | g | h |   |
| 8 | a8 torre del nero · b8 cavallo del nero · c8 alfiere del nero · d8 donna del nero · e8 re del nero · h8 torre del nero · a7 pedone del nero · b7 pedone del nero · d7 pedone del nero · f7 pedone del nero · g7 pedone del nero · h7 pedone del nero · e6 pedone del nero · f6 cavallo del nero · c5 pedone del nero · b4 alfiere del nero · c4 pedone del bianco · d4 pedone del bianco · c3 cavallo del bianco · e3 pedone del bianco · a2 pedone del bianco · b2 pedone del bianco · f2 pedone del bianco · g2 pedone del bianco · h2 pedone del bianco · a1 torre del bianco · c1 alfiere del bianco · d1 donna del bianco · e1 re del bianco · f1 alfiere del bianco · g1 cavallo del bianco · h1 torre del bianco | a8 torre del nero · b8 cavallo del nero · c8 alfiere del nero · d8 donna del nero · e8 re del nero · h8 torre del nero · a7 pedone del nero · b7 pedone del nero · d7 pedone del nero · f7 pedone del nero · g7 pedone del nero · h7 pedone del nero · e6 pedone del nero · f6 cavallo del nero · c5 pedone del nero · b4 alfiere del nero · c4 pedone del bianco · d4 pedone del bianco · c3 cavallo del bianco · e3 pedone del bianco · a2 pedone del bianco · b2 pedone del bianco · f2 pedone del bianco · g2 pedone del bianco · h2 pedone del bianco · a1 torre del bianco · c1 alfiere del bianco · d1 donna del bianco · e1 re del bianco · f1 alfiere del bianco · g1 cavallo del bianco · h1 torre del bianco | a8 torre del nero · b8 cavallo del nero · c8 alfiere del nero · d8 donna del nero · e8 re del nero · h8 torre del nero · a7 pedone del nero · b7 pedone del nero · d7 pedone del nero · f7 pedone del nero · g7 pedone del nero · h7 pedone del nero · e6 pedone del nero · f6 cavallo del nero · c5 pedone del nero · b4 alfiere del nero · c4 pedone del bianco · d4 pedone del bianco · c3 cavallo del bianco · e3 pedone del bianco · a2 pedone del bianco · b2 pedone del bianco · f2 pedone del bianco · g2 pedone del bianco · h2 pedone del bianco · a1 torre del bianco · c1 alfiere del bianco · d1 donna del bianco · e1 re del bianco · f1 alfiere del bianco · g1 cavallo del bianco · h1 torre del bianco | a8 torre del nero · b8 cavallo del nero · c8 alfiere del nero · d8 donna del nero · e8 re del nero · h8 torre del nero · a7 pedone del nero · b7 pedone del nero · d7 pedone del nero · f7 pedone del nero · g7 pedone del nero · h7 pedone del nero · e6 pedone del nero · f6 cavallo del nero · c5 pedone del nero · b4 alfiere del nero · c4 pedone del bianco · d4 pedone del bianco · c3 cavallo del bianco · e3 pedone del bianco · a2 pedone del bianco · b2 pedone del bianco · f2 pedone del bianco · g2 pedone del bianco · h2 pedone del bianco · a1 torre del bianco · c1 alfiere del bianco · d1 donna del bianco · e1 re del bianco · f1 alfiere del bianco · g1 cavallo del bianco · h1 torre del bianco | a8 torre del nero · b8 cavallo del nero · c8 alfiere del nero · d8 donna del nero · e8 re del nero · h8 torre del nero · a7 pedone del nero · b7 pedone del nero · d7 pedone del nero · f7 pedone del nero · g7 pedone del nero · h7 pedone del nero · e6 pedone del nero · f6 cavallo del nero · c5 pedone del nero · b4 alfiere del nero · c4 pedone del bianco · d4 pedone del bianco · c3 cavallo del bianco · e3 pedone del bianco · a2 pedone del bianco · b2 pedone del bianco · f2 pedone del bianco · g2 pedone del bianco · h2 pedone del bianco · a1 torre del bianco · c1 alfiere del bianco · d1 donna del bianco · e1 re del bianco · f1 alfiere del bianco · g1 cavallo del bianco · h1 torre del bianco | a8 torre del nero · b8 cavallo del nero · c8 alfiere del nero · d8 donna del nero · e8 re del nero · h8 torre del nero · a7 pedone del nero · b7 pedone del nero · d7 pedone del nero · f7 pedone del nero · g7 pedone del nero · h7 pedone del nero · e6 pedone del nero · f6 cavallo del nero · c5 pedone del nero · b4 alfiere del nero · c4 pedone del bianco · d4 pedone del bianco · c3 cavallo del bianco · e3 pedone del bianco · a2 pedone del bianco · b2 pedone del bianco · f2 pedone del bianco · g2 pedone del bianco · h2 pedone del bianco · a1 torre del bianco · c1 alfiere del bianco · d1 donna del bianco · e1 re del bianco · f1 alfiere del bianco · g1 cavallo del bianco · h1 torre del bianco | a8 torre del nero · b8 cavallo del nero · c8 alfiere del nero · d8 donna del nero · e8 re del nero · h8 torre del nero · a7 pedone del nero · b7 pedone del nero · d7 pedone del nero · f7 pedone del nero · g7 pedone del nero · h7 pedone del nero · e6 pedone del nero · f6 cavallo del nero · c5 pedone del nero · b4 alfiere del nero · c4 pedone del bianco · d4 pedone del bianco · c3 cavallo del bianco · e3 pedone del bianco · a2 pedone del bianco · b2 pedone del bianco · f2 pedone del bianco · g2 pedone del bianco · h2 pedone del bianco · a1 torre del bianco · c1 alfiere del bianco · d1 donna del bianco · e1 re del bianco · f1 alfiere del bianco · g1 cavallo del bianco · h1 torre del bianco | a8 torre del nero · b8 cavallo del nero · c8 alfiere del nero · d8 donna del nero · e8 re del nero · h8 torre del nero · a7 pedone del nero · b7 pedone del nero · d7 pedone del nero · f7 pedone del nero · g7 pedone del nero · h7 pedone del nero · e6 pedone del nero · f6 cavallo del nero · c5 pedone del nero · b4 alfiere del nero · c4 pedone del bianco · d4 pedone del bianco · c3 cavallo del bianco · e3 pedone del bianco · a2 pedone del bianco · b2 pedone del bianco · f2 pedone del bianco · g2 pedone del bianco · h2 pedone del bianco · a1 torre del bianco · c1 alfiere del bianco · d1 donna del bianco · e1 re del bianco · f1 alfiere del bianco · g1 cavallo del bianco · h1 torre del bianco | 8 |
| 7 | a8 torre del nero · b8 cavallo del nero · c8 alfiere del nero · d8 donna del nero · e8 re del nero · h8 torre del nero · a7 pedone del nero · b7 pedone del nero · d7 pedone del nero · f7 pedone del nero · g7 pedone del nero · h7 pedone del nero · e6 pedone del nero · f6 cavallo del nero · c5 pedone del nero · b4 alfiere del nero · c4 pedone del bianco · d4 pedone del bianco · c3 cavallo del bianco · e3 pedone del bianco · a2 pedone del bianco · b2 pedone del bianco · f2 pedone del bianco · g2 pedone del bianco · h2 pedone del bianco · a1 torre del bianco · c1 alfiere del bianco · d1 donna del bianco · e1 re del bianco · f1 alfiere del bianco · g1 cavallo del bianco · h1 torre del bianco | a8 torre del nero · b8 cavallo del nero · c8 alfiere del nero · d8 donna del nero · e8 re del nero · h8 torre del nero · a7 pedone del nero · b7 pedone del nero · d7 pedone del nero · f7 pedone del nero · g7 pedone del nero · h7 pedone del nero · e6 pedone del nero · f6 cavallo del nero · c5 pedone del nero · b4 alfiere del nero · c4 pedone del bianco · d4 pedone del bianco · c3 cavallo del bianco · e3 pedone del bianco · a2 pedone del bianco · b2 pedone del bianco · f2 pedone del bianco · g2 pedone del bianco · h2 pedone del bianco · a1 torre del bianco · c1 alfiere del bianco · d1 donna del bianco · e1 re del bianco · f1 alfiere del bianco · g1 cavallo del bianco · h1 torre del bianco | a8 torre del nero · b8 cavallo del nero · c8 alfiere del nero · d8 donna del nero · e8 re del nero · h8 torre del nero · a7 pedone del nero · b7 pedone del nero · d7 pedone del nero · f7 pedone del nero · g7 pedone del nero · h7 pedone del nero · e6 pedone del nero · f6 cavallo del nero · c5 pedone del nero · b4 alfiere del nero · c4 pedone del bianco · d4 pedone del bianco · c3 cavallo del bianco · e3 pedone del bianco · a2 pedone del bianco · b2 pedone del bianco · f2 pedone del bianco · g2 pedone del bianco · h2 pedone del bianco · a1 torre del bianco · c1 alfiere del bianco · d1 donna del bianco · e1 re del bianco · f1 alfiere del bianco · g1 cavallo del bianco · h1 torre del bianco | a8 torre del nero · b8 cavallo del nero · c8 alfiere del nero · d8 donna del nero · e8 re del nero · h8 torre del nero · a7 pedone del nero · b7 pedone del nero · d7 pedone del nero · f7 pedone del nero · g7 pedone del nero · h7 pedone del nero · e6 pedone del nero · f6 cavallo del nero · c5 pedone del nero · b4 alfiere del nero · c4 pedone del bianco · d4 pedone del bianco · c3 cavallo del bianco · e3 pedone del bianco · a2 pedone del bianco · b2 pedone del bianco · f2 pedone del bianco · g2 pedone del bianco · h2 pedone del bianco · a1 torre del bianco · c1 alfiere del bianco · d1 donna del bianco · e1 re del bianco · f1 alfiere del bianco · g1 cavallo del bianco · h1 torre del bianco | a8 torre del nero · b8 cavallo del nero · c8 alfiere del nero · d8 donna del nero · e8 re del nero · h8 torre del nero · a7 pedone del nero · b7 pedone del nero · d7 pedone del nero · f7 pedone del nero · g7 pedone del nero · h7 pedone del nero · e6 pedone del nero · f6 cavallo del nero · c5 pedone del nero · b4 alfiere del nero · c4 pedone del bianco · d4 pedone del bianco · c3 cavallo del bianco · e3 pedone del bianco · a2 pedone del bianco · b2 pedone del bianco · f2 pedone del bianco · g2 pedone del bianco · h2 pedone del bianco · a1 torre del bianco · c1 alfiere del bianco · d1 donna del bianco · e1 re del bianco · f1 alfiere del bianco · g1 cavallo del bianco · h1 torre del bianco | a8 torre del nero · b8 cavallo del nero · c8 alfiere del nero · d8 donna del nero · e8 re del nero · h8 torre del nero · a7 pedone del nero · b7 pedone del nero · d7 pedone del nero · f7 pedone del nero · g7 pedone del nero · h7 pedone del nero · e6 pedone del nero · f6 cavallo del nero · c5 pedone del nero · b4 alfiere del nero · c4 pedone del bianco · d4 pedone del bianco · c3 cavallo del bianco · e3 pedone del bianco · a2 pedone del bianco · b2 pedone del bianco · f2 pedone del bianco · g2 pedone del bianco · h2 pedone del bianco · a1 torre del bianco · c1 alfiere del bianco · d1 donna del bianco · e1 re del bianco · f1 alfiere del bianco · g1 cavallo del bianco · h1 torre del bianco | a8 torre del nero · b8 cavallo del nero · c8 alfiere del nero · d8 donna del nero · e8 re del nero · h8 torre del nero · a7 pedone del nero · b7 pedone del nero · d7 pedone del nero · f7 pedone del nero · g7 pedone del nero · h7 pedone del nero · e6 pedone del nero · f6 cavallo del nero · c5 pedone del nero · b4 alfiere del nero · c4 pedone del bianco · d4 pedone del bianco · c3 cavallo del bianco · e3 pedone del bianco · a2 pedone del bianco · b2 pedone del bianco · f2 pedone del bianco · g2 pedone del bianco · h2 pedone del bianco · a1 torre del bianco · c1 alfiere del bianco · d1 donna del bianco · e1 re del bianco · f1 alfiere del bianco · g1 cavallo del bianco · h1 torre del bianco | a8 torre del nero · b8 cavallo del nero · c8 alfiere del nero · d8 donna del nero · e8 re del nero · h8 torre del nero · a7 pedone del nero · b7 pedone del nero · d7 pedone del nero · f7 pedone del nero · g7 pedone del nero · h7 pedone del nero · e6 pedone del nero · f6 cavallo del nero · c5 pedone del nero · b4 alfiere del nero · c4 pedone del bianco · d4 pedone del bianco · c3 cavallo del bianco · e3 pedone del bianco · a2 pedone del bianco · b2 pedone del bianco · f2 pedone del bianco · g2 pedone del bianco · h2 pedone del bianco · a1 torre del bianco · c1 alfiere del bianco · d1 donna del bianco · e1 re del bianco · f1 alfiere del bianco · g1 cavallo del bianco · h1 torre del bianco | 7 |
| 6 | a8 torre del nero · b8 cavallo del nero · c8 alfiere del nero · d8 donna del nero · e8 re del nero · h8 torre del nero · a7 pedone del nero · b7 pedone del nero · d7 pedone del nero · f7 pedone del nero · g7 pedone del nero · h7 pedone del nero · e6 pedone del nero · f6 cavallo del nero · c5 pedone del nero · b4 alfiere del nero · c4 pedone del bianco · d4 pedone del bianco · c3 cavallo del bianco · e3 pedone del bianco · a2 pedone del bianco · b2 pedone del bianco · f2 pedone del bianco · g2 pedone del bianco · h2 pedone del bianco · a1 torre del bianco · c1 alfiere del bianco · d1 donna del bianco · e1 re del bianco · f1 alfiere del bianco · g1 cavallo del bianco · h1 torre del bianco | a8 torre del nero · b8 cavallo del nero · c8 alfiere del nero · d8 donna del nero · e8 re del nero · h8 torre del nero · a7 pedone del nero · b7 pedone del nero · d7 pedone del nero · f7 pedone del nero · g7 pedone del nero · h7 pedone del nero · e6 pedone del nero · f6 cavallo del nero · c5 pedone del nero · b4 alfiere del nero · c4 pedone del bianco · d4 pedone del bianco · c3 cavallo del bianco · e3 pedone del bianco · a2 pedone del bianco · b2 pedone del bianco · f2 pedone del bianco · g2 pedone del bianco · h2 pedone del bianco · a1 torre del bianco · c1 alfiere del bianco · d1 donna del bianco · e1 re del bianco · f1 alfiere del bianco · g1 cavallo del bianco · h1 torre del bianco | a8 torre del nero · b8 cavallo del nero · c8 alfiere del nero · d8 donna del nero · e8 re del nero · h8 torre del nero · a7 pedone del nero · b7 pedone del nero · d7 pedone del nero · f7 pedone del nero · g7 pedone del nero · h7 pedone del nero · e6 pedone del nero · f6 cavallo del nero · c5 pedone del nero · b4 alfiere del nero · c4 pedone del bianco · d4 pedone del bianco · c3 cavallo del bianco · e3 pedone del bianco · a2 pedone del bianco · b2 pedone del bianco · f2 pedone del bianco · g2 pedone del bianco · h2 pedone del bianco · a1 torre del bianco · c1 alfiere del bianco · d1 donna del bianco · e1 re del bianco · f1 alfiere del bianco · g1 cavallo del bianco · h1 torre del bianco | a8 torre del nero · b8 cavallo del nero · c8 alfiere del nero · d8 donna del nero · e8 re del nero · h8 torre del nero · a7 pedone del nero · b7 pedone del nero · d7 pedone del nero · f7 pedone del nero · g7 pedone del nero · h7 pedone del nero · e6 pedone del nero · f6 cavallo del nero · c5 pedone del nero · b4 alfiere del nero · c4 pedone del bianco · d4 pedone del bianco · c3 cavallo del bianco · e3 pedone del bianco · a2 pedone del bianco · b2 pedone del bianco · f2 pedone del bianco · g2 pedone del bianco · h2 pedone del bianco · a1 torre del bianco · c1 alfiere del bianco · d1 donna del bianco · e1 re del bianco · f1 alfiere del bianco · g1 cavallo del bianco · h1 torre del bianco | a8 torre del nero · b8 cavallo del nero · c8 alfiere del nero · d8 donna del nero · e8 re del nero · h8 torre del nero · a7 pedone del nero · b7 pedone del nero · d7 pedone del nero · f7 pedone del nero · g7 pedone del nero · h7 pedone del nero · e6 pedone del nero · f6 cavallo del nero · c5 pedone del nero · b4 alfiere del nero · c4 pedone del bianco · d4 pedone del bianco · c3 cavallo del bianco · e3 pedone del bianco · a2 pedone del bianco · b2 pedone del bianco · f2 pedone del bianco · g2 pedone del bianco · h2 pedone del bianco · a1 torre del bianco · c1 alfiere del bianco · d1 donna del bianco · e1 re del bianco · f1 alfiere del bianco · g1 cavallo del bianco · h1 torre del bianco | a8 torre del nero · b8 cavallo del nero · c8 alfiere del nero · d8 donna del nero · e8 re del nero · h8 torre del nero · a7 pedone del nero · b7 pedone del nero · d7 pedone del nero · f7 pedone del nero · g7 pedone del nero · h7 pedone del nero · e6 pedone del nero · f6 cavallo del nero · c5 pedone del nero · b4 alfiere del nero · c4 pedone del bianco · d4 pedone del bianco · c3 cavallo del bianco · e3 pedone del bianco · a2 pedone del bianco · b2 pedone del bianco · f2 pedone del bianco · g2 pedone del bianco · h2 pedone del bianco · a1 torre del bianco · c1 alfiere del bianco · d1 donna del bianco · e1 re del bianco · f1 alfiere del bianco · g1 cavallo del bianco · h1 torre del bianco | a8 torre del nero · b8 cavallo del nero · c8 alfiere del nero · d8 donna del nero · e8 re del nero · h8 torre del nero · a7 pedone del nero · b7 pedone del nero · d7 pedone del nero · f7 pedone del nero · g7 pedone del nero · h7 pedone del nero · e6 pedone del nero · f6 cavallo del nero · c5 pedone del nero · b4 alfiere del nero · c4 pedone del bianco · d4 pedone del bianco · c3 cavallo del bianco · e3 pedone del bianco · a2 pedone del bianco · b2 pedone del bianco · f2 pedone del bianco · g2 pedone del bianco · h2 pedone del bianco · a1 torre del bianco · c1 alfiere del bianco · d1 donna del bianco · e1 re del bianco · f1 alfiere del bianco · g1 cavallo del bianco · h1 torre del bianco | a8 torre del nero · b8 cavallo del nero · c8 alfiere del nero · d8 donna del nero · e8 re del nero · h8 torre del nero · a7 pedone del nero · b7 pedone del nero · d7 pedone del nero · f7 pedone del nero · g7 pedone del nero · h7 pedone del nero · e6 pedone del nero · f6 cavallo del nero · c5 pedone del nero · b4 alfiere del nero · c4 pedone del bianco · d4 pedone del bianco · c3 cavallo del bianco · e3 pedone del bianco · a2 pedone del bianco · b2 pedone del bianco · f2 pedone del bianco · g2 pedone del bianco · h2 pedone del bianco · a1 torre del bianco · c1 alfiere del bianco · d1 donna del bianco · e1 re del bianco · f1 alfiere del bianco · g1 cavallo del bianco · h1 torre del bianco | 6 |
| 5 | a8 torre del nero · b8 cavallo del nero · c8 alfiere del nero · d8 donna del nero · e8 re del nero · h8 torre del nero · a7 pedone del nero · b7 pedone del nero · d7 pedone del nero · f7 pedone del nero · g7 pedone del nero · h7 pedone del nero · e6 pedone del nero · f6 cavallo del nero · c5 pedone del nero · b4 alfiere del nero · c4 pedone del bianco · d4 pedone del bianco · c3 cavallo del bianco · e3 pedone del bianco · a2 pedone del bianco · b2 pedone del bianco · f2 pedone del bianco · g2 pedone del bianco · h2 pedone del bianco · a1 torre del bianco · c1 alfiere del bianco · d1 donna del bianco · e1 re del bianco · f1 alfiere del bianco · g1 cavallo del bianco · h1 torre del bianco | a8 torre del nero · b8 cavallo del nero · c8 alfiere del nero · d8 donna del nero · e8 re del nero · h8 torre del nero · a7 pedone del nero · b7 pedone del nero · d7 pedone del nero · f7 pedone del nero · g7 pedone del nero · h7 pedone del nero · e6 pedone del nero · f6 cavallo del nero · c5 pedone del nero · b4 alfiere del nero · c4 pedone del bianco · d4 pedone del bianco · c3 cavallo del bianco · e3 pedone del bianco · a2 pedone del bianco · b2 pedone del bianco · f2 pedone del bianco · g2 pedone del bianco · h2 pedone del bianco · a1 torre del bianco · c1 alfiere del bianco · d1 donna del bianco · e1 re del bianco · f1 alfiere del bianco · g1 cavallo del bianco · h1 torre del bianco | a8 torre del nero · b8 cavallo del nero · c8 alfiere del nero · d8 donna del nero · e8 re del nero · h8 torre del nero · a7 pedone del nero · b7 pedone del nero · d7 pedone del nero · f7 pedone del nero · g7 pedone del nero · h7 pedone del nero · e6 pedone del nero · f6 cavallo del nero · c5 pedone del nero · b4 alfiere del nero · c4 pedone del bianco · d4 pedone del bianco · c3 cavallo del bianco · e3 pedone del bianco · a2 pedone del bianco · b2 pedone del bianco · f2 pedone del bianco · g2 pedone del bianco · h2 pedone del bianco · a1 torre del bianco · c1 alfiere del bianco · d1 donna del bianco · e1 re del bianco · f1 alfiere del bianco · g1 cavallo del bianco · h1 torre del bianco | a8 torre del nero · b8 cavallo del nero · c8 alfiere del nero · d8 donna del nero · e8 re del nero · h8 torre del nero · a7 pedone del nero · b7 pedone del nero · d7 pedone del nero · f7 pedone del nero · g7 pedone del nero · h7 pedone del nero · e6 pedone del nero · f6 cavallo del nero · c5 pedone del nero · b4 alfiere del nero · c4 pedone del bianco · d4 pedone del bianco · c3 cavallo del bianco · e3 pedone del bianco · a2 pedone del bianco · b2 pedone del bianco · f2 pedone del bianco · g2 pedone del bianco · h2 pedone del bianco · a1 torre del bianco · c1 alfiere del bianco · d1 donna del bianco · e1 re del bianco · f1 alfiere del bianco · g1 cavallo del bianco · h1 torre del bianco | a8 torre del nero · b8 cavallo del nero · c8 alfiere del nero · d8 donna del nero · e8 re del nero · h8 torre del nero · a7 pedone del nero · b7 pedone del nero · d7 pedone del nero · f7 pedone del nero · g7 pedone del nero · h7 pedone del nero · e6 pedone del nero · f6 cavallo del nero · c5 pedone del nero · b4 alfiere del nero · c4 pedone del bianco · d4 pedone del bianco · c3 cavallo del bianco · e3 pedone del bianco · a2 pedone del bianco · b2 pedone del bianco · f2 pedone del bianco · g2 pedone del bianco · h2 pedone del bianco · a1 torre del bianco · c1 alfiere del bianco · d1 donna del bianco · e1 re del bianco · f1 alfiere del bianco · g1 cavallo del bianco · h1 torre del bianco | a8 torre del nero · b8 cavallo del nero · c8 alfiere del nero · d8 donna del nero · e8 re del nero · h8 torre del nero · a7 pedone del nero · b7 pedone del nero · d7 pedone del nero · f7 pedone del nero · g7 pedone del nero · h7 pedone del nero · e6 pedone del nero · f6 cavallo del nero · c5 pedone del nero · b4 alfiere del nero · c4 pedone del bianco · d4 pedone del bianco · c3 cavallo del bianco · e3 pedone del bianco · a2 pedone del bianco · b2 pedone del bianco · f2 pedone del bianco · g2 pedone del bianco · h2 pedone del bianco · a1 torre del bianco · c1 alfiere del bianco · d1 donna del bianco · e1 re del bianco · f1 alfiere del bianco · g1 cavallo del bianco · h1 torre del bianco | a8 torre del nero · b8 cavallo del nero · c8 alfiere del nero · d8 donna del nero · e8 re del nero · h8 torre del nero · a7 pedone del nero · b7 pedone del nero · d7 pedone del nero · f7 pedone del nero · g7 pedone del nero · h7 pedone del nero · e6 pedone del nero · f6 cavallo del nero · c5 pedone del nero · b4 alfiere del nero · c4 pedone del bianco · d4 pedone del bianco · c3 cavallo del bianco · e3 pedone del bianco · a2 pedone del bianco · b2 pedone del bianco · f2 pedone del bianco · g2 pedone del bianco · h2 pedone del bianco · a1 torre del bianco · c1 alfiere del bianco · d1 donna del bianco · e1 re del bianco · f1 alfiere del bianco · g1 cavallo del bianco · h1 torre del bianco | a8 torre del nero · b8 cavallo del nero · c8 alfiere del nero · d8 donna del nero · e8 re del nero · h8 torre del nero · a7 pedone del nero · b7 pedone del nero · d7 pedone del nero · f7 pedone del nero · g7 pedone del nero · h7 pedone del nero · e6 pedone del nero · f6 cavallo del nero · c5 pedone del nero · b4 alfiere del nero · c4 pedone del bianco · d4 pedone del bianco · c3 cavallo del bianco · e3 pedone del bianco · a2 pedone del bianco · b2 pedone del bianco · f2 pedone del bianco · g2 pedone del bianco · h2 pedone del bianco · a1 torre del bianco · c1 alfiere del bianco · d1 donna del bianco · e1 re del bianco · f1 alfiere del bianco · g1 cavallo del bianco · h1 torre del bianco | 5 |
| 4 | a8 torre del nero · b8 cavallo del nero · c8 alfiere del nero · d8 donna del nero · e8 re del nero · h8 torre del nero · a7 pedone del nero · b7 pedone del nero · d7 pedone del nero · f7 pedone del nero · g7 pedone del nero · h7 pedone del nero · e6 pedone del nero · f6 cavallo del nero · c5 pedone del nero · b4 alfiere del nero · c4 pedone del bianco · d4 pedone del bianco · c3 cavallo del bianco · e3 pedone del bianco · a2 pedone del bianco · b2 pedone del bianco · f2 pedone del bianco · g2 pedone del bianco · h2 pedone del bianco · a1 torre del bianco · c1 alfiere del bianco · d1 donna del bianco · e1 re del bianco · f1 alfiere del bianco · g1 cavallo del bianco · h1 torre del bianco | a8 torre del nero · b8 cavallo del nero · c8 alfiere del nero · d8 donna del nero · e8 re del nero · h8 torre del nero · a7 pedone del nero · b7 pedone del nero · d7 pedone del nero · f7 pedone del nero · g7 pedone del nero · h7 pedone del nero · e6 pedone del nero · f6 cavallo del nero · c5 pedone del nero · b4 alfiere del nero · c4 pedone del bianco · d4 pedone del bianco · c3 cavallo del bianco · e3 pedone del bianco · a2 pedone del bianco · b2 pedone del bianco · f2 pedone del bianco · g2 pedone del bianco · h2 pedone del bianco · a1 torre del bianco · c1 alfiere del bianco · d1 donna del bianco · e1 re del bianco · f1 alfiere del bianco · g1 cavallo del bianco · h1 torre del bianco | a8 torre del nero · b8 cavallo del nero · c8 alfiere del nero · d8 donna del nero · e8 re del nero · h8 torre del nero · a7 pedone del nero · b7 pedone del nero · d7 pedone del nero · f7 pedone del nero · g7 pedone del nero · h7 pedone del nero · e6 pedone del nero · f6 cavallo del nero · c5 pedone del nero · b4 alfiere del nero · c4 pedone del bianco · d4 pedone del bianco · c3 cavallo del bianco · e3 pedone del bianco · a2 pedone del bianco · b2 pedone del bianco · f2 pedone del bianco · g2 pedone del bianco · h2 pedone del bianco · a1 torre del bianco · c1 alfiere del bianco · d1 donna del bianco · e1 re del bianco · f1 alfiere del bianco · g1 cavallo del bianco · h1 torre del bianco | a8 torre del nero · b8 cavallo del nero · c8 alfiere del nero · d8 donna del nero · e8 re del nero · h8 torre del nero · a7 pedone del nero · b7 pedone del nero · d7 pedone del nero · f7 pedone del nero · g7 pedone del nero · h7 pedone del nero · e6 pedone del nero · f6 cavallo del nero · c5 pedone del nero · b4 alfiere del nero · c4 pedone del bianco · d4 pedone del bianco · c3 cavallo del bianco · e3 pedone del bianco · a2 pedone del bianco · b2 pedone del bianco · f2 pedone del bianco · g2 pedone del bianco · h2 pedone del bianco · a1 torre del bianco · c1 alfiere del bianco · d1 donna del bianco · e1 re del bianco · f1 alfiere del bianco · g1 cavallo del bianco · h1 torre del bianco | a8 torre del nero · b8 cavallo del nero · c8 alfiere del nero · d8 donna del nero · e8 re del nero · h8 torre del nero · a7 pedone del nero · b7 pedone del nero · d7 pedone del nero · f7 pedone del nero · g7 pedone del nero · h7 pedone del nero · e6 pedone del nero · f6 cavallo del nero · c5 pedone del nero · b4 alfiere del nero · c4 pedone del bianco · d4 pedone del bianco · c3 cavallo del bianco · e3 pedone del bianco · a2 pedone del bianco · b2 pedone del bianco · f2 pedone del bianco · g2 pedone del bianco · h2 pedone del bianco · a1 torre del bianco · c1 alfiere del bianco · d1 donna del bianco · e1 re del bianco · f1 alfiere del bianco · g1 cavallo del bianco · h1 torre del bianco | a8 torre del nero · b8 cavallo del nero · c8 alfiere del nero · d8 donna del nero · e8 re del nero · h8 torre del nero · a7 pedone del nero · b7 pedone del nero · d7 pedone del nero · f7 pedone del nero · g7 pedone del nero · h7 pedone del nero · e6 pedone del nero · f6 cavallo del nero · c5 pedone del nero · b4 alfiere del nero · c4 pedone del bianco · d4 pedone del bianco · c3 cavallo del bianco · e3 pedone del bianco · a2 pedone del bianco · b2 pedone del bianco · f2 pedone del bianco · g2 pedone del bianco · h2 pedone del bianco · a1 torre del bianco · c1 alfiere del bianco · d1 donna del bianco · e1 re del bianco · f1 alfiere del bianco · g1 cavallo del bianco · h1 torre del bianco | a8 torre del nero · b8 cavallo del nero · c8 alfiere del nero · d8 donna del nero · e8 re del nero · h8 torre del nero · a7 pedone del nero · b7 pedone del nero · d7 pedone del nero · f7 pedone del nero · g7 pedone del nero · h7 pedone del nero · e6 pedone del nero · f6 cavallo del nero · c5 pedone del nero · b4 alfiere del nero · c4 pedone del bianco · d4 pedone del bianco · c3 cavallo del bianco · e3 pedone del bianco · a2 pedone del bianco · b2 pedone del bianco · f2 pedone del bianco · g2 pedone del bianco · h2 pedone del bianco · a1 torre del bianco · c1 alfiere del bianco · d1 donna del bianco · e1 re del bianco · f1 alfiere del bianco · g1 cavallo del bianco · h1 torre del bianco | a8 torre del nero · b8 cavallo del nero · c8 alfiere del nero · d8 donna del nero · e8 re del nero · h8 torre del nero · a7 pedone del nero · b7 pedone del nero · d7 pedone del nero · f7 pedone del nero · g7 pedone del nero · h7 pedone del nero · e6 pedone del nero · f6 cavallo del nero · c5 pedone del nero · b4 alfiere del nero · c4 pedone del bianco · d4 pedone del bianco · c3 cavallo del bianco · e3 pedone del bianco · a2 pedone del bianco · b2 pedone del bianco · f2 pedone del bianco · g2 pedone del bianco · h2 pedone del bianco · a1 torre del bianco · c1 alfiere del bianco · d1 donna del bianco · e1 re del bianco · f1 alfiere del bianco · g1 cavallo del bianco · h1 torre del bianco | 4 |
| 3 | a8 torre del nero · b8 cavallo del nero · c8 alfiere del nero · d8 donna del nero · e8 re del nero · h8 torre del nero · a7 pedone del nero · b7 pedone del nero · d7 pedone del nero · f7 pedone del nero · g7 pedone del nero · h7 pedone del nero · e6 pedone del nero · f6 cavallo del nero · c5 pedone del nero · b4 alfiere del nero · c4 pedone del bianco · d4 pedone del bianco · c3 cavallo del bianco · e3 pedone del bianco · a2 pedone del bianco · b2 pedone del bianco · f2 pedone del bianco · g2 pedone del bianco · h2 pedone del bianco · a1 torre del bianco · c1 alfiere del bianco · d1 donna del bianco · e1 re del bianco · f1 alfiere del bianco · g1 cavallo del bianco · h1 torre del bianco | a8 torre del nero · b8 cavallo del nero · c8 alfiere del nero · d8 donna del nero · e8 re del nero · h8 torre del nero · a7 pedone del nero · b7 pedone del nero · d7 pedone del nero · f7 pedone del nero · g7 pedone del nero · h7 pedone del nero · e6 pedone del nero · f6 cavallo del nero · c5 pedone del nero · b4 alfiere del nero · c4 pedone del bianco · d4 pedone del bianco · c3 cavallo del bianco · e3 pedone del bianco · a2 pedone del bianco · b2 pedone del bianco · f2 pedone del bianco · g2 pedone del bianco · h2 pedone del bianco · a1 torre del bianco · c1 alfiere del bianco · d1 donna del bianco · e1 re del bianco · f1 alfiere del bianco · g1 cavallo del bianco · h1 torre del bianco | a8 torre del nero · b8 cavallo del nero · c8 alfiere del nero · d8 donna del nero · e8 re del nero · h8 torre del nero · a7 pedone del nero · b7 pedone del nero · d7 pedone del nero · f7 pedone del nero · g7 pedone del nero · h7 pedone del nero · e6 pedone del nero · f6 cavallo del nero · c5 pedone del nero · b4 alfiere del nero · c4 pedone del bianco · d4 pedone del bianco · c3 cavallo del bianco · e3 pedone del bianco · a2 pedone del bianco · b2 pedone del bianco · f2 pedone del bianco · g2 pedone del bianco · h2 pedone del bianco · a1 torre del bianco · c1 alfiere del bianco · d1 donna del bianco · e1 re del bianco · f1 alfiere del bianco · g1 cavallo del bianco · h1 torre del bianco | a8 torre del nero · b8 cavallo del nero · c8 alfiere del nero · d8 donna del nero · e8 re del nero · h8 torre del nero · a7 pedone del nero · b7 pedone del nero · d7 pedone del nero · f7 pedone del nero · g7 pedone del nero · h7 pedone del nero · e6 pedone del nero · f6 cavallo del nero · c5 pedone del nero · b4 alfiere del nero · c4 pedone del bianco · d4 pedone del bianco · c3 cavallo del bianco · e3 pedone del bianco · a2 pedone del bianco · b2 pedone del bianco · f2 pedone del bianco · g2 pedone del bianco · h2 pedone del bianco · a1 torre del bianco · c1 alfiere del bianco · d1 donna del bianco · e1 re del bianco · f1 alfiere del bianco · g1 cavallo del bianco · h1 torre del bianco | a8 torre del nero · b8 cavallo del nero · c8 alfiere del nero · d8 donna del nero · e8 re del nero · h8 torre del nero · a7 pedone del nero · b7 pedone del nero · d7 pedone del nero · f7 pedone del nero · g7 pedone del nero · h7 pedone del nero · e6 pedone del nero · f6 cavallo del nero · c5 pedone del nero · b4 alfiere del nero · c4 pedone del bianco · d4 pedone del bianco · c3 cavallo del bianco · e3 pedone del bianco · a2 pedone del bianco · b2 pedone del bianco · f2 pedone del bianco · g2 pedone del bianco · h2 pedone del bianco · a1 torre del bianco · c1 alfiere del bianco · d1 donna del bianco · e1 re del bianco · f1 alfiere del bianco · g1 cavallo del bianco · h1 torre del bianco | a8 torre del nero · b8 cavallo del nero · c8 alfiere del nero · d8 donna del nero · e8 re del nero · h8 torre del nero · a7 pedone del nero · b7 pedone del nero · d7 pedone del nero · f7 pedone del nero · g7 pedone del nero · h7 pedone del nero · e6 pedone del nero · f6 cavallo del nero · c5 pedone del nero · b4 alfiere del nero · c4 pedone del bianco · d4 pedone del bianco · c3 cavallo del bianco · e3 pedone del bianco · a2 pedone del bianco · b2 pedone del bianco · f2 pedone del bianco · g2 pedone del bianco · h2 pedone del bianco · a1 torre del bianco · c1 alfiere del bianco · d1 donna del bianco · e1 re del bianco · f1 alfiere del bianco · g1 cavallo del bianco · h1 torre del bianco | a8 torre del nero · b8 cavallo del nero · c8 alfiere del nero · d8 donna del nero · e8 re del nero · h8 torre del nero · a7 pedone del nero · b7 pedone del nero · d7 pedone del nero · f7 pedone del nero · g7 pedone del nero · h7 pedone del nero · e6 pedone del nero · f6 cavallo del nero · c5 pedone del nero · b4 alfiere del nero · c4 pedone del bianco · d4 pedone del bianco · c3 cavallo del bianco · e3 pedone del bianco · a2 pedone del bianco · b2 pedone del bianco · f2 pedone del bianco · g2 pedone del bianco · h2 pedone del bianco · a1 torre del bianco · c1 alfiere del bianco · d1 donna del bianco · e1 re del bianco · f1 alfiere del bianco · g1 cavallo del bianco · h1 torre del bianco | a8 torre del nero · b8 cavallo del nero · c8 alfiere del nero · d8 donna del nero · e8 re del nero · h8 torre del nero · a7 pedone del nero · b7 pedone del nero · d7 pedone del nero · f7 pedone del nero · g7 pedone del nero · h7 pedone del nero · e6 pedone del nero · f6 cavallo del nero · c5 pedone del nero · b4 alfiere del nero · c4 pedone del bianco · d4 pedone del bianco · c3 cavallo del bianco · e3 pedone del bianco · a2 pedone del bianco · b2 pedone del bianco · f2 pedone del bianco · g2 pedone del bianco · h2 pedone del bianco · a1 torre del bianco · c1 alfiere del bianco · d1 donna del bianco · e1 re del bianco · f1 alfiere del bianco · g1 cavallo del bianco · h1 torre del bianco | 3 |
| 2 | a8 torre del nero · b8 cavallo del nero · c8 alfiere del nero · d8 donna del nero · e8 re del nero · h8 torre del nero · a7 pedone del nero · b7 pedone del nero · d7 pedone del nero · f7 pedone del nero · g7 pedone del nero · h7 pedone del nero · e6 pedone del nero · f6 cavallo del nero · c5 pedone del nero · b4 alfiere del nero · c4 pedone del bianco · d4 pedone del bianco · c3 cavallo del bianco · e3 pedone del bianco · a2 pedone del bianco · b2 pedone del bianco · f2 pedone del bianco · g2 pedone del bianco · h2 pedone del bianco · a1 torre del bianco · c1 alfiere del bianco · d1 donna del bianco · e1 re del bianco · f1 alfiere del bianco · g1 cavallo del bianco · h1 torre del bianco | a8 torre del nero · b8 cavallo del nero · c8 alfiere del nero · d8 donna del nero · e8 re del nero · h8 torre del nero · a7 pedone del nero · b7 pedone del nero · d7 pedone del nero · f7 pedone del nero · g7 pedone del nero · h7 pedone del nero · e6 pedone del nero · f6 cavallo del nero · c5 pedone del nero · b4 alfiere del nero · c4 pedone del bianco · d4 pedone del bianco · c3 cavallo del bianco · e3 pedone del bianco · a2 pedone del bianco · b2 pedone del bianco · f2 pedone del bianco · g2 pedone del bianco · h2 pedone del bianco · a1 torre del bianco · c1 alfiere del bianco · d1 donna del bianco · e1 re del bianco · f1 alfiere del bianco · g1 cavallo del bianco · h1 torre del bianco | a8 torre del nero · b8 cavallo del nero · c8 alfiere del nero · d8 donna del nero · e8 re del nero · h8 torre del nero · a7 pedone del nero · b7 pedone del nero · d7 pedone del nero · f7 pedone del nero · g7 pedone del nero · h7 pedone del nero · e6 pedone del nero · f6 cavallo del nero · c5 pedone del nero · b4 alfiere del nero · c4 pedone del bianco · d4 pedone del bianco · c3 cavallo del bianco · e3 pedone del bianco · a2 pedone del bianco · b2 pedone del bianco · f2 pedone del bianco · g2 pedone del bianco · h2 pedone del bianco · a1 torre del bianco · c1 alfiere del bianco · d1 donna del bianco · e1 re del bianco · f1 alfiere del bianco · g1 cavallo del bianco · h1 torre del bianco | a8 torre del nero · b8 cavallo del nero · c8 alfiere del nero · d8 donna del nero · e8 re del nero · h8 torre del nero · a7 pedone del nero · b7 pedone del nero · d7 pedone del nero · f7 pedone del nero · g7 pedone del nero · h7 pedone del nero · e6 pedone del nero · f6 cavallo del nero · c5 pedone del nero · b4 alfiere del nero · c4 pedone del bianco · d4 pedone del bianco · c3 cavallo del bianco · e3 pedone del bianco · a2 pedone del bianco · b2 pedone del bianco · f2 pedone del bianco · g2 pedone del bianco · h2 pedone del bianco · a1 torre del bianco · c1 alfiere del bianco · d1 donna del bianco · e1 re del bianco · f1 alfiere del bianco · g1 cavallo del bianco · h1 torre del bianco | a8 torre del nero · b8 cavallo del nero · c8 alfiere del nero · d8 donna del nero · e8 re del nero · h8 torre del nero · a7 pedone del nero · b7 pedone del nero · d7 pedone del nero · f7 pedone del nero · g7 pedone del nero · h7 pedone del nero · e6 pedone del nero · f6 cavallo del nero · c5 pedone del nero · b4 alfiere del nero · c4 pedone del bianco · d4 pedone del bianco · c3 cavallo del bianco · e3 pedone del bianco · a2 pedone del bianco · b2 pedone del bianco · f2 pedone del bianco · g2 pedone del bianco · h2 pedone del bianco · a1 torre del bianco · c1 alfiere del bianco · d1 donna del bianco · e1 re del bianco · f1 alfiere del bianco · g1 cavallo del bianco · h1 torre del bianco | a8 torre del nero · b8 cavallo del nero · c8 alfiere del nero · d8 donna del nero · e8 re del nero · h8 torre del nero · a7 pedone del nero · b7 pedone del nero · d7 pedone del nero · f7 pedone del nero · g7 pedone del nero · h7 pedone del nero · e6 pedone del nero · f6 cavallo del nero · c5 pedone del nero · b4 alfiere del nero · c4 pedone del bianco · d4 pedone del bianco · c3 cavallo del bianco · e3 pedone del bianco · a2 pedone del bianco · b2 pedone del bianco · f2 pedone del bianco · g2 pedone del bianco · h2 pedone del bianco · a1 torre del bianco · c1 alfiere del bianco · d1 donna del bianco · e1 re del bianco · f1 alfiere del bianco · g1 cavallo del bianco · h1 torre del bianco | a8 torre del nero · b8 cavallo del nero · c8 alfiere del nero · d8 donna del nero · e8 re del nero · h8 torre del nero · a7 pedone del nero · b7 pedone del nero · d7 pedone del nero · f7 pedone del nero · g7 pedone del nero · h7 pedone del nero · e6 pedone del nero · f6 cavallo del nero · c5 pedone del nero · b4 alfiere del nero · c4 pedone del bianco · d4 pedone del bianco · c3 cavallo del bianco · e3 pedone del bianco · a2 pedone del bianco · b2 pedone del bianco · f2 pedone del bianco · g2 pedone del bianco · h2 pedone del bianco · a1 torre del bianco · c1 alfiere del bianco · d1 donna del bianco · e1 re del bianco · f1 alfiere del bianco · g1 cavallo del bianco · h1 torre del bianco | a8 torre del nero · b8 cavallo del nero · c8 alfiere del nero · d8 donna del nero · e8 re del nero · h8 torre del nero · a7 pedone del nero · b7 pedone del nero · d7 pedone del nero · f7 pedone del nero · g7 pedone del nero · h7 pedone del nero · e6 pedone del nero · f6 cavallo del nero · c5 pedone del nero · b4 alfiere del nero · c4 pedone del bianco · d4 pedone del bianco · c3 cavallo del bianco · e3 pedone del bianco · a2 pedone del bianco · b2 pedone del bianco · f2 pedone del bianco · g2 pedone del bianco · h2 pedone del bianco · a1 torre del bianco · c1 alfiere del bianco · d1 donna del bianco · e1 re del bianco · f1 alfiere del bianco · g1 cavallo del bianco · h1 torre del bianco | 2 |
| 1 | a8 torre del nero · b8 cavallo del nero · c8 alfiere del nero · d8 donna del nero · e8 re del nero · h8 torre del nero · a7 pedone del nero · b7 pedone del nero · d7 pedone del nero · f7 pedone del nero · g7 pedone del nero · h7 pedone del nero · e6 pedone del nero · f6 cavallo del nero · c5 pedone del nero · b4 alfiere del nero · c4 pedone del bianco · d4 pedone del bianco · c3 cavallo del bianco · e3 pedone del bianco · a2 pedone del bianco · b2 pedone del bianco · f2 pedone del bianco · g2 pedone del bianco · h2 pedone del bianco · a1 torre del bianco · c1 alfiere del bianco · d1 donna del bianco · e1 re del bianco · f1 alfiere del bianco · g1 cavallo del bianco · h1 torre del bianco | a8 torre del nero · b8 cavallo del nero · c8 alfiere del nero · d8 donna del nero · e8 re del nero · h8 torre del nero · a7 pedone del nero · b7 pedone del nero · d7 pedone del nero · f7 pedone del nero · g7 pedone del nero · h7 pedone del nero · e6 pedone del nero · f6 cavallo del nero · c5 pedone del nero · b4 alfiere del nero · c4 pedone del bianco · d4 pedone del bianco · c3 cavallo del bianco · e3 pedone del bianco · a2 pedone del bianco · b2 pedone del bianco · f2 pedone del bianco · g2 pedone del bianco · h2 pedone del bianco · a1 torre del bianco · c1 alfiere del bianco · d1 donna del bianco · e1 re del bianco · f1 alfiere del bianco · g1 cavallo del bianco · h1 torre del bianco | a8 torre del nero · b8 cavallo del nero · c8 alfiere del nero · d8 donna del nero · e8 re del nero · h8 torre del nero · a7 pedone del nero · b7 pedone del nero · d7 pedone del nero · f7 pedone del nero · g7 pedone del nero · h7 pedone del nero · e6 pedone del nero · f6 cavallo del nero · c5 pedone del nero · b4 alfiere del nero · c4 pedone del bianco · d4 pedone del bianco · c3 cavallo del bianco · e3 pedone del bianco · a2 pedone del bianco · b2 pedone del bianco · f2 pedone del bianco · g2 pedone del bianco · h2 pedone del bianco · a1 torre del bianco · c1 alfiere del bianco · d1 donna del bianco · e1 re del bianco · f1 alfiere del bianco · g1 cavallo del bianco · h1 torre del bianco | a8 torre del nero · b8 cavallo del nero · c8 alfiere del nero · d8 donna del nero · e8 re del nero · h8 torre del nero · a7 pedone del nero · b7 pedone del nero · d7 pedone del nero · f7 pedone del nero · g7 pedone del nero · h7 pedone del nero · e6 pedone del nero · f6 cavallo del nero · c5 pedone del nero · b4 alfiere del nero · c4 pedone del bianco · d4 pedone del bianco · c3 cavallo del bianco · e3 pedone del bianco · a2 pedone del bianco · b2 pedone del bianco · f2 pedone del bianco · g2 pedone del bianco · h2 pedone del bianco · a1 torre del bianco · c1 alfiere del bianco · d1 donna del bianco · e1 re del bianco · f1 alfiere del bianco · g1 cavallo del bianco · h1 torre del bianco | a8 torre del nero · b8 cavallo del nero · c8 alfiere del nero · d8 donna del nero · e8 re del nero · h8 torre del nero · a7 pedone del nero · b7 pedone del nero · d7 pedone del nero · f7 pedone del nero · g7 pedone del nero · h7 pedone del nero · e6 pedone del nero · f6 cavallo del nero · c5 pedone del nero · b4 alfiere del nero · c4 pedone del bianco · d4 pedone del bianco · c3 cavallo del bianco · e3 pedone del bianco · a2 pedone del bianco · b2 pedone del bianco · f2 pedone del bianco · g2 pedone del bianco · h2 pedone del bianco · a1 torre del bianco · c1 alfiere del bianco · d1 donna del bianco · e1 re del bianco · f1 alfiere del bianco · g1 cavallo del bianco · h1 torre del bianco | a8 torre del nero · b8 cavallo del nero · c8 alfiere del nero · d8 donna del nero · e8 re del nero · h8 torre del nero · a7 pedone del nero · b7 pedone del nero · d7 pedone del nero · f7 pedone del nero · g7 pedone del nero · h7 pedone del nero · e6 pedone del nero · f6 cavallo del nero · c5 pedone del nero · b4 alfiere del nero · c4 pedone del bianco · d4 pedone del bianco · c3 cavallo del bianco · e3 pedone del bianco · a2 pedone del bianco · b2 pedone del bianco · f2 pedone del bianco · g2 pedone del bianco · h2 pedone del bianco · a1 torre del bianco · c1 alfiere del bianco · d1 donna del bianco · e1 re del bianco · f1 alfiere del bianco · g1 cavallo del bianco · h1 torre del bianco | a8 torre del nero · b8 cavallo del nero · c8 alfiere del nero · d8 donna del nero · e8 re del nero · h8 torre del nero · a7 pedone del nero · b7 pedone del nero · d7 pedone del nero · f7 pedone del nero · g7 pedone del nero · h7 pedone del nero · e6 pedone del nero · f6 cavallo del nero · c5 pedone del nero · b4 alfiere del nero · c4 pedone del bianco · d4 pedone del bianco · c3 cavallo del bianco · e3 pedone del bianco · a2 pedone del bianco · b2 pedone del bianco · f2 pedone del bianco · g2 pedone del bianco · h2 pedone del bianco · a1 torre del bianco · c1 alfiere del bianco · d1 donna del bianco · e1 re del bianco · f1 alfiere del bianco · g1 cavallo del bianco · h1 torre del bianco | a8 torre del nero · b8 cavallo del nero · c8 alfiere del nero · d8 donna del nero · e8 re del nero · h8 torre del nero · a7 pedone del nero · b7 pedone del nero · d7 pedone del nero · f7 pedone del nero · g7 pedone del nero · h7 pedone del nero · e6 pedone del nero · f6 cavallo del nero · c5 pedone del nero · b4 alfiere del nero · c4 pedone del bianco · d4 pedone del bianco · c3 cavallo del bianco · e3 pedone del bianco · a2 pedone del bianco · b2 pedone del bianco · f2 pedone del bianco · g2 pedone del bianco · h2 pedone del bianco · a1 torre del bianco · c1 alfiere del bianco · d1 donna del bianco · e1 re del bianco · f1 alfiere del bianco · g1 cavallo del bianco · h1 torre del bianco | 1 |
|   | a | b | c | d | e | f | g | h |   |

Il nero contrattacca immediatamente al centro, cercando di mettere pressione sul pedone d4. L'idea strategica del nero è quella originale di Nimzowitsch di cercare di indurre il bianco a spingere in d5, costituendo una posizione di blocco al centro.

Il lato negativo è che tale sequenza è meno flessibile di 4. ... 0-0 in quanto il nero svela precocemente le sue intenzioni per quanto riguarda la struttura centrale. Se il bianco gioca normalmente:

5. Ad3 Cc6 6. Ce2 il nero ha la possibilità di giocare 6. ... Axc3 che porta a posizioni in cui il secondo giocatore ha buon gioco, se non si trova addirittura già in vantaggio.

Per questo motivo il bianco in questo impianto prosegue solitamente con: 6. Ce2 impedendo al nero di danneggiare la struttura pedonale dell'ala di donna e minacciando di guadagnare la coppia degli alfieri in posizione più favorevole con 7. a3. Questa variante è considerata un ottimo antidoto a 4. ... c5.

Non è raro che in questa variante il bianco si trovi a giocare con il pedone isolato in d4.

#### 4. ... b6
|   | a | b | c | d | e | f | g | h |   |
| 8 | a8 torre del nero · b8 cavallo del nero · c8 alfiere del nero · d8 donna del nero · e8 re del nero · h8 torre del nero · a7 pedone del nero · c7 pedone del nero · d7 pedone del nero · f7 pedone del nero · g7 pedone del nero · h7 pedone del nero · b6 pedone del nero · e6 pedone del nero · f6 cavallo del nero · b4 alfiere del nero · c4 pedone del bianco · d4 pedone del bianco · c3 cavallo del bianco · e3 pedone del bianco · a2 pedone del bianco · b2 pedone del bianco · f2 pedone del bianco · g2 pedone del bianco · h2 pedone del bianco · a1 torre del bianco · c1 alfiere del bianco · d1 donna del bianco · e1 re del bianco · f1 alfiere del bianco · g1 cavallo del bianco · h1 torre del bianco | a8 torre del nero · b8 cavallo del nero · c8 alfiere del nero · d8 donna del nero · e8 re del nero · h8 torre del nero · a7 pedone del nero · c7 pedone del nero · d7 pedone del nero · f7 pedone del nero · g7 pedone del nero · h7 pedone del nero · b6 pedone del nero · e6 pedone del nero · f6 cavallo del nero · b4 alfiere del nero · c4 pedone del bianco · d4 pedone del bianco · c3 cavallo del bianco · e3 pedone del bianco · a2 pedone del bianco · b2 pedone del bianco · f2 pedone del bianco · g2 pedone del bianco · h2 pedone del bianco · a1 torre del bianco · c1 alfiere del bianco · d1 donna del bianco · e1 re del bianco · f1 alfiere del bianco · g1 cavallo del bianco · h1 torre del bianco | a8 torre del nero · b8 cavallo del nero · c8 alfiere del nero · d8 donna del nero · e8 re del nero · h8 torre del nero · a7 pedone del nero · c7 pedone del nero · d7 pedone del nero · f7 pedone del nero · g7 pedone del nero · h7 pedone del nero · b6 pedone del nero · e6 pedone del nero · f6 cavallo del nero · b4 alfiere del nero · c4 pedone del bianco · d4 pedone del bianco · c3 cavallo del bianco · e3 pedone del bianco · a2 pedone del bianco · b2 pedone del bianco · f2 pedone del bianco · g2 pedone del bianco · h2 pedone del bianco · a1 torre del bianco · c1 alfiere del bianco · d1 donna del bianco · e1 re del bianco · f1 alfiere del bianco · g1 cavallo del bianco · h1 torre del bianco | a8 torre del nero · b8 cavallo del nero · c8 alfiere del nero · d8 donna del nero · e8 re del nero · h8 torre del nero · a7 pedone del nero · c7 pedone del nero · d7 pedone del nero · f7 pedone del nero · g7 pedone del nero · h7 pedone del nero · b6 pedone del nero · e6 pedone del nero · f6 cavallo del nero · b4 alfiere del nero · c4 pedone del bianco · d4 pedone del bianco · c3 cavallo del bianco · e3 pedone del bianco · a2 pedone del bianco · b2 pedone del bianco · f2 pedone del bianco · g2 pedone del bianco · h2 pedone del bianco · a1 torre del bianco · c1 alfiere del bianco · d1 donna del bianco · e1 re del bianco · f1 alfiere del bianco · g1 cavallo del bianco · h1 torre del bianco | a8 torre del nero · b8 cavallo del nero · c8 alfiere del nero · d8 donna del nero · e8 re del nero · h8 torre del nero · a7 pedone del nero · c7 pedone del nero · d7 pedone del nero · f7 pedone del nero · g7 pedone del nero · h7 pedone del nero · b6 pedone del nero · e6 pedone del nero · f6 cavallo del nero · b4 alfiere del nero · c4 pedone del bianco · d4 pedone del bianco · c3 cavallo del bianco · e3 pedone del bianco · a2 pedone del bianco · b2 pedone del bianco · f2 pedone del bianco · g2 pedone del bianco · h2 pedone del bianco · a1 torre del bianco · c1 alfiere del bianco · d1 donna del bianco · e1 re del bianco · f1 alfiere del bianco · g1 cavallo del bianco · h1 torre del bianco | a8 torre del nero · b8 cavallo del nero · c8 alfiere del nero · d8 donna del nero · e8 re del nero · h8 torre del nero · a7 pedone del nero · c7 pedone del nero · d7 pedone del nero · f7 pedone del nero · g7 pedone del nero · h7 pedone del nero · b6 pedone del nero · e6 pedone del nero · f6 cavallo del nero · b4 alfiere del nero · c4 pedone del bianco · d4 pedone del bianco · c3 cavallo del bianco · e3 pedone del bianco · a2 pedone del bianco · b2 pedone del bianco · f2 pedone del bianco · g2 pedone del bianco · h2 pedone del bianco · a1 torre del bianco · c1 alfiere del bianco · d1 donna del bianco · e1 re del bianco · f1 alfiere del bianco · g1 cavallo del bianco · h1 torre del bianco | a8 torre del nero · b8 cavallo del nero · c8 alfiere del nero · d8 donna del nero · e8 re del nero · h8 torre del nero · a7 pedone del nero · c7 pedone del nero · d7 pedone del nero · f7 pedone del nero · g7 pedone del nero · h7 pedone del nero · b6 pedone del nero · e6 pedone del nero · f6 cavallo del nero · b4 alfiere del nero · c4 pedone del bianco · d4 pedone del bianco · c3 cavallo del bianco · e3 pedone del bianco · a2 pedone del bianco · b2 pedone del bianco · f2 pedone del bianco · g2 pedone del bianco · h2 pedone del bianco · a1 torre del bianco · c1 alfiere del bianco · d1 donna del bianco · e1 re del bianco · f1 alfiere del bianco · g1 cavallo del bianco · h1 torre del bianco | a8 torre del nero · b8 cavallo del nero · c8 alfiere del nero · d8 donna del nero · e8 re del nero · h8 torre del nero · a7 pedone del nero · c7 pedone del nero · d7 pedone del nero · f7 pedone del nero · g7 pedone del nero · h7 pedone del nero · b6 pedone del nero · e6 pedone del nero · f6 cavallo del nero · b4 alfiere del nero · c4 pedone del bianco · d4 pedone del bianco · c3 cavallo del bianco · e3 pedone del bianco · a2 pedone del bianco · b2 pedone del bianco · f2 pedone del bianco · g2 pedone del bianco · h2 pedone del bianco · a1 torre del bianco · c1 alfiere del bianco · d1 donna del bianco · e1 re del bianco · f1 alfiere del bianco · g1 cavallo del bianco · h1 torre del bianco | 8 |
| 7 | a8 torre del nero · b8 cavallo del nero · c8 alfiere del nero · d8 donna del nero · e8 re del nero · h8 torre del nero · a7 pedone del nero · c7 pedone del nero · d7 pedone del nero · f7 pedone del nero · g7 pedone del nero · h7 pedone del nero · b6 pedone del nero · e6 pedone del nero · f6 cavallo del nero · b4 alfiere del nero · c4 pedone del bianco · d4 pedone del bianco · c3 cavallo del bianco · e3 pedone del bianco · a2 pedone del bianco · b2 pedone del bianco · f2 pedone del bianco · g2 pedone del bianco · h2 pedone del bianco · a1 torre del bianco · c1 alfiere del bianco · d1 donna del bianco · e1 re del bianco · f1 alfiere del bianco · g1 cavallo del bianco · h1 torre del bianco | a8 torre del nero · b8 cavallo del nero · c8 alfiere del nero · d8 donna del nero · e8 re del nero · h8 torre del nero · a7 pedone del nero · c7 pedone del nero · d7 pedone del nero · f7 pedone del nero · g7 pedone del nero · h7 pedone del nero · b6 pedone del nero · e6 pedone del nero · f6 cavallo del nero · b4 alfiere del nero · c4 pedone del bianco · d4 pedone del bianco · c3 cavallo del bianco · e3 pedone del bianco · a2 pedone del bianco · b2 pedone del bianco · f2 pedone del bianco · g2 pedone del bianco · h2 pedone del bianco · a1 torre del bianco · c1 alfiere del bianco · d1 donna del bianco · e1 re del bianco · f1 alfiere del bianco · g1 cavallo del bianco · h1 torre del bianco | a8 torre del nero · b8 cavallo del nero · c8 alfiere del nero · d8 donna del nero · e8 re del nero · h8 torre del nero · a7 pedone del nero · c7 pedone del nero · d7 pedone del nero · f7 pedone del nero · g7 pedone del nero · h7 pedone del nero · b6 pedone del nero · e6 pedone del nero · f6 cavallo del nero · b4 alfiere del nero · c4 pedone del bianco · d4 pedone del bianco · c3 cavallo del bianco · e3 pedone del bianco · a2 pedone del bianco · b2 pedone del bianco · f2 pedone del bianco · g2 pedone del bianco · h2 pedone del bianco · a1 torre del bianco · c1 alfiere del bianco · d1 donna del bianco · e1 re del bianco · f1 alfiere del bianco · g1 cavallo del bianco · h1 torre del bianco | a8 torre del nero · b8 cavallo del nero · c8 alfiere del nero · d8 donna del nero · e8 re del nero · h8 torre del nero · a7 pedone del nero · c7 pedone del nero · d7 pedone del nero · f7 pedone del nero · g7 pedone del nero · h7 pedone del nero · b6 pedone del nero · e6 pedone del nero · f6 cavallo del nero · b4 alfiere del nero · c4 pedone del bianco · d4 pedone del bianco · c3 cavallo del bianco · e3 pedone del bianco · a2 pedone del bianco · b2 pedone del bianco · f2 pedone del bianco · g2 pedone del bianco · h2 pedone del bianco · a1 torre del bianco · c1 alfiere del bianco · d1 donna del bianco · e1 re del bianco · f1 alfiere del bianco · g1 cavallo del bianco · h1 torre del bianco | a8 torre del nero · b8 cavallo del nero · c8 alfiere del nero · d8 donna del nero · e8 re del nero · h8 torre del nero · a7 pedone del nero · c7 pedone del nero · d7 pedone del nero · f7 pedone del nero · g7 pedone del nero · h7 pedone del nero · b6 pedone del nero · e6 pedone del nero · f6 cavallo del nero · b4 alfiere del nero · c4 pedone del bianco · d4 pedone del bianco · c3 cavallo del bianco · e3 pedone del bianco · a2 pedone del bianco · b2 pedone del bianco · f2 pedone del bianco · g2 pedone del bianco · h2 pedone del bianco · a1 torre del bianco · c1 alfiere del bianco · d1 donna del bianco · e1 re del bianco · f1 alfiere del bianco · g1 cavallo del bianco · h1 torre del bianco | a8 torre del nero · b8 cavallo del nero · c8 alfiere del nero · d8 donna del nero · e8 re del nero · h8 torre del nero · a7 pedone del nero · c7 pedone del nero · d7 pedone del nero · f7 pedone del nero · g7 pedone del nero · h7 pedone del nero · b6 pedone del nero · e6 pedone del nero · f6 cavallo del nero · b4 alfiere del nero · c4 pedone del bianco · d4 pedone del bianco · c3 cavallo del bianco · e3 pedone del bianco · a2 pedone del bianco · b2 pedone del bianco · f2 pedone del bianco · g2 pedone del bianco · h2 pedone del bianco · a1 torre del bianco · c1 alfiere del bianco · d1 donna del bianco · e1 re del bianco · f1 alfiere del bianco · g1 cavallo del bianco · h1 torre del bianco | a8 torre del nero · b8 cavallo del nero · c8 alfiere del nero · d8 donna del nero · e8 re del nero · h8 torre del nero · a7 pedone del nero · c7 pedone del nero · d7 pedone del nero · f7 pedone del nero · g7 pedone del nero · h7 pedone del nero · b6 pedone del nero · e6 pedone del nero · f6 cavallo del nero · b4 alfiere del nero · c4 pedone del bianco · d4 pedone del bianco · c3 cavallo del bianco · e3 pedone del bianco · a2 pedone del bianco · b2 pedone del bianco · f2 pedone del bianco · g2 pedone del bianco · h2 pedone del bianco · a1 torre del bianco · c1 alfiere del bianco · d1 donna del bianco · e1 re del bianco · f1 alfiere del bianco · g1 cavallo del bianco · h1 torre del bianco | a8 torre del nero · b8 cavallo del nero · c8 alfiere del nero · d8 donna del nero · e8 re del nero · h8 torre del nero · a7 pedone del nero · c7 pedone del nero · d7 pedone del nero · f7 pedone del nero · g7 pedone del nero · h7 pedone del nero · b6 pedone del nero · e6 pedone del nero · f6 cavallo del nero · b4 alfiere del nero · c4 pedone del bianco · d4 pedone del bianco · c3 cavallo del bianco · e3 pedone del bianco · a2 pedone del bianco · b2 pedone del bianco · f2 pedone del bianco · g2 pedone del bianco · h2 pedone del bianco · a1 torre del bianco · c1 alfiere del bianco · d1 donna del bianco · e1 re del bianco · f1 alfiere del bianco · g1 cavallo del bianco · h1 torre del bianco | 7 |
| 6 | a8 torre del nero · b8 cavallo del nero · c8 alfiere del nero · d8 donna del nero · e8 re del nero · h8 torre del nero · a7 pedone del nero · c7 pedone del nero · d7 pedone del nero · f7 pedone del nero · g7 pedone del nero · h7 pedone del nero · b6 pedone del nero · e6 pedone del nero · f6 cavallo del nero · b4 alfiere del nero · c4 pedone del bianco · d4 pedone del bianco · c3 cavallo del bianco · e3 pedone del bianco · a2 pedone del bianco · b2 pedone del bianco · f2 pedone del bianco · g2 pedone del bianco · h2 pedone del bianco · a1 torre del bianco · c1 alfiere del bianco · d1 donna del bianco · e1 re del bianco · f1 alfiere del bianco · g1 cavallo del bianco · h1 torre del bianco | a8 torre del nero · b8 cavallo del nero · c8 alfiere del nero · d8 donna del nero · e8 re del nero · h8 torre del nero · a7 pedone del nero · c7 pedone del nero · d7 pedone del nero · f7 pedone del nero · g7 pedone del nero · h7 pedone del nero · b6 pedone del nero · e6 pedone del nero · f6 cavallo del nero · b4 alfiere del nero · c4 pedone del bianco · d4 pedone del bianco · c3 cavallo del bianco · e3 pedone del bianco · a2 pedone del bianco · b2 pedone del bianco · f2 pedone del bianco · g2 pedone del bianco · h2 pedone del bianco · a1 torre del bianco · c1 alfiere del bianco · d1 donna del bianco · e1 re del bianco · f1 alfiere del bianco · g1 cavallo del bianco · h1 torre del bianco | a8 torre del nero · b8 cavallo del nero · c8 alfiere del nero · d8 donna del nero · e8 re del nero · h8 torre del nero · a7 pedone del nero · c7 pedone del nero · d7 pedone del nero · f7 pedone del nero · g7 pedone del nero · h7 pedone del nero · b6 pedone del nero · e6 pedone del nero · f6 cavallo del nero · b4 alfiere del nero · c4 pedone del bianco · d4 pedone del bianco · c3 cavallo del bianco · e3 pedone del bianco · a2 pedone del bianco · b2 pedone del bianco · f2 pedone del bianco · g2 pedone del bianco · h2 pedone del bianco · a1 torre del bianco · c1 alfiere del bianco · d1 donna del bianco · e1 re del bianco · f1 alfiere del bianco · g1 cavallo del bianco · h1 torre del bianco | a8 torre del nero · b8 cavallo del nero · c8 alfiere del nero · d8 donna del nero · e8 re del nero · h8 torre del nero · a7 pedone del nero · c7 pedone del nero · d7 pedone del nero · f7 pedone del nero · g7 pedone del nero · h7 pedone del nero · b6 pedone del nero · e6 pedone del nero · f6 cavallo del nero · b4 alfiere del nero · c4 pedone del bianco · d4 pedone del bianco · c3 cavallo del bianco · e3 pedone del bianco · a2 pedone del bianco · b2 pedone del bianco · f2 pedone del bianco · g2 pedone del bianco · h2 pedone del bianco · a1 torre del bianco · c1 alfiere del bianco · d1 donna del bianco · e1 re del bianco · f1 alfiere del bianco · g1 cavallo del bianco · h1 torre del bianco | a8 torre del nero · b8 cavallo del nero · c8 alfiere del nero · d8 donna del nero · e8 re del nero · h8 torre del nero · a7 pedone del nero · c7 pedone del nero · d7 pedone del nero · f7 pedone del nero · g7 pedone del nero · h7 pedone del nero · b6 pedone del nero · e6 pedone del nero · f6 cavallo del nero · b4 alfiere del nero · c4 pedone del bianco · d4 pedone del bianco · c3 cavallo del bianco · e3 pedone del bianco · a2 pedone del bianco · b2 pedone del bianco · f2 pedone del bianco · g2 pedone del bianco · h2 pedone del bianco · a1 torre del bianco · c1 alfiere del bianco · d1 donna del bianco · e1 re del bianco · f1 alfiere del bianco · g1 cavallo del bianco · h1 torre del bianco | a8 torre del nero · b8 cavallo del nero · c8 alfiere del nero · d8 donna del nero · e8 re del nero · h8 torre del nero · a7 pedone del nero · c7 pedone del nero · d7 pedone del nero · f7 pedone del nero · g7 pedone del nero · h7 pedone del nero · b6 pedone del nero · e6 pedone del nero · f6 cavallo del nero · b4 alfiere del nero · c4 pedone del bianco · d4 pedone del bianco · c3 cavallo del bianco · e3 pedone del bianco · a2 pedone del bianco · b2 pedone del bianco · f2 pedone del bianco · g2 pedone del bianco · h2 pedone del bianco · a1 torre del bianco · c1 alfiere del bianco · d1 donna del bianco · e1 re del bianco · f1 alfiere del bianco · g1 cavallo del bianco · h1 torre del bianco | a8 torre del nero · b8 cavallo del nero · c8 alfiere del nero · d8 donna del nero · e8 re del nero · h8 torre del nero · a7 pedone del nero · c7 pedone del nero · d7 pedone del nero · f7 pedone del nero · g7 pedone del nero · h7 pedone del nero · b6 pedone del nero · e6 pedone del nero · f6 cavallo del nero · b4 alfiere del nero · c4 pedone del bianco · d4 pedone del bianco · c3 cavallo del bianco · e3 pedone del bianco · a2 pedone del bianco · b2 pedone del bianco · f2 pedone del bianco · g2 pedone del bianco · h2 pedone del bianco · a1 torre del bianco · c1 alfiere del bianco · d1 donna del bianco · e1 re del bianco · f1 alfiere del bianco · g1 cavallo del bianco · h1 torre del bianco | a8 torre del nero · b8 cavallo del nero · c8 alfiere del nero · d8 donna del nero · e8 re del nero · h8 torre del nero · a7 pedone del nero · c7 pedone del nero · d7 pedone del nero · f7 pedone del nero · g7 pedone del nero · h7 pedone del nero · b6 pedone del nero · e6 pedone del nero · f6 cavallo del nero · b4 alfiere del nero · c4 pedone del bianco · d4 pedone del bianco · c3 cavallo del bianco · e3 pedone del bianco · a2 pedone del bianco · b2 pedone del bianco · f2 pedone del bianco · g2 pedone del bianco · h2 pedone del bianco · a1 torre del bianco · c1 alfiere del bianco · d1 donna del bianco · e1 re del bianco · f1 alfiere del bianco · g1 cavallo del bianco · h1 torre del bianco | 6 |
| 5 | a8 torre del nero · b8 cavallo del nero · c8 alfiere del nero · d8 donna del nero · e8 re del nero · h8 torre del nero · a7 pedone del nero · c7 pedone del nero · d7 pedone del nero · f7 pedone del nero · g7 pedone del nero · h7 pedone del nero · b6 pedone del nero · e6 pedone del nero · f6 cavallo del nero · b4 alfiere del nero · c4 pedone del bianco · d4 pedone del bianco · c3 cavallo del bianco · e3 pedone del bianco · a2 pedone del bianco · b2 pedone del bianco · f2 pedone del bianco · g2 pedone del bianco · h2 pedone del bianco · a1 torre del bianco · c1 alfiere del bianco · d1 donna del bianco · e1 re del bianco · f1 alfiere del bianco · g1 cavallo del bianco · h1 torre del bianco | a8 torre del nero · b8 cavallo del nero · c8 alfiere del nero · d8 donna del nero · e8 re del nero · h8 torre del nero · a7 pedone del nero · c7 pedone del nero · d7 pedone del nero · f7 pedone del nero · g7 pedone del nero · h7 pedone del nero · b6 pedone del nero · e6 pedone del nero · f6 cavallo del nero · b4 alfiere del nero · c4 pedone del bianco · d4 pedone del bianco · c3 cavallo del bianco · e3 pedone del bianco · a2 pedone del bianco · b2 pedone del bianco · f2 pedone del bianco · g2 pedone del bianco · h2 pedone del bianco · a1 torre del bianco · c1 alfiere del bianco · d1 donna del bianco · e1 re del bianco · f1 alfiere del bianco · g1 cavallo del bianco · h1 torre del bianco | a8 torre del nero · b8 cavallo del nero · c8 alfiere del nero · d8 donna del nero · e8 re del nero · h8 torre del nero · a7 pedone del nero · c7 pedone del nero · d7 pedone del nero · f7 pedone del nero · g7 pedone del nero · h7 pedone del nero · b6 pedone del nero · e6 pedone del nero · f6 cavallo del nero · b4 alfiere del nero · c4 pedone del bianco · d4 pedone del bianco · c3 cavallo del bianco · e3 pedone del bianco · a2 pedone del bianco · b2 pedone del bianco · f2 pedone del bianco · g2 pedone del bianco · h2 pedone del bianco · a1 torre del bianco · c1 alfiere del bianco · d1 donna del bianco · e1 re del bianco · f1 alfiere del bianco · g1 cavallo del bianco · h1 torre del bianco | a8 torre del nero · b8 cavallo del nero · c8 alfiere del nero · d8 donna del nero · e8 re del nero · h8 torre del nero · a7 pedone del nero · c7 pedone del nero · d7 pedone del nero · f7 pedone del nero · g7 pedone del nero · h7 pedone del nero · b6 pedone del nero · e6 pedone del nero · f6 cavallo del nero · b4 alfiere del nero · c4 pedone del bianco · d4 pedone del bianco · c3 cavallo del bianco · e3 pedone del bianco · a2 pedone del bianco · b2 pedone del bianco · f2 pedone del bianco · g2 pedone del bianco · h2 pedone del bianco · a1 torre del bianco · c1 alfiere del bianco · d1 donna del bianco · e1 re del bianco · f1 alfiere del bianco · g1 cavallo del bianco · h1 torre del bianco | a8 torre del nero · b8 cavallo del nero · c8 alfiere del nero · d8 donna del nero · e8 re del nero · h8 torre del nero · a7 pedone del nero · c7 pedone del nero · d7 pedone del nero · f7 pedone del nero · g7 pedone del nero · h7 pedone del nero · b6 pedone del nero · e6 pedone del nero · f6 cavallo del nero · b4 alfiere del nero · c4 pedone del bianco · d4 pedone del bianco · c3 cavallo del bianco · e3 pedone del bianco · a2 pedone del bianco · b2 pedone del bianco · f2 pedone del bianco · g2 pedone del bianco · h2 pedone del bianco · a1 torre del bianco · c1 alfiere del bianco · d1 donna del bianco · e1 re del bianco · f1 alfiere del bianco · g1 cavallo del bianco · h1 torre del bianco | a8 torre del nero · b8 cavallo del nero · c8 alfiere del nero · d8 donna del nero · e8 re del nero · h8 torre del nero · a7 pedone del nero · c7 pedone del nero · d7 pedone del nero · f7 pedone del nero · g7 pedone del nero · h7 pedone del nero · b6 pedone del nero · e6 pedone del nero · f6 cavallo del nero · b4 alfiere del nero · c4 pedone del bianco · d4 pedone del bianco · c3 cavallo del bianco · e3 pedone del bianco · a2 pedone del bianco · b2 pedone del bianco · f2 pedone del bianco · g2 pedone del bianco · h2 pedone del bianco · a1 torre del bianco · c1 alfiere del bianco · d1 donna del bianco · e1 re del bianco · f1 alfiere del bianco · g1 cavallo del bianco · h1 torre del bianco | a8 torre del nero · b8 cavallo del nero · c8 alfiere del nero · d8 donna del nero · e8 re del nero · h8 torre del nero · a7 pedone del nero · c7 pedone del nero · d7 pedone del nero · f7 pedone del nero · g7 pedone del nero · h7 pedone del nero · b6 pedone del nero · e6 pedone del nero · f6 cavallo del nero · b4 alfiere del nero · c4 pedone del bianco · d4 pedone del bianco · c3 cavallo del bianco · e3 pedone del bianco · a2 pedone del bianco · b2 pedone del bianco · f2 pedone del bianco · g2 pedone del bianco · h2 pedone del bianco · a1 torre del bianco · c1 alfiere del bianco · d1 donna del bianco · e1 re del bianco · f1 alfiere del bianco · g1 cavallo del bianco · h1 torre del bianco | a8 torre del nero · b8 cavallo del nero · c8 alfiere del nero · d8 donna del nero · e8 re del nero · h8 torre del nero · a7 pedone del nero · c7 pedone del nero · d7 pedone del nero · f7 pedone del nero · g7 pedone del nero · h7 pedone del nero · b6 pedone del nero · e6 pedone del nero · f6 cavallo del nero · b4 alfiere del nero · c4 pedone del bianco · d4 pedone del bianco · c3 cavallo del bianco · e3 pedone del bianco · a2 pedone del bianco · b2 pedone del bianco · f2 pedone del bianco · g2 pedone del bianco · h2 pedone del bianco · a1 torre del bianco · c1 alfiere del bianco · d1 donna del bianco · e1 re del bianco · f1 alfiere del bianco · g1 cavallo del bianco · h1 torre del bianco | 5 |
| 4 | a8 torre del nero · b8 cavallo del nero · c8 alfiere del nero · d8 donna del nero · e8 re del nero · h8 torre del nero · a7 pedone del nero · c7 pedone del nero · d7 pedone del nero · f7 pedone del nero · g7 pedone del nero · h7 pedone del nero · b6 pedone del nero · e6 pedone del nero · f6 cavallo del nero · b4 alfiere del nero · c4 pedone del bianco · d4 pedone del bianco · c3 cavallo del bianco · e3 pedone del bianco · a2 pedone del bianco · b2 pedone del bianco · f2 pedone del bianco · g2 pedone del bianco · h2 pedone del bianco · a1 torre del bianco · c1 alfiere del bianco · d1 donna del bianco · e1 re del bianco · f1 alfiere del bianco · g1 cavallo del bianco · h1 torre del bianco | a8 torre del nero · b8 cavallo del nero · c8 alfiere del nero · d8 donna del nero · e8 re del nero · h8 torre del nero · a7 pedone del nero · c7 pedone del nero · d7 pedone del nero · f7 pedone del nero · g7 pedone del nero · h7 pedone del nero · b6 pedone del nero · e6 pedone del nero · f6 cavallo del nero · b4 alfiere del nero · c4 pedone del bianco · d4 pedone del bianco · c3 cavallo del bianco · e3 pedone del bianco · a2 pedone del bianco · b2 pedone del bianco · f2 pedone del bianco · g2 pedone del bianco · h2 pedone del bianco · a1 torre del bianco · c1 alfiere del bianco · d1 donna del bianco · e1 re del bianco · f1 alfiere del bianco · g1 cavallo del bianco · h1 torre del bianco | a8 torre del nero · b8 cavallo del nero · c8 alfiere del nero · d8 donna del nero · e8 re del nero · h8 torre del nero · a7 pedone del nero · c7 pedone del nero · d7 pedone del nero · f7 pedone del nero · g7 pedone del nero · h7 pedone del nero · b6 pedone del nero · e6 pedone del nero · f6 cavallo del nero · b4 alfiere del nero · c4 pedone del bianco · d4 pedone del bianco · c3 cavallo del bianco · e3 pedone del bianco · a2 pedone del bianco · b2 pedone del bianco · f2 pedone del bianco · g2 pedone del bianco · h2 pedone del bianco · a1 torre del bianco · c1 alfiere del bianco · d1 donna del bianco · e1 re del bianco · f1 alfiere del bianco · g1 cavallo del bianco · h1 torre del bianco | a8 torre del nero · b8 cavallo del nero · c8 alfiere del nero · d8 donna del nero · e8 re del nero · h8 torre del nero · a7 pedone del nero · c7 pedone del nero · d7 pedone del nero · f7 pedone del nero · g7 pedone del nero · h7 pedone del nero · b6 pedone del nero · e6 pedone del nero · f6 cavallo del nero · b4 alfiere del nero · c4 pedone del bianco · d4 pedone del bianco · c3 cavallo del bianco · e3 pedone del bianco · a2 pedone del bianco · b2 pedone del bianco · f2 pedone del bianco · g2 pedone del bianco · h2 pedone del bianco · a1 torre del bianco · c1 alfiere del bianco · d1 donna del bianco · e1 re del bianco · f1 alfiere del bianco · g1 cavallo del bianco · h1 torre del bianco | a8 torre del nero · b8 cavallo del nero · c8 alfiere del nero · d8 donna del nero · e8 re del nero · h8 torre del nero · a7 pedone del nero · c7 pedone del nero · d7 pedone del nero · f7 pedone del nero · g7 pedone del nero · h7 pedone del nero · b6 pedone del nero · e6 pedone del nero · f6 cavallo del nero · b4 alfiere del nero · c4 pedone del bianco · d4 pedone del bianco · c3 cavallo del bianco · e3 pedone del bianco · a2 pedone del bianco · b2 pedone del bianco · f2 pedone del bianco · g2 pedone del bianco · h2 pedone del bianco · a1 torre del bianco · c1 alfiere del bianco · d1 donna del bianco · e1 re del bianco · f1 alfiere del bianco · g1 cavallo del bianco · h1 torre del bianco | a8 torre del nero · b8 cavallo del nero · c8 alfiere del nero · d8 donna del nero · e8 re del nero · h8 torre del nero · a7 pedone del nero · c7 pedone del nero · d7 pedone del nero · f7 pedone del nero · g7 pedone del nero · h7 pedone del nero · b6 pedone del nero · e6 pedone del nero · f6 cavallo del nero · b4 alfiere del nero · c4 pedone del bianco · d4 pedone del bianco · c3 cavallo del bianco · e3 pedone del bianco · a2 pedone del bianco · b2 pedone del bianco · f2 pedone del bianco · g2 pedone del bianco · h2 pedone del bianco · a1 torre del bianco · c1 alfiere del bianco · d1 donna del bianco · e1 re del bianco · f1 alfiere del bianco · g1 cavallo del bianco · h1 torre del bianco | a8 torre del nero · b8 cavallo del nero · c8 alfiere del nero · d8 donna del nero · e8 re del nero · h8 torre del nero · a7 pedone del nero · c7 pedone del nero · d7 pedone del nero · f7 pedone del nero · g7 pedone del nero · h7 pedone del nero · b6 pedone del nero · e6 pedone del nero · f6 cavallo del nero · b4 alfiere del nero · c4 pedone del bianco · d4 pedone del bianco · c3 cavallo del bianco · e3 pedone del bianco · a2 pedone del bianco · b2 pedone del bianco · f2 pedone del bianco · g2 pedone del bianco · h2 pedone del bianco · a1 torre del bianco · c1 alfiere del bianco · d1 donna del bianco · e1 re del bianco · f1 alfiere del bianco · g1 cavallo del bianco · h1 torre del bianco | a8 torre del nero · b8 cavallo del nero · c8 alfiere del nero · d8 donna del nero · e8 re del nero · h8 torre del nero · a7 pedone del nero · c7 pedone del nero · d7 pedone del nero · f7 pedone del nero · g7 pedone del nero · h7 pedone del nero · b6 pedone del nero · e6 pedone del nero · f6 cavallo del nero · b4 alfiere del nero · c4 pedone del bianco · d4 pedone del bianco · c3 cavallo del bianco · e3 pedone del bianco · a2 pedone del bianco · b2 pedone del bianco · f2 pedone del bianco · g2 pedone del bianco · h2 pedone del bianco · a1 torre del bianco · c1 alfiere del bianco · d1 donna del bianco · e1 re del bianco · f1 alfiere del bianco · g1 cavallo del bianco · h1 torre del bianco | 4 |
| 3 | a8 torre del nero · b8 cavallo del nero · c8 alfiere del nero · d8 donna del nero · e8 re del nero · h8 torre del nero · a7 pedone del nero · c7 pedone del nero · d7 pedone del nero · f7 pedone del nero · g7 pedone del nero · h7 pedone del nero · b6 pedone del nero · e6 pedone del nero · f6 cavallo del nero · b4 alfiere del nero · c4 pedone del bianco · d4 pedone del bianco · c3 cavallo del bianco · e3 pedone del bianco · a2 pedone del bianco · b2 pedone del bianco · f2 pedone del bianco · g2 pedone del bianco · h2 pedone del bianco · a1 torre del bianco · c1 alfiere del bianco · d1 donna del bianco · e1 re del bianco · f1 alfiere del bianco · g1 cavallo del bianco · h1 torre del bianco | a8 torre del nero · b8 cavallo del nero · c8 alfiere del nero · d8 donna del nero · e8 re del nero · h8 torre del nero · a7 pedone del nero · c7 pedone del nero · d7 pedone del nero · f7 pedone del nero · g7 pedone del nero · h7 pedone del nero · b6 pedone del nero · e6 pedone del nero · f6 cavallo del nero · b4 alfiere del nero · c4 pedone del bianco · d4 pedone del bianco · c3 cavallo del bianco · e3 pedone del bianco · a2 pedone del bianco · b2 pedone del bianco · f2 pedone del bianco · g2 pedone del bianco · h2 pedone del bianco · a1 torre del bianco · c1 alfiere del bianco · d1 donna del bianco · e1 re del bianco · f1 alfiere del bianco · g1 cavallo del bianco · h1 torre del bianco | a8 torre del nero · b8 cavallo del nero · c8 alfiere del nero · d8 donna del nero · e8 re del nero · h8 torre del nero · a7 pedone del nero · c7 pedone del nero · d7 pedone del nero · f7 pedone del nero · g7 pedone del nero · h7 pedone del nero · b6 pedone del nero · e6 pedone del nero · f6 cavallo del nero · b4 alfiere del nero · c4 pedone del bianco · d4 pedone del bianco · c3 cavallo del bianco · e3 pedone del bianco · a2 pedone del bianco · b2 pedone del bianco · f2 pedone del bianco · g2 pedone del bianco · h2 pedone del bianco · a1 torre del bianco · c1 alfiere del bianco · d1 donna del bianco · e1 re del bianco · f1 alfiere del bianco · g1 cavallo del bianco · h1 torre del bianco | a8 torre del nero · b8 cavallo del nero · c8 alfiere del nero · d8 donna del nero · e8 re del nero · h8 torre del nero · a7 pedone del nero · c7 pedone del nero · d7 pedone del nero · f7 pedone del nero · g7 pedone del nero · h7 pedone del nero · b6 pedone del nero · e6 pedone del nero · f6 cavallo del nero · b4 alfiere del nero · c4 pedone del bianco · d4 pedone del bianco · c3 cavallo del bianco · e3 pedone del bianco · a2 pedone del bianco · b2 pedone del bianco · f2 pedone del bianco · g2 pedone del bianco · h2 pedone del bianco · a1 torre del bianco · c1 alfiere del bianco · d1 donna del bianco · e1 re del bianco · f1 alfiere del bianco · g1 cavallo del bianco · h1 torre del bianco | a8 torre del nero · b8 cavallo del nero · c8 alfiere del nero · d8 donna del nero · e8 re del nero · h8 torre del nero · a7 pedone del nero · c7 pedone del nero · d7 pedone del nero · f7 pedone del nero · g7 pedone del nero · h7 pedone del nero · b6 pedone del nero · e6 pedone del nero · f6 cavallo del nero · b4 alfiere del nero · c4 pedone del bianco · d4 pedone del bianco · c3 cavallo del bianco · e3 pedone del bianco · a2 pedone del bianco · b2 pedone del bianco · f2 pedone del bianco · g2 pedone del bianco · h2 pedone del bianco · a1 torre del bianco · c1 alfiere del bianco · d1 donna del bianco · e1 re del bianco · f1 alfiere del bianco · g1 cavallo del bianco · h1 torre del bianco | a8 torre del nero · b8 cavallo del nero · c8 alfiere del nero · d8 donna del nero · e8 re del nero · h8 torre del nero · a7 pedone del nero · c7 pedone del nero · d7 pedone del nero · f7 pedone del nero · g7 pedone del nero · h7 pedone del nero · b6 pedone del nero · e6 pedone del nero · f6 cavallo del nero · b4 alfiere del nero · c4 pedone del bianco · d4 pedone del bianco · c3 cavallo del bianco · e3 pedone del bianco · a2 pedone del bianco · b2 pedone del bianco · f2 pedone del bianco · g2 pedone del bianco · h2 pedone del bianco · a1 torre del bianco · c1 alfiere del bianco · d1 donna del bianco · e1 re del bianco · f1 alfiere del bianco · g1 cavallo del bianco · h1 torre del bianco | a8 torre del nero · b8 cavallo del nero · c8 alfiere del nero · d8 donna del nero · e8 re del nero · h8 torre del nero · a7 pedone del nero · c7 pedone del nero · d7 pedone del nero · f7 pedone del nero · g7 pedone del nero · h7 pedone del nero · b6 pedone del nero · e6 pedone del nero · f6 cavallo del nero · b4 alfiere del nero · c4 pedone del bianco · d4 pedone del bianco · c3 cavallo del bianco · e3 pedone del bianco · a2 pedone del bianco · b2 pedone del bianco · f2 pedone del bianco · g2 pedone del bianco · h2 pedone del bianco · a1 torre del bianco · c1 alfiere del bianco · d1 donna del bianco · e1 re del bianco · f1 alfiere del bianco · g1 cavallo del bianco · h1 torre del bianco | a8 torre del nero · b8 cavallo del nero · c8 alfiere del nero · d8 donna del nero · e8 re del nero · h8 torre del nero · a7 pedone del nero · c7 pedone del nero · d7 pedone del nero · f7 pedone del nero · g7 pedone del nero · h7 pedone del nero · b6 pedone del nero · e6 pedone del nero · f6 cavallo del nero · b4 alfiere del nero · c4 pedone del bianco · d4 pedone del bianco · c3 cavallo del bianco · e3 pedone del bianco · a2 pedone del bianco · b2 pedone del bianco · f2 pedone del bianco · g2 pedone del bianco · h2 pedone del bianco · a1 torre del bianco · c1 alfiere del bianco · d1 donna del bianco · e1 re del bianco · f1 alfiere del bianco · g1 cavallo del bianco · h1 torre del bianco | 3 |
| 2 | a8 torre del nero · b8 cavallo del nero · c8 alfiere del nero · d8 donna del nero · e8 re del nero · h8 torre del nero · a7 pedone del nero · c7 pedone del nero · d7 pedone del nero · f7 pedone del nero · g7 pedone del nero · h7 pedone del nero · b6 pedone del nero · e6 pedone del nero · f6 cavallo del nero · b4 alfiere del nero · c4 pedone del bianco · d4 pedone del bianco · c3 cavallo del bianco · e3 pedone del bianco · a2 pedone del bianco · b2 pedone del bianco · f2 pedone del bianco · g2 pedone del bianco · h2 pedone del bianco · a1 torre del bianco · c1 alfiere del bianco · d1 donna del bianco · e1 re del bianco · f1 alfiere del bianco · g1 cavallo del bianco · h1 torre del bianco | a8 torre del nero · b8 cavallo del nero · c8 alfiere del nero · d8 donna del nero · e8 re del nero · h8 torre del nero · a7 pedone del nero · c7 pedone del nero · d7 pedone del nero · f7 pedone del nero · g7 pedone del nero · h7 pedone del nero · b6 pedone del nero · e6 pedone del nero · f6 cavallo del nero · b4 alfiere del nero · c4 pedone del bianco · d4 pedone del bianco · c3 cavallo del bianco · e3 pedone del bianco · a2 pedone del bianco · b2 pedone del bianco · f2 pedone del bianco · g2 pedone del bianco · h2 pedone del bianco · a1 torre del bianco · c1 alfiere del bianco · d1 donna del bianco · e1 re del bianco · f1 alfiere del bianco · g1 cavallo del bianco · h1 torre del bianco | a8 torre del nero · b8 cavallo del nero · c8 alfiere del nero · d8 donna del nero · e8 re del nero · h8 torre del nero · a7 pedone del nero · c7 pedone del nero · d7 pedone del nero · f7 pedone del nero · g7 pedone del nero · h7 pedone del nero · b6 pedone del nero · e6 pedone del nero · f6 cavallo del nero · b4 alfiere del nero · c4 pedone del bianco · d4 pedone del bianco · c3 cavallo del bianco · e3 pedone del bianco · a2 pedone del bianco · b2 pedone del bianco · f2 pedone del bianco · g2 pedone del bianco · h2 pedone del bianco · a1 torre del bianco · c1 alfiere del bianco · d1 donna del bianco · e1 re del bianco · f1 alfiere del bianco · g1 cavallo del bianco · h1 torre del bianco | a8 torre del nero · b8 cavallo del nero · c8 alfiere del nero · d8 donna del nero · e8 re del nero · h8 torre del nero · a7 pedone del nero · c7 pedone del nero · d7 pedone del nero · f7 pedone del nero · g7 pedone del nero · h7 pedone del nero · b6 pedone del nero · e6 pedone del nero · f6 cavallo del nero · b4 alfiere del nero · c4 pedone del bianco · d4 pedone del bianco · c3 cavallo del bianco · e3 pedone del bianco · a2 pedone del bianco · b2 pedone del bianco · f2 pedone del bianco · g2 pedone del bianco · h2 pedone del bianco · a1 torre del bianco · c1 alfiere del bianco · d1 donna del bianco · e1 re del bianco · f1 alfiere del bianco · g1 cavallo del bianco · h1 torre del bianco | a8 torre del nero · b8 cavallo del nero · c8 alfiere del nero · d8 donna del nero · e8 re del nero · h8 torre del nero · a7 pedone del nero · c7 pedone del nero · d7 pedone del nero · f7 pedone del nero · g7 pedone del nero · h7 pedone del nero · b6 pedone del nero · e6 pedone del nero · f6 cavallo del nero · b4 alfiere del nero · c4 pedone del bianco · d4 pedone del bianco · c3 cavallo del bianco · e3 pedone del bianco · a2 pedone del bianco · b2 pedone del bianco · f2 pedone del bianco · g2 pedone del bianco · h2 pedone del bianco · a1 torre del bianco · c1 alfiere del bianco · d1 donna del bianco · e1 re del bianco · f1 alfiere del bianco · g1 cavallo del bianco · h1 torre del bianco | a8 torre del nero · b8 cavallo del nero · c8 alfiere del nero · d8 donna del nero · e8 re del nero · h8 torre del nero · a7 pedone del nero · c7 pedone del nero · d7 pedone del nero · f7 pedone del nero · g7 pedone del nero · h7 pedone del nero · b6 pedone del nero · e6 pedone del nero · f6 cavallo del nero · b4 alfiere del nero · c4 pedone del bianco · d4 pedone del bianco · c3 cavallo del bianco · e3 pedone del bianco · a2 pedone del bianco · b2 pedone del bianco · f2 pedone del bianco · g2 pedone del bianco · h2 pedone del bianco · a1 torre del bianco · c1 alfiere del bianco · d1 donna del bianco · e1 re del bianco · f1 alfiere del bianco · g1 cavallo del bianco · h1 torre del bianco | a8 torre del nero · b8 cavallo del nero · c8 alfiere del nero · d8 donna del nero · e8 re del nero · h8 torre del nero · a7 pedone del nero · c7 pedone del nero · d7 pedone del nero · f7 pedone del nero · g7 pedone del nero · h7 pedone del nero · b6 pedone del nero · e6 pedone del nero · f6 cavallo del nero · b4 alfiere del nero · c4 pedone del bianco · d4 pedone del bianco · c3 cavallo del bianco · e3 pedone del bianco · a2 pedone del bianco · b2 pedone del bianco · f2 pedone del bianco · g2 pedone del bianco · h2 pedone del bianco · a1 torre del bianco · c1 alfiere del bianco · d1 donna del bianco · e1 re del bianco · f1 alfiere del bianco · g1 cavallo del bianco · h1 torre del bianco | a8 torre del nero · b8 cavallo del nero · c8 alfiere del nero · d8 donna del nero · e8 re del nero · h8 torre del nero · a7 pedone del nero · c7 pedone del nero · d7 pedone del nero · f7 pedone del nero · g7 pedone del nero · h7 pedone del nero · b6 pedone del nero · e6 pedone del nero · f6 cavallo del nero · b4 alfiere del nero · c4 pedone del bianco · d4 pedone del bianco · c3 cavallo del bianco · e3 pedone del bianco · a2 pedone del bianco · b2 pedone del bianco · f2 pedone del bianco · g2 pedone del bianco · h2 pedone del bianco · a1 torre del bianco · c1 alfiere del bianco · d1 donna del bianco · e1 re del bianco · f1 alfiere del bianco · g1 cavallo del bianco · h1 torre del bianco | 2 |
| 1 | a8 torre del nero · b8 cavallo del nero · c8 alfiere del nero · d8 donna del nero · e8 re del nero · h8 torre del nero · a7 pedone del nero · c7 pedone del nero · d7 pedone del nero · f7 pedone del nero · g7 pedone del nero · h7 pedone del nero · b6 pedone del nero · e6 pedone del nero · f6 cavallo del nero · b4 alfiere del nero · c4 pedone del bianco · d4 pedone del bianco · c3 cavallo del bianco · e3 pedone del bianco · a2 pedone del bianco · b2 pedone del bianco · f2 pedone del bianco · g2 pedone del bianco · h2 pedone del bianco · a1 torre del bianco · c1 alfiere del bianco · d1 donna del bianco · e1 re del bianco · f1 alfiere del bianco · g1 cavallo del bianco · h1 torre del bianco | a8 torre del nero · b8 cavallo del nero · c8 alfiere del nero · d8 donna del nero · e8 re del nero · h8 torre del nero · a7 pedone del nero · c7 pedone del nero · d7 pedone del nero · f7 pedone del nero · g7 pedone del nero · h7 pedone del nero · b6 pedone del nero · e6 pedone del nero · f6 cavallo del nero · b4 alfiere del nero · c4 pedone del bianco · d4 pedone del bianco · c3 cavallo del bianco · e3 pedone del bianco · a2 pedone del bianco · b2 pedone del bianco · f2 pedone del bianco · g2 pedone del bianco · h2 pedone del bianco · a1 torre del bianco · c1 alfiere del bianco · d1 donna del bianco · e1 re del bianco · f1 alfiere del bianco · g1 cavallo del bianco · h1 torre del bianco | a8 torre del nero · b8 cavallo del nero · c8 alfiere del nero · d8 donna del nero · e8 re del nero · h8 torre del nero · a7 pedone del nero · c7 pedone del nero · d7 pedone del nero · f7 pedone del nero · g7 pedone del nero · h7 pedone del nero · b6 pedone del nero · e6 pedone del nero · f6 cavallo del nero · b4 alfiere del nero · c4 pedone del bianco · d4 pedone del bianco · c3 cavallo del bianco · e3 pedone del bianco · a2 pedone del bianco · b2 pedone del bianco · f2 pedone del bianco · g2 pedone del bianco · h2 pedone del bianco · a1 torre del bianco · c1 alfiere del bianco · d1 donna del bianco · e1 re del bianco · f1 alfiere del bianco · g1 cavallo del bianco · h1 torre del bianco | a8 torre del nero · b8 cavallo del nero · c8 alfiere del nero · d8 donna del nero · e8 re del nero · h8 torre del nero · a7 pedone del nero · c7 pedone del nero · d7 pedone del nero · f7 pedone del nero · g7 pedone del nero · h7 pedone del nero · b6 pedone del nero · e6 pedone del nero · f6 cavallo del nero · b4 alfiere del nero · c4 pedone del bianco · d4 pedone del bianco · c3 cavallo del bianco · e3 pedone del bianco · a2 pedone del bianco · b2 pedone del bianco · f2 pedone del bianco · g2 pedone del bianco · h2 pedone del bianco · a1 torre del bianco · c1 alfiere del bianco · d1 donna del bianco · e1 re del bianco · f1 alfiere del bianco · g1 cavallo del bianco · h1 torre del bianco | a8 torre del nero · b8 cavallo del nero · c8 alfiere del nero · d8 donna del nero · e8 re del nero · h8 torre del nero · a7 pedone del nero · c7 pedone del nero · d7 pedone del nero · f7 pedone del nero · g7 pedone del nero · h7 pedone del nero · b6 pedone del nero · e6 pedone del nero · f6 cavallo del nero · b4 alfiere del nero · c4 pedone del bianco · d4 pedone del bianco · c3 cavallo del bianco · e3 pedone del bianco · a2 pedone del bianco · b2 pedone del bianco · f2 pedone del bianco · g2 pedone del bianco · h2 pedone del bianco · a1 torre del bianco · c1 alfiere del bianco · d1 donna del bianco · e1 re del bianco · f1 alfiere del bianco · g1 cavallo del bianco · h1 torre del bianco | a8 torre del nero · b8 cavallo del nero · c8 alfiere del nero · d8 donna del nero · e8 re del nero · h8 torre del nero · a7 pedone del nero · c7 pedone del nero · d7 pedone del nero · f7 pedone del nero · g7 pedone del nero · h7 pedone del nero · b6 pedone del nero · e6 pedone del nero · f6 cavallo del nero · b4 alfiere del nero · c4 pedone del bianco · d4 pedone del bianco · c3 cavallo del bianco · e3 pedone del bianco · a2 pedone del bianco · b2 pedone del bianco · f2 pedone del bianco · g2 pedone del bianco · h2 pedone del bianco · a1 torre del bianco · c1 alfiere del bianco · d1 donna del bianco · e1 re del bianco · f1 alfiere del bianco · g1 cavallo del bianco · h1 torre del bianco | a8 torre del nero · b8 cavallo del nero · c8 alfiere del nero · d8 donna del nero · e8 re del nero · h8 torre del nero · a7 pedone del nero · c7 pedone del nero · d7 pedone del nero · f7 pedone del nero · g7 pedone del nero · h7 pedone del nero · b6 pedone del nero · e6 pedone del nero · f6 cavallo del nero · b4 alfiere del nero · c4 pedone del bianco · d4 pedone del bianco · c3 cavallo del bianco · e3 pedone del bianco · a2 pedone del bianco · b2 pedone del bianco · f2 pedone del bianco · g2 pedone del bianco · h2 pedone del bianco · a1 torre del bianco · c1 alfiere del bianco · d1 donna del bianco · e1 re del bianco · f1 alfiere del bianco · g1 cavallo del bianco · h1 torre del bianco | a8 torre del nero · b8 cavallo del nero · c8 alfiere del nero · d8 donna del nero · e8 re del nero · h8 torre del nero · a7 pedone del nero · c7 pedone del nero · d7 pedone del nero · f7 pedone del nero · g7 pedone del nero · h7 pedone del nero · b6 pedone del nero · e6 pedone del nero · f6 cavallo del nero · b4 alfiere del nero · c4 pedone del bianco · d4 pedone del bianco · c3 cavallo del bianco · e3 pedone del bianco · a2 pedone del bianco · b2 pedone del bianco · f2 pedone del bianco · g2 pedone del bianco · h2 pedone del bianco · a1 torre del bianco · c1 alfiere del bianco · d1 donna del bianco · e1 re del bianco · f1 alfiere del bianco · g1 cavallo del bianco · h1 torre del bianco | 1 |
|   | a | b | c | d | e | f | g | h |   |

A questa continuazione, per molto tempo ritenuta una continuazione minore, fu data nuova linfa da Fischer negli anni '60 del XX secolo. Da un punto di vista strategico il nero cerca di premere con i pezzi sul punto e4 mirando al controllo del centro, riservandosi di spingere i pedoni centrali dopo che il bianco abbia sviluppato i suoi pezzi, in particolare il Cg1 in e2 o f3. A lungo considerata una risposta lenta, grazie a Fischer sono state trovate nuove continuazioni e un nuovo trattamento dinamico.

Il bianco ha due linee principali a seconda che si sviluppi con Cg1-f3 o Cg1-e2:
- 5. Ad3 Ab7 6. Cf3
  - 6. ... 0-0 7. 0-0 d5 (o 7. ... c5)
  - 6. ... Ce4 7. 0-0 f5, una linea molto tagliente
- 5. Ce2
  - 5. ... Aa6
    - 6. a3 Axc3+ 7. Cxc3 d5 8. b3 0-0
    - 6. Cg3 Axc3+ 7. bxc3 d5

  - 5. ... Ab7 6. a3 Ae7 7. d5 0-0 8. e4

### 4. Dc2 Variante classica
|   | a | b | c | d | e | f | g | h |   |
| 8 | a8 torre del nero · b8 cavallo del nero · c8 alfiere del nero · d8 donna del nero · e8 re del nero · h8 torre del nero · a7 pedone del nero · b7 pedone del nero · c7 pedone del nero · d7 pedone del nero · f7 pedone del nero · g7 pedone del nero · h7 pedone del nero · e6 pedone del nero · f6 cavallo del nero · b4 alfiere del nero · c4 pedone del bianco · d4 pedone del bianco · c3 cavallo del bianco · a2 pedone del bianco · b2 pedone del bianco · c2 donna del bianco · e2 pedone del bianco · f2 pedone del bianco · g2 pedone del bianco · h2 pedone del bianco · a1 torre del bianco · c1 alfiere del bianco · e1 re del bianco · f1 alfiere del bianco · g1 cavallo del bianco · h1 torre del bianco | a8 torre del nero · b8 cavallo del nero · c8 alfiere del nero · d8 donna del nero · e8 re del nero · h8 torre del nero · a7 pedone del nero · b7 pedone del nero · c7 pedone del nero · d7 pedone del nero · f7 pedone del nero · g7 pedone del nero · h7 pedone del nero · e6 pedone del nero · f6 cavallo del nero · b4 alfiere del nero · c4 pedone del bianco · d4 pedone del bianco · c3 cavallo del bianco · a2 pedone del bianco · b2 pedone del bianco · c2 donna del bianco · e2 pedone del bianco · f2 pedone del bianco · g2 pedone del bianco · h2 pedone del bianco · a1 torre del bianco · c1 alfiere del bianco · e1 re del bianco · f1 alfiere del bianco · g1 cavallo del bianco · h1 torre del bianco | a8 torre del nero · b8 cavallo del nero · c8 alfiere del nero · d8 donna del nero · e8 re del nero · h8 torre del nero · a7 pedone del nero · b7 pedone del nero · c7 pedone del nero · d7 pedone del nero · f7 pedone del nero · g7 pedone del nero · h7 pedone del nero · e6 pedone del nero · f6 cavallo del nero · b4 alfiere del nero · c4 pedone del bianco · d4 pedone del bianco · c3 cavallo del bianco · a2 pedone del bianco · b2 pedone del bianco · c2 donna del bianco · e2 pedone del bianco · f2 pedone del bianco · g2 pedone del bianco · h2 pedone del bianco · a1 torre del bianco · c1 alfiere del bianco · e1 re del bianco · f1 alfiere del bianco · g1 cavallo del bianco · h1 torre del bianco | a8 torre del nero · b8 cavallo del nero · c8 alfiere del nero · d8 donna del nero · e8 re del nero · h8 torre del nero · a7 pedone del nero · b7 pedone del nero · c7 pedone del nero · d7 pedone del nero · f7 pedone del nero · g7 pedone del nero · h7 pedone del nero · e6 pedone del nero · f6 cavallo del nero · b4 alfiere del nero · c4 pedone del bianco · d4 pedone del bianco · c3 cavallo del bianco · a2 pedone del bianco · b2 pedone del bianco · c2 donna del bianco · e2 pedone del bianco · f2 pedone del bianco · g2 pedone del bianco · h2 pedone del bianco · a1 torre del bianco · c1 alfiere del bianco · e1 re del bianco · f1 alfiere del bianco · g1 cavallo del bianco · h1 torre del bianco | a8 torre del nero · b8 cavallo del nero · c8 alfiere del nero · d8 donna del nero · e8 re del nero · h8 torre del nero · a7 pedone del nero · b7 pedone del nero · c7 pedone del nero · d7 pedone del nero · f7 pedone del nero · g7 pedone del nero · h7 pedone del nero · e6 pedone del nero · f6 cavallo del nero · b4 alfiere del nero · c4 pedone del bianco · d4 pedone del bianco · c3 cavallo del bianco · a2 pedone del bianco · b2 pedone del bianco · c2 donna del bianco · e2 pedone del bianco · f2 pedone del bianco · g2 pedone del bianco · h2 pedone del bianco · a1 torre del bianco · c1 alfiere del bianco · e1 re del bianco · f1 alfiere del bianco · g1 cavallo del bianco · h1 torre del bianco | a8 torre del nero · b8 cavallo del nero · c8 alfiere del nero · d8 donna del nero · e8 re del nero · h8 torre del nero · a7 pedone del nero · b7 pedone del nero · c7 pedone del nero · d7 pedone del nero · f7 pedone del nero · g7 pedone del nero · h7 pedone del nero · e6 pedone del nero · f6 cavallo del nero · b4 alfiere del nero · c4 pedone del bianco · d4 pedone del bianco · c3 cavallo del bianco · a2 pedone del bianco · b2 pedone del bianco · c2 donna del bianco · e2 pedone del bianco · f2 pedone del bianco · g2 pedone del bianco · h2 pedone del bianco · a1 torre del bianco · c1 alfiere del bianco · e1 re del bianco · f1 alfiere del bianco · g1 cavallo del bianco · h1 torre del bianco | a8 torre del nero · b8 cavallo del nero · c8 alfiere del nero · d8 donna del nero · e8 re del nero · h8 torre del nero · a7 pedone del nero · b7 pedone del nero · c7 pedone del nero · d7 pedone del nero · f7 pedone del nero · g7 pedone del nero · h7 pedone del nero · e6 pedone del nero · f6 cavallo del nero · b4 alfiere del nero · c4 pedone del bianco · d4 pedone del bianco · c3 cavallo del bianco · a2 pedone del bianco · b2 pedone del bianco · c2 donna del bianco · e2 pedone del bianco · f2 pedone del bianco · g2 pedone del bianco · h2 pedone del bianco · a1 torre del bianco · c1 alfiere del bianco · e1 re del bianco · f1 alfiere del bianco · g1 cavallo del bianco · h1 torre del bianco | a8 torre del nero · b8 cavallo del nero · c8 alfiere del nero · d8 donna del nero · e8 re del nero · h8 torre del nero · a7 pedone del nero · b7 pedone del nero · c7 pedone del nero · d7 pedone del nero · f7 pedone del nero · g7 pedone del nero · h7 pedone del nero · e6 pedone del nero · f6 cavallo del nero · b4 alfiere del nero · c4 pedone del bianco · d4 pedone del bianco · c3 cavallo del bianco · a2 pedone del bianco · b2 pedone del bianco · c2 donna del bianco · e2 pedone del bianco · f2 pedone del bianco · g2 pedone del bianco · h2 pedone del bianco · a1 torre del bianco · c1 alfiere del bianco · e1 re del bianco · f1 alfiere del bianco · g1 cavallo del bianco · h1 torre del bianco | 8 |
| 7 | a8 torre del nero · b8 cavallo del nero · c8 alfiere del nero · d8 donna del nero · e8 re del nero · h8 torre del nero · a7 pedone del nero · b7 pedone del nero · c7 pedone del nero · d7 pedone del nero · f7 pedone del nero · g7 pedone del nero · h7 pedone del nero · e6 pedone del nero · f6 cavallo del nero · b4 alfiere del nero · c4 pedone del bianco · d4 pedone del bianco · c3 cavallo del bianco · a2 pedone del bianco · b2 pedone del bianco · c2 donna del bianco · e2 pedone del bianco · f2 pedone del bianco · g2 pedone del bianco · h2 pedone del bianco · a1 torre del bianco · c1 alfiere del bianco · e1 re del bianco · f1 alfiere del bianco · g1 cavallo del bianco · h1 torre del bianco | a8 torre del nero · b8 cavallo del nero · c8 alfiere del nero · d8 donna del nero · e8 re del nero · h8 torre del nero · a7 pedone del nero · b7 pedone del nero · c7 pedone del nero · d7 pedone del nero · f7 pedone del nero · g7 pedone del nero · h7 pedone del nero · e6 pedone del nero · f6 cavallo del nero · b4 alfiere del nero · c4 pedone del bianco · d4 pedone del bianco · c3 cavallo del bianco · a2 pedone del bianco · b2 pedone del bianco · c2 donna del bianco · e2 pedone del bianco · f2 pedone del bianco · g2 pedone del bianco · h2 pedone del bianco · a1 torre del bianco · c1 alfiere del bianco · e1 re del bianco · f1 alfiere del bianco · g1 cavallo del bianco · h1 torre del bianco | a8 torre del nero · b8 cavallo del nero · c8 alfiere del nero · d8 donna del nero · e8 re del nero · h8 torre del nero · a7 pedone del nero · b7 pedone del nero · c7 pedone del nero · d7 pedone del nero · f7 pedone del nero · g7 pedone del nero · h7 pedone del nero · e6 pedone del nero · f6 cavallo del nero · b4 alfiere del nero · c4 pedone del bianco · d4 pedone del bianco · c3 cavallo del bianco · a2 pedone del bianco · b2 pedone del bianco · c2 donna del bianco · e2 pedone del bianco · f2 pedone del bianco · g2 pedone del bianco · h2 pedone del bianco · a1 torre del bianco · c1 alfiere del bianco · e1 re del bianco · f1 alfiere del bianco · g1 cavallo del bianco · h1 torre del bianco | a8 torre del nero · b8 cavallo del nero · c8 alfiere del nero · d8 donna del nero · e8 re del nero · h8 torre del nero · a7 pedone del nero · b7 pedone del nero · c7 pedone del nero · d7 pedone del nero · f7 pedone del nero · g7 pedone del nero · h7 pedone del nero · e6 pedone del nero · f6 cavallo del nero · b4 alfiere del nero · c4 pedone del bianco · d4 pedone del bianco · c3 cavallo del bianco · a2 pedone del bianco · b2 pedone del bianco · c2 donna del bianco · e2 pedone del bianco · f2 pedone del bianco · g2 pedone del bianco · h2 pedone del bianco · a1 torre del bianco · c1 alfiere del bianco · e1 re del bianco · f1 alfiere del bianco · g1 cavallo del bianco · h1 torre del bianco | a8 torre del nero · b8 cavallo del nero · c8 alfiere del nero · d8 donna del nero · e8 re del nero · h8 torre del nero · a7 pedone del nero · b7 pedone del nero · c7 pedone del nero · d7 pedone del nero · f7 pedone del nero · g7 pedone del nero · h7 pedone del nero · e6 pedone del nero · f6 cavallo del nero · b4 alfiere del nero · c4 pedone del bianco · d4 pedone del bianco · c3 cavallo del bianco · a2 pedone del bianco · b2 pedone del bianco · c2 donna del bianco · e2 pedone del bianco · f2 pedone del bianco · g2 pedone del bianco · h2 pedone del bianco · a1 torre del bianco · c1 alfiere del bianco · e1 re del bianco · f1 alfiere del bianco · g1 cavallo del bianco · h1 torre del bianco | a8 torre del nero · b8 cavallo del nero · c8 alfiere del nero · d8 donna del nero · e8 re del nero · h8 torre del nero · a7 pedone del nero · b7 pedone del nero · c7 pedone del nero · d7 pedone del nero · f7 pedone del nero · g7 pedone del nero · h7 pedone del nero · e6 pedone del nero · f6 cavallo del nero · b4 alfiere del nero · c4 pedone del bianco · d4 pedone del bianco · c3 cavallo del bianco · a2 pedone del bianco · b2 pedone del bianco · c2 donna del bianco · e2 pedone del bianco · f2 pedone del bianco · g2 pedone del bianco · h2 pedone del bianco · a1 torre del bianco · c1 alfiere del bianco · e1 re del bianco · f1 alfiere del bianco · g1 cavallo del bianco · h1 torre del bianco | a8 torre del nero · b8 cavallo del nero · c8 alfiere del nero · d8 donna del nero · e8 re del nero · h8 torre del nero · a7 pedone del nero · b7 pedone del nero · c7 pedone del nero · d7 pedone del nero · f7 pedone del nero · g7 pedone del nero · h7 pedone del nero · e6 pedone del nero · f6 cavallo del nero · b4 alfiere del nero · c4 pedone del bianco · d4 pedone del bianco · c3 cavallo del bianco · a2 pedone del bianco · b2 pedone del bianco · c2 donna del bianco · e2 pedone del bianco · f2 pedone del bianco · g2 pedone del bianco · h2 pedone del bianco · a1 torre del bianco · c1 alfiere del bianco · e1 re del bianco · f1 alfiere del bianco · g1 cavallo del bianco · h1 torre del bianco | a8 torre del nero · b8 cavallo del nero · c8 alfiere del nero · d8 donna del nero · e8 re del nero · h8 torre del nero · a7 pedone del nero · b7 pedone del nero · c7 pedone del nero · d7 pedone del nero · f7 pedone del nero · g7 pedone del nero · h7 pedone del nero · e6 pedone del nero · f6 cavallo del nero · b4 alfiere del nero · c4 pedone del bianco · d4 pedone del bianco · c3 cavallo del bianco · a2 pedone del bianco · b2 pedone del bianco · c2 donna del bianco · e2 pedone del bianco · f2 pedone del bianco · g2 pedone del bianco · h2 pedone del bianco · a1 torre del bianco · c1 alfiere del bianco · e1 re del bianco · f1 alfiere del bianco · g1 cavallo del bianco · h1 torre del bianco | 7 |
| 6 | a8 torre del nero · b8 cavallo del nero · c8 alfiere del nero · d8 donna del nero · e8 re del nero · h8 torre del nero · a7 pedone del nero · b7 pedone del nero · c7 pedone del nero · d7 pedone del nero · f7 pedone del nero · g7 pedone del nero · h7 pedone del nero · e6 pedone del nero · f6 cavallo del nero · b4 alfiere del nero · c4 pedone del bianco · d4 pedone del bianco · c3 cavallo del bianco · a2 pedone del bianco · b2 pedone del bianco · c2 donna del bianco · e2 pedone del bianco · f2 pedone del bianco · g2 pedone del bianco · h2 pedone del bianco · a1 torre del bianco · c1 alfiere del bianco · e1 re del bianco · f1 alfiere del bianco · g1 cavallo del bianco · h1 torre del bianco | a8 torre del nero · b8 cavallo del nero · c8 alfiere del nero · d8 donna del nero · e8 re del nero · h8 torre del nero · a7 pedone del nero · b7 pedone del nero · c7 pedone del nero · d7 pedone del nero · f7 pedone del nero · g7 pedone del nero · h7 pedone del nero · e6 pedone del nero · f6 cavallo del nero · b4 alfiere del nero · c4 pedone del bianco · d4 pedone del bianco · c3 cavallo del bianco · a2 pedone del bianco · b2 pedone del bianco · c2 donna del bianco · e2 pedone del bianco · f2 pedone del bianco · g2 pedone del bianco · h2 pedone del bianco · a1 torre del bianco · c1 alfiere del bianco · e1 re del bianco · f1 alfiere del bianco · g1 cavallo del bianco · h1 torre del bianco | a8 torre del nero · b8 cavallo del nero · c8 alfiere del nero · d8 donna del nero · e8 re del nero · h8 torre del nero · a7 pedone del nero · b7 pedone del nero · c7 pedone del nero · d7 pedone del nero · f7 pedone del nero · g7 pedone del nero · h7 pedone del nero · e6 pedone del nero · f6 cavallo del nero · b4 alfiere del nero · c4 pedone del bianco · d4 pedone del bianco · c3 cavallo del bianco · a2 pedone del bianco · b2 pedone del bianco · c2 donna del bianco · e2 pedone del bianco · f2 pedone del bianco · g2 pedone del bianco · h2 pedone del bianco · a1 torre del bianco · c1 alfiere del bianco · e1 re del bianco · f1 alfiere del bianco · g1 cavallo del bianco · h1 torre del bianco | a8 torre del nero · b8 cavallo del nero · c8 alfiere del nero · d8 donna del nero · e8 re del nero · h8 torre del nero · a7 pedone del nero · b7 pedone del nero · c7 pedone del nero · d7 pedone del nero · f7 pedone del nero · g7 pedone del nero · h7 pedone del nero · e6 pedone del nero · f6 cavallo del nero · b4 alfiere del nero · c4 pedone del bianco · d4 pedone del bianco · c3 cavallo del bianco · a2 pedone del bianco · b2 pedone del bianco · c2 donna del bianco · e2 pedone del bianco · f2 pedone del bianco · g2 pedone del bianco · h2 pedone del bianco · a1 torre del bianco · c1 alfiere del bianco · e1 re del bianco · f1 alfiere del bianco · g1 cavallo del bianco · h1 torre del bianco | a8 torre del nero · b8 cavallo del nero · c8 alfiere del nero · d8 donna del nero · e8 re del nero · h8 torre del nero · a7 pedone del nero · b7 pedone del nero · c7 pedone del nero · d7 pedone del nero · f7 pedone del nero · g7 pedone del nero · h7 pedone del nero · e6 pedone del nero · f6 cavallo del nero · b4 alfiere del nero · c4 pedone del bianco · d4 pedone del bianco · c3 cavallo del bianco · a2 pedone del bianco · b2 pedone del bianco · c2 donna del bianco · e2 pedone del bianco · f2 pedone del bianco · g2 pedone del bianco · h2 pedone del bianco · a1 torre del bianco · c1 alfiere del bianco · e1 re del bianco · f1 alfiere del bianco · g1 cavallo del bianco · h1 torre del bianco | a8 torre del nero · b8 cavallo del nero · c8 alfiere del nero · d8 donna del nero · e8 re del nero · h8 torre del nero · a7 pedone del nero · b7 pedone del nero · c7 pedone del nero · d7 pedone del nero · f7 pedone del nero · g7 pedone del nero · h7 pedone del nero · e6 pedone del nero · f6 cavallo del nero · b4 alfiere del nero · c4 pedone del bianco · d4 pedone del bianco · c3 cavallo del bianco · a2 pedone del bianco · b2 pedone del bianco · c2 donna del bianco · e2 pedone del bianco · f2 pedone del bianco · g2 pedone del bianco · h2 pedone del bianco · a1 torre del bianco · c1 alfiere del bianco · e1 re del bianco · f1 alfiere del bianco · g1 cavallo del bianco · h1 torre del bianco | a8 torre del nero · b8 cavallo del nero · c8 alfiere del nero · d8 donna del nero · e8 re del nero · h8 torre del nero · a7 pedone del nero · b7 pedone del nero · c7 pedone del nero · d7 pedone del nero · f7 pedone del nero · g7 pedone del nero · h7 pedone del nero · e6 pedone del nero · f6 cavallo del nero · b4 alfiere del nero · c4 pedone del bianco · d4 pedone del bianco · c3 cavallo del bianco · a2 pedone del bianco · b2 pedone del bianco · c2 donna del bianco · e2 pedone del bianco · f2 pedone del bianco · g2 pedone del bianco · h2 pedone del bianco · a1 torre del bianco · c1 alfiere del bianco · e1 re del bianco · f1 alfiere del bianco · g1 cavallo del bianco · h1 torre del bianco | a8 torre del nero · b8 cavallo del nero · c8 alfiere del nero · d8 donna del nero · e8 re del nero · h8 torre del nero · a7 pedone del nero · b7 pedone del nero · c7 pedone del nero · d7 pedone del nero · f7 pedone del nero · g7 pedone del nero · h7 pedone del nero · e6 pedone del nero · f6 cavallo del nero · b4 alfiere del nero · c4 pedone del bianco · d4 pedone del bianco · c3 cavallo del bianco · a2 pedone del bianco · b2 pedone del bianco · c2 donna del bianco · e2 pedone del bianco · f2 pedone del bianco · g2 pedone del bianco · h2 pedone del bianco · a1 torre del bianco · c1 alfiere del bianco · e1 re del bianco · f1 alfiere del bianco · g1 cavallo del bianco · h1 torre del bianco | 6 |
| 5 | a8 torre del nero · b8 cavallo del nero · c8 alfiere del nero · d8 donna del nero · e8 re del nero · h8 torre del nero · a7 pedone del nero · b7 pedone del nero · c7 pedone del nero · d7 pedone del nero · f7 pedone del nero · g7 pedone del nero · h7 pedone del nero · e6 pedone del nero · f6 cavallo del nero · b4 alfiere del nero · c4 pedone del bianco · d4 pedone del bianco · c3 cavallo del bianco · a2 pedone del bianco · b2 pedone del bianco · c2 donna del bianco · e2 pedone del bianco · f2 pedone del bianco · g2 pedone del bianco · h2 pedone del bianco · a1 torre del bianco · c1 alfiere del bianco · e1 re del bianco · f1 alfiere del bianco · g1 cavallo del bianco · h1 torre del bianco | a8 torre del nero · b8 cavallo del nero · c8 alfiere del nero · d8 donna del nero · e8 re del nero · h8 torre del nero · a7 pedone del nero · b7 pedone del nero · c7 pedone del nero · d7 pedone del nero · f7 pedone del nero · g7 pedone del nero · h7 pedone del nero · e6 pedone del nero · f6 cavallo del nero · b4 alfiere del nero · c4 pedone del bianco · d4 pedone del bianco · c3 cavallo del bianco · a2 pedone del bianco · b2 pedone del bianco · c2 donna del bianco · e2 pedone del bianco · f2 pedone del bianco · g2 pedone del bianco · h2 pedone del bianco · a1 torre del bianco · c1 alfiere del bianco · e1 re del bianco · f1 alfiere del bianco · g1 cavallo del bianco · h1 torre del bianco | a8 torre del nero · b8 cavallo del nero · c8 alfiere del nero · d8 donna del nero · e8 re del nero · h8 torre del nero · a7 pedone del nero · b7 pedone del nero · c7 pedone del nero · d7 pedone del nero · f7 pedone del nero · g7 pedone del nero · h7 pedone del nero · e6 pedone del nero · f6 cavallo del nero · b4 alfiere del nero · c4 pedone del bianco · d4 pedone del bianco · c3 cavallo del bianco · a2 pedone del bianco · b2 pedone del bianco · c2 donna del bianco · e2 pedone del bianco · f2 pedone del bianco · g2 pedone del bianco · h2 pedone del bianco · a1 torre del bianco · c1 alfiere del bianco · e1 re del bianco · f1 alfiere del bianco · g1 cavallo del bianco · h1 torre del bianco | a8 torre del nero · b8 cavallo del nero · c8 alfiere del nero · d8 donna del nero · e8 re del nero · h8 torre del nero · a7 pedone del nero · b7 pedone del nero · c7 pedone del nero · d7 pedone del nero · f7 pedone del nero · g7 pedone del nero · h7 pedone del nero · e6 pedone del nero · f6 cavallo del nero · b4 alfiere del nero · c4 pedone del bianco · d4 pedone del bianco · c3 cavallo del bianco · a2 pedone del bianco · b2 pedone del bianco · c2 donna del bianco · e2 pedone del bianco · f2 pedone del bianco · g2 pedone del bianco · h2 pedone del bianco · a1 torre del bianco · c1 alfiere del bianco · e1 re del bianco · f1 alfiere del bianco · g1 cavallo del bianco · h1 torre del bianco | a8 torre del nero · b8 cavallo del nero · c8 alfiere del nero · d8 donna del nero · e8 re del nero · h8 torre del nero · a7 pedone del nero · b7 pedone del nero · c7 pedone del nero · d7 pedone del nero · f7 pedone del nero · g7 pedone del nero · h7 pedone del nero · e6 pedone del nero · f6 cavallo del nero · b4 alfiere del nero · c4 pedone del bianco · d4 pedone del bianco · c3 cavallo del bianco · a2 pedone del bianco · b2 pedone del bianco · c2 donna del bianco · e2 pedone del bianco · f2 pedone del bianco · g2 pedone del bianco · h2 pedone del bianco · a1 torre del bianco · c1 alfiere del bianco · e1 re del bianco · f1 alfiere del bianco · g1 cavallo del bianco · h1 torre del bianco | a8 torre del nero · b8 cavallo del nero · c8 alfiere del nero · d8 donna del nero · e8 re del nero · h8 torre del nero · a7 pedone del nero · b7 pedone del nero · c7 pedone del nero · d7 pedone del nero · f7 pedone del nero · g7 pedone del nero · h7 pedone del nero · e6 pedone del nero · f6 cavallo del nero · b4 alfiere del nero · c4 pedone del bianco · d4 pedone del bianco · c3 cavallo del bianco · a2 pedone del bianco · b2 pedone del bianco · c2 donna del bianco · e2 pedone del bianco · f2 pedone del bianco · g2 pedone del bianco · h2 pedone del bianco · a1 torre del bianco · c1 alfiere del bianco · e1 re del bianco · f1 alfiere del bianco · g1 cavallo del bianco · h1 torre del bianco | a8 torre del nero · b8 cavallo del nero · c8 alfiere del nero · d8 donna del nero · e8 re del nero · h8 torre del nero · a7 pedone del nero · b7 pedone del nero · c7 pedone del nero · d7 pedone del nero · f7 pedone del nero · g7 pedone del nero · h7 pedone del nero · e6 pedone del nero · f6 cavallo del nero · b4 alfiere del nero · c4 pedone del bianco · d4 pedone del bianco · c3 cavallo del bianco · a2 pedone del bianco · b2 pedone del bianco · c2 donna del bianco · e2 pedone del bianco · f2 pedone del bianco · g2 pedone del bianco · h2 pedone del bianco · a1 torre del bianco · c1 alfiere del bianco · e1 re del bianco · f1 alfiere del bianco · g1 cavallo del bianco · h1 torre del bianco | a8 torre del nero · b8 cavallo del nero · c8 alfiere del nero · d8 donna del nero · e8 re del nero · h8 torre del nero · a7 pedone del nero · b7 pedone del nero · c7 pedone del nero · d7 pedone del nero · f7 pedone del nero · g7 pedone del nero · h7 pedone del nero · e6 pedone del nero · f6 cavallo del nero · b4 alfiere del nero · c4 pedone del bianco · d4 pedone del bianco · c3 cavallo del bianco · a2 pedone del bianco · b2 pedone del bianco · c2 donna del bianco · e2 pedone del bianco · f2 pedone del bianco · g2 pedone del bianco · h2 pedone del bianco · a1 torre del bianco · c1 alfiere del bianco · e1 re del bianco · f1 alfiere del bianco · g1 cavallo del bianco · h1 torre del bianco | 5 |
| 4 | a8 torre del nero · b8 cavallo del nero · c8 alfiere del nero · d8 donna del nero · e8 re del nero · h8 torre del nero · a7 pedone del nero · b7 pedone del nero · c7 pedone del nero · d7 pedone del nero · f7 pedone del nero · g7 pedone del nero · h7 pedone del nero · e6 pedone del nero · f6 cavallo del nero · b4 alfiere del nero · c4 pedone del bianco · d4 pedone del bianco · c3 cavallo del bianco · a2 pedone del bianco · b2 pedone del bianco · c2 donna del bianco · e2 pedone del bianco · f2 pedone del bianco · g2 pedone del bianco · h2 pedone del bianco · a1 torre del bianco · c1 alfiere del bianco · e1 re del bianco · f1 alfiere del bianco · g1 cavallo del bianco · h1 torre del bianco | a8 torre del nero · b8 cavallo del nero · c8 alfiere del nero · d8 donna del nero · e8 re del nero · h8 torre del nero · a7 pedone del nero · b7 pedone del nero · c7 pedone del nero · d7 pedone del nero · f7 pedone del nero · g7 pedone del nero · h7 pedone del nero · e6 pedone del nero · f6 cavallo del nero · b4 alfiere del nero · c4 pedone del bianco · d4 pedone del bianco · c3 cavallo del bianco · a2 pedone del bianco · b2 pedone del bianco · c2 donna del bianco · e2 pedone del bianco · f2 pedone del bianco · g2 pedone del bianco · h2 pedone del bianco · a1 torre del bianco · c1 alfiere del bianco · e1 re del bianco · f1 alfiere del bianco · g1 cavallo del bianco · h1 torre del bianco | a8 torre del nero · b8 cavallo del nero · c8 alfiere del nero · d8 donna del nero · e8 re del nero · h8 torre del nero · a7 pedone del nero · b7 pedone del nero · c7 pedone del nero · d7 pedone del nero · f7 pedone del nero · g7 pedone del nero · h7 pedone del nero · e6 pedone del nero · f6 cavallo del nero · b4 alfiere del nero · c4 pedone del bianco · d4 pedone del bianco · c3 cavallo del bianco · a2 pedone del bianco · b2 pedone del bianco · c2 donna del bianco · e2 pedone del bianco · f2 pedone del bianco · g2 pedone del bianco · h2 pedone del bianco · a1 torre del bianco · c1 alfiere del bianco · e1 re del bianco · f1 alfiere del bianco · g1 cavallo del bianco · h1 torre del bianco | a8 torre del nero · b8 cavallo del nero · c8 alfiere del nero · d8 donna del nero · e8 re del nero · h8 torre del nero · a7 pedone del nero · b7 pedone del nero · c7 pedone del nero · d7 pedone del nero · f7 pedone del nero · g7 pedone del nero · h7 pedone del nero · e6 pedone del nero · f6 cavallo del nero · b4 alfiere del nero · c4 pedone del bianco · d4 pedone del bianco · c3 cavallo del bianco · a2 pedone del bianco · b2 pedone del bianco · c2 donna del bianco · e2 pedone del bianco · f2 pedone del bianco · g2 pedone del bianco · h2 pedone del bianco · a1 torre del bianco · c1 alfiere del bianco · e1 re del bianco · f1 alfiere del bianco · g1 cavallo del bianco · h1 torre del bianco | a8 torre del nero · b8 cavallo del nero · c8 alfiere del nero · d8 donna del nero · e8 re del nero · h8 torre del nero · a7 pedone del nero · b7 pedone del nero · c7 pedone del nero · d7 pedone del nero · f7 pedone del nero · g7 pedone del nero · h7 pedone del nero · e6 pedone del nero · f6 cavallo del nero · b4 alfiere del nero · c4 pedone del bianco · d4 pedone del bianco · c3 cavallo del bianco · a2 pedone del bianco · b2 pedone del bianco · c2 donna del bianco · e2 pedone del bianco · f2 pedone del bianco · g2 pedone del bianco · h2 pedone del bianco · a1 torre del bianco · c1 alfiere del bianco · e1 re del bianco · f1 alfiere del bianco · g1 cavallo del bianco · h1 torre del bianco | a8 torre del nero · b8 cavallo del nero · c8 alfiere del nero · d8 donna del nero · e8 re del nero · h8 torre del nero · a7 pedone del nero · b7 pedone del nero · c7 pedone del nero · d7 pedone del nero · f7 pedone del nero · g7 pedone del nero · h7 pedone del nero · e6 pedone del nero · f6 cavallo del nero · b4 alfiere del nero · c4 pedone del bianco · d4 pedone del bianco · c3 cavallo del bianco · a2 pedone del bianco · b2 pedone del bianco · c2 donna del bianco · e2 pedone del bianco · f2 pedone del bianco · g2 pedone del bianco · h2 pedone del bianco · a1 torre del bianco · c1 alfiere del bianco · e1 re del bianco · f1 alfiere del bianco · g1 cavallo del bianco · h1 torre del bianco | a8 torre del nero · b8 cavallo del nero · c8 alfiere del nero · d8 donna del nero · e8 re del nero · h8 torre del nero · a7 pedone del nero · b7 pedone del nero · c7 pedone del nero · d7 pedone del nero · f7 pedone del nero · g7 pedone del nero · h7 pedone del nero · e6 pedone del nero · f6 cavallo del nero · b4 alfiere del nero · c4 pedone del bianco · d4 pedone del bianco · c3 cavallo del bianco · a2 pedone del bianco · b2 pedone del bianco · c2 donna del bianco · e2 pedone del bianco · f2 pedone del bianco · g2 pedone del bianco · h2 pedone del bianco · a1 torre del bianco · c1 alfiere del bianco · e1 re del bianco · f1 alfiere del bianco · g1 cavallo del bianco · h1 torre del bianco | a8 torre del nero · b8 cavallo del nero · c8 alfiere del nero · d8 donna del nero · e8 re del nero · h8 torre del nero · a7 pedone del nero · b7 pedone del nero · c7 pedone del nero · d7 pedone del nero · f7 pedone del nero · g7 pedone del nero · h7 pedone del nero · e6 pedone del nero · f6 cavallo del nero · b4 alfiere del nero · c4 pedone del bianco · d4 pedone del bianco · c3 cavallo del bianco · a2 pedone del bianco · b2 pedone del bianco · c2 donna del bianco · e2 pedone del bianco · f2 pedone del bianco · g2 pedone del bianco · h2 pedone del bianco · a1 torre del bianco · c1 alfiere del bianco · e1 re del bianco · f1 alfiere del bianco · g1 cavallo del bianco · h1 torre del bianco | 4 |
| 3 | a8 torre del nero · b8 cavallo del nero · c8 alfiere del nero · d8 donna del nero · e8 re del nero · h8 torre del nero · a7 pedone del nero · b7 pedone del nero · c7 pedone del nero · d7 pedone del nero · f7 pedone del nero · g7 pedone del nero · h7 pedone del nero · e6 pedone del nero · f6 cavallo del nero · b4 alfiere del nero · c4 pedone del bianco · d4 pedone del bianco · c3 cavallo del bianco · a2 pedone del bianco · b2 pedone del bianco · c2 donna del bianco · e2 pedone del bianco · f2 pedone del bianco · g2 pedone del bianco · h2 pedone del bianco · a1 torre del bianco · c1 alfiere del bianco · e1 re del bianco · f1 alfiere del bianco · g1 cavallo del bianco · h1 torre del bianco | a8 torre del nero · b8 cavallo del nero · c8 alfiere del nero · d8 donna del nero · e8 re del nero · h8 torre del nero · a7 pedone del nero · b7 pedone del nero · c7 pedone del nero · d7 pedone del nero · f7 pedone del nero · g7 pedone del nero · h7 pedone del nero · e6 pedone del nero · f6 cavallo del nero · b4 alfiere del nero · c4 pedone del bianco · d4 pedone del bianco · c3 cavallo del bianco · a2 pedone del bianco · b2 pedone del bianco · c2 donna del bianco · e2 pedone del bianco · f2 pedone del bianco · g2 pedone del bianco · h2 pedone del bianco · a1 torre del bianco · c1 alfiere del bianco · e1 re del bianco · f1 alfiere del bianco · g1 cavallo del bianco · h1 torre del bianco | a8 torre del nero · b8 cavallo del nero · c8 alfiere del nero · d8 donna del nero · e8 re del nero · h8 torre del nero · a7 pedone del nero · b7 pedone del nero · c7 pedone del nero · d7 pedone del nero · f7 pedone del nero · g7 pedone del nero · h7 pedone del nero · e6 pedone del nero · f6 cavallo del nero · b4 alfiere del nero · c4 pedone del bianco · d4 pedone del bianco · c3 cavallo del bianco · a2 pedone del bianco · b2 pedone del bianco · c2 donna del bianco · e2 pedone del bianco · f2 pedone del bianco · g2 pedone del bianco · h2 pedone del bianco · a1 torre del bianco · c1 alfiere del bianco · e1 re del bianco · f1 alfiere del bianco · g1 cavallo del bianco · h1 torre del bianco | a8 torre del nero · b8 cavallo del nero · c8 alfiere del nero · d8 donna del nero · e8 re del nero · h8 torre del nero · a7 pedone del nero · b7 pedone del nero · c7 pedone del nero · d7 pedone del nero · f7 pedone del nero · g7 pedone del nero · h7 pedone del nero · e6 pedone del nero · f6 cavallo del nero · b4 alfiere del nero · c4 pedone del bianco · d4 pedone del bianco · c3 cavallo del bianco · a2 pedone del bianco · b2 pedone del bianco · c2 donna del bianco · e2 pedone del bianco · f2 pedone del bianco · g2 pedone del bianco · h2 pedone del bianco · a1 torre del bianco · c1 alfiere del bianco · e1 re del bianco · f1 alfiere del bianco · g1 cavallo del bianco · h1 torre del bianco | a8 torre del nero · b8 cavallo del nero · c8 alfiere del nero · d8 donna del nero · e8 re del nero · h8 torre del nero · a7 pedone del nero · b7 pedone del nero · c7 pedone del nero · d7 pedone del nero · f7 pedone del nero · g7 pedone del nero · h7 pedone del nero · e6 pedone del nero · f6 cavallo del nero · b4 alfiere del nero · c4 pedone del bianco · d4 pedone del bianco · c3 cavallo del bianco · a2 pedone del bianco · b2 pedone del bianco · c2 donna del bianco · e2 pedone del bianco · f2 pedone del bianco · g2 pedone del bianco · h2 pedone del bianco · a1 torre del bianco · c1 alfiere del bianco · e1 re del bianco · f1 alfiere del bianco · g1 cavallo del bianco · h1 torre del bianco | a8 torre del nero · b8 cavallo del nero · c8 alfiere del nero · d8 donna del nero · e8 re del nero · h8 torre del nero · a7 pedone del nero · b7 pedone del nero · c7 pedone del nero · d7 pedone del nero · f7 pedone del nero · g7 pedone del nero · h7 pedone del nero · e6 pedone del nero · f6 cavallo del nero · b4 alfiere del nero · c4 pedone del bianco · d4 pedone del bianco · c3 cavallo del bianco · a2 pedone del bianco · b2 pedone del bianco · c2 donna del bianco · e2 pedone del bianco · f2 pedone del bianco · g2 pedone del bianco · h2 pedone del bianco · a1 torre del bianco · c1 alfiere del bianco · e1 re del bianco · f1 alfiere del bianco · g1 cavallo del bianco · h1 torre del bianco | a8 torre del nero · b8 cavallo del nero · c8 alfiere del nero · d8 donna del nero · e8 re del nero · h8 torre del nero · a7 pedone del nero · b7 pedone del nero · c7 pedone del nero · d7 pedone del nero · f7 pedone del nero · g7 pedone del nero · h7 pedone del nero · e6 pedone del nero · f6 cavallo del nero · b4 alfiere del nero · c4 pedone del bianco · d4 pedone del bianco · c3 cavallo del bianco · a2 pedone del bianco · b2 pedone del bianco · c2 donna del bianco · e2 pedone del bianco · f2 pedone del bianco · g2 pedone del bianco · h2 pedone del bianco · a1 torre del bianco · c1 alfiere del bianco · e1 re del bianco · f1 alfiere del bianco · g1 cavallo del bianco · h1 torre del bianco | a8 torre del nero · b8 cavallo del nero · c8 alfiere del nero · d8 donna del nero · e8 re del nero · h8 torre del nero · a7 pedone del nero · b7 pedone del nero · c7 pedone del nero · d7 pedone del nero · f7 pedone del nero · g7 pedone del nero · h7 pedone del nero · e6 pedone del nero · f6 cavallo del nero · b4 alfiere del nero · c4 pedone del bianco · d4 pedone del bianco · c3 cavallo del bianco · a2 pedone del bianco · b2 pedone del bianco · c2 donna del bianco · e2 pedone del bianco · f2 pedone del bianco · g2 pedone del bianco · h2 pedone del bianco · a1 torre del bianco · c1 alfiere del bianco · e1 re del bianco · f1 alfiere del bianco · g1 cavallo del bianco · h1 torre del bianco | 3 |
| 2 | a8 torre del nero · b8 cavallo del nero · c8 alfiere del nero · d8 donna del nero · e8 re del nero · h8 torre del nero · a7 pedone del nero · b7 pedone del nero · c7 pedone del nero · d7 pedone del nero · f7 pedone del nero · g7 pedone del nero · h7 pedone del nero · e6 pedone del nero · f6 cavallo del nero · b4 alfiere del nero · c4 pedone del bianco · d4 pedone del bianco · c3 cavallo del bianco · a2 pedone del bianco · b2 pedone del bianco · c2 donna del bianco · e2 pedone del bianco · f2 pedone del bianco · g2 pedone del bianco · h2 pedone del bianco · a1 torre del bianco · c1 alfiere del bianco · e1 re del bianco · f1 alfiere del bianco · g1 cavallo del bianco · h1 torre del bianco | a8 torre del nero · b8 cavallo del nero · c8 alfiere del nero · d8 donna del nero · e8 re del nero · h8 torre del nero · a7 pedone del nero · b7 pedone del nero · c7 pedone del nero · d7 pedone del nero · f7 pedone del nero · g7 pedone del nero · h7 pedone del nero · e6 pedone del nero · f6 cavallo del nero · b4 alfiere del nero · c4 pedone del bianco · d4 pedone del bianco · c3 cavallo del bianco · a2 pedone del bianco · b2 pedone del bianco · c2 donna del bianco · e2 pedone del bianco · f2 pedone del bianco · g2 pedone del bianco · h2 pedone del bianco · a1 torre del bianco · c1 alfiere del bianco · e1 re del bianco · f1 alfiere del bianco · g1 cavallo del bianco · h1 torre del bianco | a8 torre del nero · b8 cavallo del nero · c8 alfiere del nero · d8 donna del nero · e8 re del nero · h8 torre del nero · a7 pedone del nero · b7 pedone del nero · c7 pedone del nero · d7 pedone del nero · f7 pedone del nero · g7 pedone del nero · h7 pedone del nero · e6 pedone del nero · f6 cavallo del nero · b4 alfiere del nero · c4 pedone del bianco · d4 pedone del bianco · c3 cavallo del bianco · a2 pedone del bianco · b2 pedone del bianco · c2 donna del bianco · e2 pedone del bianco · f2 pedone del bianco · g2 pedone del bianco · h2 pedone del bianco · a1 torre del bianco · c1 alfiere del bianco · e1 re del bianco · f1 alfiere del bianco · g1 cavallo del bianco · h1 torre del bianco | a8 torre del nero · b8 cavallo del nero · c8 alfiere del nero · d8 donna del nero · e8 re del nero · h8 torre del nero · a7 pedone del nero · b7 pedone del nero · c7 pedone del nero · d7 pedone del nero · f7 pedone del nero · g7 pedone del nero · h7 pedone del nero · e6 pedone del nero · f6 cavallo del nero · b4 alfiere del nero · c4 pedone del bianco · d4 pedone del bianco · c3 cavallo del bianco · a2 pedone del bianco · b2 pedone del bianco · c2 donna del bianco · e2 pedone del bianco · f2 pedone del bianco · g2 pedone del bianco · h2 pedone del bianco · a1 torre del bianco · c1 alfiere del bianco · e1 re del bianco · f1 alfiere del bianco · g1 cavallo del bianco · h1 torre del bianco | a8 torre del nero · b8 cavallo del nero · c8 alfiere del nero · d8 donna del nero · e8 re del nero · h8 torre del nero · a7 pedone del nero · b7 pedone del nero · c7 pedone del nero · d7 pedone del nero · f7 pedone del nero · g7 pedone del nero · h7 pedone del nero · e6 pedone del nero · f6 cavallo del nero · b4 alfiere del nero · c4 pedone del bianco · d4 pedone del bianco · c3 cavallo del bianco · a2 pedone del bianco · b2 pedone del bianco · c2 donna del bianco · e2 pedone del bianco · f2 pedone del bianco · g2 pedone del bianco · h2 pedone del bianco · a1 torre del bianco · c1 alfiere del bianco · e1 re del bianco · f1 alfiere del bianco · g1 cavallo del bianco · h1 torre del bianco | a8 torre del nero · b8 cavallo del nero · c8 alfiere del nero · d8 donna del nero · e8 re del nero · h8 torre del nero · a7 pedone del nero · b7 pedone del nero · c7 pedone del nero · d7 pedone del nero · f7 pedone del nero · g7 pedone del nero · h7 pedone del nero · e6 pedone del nero · f6 cavallo del nero · b4 alfiere del nero · c4 pedone del bianco · d4 pedone del bianco · c3 cavallo del bianco · a2 pedone del bianco · b2 pedone del bianco · c2 donna del bianco · e2 pedone del bianco · f2 pedone del bianco · g2 pedone del bianco · h2 pedone del bianco · a1 torre del bianco · c1 alfiere del bianco · e1 re del bianco · f1 alfiere del bianco · g1 cavallo del bianco · h1 torre del bianco | a8 torre del nero · b8 cavallo del nero · c8 alfiere del nero · d8 donna del nero · e8 re del nero · h8 torre del nero · a7 pedone del nero · b7 pedone del nero · c7 pedone del nero · d7 pedone del nero · f7 pedone del nero · g7 pedone del nero · h7 pedone del nero · e6 pedone del nero · f6 cavallo del nero · b4 alfiere del nero · c4 pedone del bianco · d4 pedone del bianco · c3 cavallo del bianco · a2 pedone del bianco · b2 pedone del bianco · c2 donna del bianco · e2 pedone del bianco · f2 pedone del bianco · g2 pedone del bianco · h2 pedone del bianco · a1 torre del bianco · c1 alfiere del bianco · e1 re del bianco · f1 alfiere del bianco · g1 cavallo del bianco · h1 torre del bianco | a8 torre del nero · b8 cavallo del nero · c8 alfiere del nero · d8 donna del nero · e8 re del nero · h8 torre del nero · a7 pedone del nero · b7 pedone del nero · c7 pedone del nero · d7 pedone del nero · f7 pedone del nero · g7 pedone del nero · h7 pedone del nero · e6 pedone del nero · f6 cavallo del nero · b4 alfiere del nero · c4 pedone del bianco · d4 pedone del bianco · c3 cavallo del bianco · a2 pedone del bianco · b2 pedone del bianco · c2 donna del bianco · e2 pedone del bianco · f2 pedone del bianco · g2 pedone del bianco · h2 pedone del bianco · a1 torre del bianco · c1 alfiere del bianco · e1 re del bianco · f1 alfiere del bianco · g1 cavallo del bianco · h1 torre del bianco | 2 |
| 1 | a8 torre del nero · b8 cavallo del nero · c8 alfiere del nero · d8 donna del nero · e8 re del nero · h8 torre del nero · a7 pedone del nero · b7 pedone del nero · c7 pedone del nero · d7 pedone del nero · f7 pedone del nero · g7 pedone del nero · h7 pedone del nero · e6 pedone del nero · f6 cavallo del nero · b4 alfiere del nero · c4 pedone del bianco · d4 pedone del bianco · c3 cavallo del bianco · a2 pedone del bianco · b2 pedone del bianco · c2 donna del bianco · e2 pedone del bianco · f2 pedone del bianco · g2 pedone del bianco · h2 pedone del bianco · a1 torre del bianco · c1 alfiere del bianco · e1 re del bianco · f1 alfiere del bianco · g1 cavallo del bianco · h1 torre del bianco | a8 torre del nero · b8 cavallo del nero · c8 alfiere del nero · d8 donna del nero · e8 re del nero · h8 torre del nero · a7 pedone del nero · b7 pedone del nero · c7 pedone del nero · d7 pedone del nero · f7 pedone del nero · g7 pedone del nero · h7 pedone del nero · e6 pedone del nero · f6 cavallo del nero · b4 alfiere del nero · c4 pedone del bianco · d4 pedone del bianco · c3 cavallo del bianco · a2 pedone del bianco · b2 pedone del bianco · c2 donna del bianco · e2 pedone del bianco · f2 pedone del bianco · g2 pedone del bianco · h2 pedone del bianco · a1 torre del bianco · c1 alfiere del bianco · e1 re del bianco · f1 alfiere del bianco · g1 cavallo del bianco · h1 torre del bianco | a8 torre del nero · b8 cavallo del nero · c8 alfiere del nero · d8 donna del nero · e8 re del nero · h8 torre del nero · a7 pedone del nero · b7 pedone del nero · c7 pedone del nero · d7 pedone del nero · f7 pedone del nero · g7 pedone del nero · h7 pedone del nero · e6 pedone del nero · f6 cavallo del nero · b4 alfiere del nero · c4 pedone del bianco · d4 pedone del bianco · c3 cavallo del bianco · a2 pedone del bianco · b2 pedone del bianco · c2 donna del bianco · e2 pedone del bianco · f2 pedone del bianco · g2 pedone del bianco · h2 pedone del bianco · a1 torre del bianco · c1 alfiere del bianco · e1 re del bianco · f1 alfiere del bianco · g1 cavallo del bianco · h1 torre del bianco | a8 torre del nero · b8 cavallo del nero · c8 alfiere del nero · d8 donna del nero · e8 re del nero · h8 torre del nero · a7 pedone del nero · b7 pedone del nero · c7 pedone del nero · d7 pedone del nero · f7 pedone del nero · g7 pedone del nero · h7 pedone del nero · e6 pedone del nero · f6 cavallo del nero · b4 alfiere del nero · c4 pedone del bianco · d4 pedone del bianco · c3 cavallo del bianco · a2 pedone del bianco · b2 pedone del bianco · c2 donna del bianco · e2 pedone del bianco · f2 pedone del bianco · g2 pedone del bianco · h2 pedone del bianco · a1 torre del bianco · c1 alfiere del bianco · e1 re del bianco · f1 alfiere del bianco · g1 cavallo del bianco · h1 torre del bianco | a8 torre del nero · b8 cavallo del nero · c8 alfiere del nero · d8 donna del nero · e8 re del nero · h8 torre del nero · a7 pedone del nero · b7 pedone del nero · c7 pedone del nero · d7 pedone del nero · f7 pedone del nero · g7 pedone del nero · h7 pedone del nero · e6 pedone del nero · f6 cavallo del nero · b4 alfiere del nero · c4 pedone del bianco · d4 pedone del bianco · c3 cavallo del bianco · a2 pedone del bianco · b2 pedone del bianco · c2 donna del bianco · e2 pedone del bianco · f2 pedone del bianco · g2 pedone del bianco · h2 pedone del bianco · a1 torre del bianco · c1 alfiere del bianco · e1 re del bianco · f1 alfiere del bianco · g1 cavallo del bianco · h1 torre del bianco | a8 torre del nero · b8 cavallo del nero · c8 alfiere del nero · d8 donna del nero · e8 re del nero · h8 torre del nero · a7 pedone del nero · b7 pedone del nero · c7 pedone del nero · d7 pedone del nero · f7 pedone del nero · g7 pedone del nero · h7 pedone del nero · e6 pedone del nero · f6 cavallo del nero · b4 alfiere del nero · c4 pedone del bianco · d4 pedone del bianco · c3 cavallo del bianco · a2 pedone del bianco · b2 pedone del bianco · c2 donna del bianco · e2 pedone del bianco · f2 pedone del bianco · g2 pedone del bianco · h2 pedone del bianco · a1 torre del bianco · c1 alfiere del bianco · e1 re del bianco · f1 alfiere del bianco · g1 cavallo del bianco · h1 torre del bianco | a8 torre del nero · b8 cavallo del nero · c8 alfiere del nero · d8 donna del nero · e8 re del nero · h8 torre del nero · a7 pedone del nero · b7 pedone del nero · c7 pedone del nero · d7 pedone del nero · f7 pedone del nero · g7 pedone del nero · h7 pedone del nero · e6 pedone del nero · f6 cavallo del nero · b4 alfiere del nero · c4 pedone del bianco · d4 pedone del bianco · c3 cavallo del bianco · a2 pedone del bianco · b2 pedone del bianco · c2 donna del bianco · e2 pedone del bianco · f2 pedone del bianco · g2 pedone del bianco · h2 pedone del bianco · a1 torre del bianco · c1 alfiere del bianco · e1 re del bianco · f1 alfiere del bianco · g1 cavallo del bianco · h1 torre del bianco | a8 torre del nero · b8 cavallo del nero · c8 alfiere del nero · d8 donna del nero · e8 re del nero · h8 torre del nero · a7 pedone del nero · b7 pedone del nero · c7 pedone del nero · d7 pedone del nero · f7 pedone del nero · g7 pedone del nero · h7 pedone del nero · e6 pedone del nero · f6 cavallo del nero · b4 alfiere del nero · c4 pedone del bianco · d4 pedone del bianco · c3 cavallo del bianco · a2 pedone del bianco · b2 pedone del bianco · c2 donna del bianco · e2 pedone del bianco · f2 pedone del bianco · g2 pedone del bianco · h2 pedone del bianco · a1 torre del bianco · c1 alfiere del bianco · e1 re del bianco · f1 alfiere del bianco · g1 cavallo del bianco · h1 torre del bianco | 1 |
|   | a | b | c | d | e | f | g | h |   |

Con questa continuazione il bianco difende immediatamente il Cc3, ristabilendo un controllo sulla casa e4 e impedendo al nero di impedonare i pedoni in c3. Il lato negativo di questa mossa è che non è una mossa di sviluppo e che toglie un controllo alla casa d4. Le continuazioni più giocate dal nero in questa variante sono:
- 4. ... 0-0 5. a3 Axc3+ 6. Dxc3 b6
- 4. ... d5 5. cxd5 Cxd5 (o 5. ... exd5)
- 4. ... c5 5. dxc5 Ca6 6. a3 Axc3+ 7. Dxc3 Cxc5 e il vantaggio di sviluppo del nero compensa la coppia degli alfieri del bianco.

### 4. Cf3 Variante dei tre cavalli
|   | a | b | c | d | e | f | g | h |   |
| 8 | a8 torre del nero · b8 cavallo del nero · c8 alfiere del nero · d8 donna del nero · e8 re del nero · h8 torre del nero · a7 pedone del nero · b7 pedone del nero · c7 pedone del nero · d7 pedone del nero · f7 pedone del nero · g7 pedone del nero · h7 pedone del nero · e6 pedone del nero · f6 cavallo del nero · b4 alfiere del nero · c4 pedone del bianco · d4 pedone del bianco · c3 cavallo del bianco · f3 cavallo del bianco · a2 pedone del bianco · b2 pedone del bianco · e2 pedone del bianco · f2 pedone del bianco · g2 pedone del bianco · h2 pedone del bianco · a1 torre del bianco · c1 alfiere del bianco · d1 donna del bianco · e1 re del bianco · f1 alfiere del bianco · h1 torre del bianco | a8 torre del nero · b8 cavallo del nero · c8 alfiere del nero · d8 donna del nero · e8 re del nero · h8 torre del nero · a7 pedone del nero · b7 pedone del nero · c7 pedone del nero · d7 pedone del nero · f7 pedone del nero · g7 pedone del nero · h7 pedone del nero · e6 pedone del nero · f6 cavallo del nero · b4 alfiere del nero · c4 pedone del bianco · d4 pedone del bianco · c3 cavallo del bianco · f3 cavallo del bianco · a2 pedone del bianco · b2 pedone del bianco · e2 pedone del bianco · f2 pedone del bianco · g2 pedone del bianco · h2 pedone del bianco · a1 torre del bianco · c1 alfiere del bianco · d1 donna del bianco · e1 re del bianco · f1 alfiere del bianco · h1 torre del bianco | a8 torre del nero · b8 cavallo del nero · c8 alfiere del nero · d8 donna del nero · e8 re del nero · h8 torre del nero · a7 pedone del nero · b7 pedone del nero · c7 pedone del nero · d7 pedone del nero · f7 pedone del nero · g7 pedone del nero · h7 pedone del nero · e6 pedone del nero · f6 cavallo del nero · b4 alfiere del nero · c4 pedone del bianco · d4 pedone del bianco · c3 cavallo del bianco · f3 cavallo del bianco · a2 pedone del bianco · b2 pedone del bianco · e2 pedone del bianco · f2 pedone del bianco · g2 pedone del bianco · h2 pedone del bianco · a1 torre del bianco · c1 alfiere del bianco · d1 donna del bianco · e1 re del bianco · f1 alfiere del bianco · h1 torre del bianco | a8 torre del nero · b8 cavallo del nero · c8 alfiere del nero · d8 donna del nero · e8 re del nero · h8 torre del nero · a7 pedone del nero · b7 pedone del nero · c7 pedone del nero · d7 pedone del nero · f7 pedone del nero · g7 pedone del nero · h7 pedone del nero · e6 pedone del nero · f6 cavallo del nero · b4 alfiere del nero · c4 pedone del bianco · d4 pedone del bianco · c3 cavallo del bianco · f3 cavallo del bianco · a2 pedone del bianco · b2 pedone del bianco · e2 pedone del bianco · f2 pedone del bianco · g2 pedone del bianco · h2 pedone del bianco · a1 torre del bianco · c1 alfiere del bianco · d1 donna del bianco · e1 re del bianco · f1 alfiere del bianco · h1 torre del bianco | a8 torre del nero · b8 cavallo del nero · c8 alfiere del nero · d8 donna del nero · e8 re del nero · h8 torre del nero · a7 pedone del nero · b7 pedone del nero · c7 pedone del nero · d7 pedone del nero · f7 pedone del nero · g7 pedone del nero · h7 pedone del nero · e6 pedone del nero · f6 cavallo del nero · b4 alfiere del nero · c4 pedone del bianco · d4 pedone del bianco · c3 cavallo del bianco · f3 cavallo del bianco · a2 pedone del bianco · b2 pedone del bianco · e2 pedone del bianco · f2 pedone del bianco · g2 pedone del bianco · h2 pedone del bianco · a1 torre del bianco · c1 alfiere del bianco · d1 donna del bianco · e1 re del bianco · f1 alfiere del bianco · h1 torre del bianco | a8 torre del nero · b8 cavallo del nero · c8 alfiere del nero · d8 donna del nero · e8 re del nero · h8 torre del nero · a7 pedone del nero · b7 pedone del nero · c7 pedone del nero · d7 pedone del nero · f7 pedone del nero · g7 pedone del nero · h7 pedone del nero · e6 pedone del nero · f6 cavallo del nero · b4 alfiere del nero · c4 pedone del bianco · d4 pedone del bianco · c3 cavallo del bianco · f3 cavallo del bianco · a2 pedone del bianco · b2 pedone del bianco · e2 pedone del bianco · f2 pedone del bianco · g2 pedone del bianco · h2 pedone del bianco · a1 torre del bianco · c1 alfiere del bianco · d1 donna del bianco · e1 re del bianco · f1 alfiere del bianco · h1 torre del bianco | a8 torre del nero · b8 cavallo del nero · c8 alfiere del nero · d8 donna del nero · e8 re del nero · h8 torre del nero · a7 pedone del nero · b7 pedone del nero · c7 pedone del nero · d7 pedone del nero · f7 pedone del nero · g7 pedone del nero · h7 pedone del nero · e6 pedone del nero · f6 cavallo del nero · b4 alfiere del nero · c4 pedone del bianco · d4 pedone del bianco · c3 cavallo del bianco · f3 cavallo del bianco · a2 pedone del bianco · b2 pedone del bianco · e2 pedone del bianco · f2 pedone del bianco · g2 pedone del bianco · h2 pedone del bianco · a1 torre del bianco · c1 alfiere del bianco · d1 donna del bianco · e1 re del bianco · f1 alfiere del bianco · h1 torre del bianco | a8 torre del nero · b8 cavallo del nero · c8 alfiere del nero · d8 donna del nero · e8 re del nero · h8 torre del nero · a7 pedone del nero · b7 pedone del nero · c7 pedone del nero · d7 pedone del nero · f7 pedone del nero · g7 pedone del nero · h7 pedone del nero · e6 pedone del nero · f6 cavallo del nero · b4 alfiere del nero · c4 pedone del bianco · d4 pedone del bianco · c3 cavallo del bianco · f3 cavallo del bianco · a2 pedone del bianco · b2 pedone del bianco · e2 pedone del bianco · f2 pedone del bianco · g2 pedone del bianco · h2 pedone del bianco · a1 torre del bianco · c1 alfiere del bianco · d1 donna del bianco · e1 re del bianco · f1 alfiere del bianco · h1 torre del bianco | 8 |
| 7 | a8 torre del nero · b8 cavallo del nero · c8 alfiere del nero · d8 donna del nero · e8 re del nero · h8 torre del nero · a7 pedone del nero · b7 pedone del nero · c7 pedone del nero · d7 pedone del nero · f7 pedone del nero · g7 pedone del nero · h7 pedone del nero · e6 pedone del nero · f6 cavallo del nero · b4 alfiere del nero · c4 pedone del bianco · d4 pedone del bianco · c3 cavallo del bianco · f3 cavallo del bianco · a2 pedone del bianco · b2 pedone del bianco · e2 pedone del bianco · f2 pedone del bianco · g2 pedone del bianco · h2 pedone del bianco · a1 torre del bianco · c1 alfiere del bianco · d1 donna del bianco · e1 re del bianco · f1 alfiere del bianco · h1 torre del bianco | a8 torre del nero · b8 cavallo del nero · c8 alfiere del nero · d8 donna del nero · e8 re del nero · h8 torre del nero · a7 pedone del nero · b7 pedone del nero · c7 pedone del nero · d7 pedone del nero · f7 pedone del nero · g7 pedone del nero · h7 pedone del nero · e6 pedone del nero · f6 cavallo del nero · b4 alfiere del nero · c4 pedone del bianco · d4 pedone del bianco · c3 cavallo del bianco · f3 cavallo del bianco · a2 pedone del bianco · b2 pedone del bianco · e2 pedone del bianco · f2 pedone del bianco · g2 pedone del bianco · h2 pedone del bianco · a1 torre del bianco · c1 alfiere del bianco · d1 donna del bianco · e1 re del bianco · f1 alfiere del bianco · h1 torre del bianco | a8 torre del nero · b8 cavallo del nero · c8 alfiere del nero · d8 donna del nero · e8 re del nero · h8 torre del nero · a7 pedone del nero · b7 pedone del nero · c7 pedone del nero · d7 pedone del nero · f7 pedone del nero · g7 pedone del nero · h7 pedone del nero · e6 pedone del nero · f6 cavallo del nero · b4 alfiere del nero · c4 pedone del bianco · d4 pedone del bianco · c3 cavallo del bianco · f3 cavallo del bianco · a2 pedone del bianco · b2 pedone del bianco · e2 pedone del bianco · f2 pedone del bianco · g2 pedone del bianco · h2 pedone del bianco · a1 torre del bianco · c1 alfiere del bianco · d1 donna del bianco · e1 re del bianco · f1 alfiere del bianco · h1 torre del bianco | a8 torre del nero · b8 cavallo del nero · c8 alfiere del nero · d8 donna del nero · e8 re del nero · h8 torre del nero · a7 pedone del nero · b7 pedone del nero · c7 pedone del nero · d7 pedone del nero · f7 pedone del nero · g7 pedone del nero · h7 pedone del nero · e6 pedone del nero · f6 cavallo del nero · b4 alfiere del nero · c4 pedone del bianco · d4 pedone del bianco · c3 cavallo del bianco · f3 cavallo del bianco · a2 pedone del bianco · b2 pedone del bianco · e2 pedone del bianco · f2 pedone del bianco · g2 pedone del bianco · h2 pedone del bianco · a1 torre del bianco · c1 alfiere del bianco · d1 donna del bianco · e1 re del bianco · f1 alfiere del bianco · h1 torre del bianco | a8 torre del nero · b8 cavallo del nero · c8 alfiere del nero · d8 donna del nero · e8 re del nero · h8 torre del nero · a7 pedone del nero · b7 pedone del nero · c7 pedone del nero · d7 pedone del nero · f7 pedone del nero · g7 pedone del nero · h7 pedone del nero · e6 pedone del nero · f6 cavallo del nero · b4 alfiere del nero · c4 pedone del bianco · d4 pedone del bianco · c3 cavallo del bianco · f3 cavallo del bianco · a2 pedone del bianco · b2 pedone del bianco · e2 pedone del bianco · f2 pedone del bianco · g2 pedone del bianco · h2 pedone del bianco · a1 torre del bianco · c1 alfiere del bianco · d1 donna del bianco · e1 re del bianco · f1 alfiere del bianco · h1 torre del bianco | a8 torre del nero · b8 cavallo del nero · c8 alfiere del nero · d8 donna del nero · e8 re del nero · h8 torre del nero · a7 pedone del nero · b7 pedone del nero · c7 pedone del nero · d7 pedone del nero · f7 pedone del nero · g7 pedone del nero · h7 pedone del nero · e6 pedone del nero · f6 cavallo del nero · b4 alfiere del nero · c4 pedone del bianco · d4 pedone del bianco · c3 cavallo del bianco · f3 cavallo del bianco · a2 pedone del bianco · b2 pedone del bianco · e2 pedone del bianco · f2 pedone del bianco · g2 pedone del bianco · h2 pedone del bianco · a1 torre del bianco · c1 alfiere del bianco · d1 donna del bianco · e1 re del bianco · f1 alfiere del bianco · h1 torre del bianco | a8 torre del nero · b8 cavallo del nero · c8 alfiere del nero · d8 donna del nero · e8 re del nero · h8 torre del nero · a7 pedone del nero · b7 pedone del nero · c7 pedone del nero · d7 pedone del nero · f7 pedone del nero · g7 pedone del nero · h7 pedone del nero · e6 pedone del nero · f6 cavallo del nero · b4 alfiere del nero · c4 pedone del bianco · d4 pedone del bianco · c3 cavallo del bianco · f3 cavallo del bianco · a2 pedone del bianco · b2 pedone del bianco · e2 pedone del bianco · f2 pedone del bianco · g2 pedone del bianco · h2 pedone del bianco · a1 torre del bianco · c1 alfiere del bianco · d1 donna del bianco · e1 re del bianco · f1 alfiere del bianco · h1 torre del bianco | a8 torre del nero · b8 cavallo del nero · c8 alfiere del nero · d8 donna del nero · e8 re del nero · h8 torre del nero · a7 pedone del nero · b7 pedone del nero · c7 pedone del nero · d7 pedone del nero · f7 pedone del nero · g7 pedone del nero · h7 pedone del nero · e6 pedone del nero · f6 cavallo del nero · b4 alfiere del nero · c4 pedone del bianco · d4 pedone del bianco · c3 cavallo del bianco · f3 cavallo del bianco · a2 pedone del bianco · b2 pedone del bianco · e2 pedone del bianco · f2 pedone del bianco · g2 pedone del bianco · h2 pedone del bianco · a1 torre del bianco · c1 alfiere del bianco · d1 donna del bianco · e1 re del bianco · f1 alfiere del bianco · h1 torre del bianco | 7 |
| 6 | a8 torre del nero · b8 cavallo del nero · c8 alfiere del nero · d8 donna del nero · e8 re del nero · h8 torre del nero · a7 pedone del nero · b7 pedone del nero · c7 pedone del nero · d7 pedone del nero · f7 pedone del nero · g7 pedone del nero · h7 pedone del nero · e6 pedone del nero · f6 cavallo del nero · b4 alfiere del nero · c4 pedone del bianco · d4 pedone del bianco · c3 cavallo del bianco · f3 cavallo del bianco · a2 pedone del bianco · b2 pedone del bianco · e2 pedone del bianco · f2 pedone del bianco · g2 pedone del bianco · h2 pedone del bianco · a1 torre del bianco · c1 alfiere del bianco · d1 donna del bianco · e1 re del bianco · f1 alfiere del bianco · h1 torre del bianco | a8 torre del nero · b8 cavallo del nero · c8 alfiere del nero · d8 donna del nero · e8 re del nero · h8 torre del nero · a7 pedone del nero · b7 pedone del nero · c7 pedone del nero · d7 pedone del nero · f7 pedone del nero · g7 pedone del nero · h7 pedone del nero · e6 pedone del nero · f6 cavallo del nero · b4 alfiere del nero · c4 pedone del bianco · d4 pedone del bianco · c3 cavallo del bianco · f3 cavallo del bianco · a2 pedone del bianco · b2 pedone del bianco · e2 pedone del bianco · f2 pedone del bianco · g2 pedone del bianco · h2 pedone del bianco · a1 torre del bianco · c1 alfiere del bianco · d1 donna del bianco · e1 re del bianco · f1 alfiere del bianco · h1 torre del bianco | a8 torre del nero · b8 cavallo del nero · c8 alfiere del nero · d8 donna del nero · e8 re del nero · h8 torre del nero · a7 pedone del nero · b7 pedone del nero · c7 pedone del nero · d7 pedone del nero · f7 pedone del nero · g7 pedone del nero · h7 pedone del nero · e6 pedone del nero · f6 cavallo del nero · b4 alfiere del nero · c4 pedone del bianco · d4 pedone del bianco · c3 cavallo del bianco · f3 cavallo del bianco · a2 pedone del bianco · b2 pedone del bianco · e2 pedone del bianco · f2 pedone del bianco · g2 pedone del bianco · h2 pedone del bianco · a1 torre del bianco · c1 alfiere del bianco · d1 donna del bianco · e1 re del bianco · f1 alfiere del bianco · h1 torre del bianco | a8 torre del nero · b8 cavallo del nero · c8 alfiere del nero · d8 donna del nero · e8 re del nero · h8 torre del nero · a7 pedone del nero · b7 pedone del nero · c7 pedone del nero · d7 pedone del nero · f7 pedone del nero · g7 pedone del nero · h7 pedone del nero · e6 pedone del nero · f6 cavallo del nero · b4 alfiere del nero · c4 pedone del bianco · d4 pedone del bianco · c3 cavallo del bianco · f3 cavallo del bianco · a2 pedone del bianco · b2 pedone del bianco · e2 pedone del bianco · f2 pedone del bianco · g2 pedone del bianco · h2 pedone del bianco · a1 torre del bianco · c1 alfiere del bianco · d1 donna del bianco · e1 re del bianco · f1 alfiere del bianco · h1 torre del bianco | a8 torre del nero · b8 cavallo del nero · c8 alfiere del nero · d8 donna del nero · e8 re del nero · h8 torre del nero · a7 pedone del nero · b7 pedone del nero · c7 pedone del nero · d7 pedone del nero · f7 pedone del nero · g7 pedone del nero · h7 pedone del nero · e6 pedone del nero · f6 cavallo del nero · b4 alfiere del nero · c4 pedone del bianco · d4 pedone del bianco · c3 cavallo del bianco · f3 cavallo del bianco · a2 pedone del bianco · b2 pedone del bianco · e2 pedone del bianco · f2 pedone del bianco · g2 pedone del bianco · h2 pedone del bianco · a1 torre del bianco · c1 alfiere del bianco · d1 donna del bianco · e1 re del bianco · f1 alfiere del bianco · h1 torre del bianco | a8 torre del nero · b8 cavallo del nero · c8 alfiere del nero · d8 donna del nero · e8 re del nero · h8 torre del nero · a7 pedone del nero · b7 pedone del nero · c7 pedone del nero · d7 pedone del nero · f7 pedone del nero · g7 pedone del nero · h7 pedone del nero · e6 pedone del nero · f6 cavallo del nero · b4 alfiere del nero · c4 pedone del bianco · d4 pedone del bianco · c3 cavallo del bianco · f3 cavallo del bianco · a2 pedone del bianco · b2 pedone del bianco · e2 pedone del bianco · f2 pedone del bianco · g2 pedone del bianco · h2 pedone del bianco · a1 torre del bianco · c1 alfiere del bianco · d1 donna del bianco · e1 re del bianco · f1 alfiere del bianco · h1 torre del bianco | a8 torre del nero · b8 cavallo del nero · c8 alfiere del nero · d8 donna del nero · e8 re del nero · h8 torre del nero · a7 pedone del nero · b7 pedone del nero · c7 pedone del nero · d7 pedone del nero · f7 pedone del nero · g7 pedone del nero · h7 pedone del nero · e6 pedone del nero · f6 cavallo del nero · b4 alfiere del nero · c4 pedone del bianco · d4 pedone del bianco · c3 cavallo del bianco · f3 cavallo del bianco · a2 pedone del bianco · b2 pedone del bianco · e2 pedone del bianco · f2 pedone del bianco · g2 pedone del bianco · h2 pedone del bianco · a1 torre del bianco · c1 alfiere del bianco · d1 donna del bianco · e1 re del bianco · f1 alfiere del bianco · h1 torre del bianco | a8 torre del nero · b8 cavallo del nero · c8 alfiere del nero · d8 donna del nero · e8 re del nero · h8 torre del nero · a7 pedone del nero · b7 pedone del nero · c7 pedone del nero · d7 pedone del nero · f7 pedone del nero · g7 pedone del nero · h7 pedone del nero · e6 pedone del nero · f6 cavallo del nero · b4 alfiere del nero · c4 pedone del bianco · d4 pedone del bianco · c3 cavallo del bianco · f3 cavallo del bianco · a2 pedone del bianco · b2 pedone del bianco · e2 pedone del bianco · f2 pedone del bianco · g2 pedone del bianco · h2 pedone del bianco · a1 torre del bianco · c1 alfiere del bianco · d1 donna del bianco · e1 re del bianco · f1 alfiere del bianco · h1 torre del bianco | 6 |
| 5 | a8 torre del nero · b8 cavallo del nero · c8 alfiere del nero · d8 donna del nero · e8 re del nero · h8 torre del nero · a7 pedone del nero · b7 pedone del nero · c7 pedone del nero · d7 pedone del nero · f7 pedone del nero · g7 pedone del nero · h7 pedone del nero · e6 pedone del nero · f6 cavallo del nero · b4 alfiere del nero · c4 pedone del bianco · d4 pedone del bianco · c3 cavallo del bianco · f3 cavallo del bianco · a2 pedone del bianco · b2 pedone del bianco · e2 pedone del bianco · f2 pedone del bianco · g2 pedone del bianco · h2 pedone del bianco · a1 torre del bianco · c1 alfiere del bianco · d1 donna del bianco · e1 re del bianco · f1 alfiere del bianco · h1 torre del bianco | a8 torre del nero · b8 cavallo del nero · c8 alfiere del nero · d8 donna del nero · e8 re del nero · h8 torre del nero · a7 pedone del nero · b7 pedone del nero · c7 pedone del nero · d7 pedone del nero · f7 pedone del nero · g7 pedone del nero · h7 pedone del nero · e6 pedone del nero · f6 cavallo del nero · b4 alfiere del nero · c4 pedone del bianco · d4 pedone del bianco · c3 cavallo del bianco · f3 cavallo del bianco · a2 pedone del bianco · b2 pedone del bianco · e2 pedone del bianco · f2 pedone del bianco · g2 pedone del bianco · h2 pedone del bianco · a1 torre del bianco · c1 alfiere del bianco · d1 donna del bianco · e1 re del bianco · f1 alfiere del bianco · h1 torre del bianco | a8 torre del nero · b8 cavallo del nero · c8 alfiere del nero · d8 donna del nero · e8 re del nero · h8 torre del nero · a7 pedone del nero · b7 pedone del nero · c7 pedone del nero · d7 pedone del nero · f7 pedone del nero · g7 pedone del nero · h7 pedone del nero · e6 pedone del nero · f6 cavallo del nero · b4 alfiere del nero · c4 pedone del bianco · d4 pedone del bianco · c3 cavallo del bianco · f3 cavallo del bianco · a2 pedone del bianco · b2 pedone del bianco · e2 pedone del bianco · f2 pedone del bianco · g2 pedone del bianco · h2 pedone del bianco · a1 torre del bianco · c1 alfiere del bianco · d1 donna del bianco · e1 re del bianco · f1 alfiere del bianco · h1 torre del bianco | a8 torre del nero · b8 cavallo del nero · c8 alfiere del nero · d8 donna del nero · e8 re del nero · h8 torre del nero · a7 pedone del nero · b7 pedone del nero · c7 pedone del nero · d7 pedone del nero · f7 pedone del nero · g7 pedone del nero · h7 pedone del nero · e6 pedone del nero · f6 cavallo del nero · b4 alfiere del nero · c4 pedone del bianco · d4 pedone del bianco · c3 cavallo del bianco · f3 cavallo del bianco · a2 pedone del bianco · b2 pedone del bianco · e2 pedone del bianco · f2 pedone del bianco · g2 pedone del bianco · h2 pedone del bianco · a1 torre del bianco · c1 alfiere del bianco · d1 donna del bianco · e1 re del bianco · f1 alfiere del bianco · h1 torre del bianco | a8 torre del nero · b8 cavallo del nero · c8 alfiere del nero · d8 donna del nero · e8 re del nero · h8 torre del nero · a7 pedone del nero · b7 pedone del nero · c7 pedone del nero · d7 pedone del nero · f7 pedone del nero · g7 pedone del nero · h7 pedone del nero · e6 pedone del nero · f6 cavallo del nero · b4 alfiere del nero · c4 pedone del bianco · d4 pedone del bianco · c3 cavallo del bianco · f3 cavallo del bianco · a2 pedone del bianco · b2 pedone del bianco · e2 pedone del bianco · f2 pedone del bianco · g2 pedone del bianco · h2 pedone del bianco · a1 torre del bianco · c1 alfiere del bianco · d1 donna del bianco · e1 re del bianco · f1 alfiere del bianco · h1 torre del bianco | a8 torre del nero · b8 cavallo del nero · c8 alfiere del nero · d8 donna del nero · e8 re del nero · h8 torre del nero · a7 pedone del nero · b7 pedone del nero · c7 pedone del nero · d7 pedone del nero · f7 pedone del nero · g7 pedone del nero · h7 pedone del nero · e6 pedone del nero · f6 cavallo del nero · b4 alfiere del nero · c4 pedone del bianco · d4 pedone del bianco · c3 cavallo del bianco · f3 cavallo del bianco · a2 pedone del bianco · b2 pedone del bianco · e2 pedone del bianco · f2 pedone del bianco · g2 pedone del bianco · h2 pedone del bianco · a1 torre del bianco · c1 alfiere del bianco · d1 donna del bianco · e1 re del bianco · f1 alfiere del bianco · h1 torre del bianco | a8 torre del nero · b8 cavallo del nero · c8 alfiere del nero · d8 donna del nero · e8 re del nero · h8 torre del nero · a7 pedone del nero · b7 pedone del nero · c7 pedone del nero · d7 pedone del nero · f7 pedone del nero · g7 pedone del nero · h7 pedone del nero · e6 pedone del nero · f6 cavallo del nero · b4 alfiere del nero · c4 pedone del bianco · d4 pedone del bianco · c3 cavallo del bianco · f3 cavallo del bianco · a2 pedone del bianco · b2 pedone del bianco · e2 pedone del bianco · f2 pedone del bianco · g2 pedone del bianco · h2 pedone del bianco · a1 torre del bianco · c1 alfiere del bianco · d1 donna del bianco · e1 re del bianco · f1 alfiere del bianco · h1 torre del bianco | a8 torre del nero · b8 cavallo del nero · c8 alfiere del nero · d8 donna del nero · e8 re del nero · h8 torre del nero · a7 pedone del nero · b7 pedone del nero · c7 pedone del nero · d7 pedone del nero · f7 pedone del nero · g7 pedone del nero · h7 pedone del nero · e6 pedone del nero · f6 cavallo del nero · b4 alfiere del nero · c4 pedone del bianco · d4 pedone del bianco · c3 cavallo del bianco · f3 cavallo del bianco · a2 pedone del bianco · b2 pedone del bianco · e2 pedone del bianco · f2 pedone del bianco · g2 pedone del bianco · h2 pedone del bianco · a1 torre del bianco · c1 alfiere del bianco · d1 donna del bianco · e1 re del bianco · f1 alfiere del bianco · h1 torre del bianco | 5 |
| 4 | a8 torre del nero · b8 cavallo del nero · c8 alfiere del nero · d8 donna del nero · e8 re del nero · h8 torre del nero · a7 pedone del nero · b7 pedone del nero · c7 pedone del nero · d7 pedone del nero · f7 pedone del nero · g7 pedone del nero · h7 pedone del nero · e6 pedone del nero · f6 cavallo del nero · b4 alfiere del nero · c4 pedone del bianco · d4 pedone del bianco · c3 cavallo del bianco · f3 cavallo del bianco · a2 pedone del bianco · b2 pedone del bianco · e2 pedone del bianco · f2 pedone del bianco · g2 pedone del bianco · h2 pedone del bianco · a1 torre del bianco · c1 alfiere del bianco · d1 donna del bianco · e1 re del bianco · f1 alfiere del bianco · h1 torre del bianco | a8 torre del nero · b8 cavallo del nero · c8 alfiere del nero · d8 donna del nero · e8 re del nero · h8 torre del nero · a7 pedone del nero · b7 pedone del nero · c7 pedone del nero · d7 pedone del nero · f7 pedone del nero · g7 pedone del nero · h7 pedone del nero · e6 pedone del nero · f6 cavallo del nero · b4 alfiere del nero · c4 pedone del bianco · d4 pedone del bianco · c3 cavallo del bianco · f3 cavallo del bianco · a2 pedone del bianco · b2 pedone del bianco · e2 pedone del bianco · f2 pedone del bianco · g2 pedone del bianco · h2 pedone del bianco · a1 torre del bianco · c1 alfiere del bianco · d1 donna del bianco · e1 re del bianco · f1 alfiere del bianco · h1 torre del bianco | a8 torre del nero · b8 cavallo del nero · c8 alfiere del nero · d8 donna del nero · e8 re del nero · h8 torre del nero · a7 pedone del nero · b7 pedone del nero · c7 pedone del nero · d7 pedone del nero · f7 pedone del nero · g7 pedone del nero · h7 pedone del nero · e6 pedone del nero · f6 cavallo del nero · b4 alfiere del nero · c4 pedone del bianco · d4 pedone del bianco · c3 cavallo del bianco · f3 cavallo del bianco · a2 pedone del bianco · b2 pedone del bianco · e2 pedone del bianco · f2 pedone del bianco · g2 pedone del bianco · h2 pedone del bianco · a1 torre del bianco · c1 alfiere del bianco · d1 donna del bianco · e1 re del bianco · f1 alfiere del bianco · h1 torre del bianco | a8 torre del nero · b8 cavallo del nero · c8 alfiere del nero · d8 donna del nero · e8 re del nero · h8 torre del nero · a7 pedone del nero · b7 pedone del nero · c7 pedone del nero · d7 pedone del nero · f7 pedone del nero · g7 pedone del nero · h7 pedone del nero · e6 pedone del nero · f6 cavallo del nero · b4 alfiere del nero · c4 pedone del bianco · d4 pedone del bianco · c3 cavallo del bianco · f3 cavallo del bianco · a2 pedone del bianco · b2 pedone del bianco · e2 pedone del bianco · f2 pedone del bianco · g2 pedone del bianco · h2 pedone del bianco · a1 torre del bianco · c1 alfiere del bianco · d1 donna del bianco · e1 re del bianco · f1 alfiere del bianco · h1 torre del bianco | a8 torre del nero · b8 cavallo del nero · c8 alfiere del nero · d8 donna del nero · e8 re del nero · h8 torre del nero · a7 pedone del nero · b7 pedone del nero · c7 pedone del nero · d7 pedone del nero · f7 pedone del nero · g7 pedone del nero · h7 pedone del nero · e6 pedone del nero · f6 cavallo del nero · b4 alfiere del nero · c4 pedone del bianco · d4 pedone del bianco · c3 cavallo del bianco · f3 cavallo del bianco · a2 pedone del bianco · b2 pedone del bianco · e2 pedone del bianco · f2 pedone del bianco · g2 pedone del bianco · h2 pedone del bianco · a1 torre del bianco · c1 alfiere del bianco · d1 donna del bianco · e1 re del bianco · f1 alfiere del bianco · h1 torre del bianco | a8 torre del nero · b8 cavallo del nero · c8 alfiere del nero · d8 donna del nero · e8 re del nero · h8 torre del nero · a7 pedone del nero · b7 pedone del nero · c7 pedone del nero · d7 pedone del nero · f7 pedone del nero · g7 pedone del nero · h7 pedone del nero · e6 pedone del nero · f6 cavallo del nero · b4 alfiere del nero · c4 pedone del bianco · d4 pedone del bianco · c3 cavallo del bianco · f3 cavallo del bianco · a2 pedone del bianco · b2 pedone del bianco · e2 pedone del bianco · f2 pedone del bianco · g2 pedone del bianco · h2 pedone del bianco · a1 torre del bianco · c1 alfiere del bianco · d1 donna del bianco · e1 re del bianco · f1 alfiere del bianco · h1 torre del bianco | a8 torre del nero · b8 cavallo del nero · c8 alfiere del nero · d8 donna del nero · e8 re del nero · h8 torre del nero · a7 pedone del nero · b7 pedone del nero · c7 pedone del nero · d7 pedone del nero · f7 pedone del nero · g7 pedone del nero · h7 pedone del nero · e6 pedone del nero · f6 cavallo del nero · b4 alfiere del nero · c4 pedone del bianco · d4 pedone del bianco · c3 cavallo del bianco · f3 cavallo del bianco · a2 pedone del bianco · b2 pedone del bianco · e2 pedone del bianco · f2 pedone del bianco · g2 pedone del bianco · h2 pedone del bianco · a1 torre del bianco · c1 alfiere del bianco · d1 donna del bianco · e1 re del bianco · f1 alfiere del bianco · h1 torre del bianco | a8 torre del nero · b8 cavallo del nero · c8 alfiere del nero · d8 donna del nero · e8 re del nero · h8 torre del nero · a7 pedone del nero · b7 pedone del nero · c7 pedone del nero · d7 pedone del nero · f7 pedone del nero · g7 pedone del nero · h7 pedone del nero · e6 pedone del nero · f6 cavallo del nero · b4 alfiere del nero · c4 pedone del bianco · d4 pedone del bianco · c3 cavallo del bianco · f3 cavallo del bianco · a2 pedone del bianco · b2 pedone del bianco · e2 pedone del bianco · f2 pedone del bianco · g2 pedone del bianco · h2 pedone del bianco · a1 torre del bianco · c1 alfiere del bianco · d1 donna del bianco · e1 re del bianco · f1 alfiere del bianco · h1 torre del bianco | 4 |
| 3 | a8 torre del nero · b8 cavallo del nero · c8 alfiere del nero · d8 donna del nero · e8 re del nero · h8 torre del nero · a7 pedone del nero · b7 pedone del nero · c7 pedone del nero · d7 pedone del nero · f7 pedone del nero · g7 pedone del nero · h7 pedone del nero · e6 pedone del nero · f6 cavallo del nero · b4 alfiere del nero · c4 pedone del bianco · d4 pedone del bianco · c3 cavallo del bianco · f3 cavallo del bianco · a2 pedone del bianco · b2 pedone del bianco · e2 pedone del bianco · f2 pedone del bianco · g2 pedone del bianco · h2 pedone del bianco · a1 torre del bianco · c1 alfiere del bianco · d1 donna del bianco · e1 re del bianco · f1 alfiere del bianco · h1 torre del bianco | a8 torre del nero · b8 cavallo del nero · c8 alfiere del nero · d8 donna del nero · e8 re del nero · h8 torre del nero · a7 pedone del nero · b7 pedone del nero · c7 pedone del nero · d7 pedone del nero · f7 pedone del nero · g7 pedone del nero · h7 pedone del nero · e6 pedone del nero · f6 cavallo del nero · b4 alfiere del nero · c4 pedone del bianco · d4 pedone del bianco · c3 cavallo del bianco · f3 cavallo del bianco · a2 pedone del bianco · b2 pedone del bianco · e2 pedone del bianco · f2 pedone del bianco · g2 pedone del bianco · h2 pedone del bianco · a1 torre del bianco · c1 alfiere del bianco · d1 donna del bianco · e1 re del bianco · f1 alfiere del bianco · h1 torre del bianco | a8 torre del nero · b8 cavallo del nero · c8 alfiere del nero · d8 donna del nero · e8 re del nero · h8 torre del nero · a7 pedone del nero · b7 pedone del nero · c7 pedone del nero · d7 pedone del nero · f7 pedone del nero · g7 pedone del nero · h7 pedone del nero · e6 pedone del nero · f6 cavallo del nero · b4 alfiere del nero · c4 pedone del bianco · d4 pedone del bianco · c3 cavallo del bianco · f3 cavallo del bianco · a2 pedone del bianco · b2 pedone del bianco · e2 pedone del bianco · f2 pedone del bianco · g2 pedone del bianco · h2 pedone del bianco · a1 torre del bianco · c1 alfiere del bianco · d1 donna del bianco · e1 re del bianco · f1 alfiere del bianco · h1 torre del bianco | a8 torre del nero · b8 cavallo del nero · c8 alfiere del nero · d8 donna del nero · e8 re del nero · h8 torre del nero · a7 pedone del nero · b7 pedone del nero · c7 pedone del nero · d7 pedone del nero · f7 pedone del nero · g7 pedone del nero · h7 pedone del nero · e6 pedone del nero · f6 cavallo del nero · b4 alfiere del nero · c4 pedone del bianco · d4 pedone del bianco · c3 cavallo del bianco · f3 cavallo del bianco · a2 pedone del bianco · b2 pedone del bianco · e2 pedone del bianco · f2 pedone del bianco · g2 pedone del bianco · h2 pedone del bianco · a1 torre del bianco · c1 alfiere del bianco · d1 donna del bianco · e1 re del bianco · f1 alfiere del bianco · h1 torre del bianco | a8 torre del nero · b8 cavallo del nero · c8 alfiere del nero · d8 donna del nero · e8 re del nero · h8 torre del nero · a7 pedone del nero · b7 pedone del nero · c7 pedone del nero · d7 pedone del nero · f7 pedone del nero · g7 pedone del nero · h7 pedone del nero · e6 pedone del nero · f6 cavallo del nero · b4 alfiere del nero · c4 pedone del bianco · d4 pedone del bianco · c3 cavallo del bianco · f3 cavallo del bianco · a2 pedone del bianco · b2 pedone del bianco · e2 pedone del bianco · f2 pedone del bianco · g2 pedone del bianco · h2 pedone del bianco · a1 torre del bianco · c1 alfiere del bianco · d1 donna del bianco · e1 re del bianco · f1 alfiere del bianco · h1 torre del bianco | a8 torre del nero · b8 cavallo del nero · c8 alfiere del nero · d8 donna del nero · e8 re del nero · h8 torre del nero · a7 pedone del nero · b7 pedone del nero · c7 pedone del nero · d7 pedone del nero · f7 pedone del nero · g7 pedone del nero · h7 pedone del nero · e6 pedone del nero · f6 cavallo del nero · b4 alfiere del nero · c4 pedone del bianco · d4 pedone del bianco · c3 cavallo del bianco · f3 cavallo del bianco · a2 pedone del bianco · b2 pedone del bianco · e2 pedone del bianco · f2 pedone del bianco · g2 pedone del bianco · h2 pedone del bianco · a1 torre del bianco · c1 alfiere del bianco · d1 donna del bianco · e1 re del bianco · f1 alfiere del bianco · h1 torre del bianco | a8 torre del nero · b8 cavallo del nero · c8 alfiere del nero · d8 donna del nero · e8 re del nero · h8 torre del nero · a7 pedone del nero · b7 pedone del nero · c7 pedone del nero · d7 pedone del nero · f7 pedone del nero · g7 pedone del nero · h7 pedone del nero · e6 pedone del nero · f6 cavallo del nero · b4 alfiere del nero · c4 pedone del bianco · d4 pedone del bianco · c3 cavallo del bianco · f3 cavallo del bianco · a2 pedone del bianco · b2 pedone del bianco · e2 pedone del bianco · f2 pedone del bianco · g2 pedone del bianco · h2 pedone del bianco · a1 torre del bianco · c1 alfiere del bianco · d1 donna del bianco · e1 re del bianco · f1 alfiere del bianco · h1 torre del bianco | a8 torre del nero · b8 cavallo del nero · c8 alfiere del nero · d8 donna del nero · e8 re del nero · h8 torre del nero · a7 pedone del nero · b7 pedone del nero · c7 pedone del nero · d7 pedone del nero · f7 pedone del nero · g7 pedone del nero · h7 pedone del nero · e6 pedone del nero · f6 cavallo del nero · b4 alfiere del nero · c4 pedone del bianco · d4 pedone del bianco · c3 cavallo del bianco · f3 cavallo del bianco · a2 pedone del bianco · b2 pedone del bianco · e2 pedone del bianco · f2 pedone del bianco · g2 pedone del bianco · h2 pedone del bianco · a1 torre del bianco · c1 alfiere del bianco · d1 donna del bianco · e1 re del bianco · f1 alfiere del bianco · h1 torre del bianco | 3 |
| 2 | a8 torre del nero · b8 cavallo del nero · c8 alfiere del nero · d8 donna del nero · e8 re del nero · h8 torre del nero · a7 pedone del nero · b7 pedone del nero · c7 pedone del nero · d7 pedone del nero · f7 pedone del nero · g7 pedone del nero · h7 pedone del nero · e6 pedone del nero · f6 cavallo del nero · b4 alfiere del nero · c4 pedone del bianco · d4 pedone del bianco · c3 cavallo del bianco · f3 cavallo del bianco · a2 pedone del bianco · b2 pedone del bianco · e2 pedone del bianco · f2 pedone del bianco · g2 pedone del bianco · h2 pedone del bianco · a1 torre del bianco · c1 alfiere del bianco · d1 donna del bianco · e1 re del bianco · f1 alfiere del bianco · h1 torre del bianco | a8 torre del nero · b8 cavallo del nero · c8 alfiere del nero · d8 donna del nero · e8 re del nero · h8 torre del nero · a7 pedone del nero · b7 pedone del nero · c7 pedone del nero · d7 pedone del nero · f7 pedone del nero · g7 pedone del nero · h7 pedone del nero · e6 pedone del nero · f6 cavallo del nero · b4 alfiere del nero · c4 pedone del bianco · d4 pedone del bianco · c3 cavallo del bianco · f3 cavallo del bianco · a2 pedone del bianco · b2 pedone del bianco · e2 pedone del bianco · f2 pedone del bianco · g2 pedone del bianco · h2 pedone del bianco · a1 torre del bianco · c1 alfiere del bianco · d1 donna del bianco · e1 re del bianco · f1 alfiere del bianco · h1 torre del bianco | a8 torre del nero · b8 cavallo del nero · c8 alfiere del nero · d8 donna del nero · e8 re del nero · h8 torre del nero · a7 pedone del nero · b7 pedone del nero · c7 pedone del nero · d7 pedone del nero · f7 pedone del nero · g7 pedone del nero · h7 pedone del nero · e6 pedone del nero · f6 cavallo del nero · b4 alfiere del nero · c4 pedone del bianco · d4 pedone del bianco · c3 cavallo del bianco · f3 cavallo del bianco · a2 pedone del bianco · b2 pedone del bianco · e2 pedone del bianco · f2 pedone del bianco · g2 pedone del bianco · h2 pedone del bianco · a1 torre del bianco · c1 alfiere del bianco · d1 donna del bianco · e1 re del bianco · f1 alfiere del bianco · h1 torre del bianco | a8 torre del nero · b8 cavallo del nero · c8 alfiere del nero · d8 donna del nero · e8 re del nero · h8 torre del nero · a7 pedone del nero · b7 pedone del nero · c7 pedone del nero · d7 pedone del nero · f7 pedone del nero · g7 pedone del nero · h7 pedone del nero · e6 pedone del nero · f6 cavallo del nero · b4 alfiere del nero · c4 pedone del bianco · d4 pedone del bianco · c3 cavallo del bianco · f3 cavallo del bianco · a2 pedone del bianco · b2 pedone del bianco · e2 pedone del bianco · f2 pedone del bianco · g2 pedone del bianco · h2 pedone del bianco · a1 torre del bianco · c1 alfiere del bianco · d1 donna del bianco · e1 re del bianco · f1 alfiere del bianco · h1 torre del bianco | a8 torre del nero · b8 cavallo del nero · c8 alfiere del nero · d8 donna del nero · e8 re del nero · h8 torre del nero · a7 pedone del nero · b7 pedone del nero · c7 pedone del nero · d7 pedone del nero · f7 pedone del nero · g7 pedone del nero · h7 pedone del nero · e6 pedone del nero · f6 cavallo del nero · b4 alfiere del nero · c4 pedone del bianco · d4 pedone del bianco · c3 cavallo del bianco · f3 cavallo del bianco · a2 pedone del bianco · b2 pedone del bianco · e2 pedone del bianco · f2 pedone del bianco · g2 pedone del bianco · h2 pedone del bianco · a1 torre del bianco · c1 alfiere del bianco · d1 donna del bianco · e1 re del bianco · f1 alfiere del bianco · h1 torre del bianco | a8 torre del nero · b8 cavallo del nero · c8 alfiere del nero · d8 donna del nero · e8 re del nero · h8 torre del nero · a7 pedone del nero · b7 pedone del nero · c7 pedone del nero · d7 pedone del nero · f7 pedone del nero · g7 pedone del nero · h7 pedone del nero · e6 pedone del nero · f6 cavallo del nero · b4 alfiere del nero · c4 pedone del bianco · d4 pedone del bianco · c3 cavallo del bianco · f3 cavallo del bianco · a2 pedone del bianco · b2 pedone del bianco · e2 pedone del bianco · f2 pedone del bianco · g2 pedone del bianco · h2 pedone del bianco · a1 torre del bianco · c1 alfiere del bianco · d1 donna del bianco · e1 re del bianco · f1 alfiere del bianco · h1 torre del bianco | a8 torre del nero · b8 cavallo del nero · c8 alfiere del nero · d8 donna del nero · e8 re del nero · h8 torre del nero · a7 pedone del nero · b7 pedone del nero · c7 pedone del nero · d7 pedone del nero · f7 pedone del nero · g7 pedone del nero · h7 pedone del nero · e6 pedone del nero · f6 cavallo del nero · b4 alfiere del nero · c4 pedone del bianco · d4 pedone del bianco · c3 cavallo del bianco · f3 cavallo del bianco · a2 pedone del bianco · b2 pedone del bianco · e2 pedone del bianco · f2 pedone del bianco · g2 pedone del bianco · h2 pedone del bianco · a1 torre del bianco · c1 alfiere del bianco · d1 donna del bianco · e1 re del bianco · f1 alfiere del bianco · h1 torre del bianco | a8 torre del nero · b8 cavallo del nero · c8 alfiere del nero · d8 donna del nero · e8 re del nero · h8 torre del nero · a7 pedone del nero · b7 pedone del nero · c7 pedone del nero · d7 pedone del nero · f7 pedone del nero · g7 pedone del nero · h7 pedone del nero · e6 pedone del nero · f6 cavallo del nero · b4 alfiere del nero · c4 pedone del bianco · d4 pedone del bianco · c3 cavallo del bianco · f3 cavallo del bianco · a2 pedone del bianco · b2 pedone del bianco · e2 pedone del bianco · f2 pedone del bianco · g2 pedone del bianco · h2 pedone del bianco · a1 torre del bianco · c1 alfiere del bianco · d1 donna del bianco · e1 re del bianco · f1 alfiere del bianco · h1 torre del bianco | 2 |
| 1 | a8 torre del nero · b8 cavallo del nero · c8 alfiere del nero · d8 donna del nero · e8 re del nero · h8 torre del nero · a7 pedone del nero · b7 pedone del nero · c7 pedone del nero · d7 pedone del nero · f7 pedone del nero · g7 pedone del nero · h7 pedone del nero · e6 pedone del nero · f6 cavallo del nero · b4 alfiere del nero · c4 pedone del bianco · d4 pedone del bianco · c3 cavallo del bianco · f3 cavallo del bianco · a2 pedone del bianco · b2 pedone del bianco · e2 pedone del bianco · f2 pedone del bianco · g2 pedone del bianco · h2 pedone del bianco · a1 torre del bianco · c1 alfiere del bianco · d1 donna del bianco · e1 re del bianco · f1 alfiere del bianco · h1 torre del bianco | a8 torre del nero · b8 cavallo del nero · c8 alfiere del nero · d8 donna del nero · e8 re del nero · h8 torre del nero · a7 pedone del nero · b7 pedone del nero · c7 pedone del nero · d7 pedone del nero · f7 pedone del nero · g7 pedone del nero · h7 pedone del nero · e6 pedone del nero · f6 cavallo del nero · b4 alfiere del nero · c4 pedone del bianco · d4 pedone del bianco · c3 cavallo del bianco · f3 cavallo del bianco · a2 pedone del bianco · b2 pedone del bianco · e2 pedone del bianco · f2 pedone del bianco · g2 pedone del bianco · h2 pedone del bianco · a1 torre del bianco · c1 alfiere del bianco · d1 donna del bianco · e1 re del bianco · f1 alfiere del bianco · h1 torre del bianco | a8 torre del nero · b8 cavallo del nero · c8 alfiere del nero · d8 donna del nero · e8 re del nero · h8 torre del nero · a7 pedone del nero · b7 pedone del nero · c7 pedone del nero · d7 pedone del nero · f7 pedone del nero · g7 pedone del nero · h7 pedone del nero · e6 pedone del nero · f6 cavallo del nero · b4 alfiere del nero · c4 pedone del bianco · d4 pedone del bianco · c3 cavallo del bianco · f3 cavallo del bianco · a2 pedone del bianco · b2 pedone del bianco · e2 pedone del bianco · f2 pedone del bianco · g2 pedone del bianco · h2 pedone del bianco · a1 torre del bianco · c1 alfiere del bianco · d1 donna del bianco · e1 re del bianco · f1 alfiere del bianco · h1 torre del bianco | a8 torre del nero · b8 cavallo del nero · c8 alfiere del nero · d8 donna del nero · e8 re del nero · h8 torre del nero · a7 pedone del nero · b7 pedone del nero · c7 pedone del nero · d7 pedone del nero · f7 pedone del nero · g7 pedone del nero · h7 pedone del nero · e6 pedone del nero · f6 cavallo del nero · b4 alfiere del nero · c4 pedone del bianco · d4 pedone del bianco · c3 cavallo del bianco · f3 cavallo del bianco · a2 pedone del bianco · b2 pedone del bianco · e2 pedone del bianco · f2 pedone del bianco · g2 pedone del bianco · h2 pedone del bianco · a1 torre del bianco · c1 alfiere del bianco · d1 donna del bianco · e1 re del bianco · f1 alfiere del bianco · h1 torre del bianco | a8 torre del nero · b8 cavallo del nero · c8 alfiere del nero · d8 donna del nero · e8 re del nero · h8 torre del nero · a7 pedone del nero · b7 pedone del nero · c7 pedone del nero · d7 pedone del nero · f7 pedone del nero · g7 pedone del nero · h7 pedone del nero · e6 pedone del nero · f6 cavallo del nero · b4 alfiere del nero · c4 pedone del bianco · d4 pedone del bianco · c3 cavallo del bianco · f3 cavallo del bianco · a2 pedone del bianco · b2 pedone del bianco · e2 pedone del bianco · f2 pedone del bianco · g2 pedone del bianco · h2 pedone del bianco · a1 torre del bianco · c1 alfiere del bianco · d1 donna del bianco · e1 re del bianco · f1 alfiere del bianco · h1 torre del bianco | a8 torre del nero · b8 cavallo del nero · c8 alfiere del nero · d8 donna del nero · e8 re del nero · h8 torre del nero · a7 pedone del nero · b7 pedone del nero · c7 pedone del nero · d7 pedone del nero · f7 pedone del nero · g7 pedone del nero · h7 pedone del nero · e6 pedone del nero · f6 cavallo del nero · b4 alfiere del nero · c4 pedone del bianco · d4 pedone del bianco · c3 cavallo del bianco · f3 cavallo del bianco · a2 pedone del bianco · b2 pedone del bianco · e2 pedone del bianco · f2 pedone del bianco · g2 pedone del bianco · h2 pedone del bianco · a1 torre del bianco · c1 alfiere del bianco · d1 donna del bianco · e1 re del bianco · f1 alfiere del bianco · h1 torre del bianco | a8 torre del nero · b8 cavallo del nero · c8 alfiere del nero · d8 donna del nero · e8 re del nero · h8 torre del nero · a7 pedone del nero · b7 pedone del nero · c7 pedone del nero · d7 pedone del nero · f7 pedone del nero · g7 pedone del nero · h7 pedone del nero · e6 pedone del nero · f6 cavallo del nero · b4 alfiere del nero · c4 pedone del bianco · d4 pedone del bianco · c3 cavallo del bianco · f3 cavallo del bianco · a2 pedone del bianco · b2 pedone del bianco · e2 pedone del bianco · f2 pedone del bianco · g2 pedone del bianco · h2 pedone del bianco · a1 torre del bianco · c1 alfiere del bianco · d1 donna del bianco · e1 re del bianco · f1 alfiere del bianco · h1 torre del bianco | a8 torre del nero · b8 cavallo del nero · c8 alfiere del nero · d8 donna del nero · e8 re del nero · h8 torre del nero · a7 pedone del nero · b7 pedone del nero · c7 pedone del nero · d7 pedone del nero · f7 pedone del nero · g7 pedone del nero · h7 pedone del nero · e6 pedone del nero · f6 cavallo del nero · b4 alfiere del nero · c4 pedone del bianco · d4 pedone del bianco · c3 cavallo del bianco · f3 cavallo del bianco · a2 pedone del bianco · b2 pedone del bianco · e2 pedone del bianco · f2 pedone del bianco · g2 pedone del bianco · h2 pedone del bianco · a1 torre del bianco · c1 alfiere del bianco · d1 donna del bianco · e1 re del bianco · f1 alfiere del bianco · h1 torre del bianco | 1 |
|   | a | b | c | d | e | f | g | h |   |

In questa variante il bianco sviluppa immediatamente il cavallo di re, precludendosi da un lato la possibilità di rientrare nelle varianti con Ce2, ma non determinando immediatamente il tipo di centro. In questo modo il bianco si riserva ancora di poter giocare 5. Dc2 o 5. Ag5 o 5. e3 a seconda della risposta del nero. La risposta del nero in questa variante è quasi sempre 4. ... b6, cercando di rientrare in schemi propri della difesa ovest-indiana (raggiungibili anche attraverso l'ordine di mosse 1. d4 Cf6 2. c4 e6 3. Cf3 b6 4. Cc3 Ab4). Dopo 4. ... b6 il bianco ha la scelta di un certo numero di mosse possibili quali:
- 5. Ag5 h6 6. Ah4 Ab7 7. e3 g5 8. Ag3 Ce4 9. Dc2
- 5. Dc2 Ab7 6. a3 Axc3+ 7. Dxc3 0-0
- 5. Af4 Ab7 6. Db3
- 5. e3 (cercando di rientrare in schemi propri di 4. e3 b6)
  - 5. ... Ab7 6. Ad3
  - 5. ... Ce4 6. Dc2 Ab7 7. Ad3 f5

### 4. Ag5 Variante di Leningrado
|   | a | b | c | d | e | f | g | h |   |
| 8 | a8 torre del nero · b8 cavallo del nero · c8 alfiere del nero · d8 donna del nero · e8 re del nero · h8 torre del nero · a7 pedone del nero · b7 pedone del nero · c7 pedone del nero · d7 pedone del nero · f7 pedone del nero · g7 pedone del nero · h7 pedone del nero · e6 pedone del nero · f6 cavallo del nero · g5 alfiere del bianco · b4 alfiere del nero · c4 pedone del bianco · d4 pedone del bianco · c3 cavallo del bianco · a2 pedone del bianco · b2 pedone del bianco · e2 pedone del bianco · f2 pedone del bianco · g2 pedone del bianco · h2 pedone del bianco · a1 torre del bianco · d1 donna del bianco · e1 re del bianco · f1 alfiere del bianco · g1 cavallo del bianco · h1 torre del bianco | a8 torre del nero · b8 cavallo del nero · c8 alfiere del nero · d8 donna del nero · e8 re del nero · h8 torre del nero · a7 pedone del nero · b7 pedone del nero · c7 pedone del nero · d7 pedone del nero · f7 pedone del nero · g7 pedone del nero · h7 pedone del nero · e6 pedone del nero · f6 cavallo del nero · g5 alfiere del bianco · b4 alfiere del nero · c4 pedone del bianco · d4 pedone del bianco · c3 cavallo del bianco · a2 pedone del bianco · b2 pedone del bianco · e2 pedone del bianco · f2 pedone del bianco · g2 pedone del bianco · h2 pedone del bianco · a1 torre del bianco · d1 donna del bianco · e1 re del bianco · f1 alfiere del bianco · g1 cavallo del bianco · h1 torre del bianco | a8 torre del nero · b8 cavallo del nero · c8 alfiere del nero · d8 donna del nero · e8 re del nero · h8 torre del nero · a7 pedone del nero · b7 pedone del nero · c7 pedone del nero · d7 pedone del nero · f7 pedone del nero · g7 pedone del nero · h7 pedone del nero · e6 pedone del nero · f6 cavallo del nero · g5 alfiere del bianco · b4 alfiere del nero · c4 pedone del bianco · d4 pedone del bianco · c3 cavallo del bianco · a2 pedone del bianco · b2 pedone del bianco · e2 pedone del bianco · f2 pedone del bianco · g2 pedone del bianco · h2 pedone del bianco · a1 torre del bianco · d1 donna del bianco · e1 re del bianco · f1 alfiere del bianco · g1 cavallo del bianco · h1 torre del bianco | a8 torre del nero · b8 cavallo del nero · c8 alfiere del nero · d8 donna del nero · e8 re del nero · h8 torre del nero · a7 pedone del nero · b7 pedone del nero · c7 pedone del nero · d7 pedone del nero · f7 pedone del nero · g7 pedone del nero · h7 pedone del nero · e6 pedone del nero · f6 cavallo del nero · g5 alfiere del bianco · b4 alfiere del nero · c4 pedone del bianco · d4 pedone del bianco · c3 cavallo del bianco · a2 pedone del bianco · b2 pedone del bianco · e2 pedone del bianco · f2 pedone del bianco · g2 pedone del bianco · h2 pedone del bianco · a1 torre del bianco · d1 donna del bianco · e1 re del bianco · f1 alfiere del bianco · g1 cavallo del bianco · h1 torre del bianco | a8 torre del nero · b8 cavallo del nero · c8 alfiere del nero · d8 donna del nero · e8 re del nero · h8 torre del nero · a7 pedone del nero · b7 pedone del nero · c7 pedone del nero · d7 pedone del nero · f7 pedone del nero · g7 pedone del nero · h7 pedone del nero · e6 pedone del nero · f6 cavallo del nero · g5 alfiere del bianco · b4 alfiere del nero · c4 pedone del bianco · d4 pedone del bianco · c3 cavallo del bianco · a2 pedone del bianco · b2 pedone del bianco · e2 pedone del bianco · f2 pedone del bianco · g2 pedone del bianco · h2 pedone del bianco · a1 torre del bianco · d1 donna del bianco · e1 re del bianco · f1 alfiere del bianco · g1 cavallo del bianco · h1 torre del bianco | a8 torre del nero · b8 cavallo del nero · c8 alfiere del nero · d8 donna del nero · e8 re del nero · h8 torre del nero · a7 pedone del nero · b7 pedone del nero · c7 pedone del nero · d7 pedone del nero · f7 pedone del nero · g7 pedone del nero · h7 pedone del nero · e6 pedone del nero · f6 cavallo del nero · g5 alfiere del bianco · b4 alfiere del nero · c4 pedone del bianco · d4 pedone del bianco · c3 cavallo del bianco · a2 pedone del bianco · b2 pedone del bianco · e2 pedone del bianco · f2 pedone del bianco · g2 pedone del bianco · h2 pedone del bianco · a1 torre del bianco · d1 donna del bianco · e1 re del bianco · f1 alfiere del bianco · g1 cavallo del bianco · h1 torre del bianco | a8 torre del nero · b8 cavallo del nero · c8 alfiere del nero · d8 donna del nero · e8 re del nero · h8 torre del nero · a7 pedone del nero · b7 pedone del nero · c7 pedone del nero · d7 pedone del nero · f7 pedone del nero · g7 pedone del nero · h7 pedone del nero · e6 pedone del nero · f6 cavallo del nero · g5 alfiere del bianco · b4 alfiere del nero · c4 pedone del bianco · d4 pedone del bianco · c3 cavallo del bianco · a2 pedone del bianco · b2 pedone del bianco · e2 pedone del bianco · f2 pedone del bianco · g2 pedone del bianco · h2 pedone del bianco · a1 torre del bianco · d1 donna del bianco · e1 re del bianco · f1 alfiere del bianco · g1 cavallo del bianco · h1 torre del bianco | a8 torre del nero · b8 cavallo del nero · c8 alfiere del nero · d8 donna del nero · e8 re del nero · h8 torre del nero · a7 pedone del nero · b7 pedone del nero · c7 pedone del nero · d7 pedone del nero · f7 pedone del nero · g7 pedone del nero · h7 pedone del nero · e6 pedone del nero · f6 cavallo del nero · g5 alfiere del bianco · b4 alfiere del nero · c4 pedone del bianco · d4 pedone del bianco · c3 cavallo del bianco · a2 pedone del bianco · b2 pedone del bianco · e2 pedone del bianco · f2 pedone del bianco · g2 pedone del bianco · h2 pedone del bianco · a1 torre del bianco · d1 donna del bianco · e1 re del bianco · f1 alfiere del bianco · g1 cavallo del bianco · h1 torre del bianco | 8 |
| 7 | a8 torre del nero · b8 cavallo del nero · c8 alfiere del nero · d8 donna del nero · e8 re del nero · h8 torre del nero · a7 pedone del nero · b7 pedone del nero · c7 pedone del nero · d7 pedone del nero · f7 pedone del nero · g7 pedone del nero · h7 pedone del nero · e6 pedone del nero · f6 cavallo del nero · g5 alfiere del bianco · b4 alfiere del nero · c4 pedone del bianco · d4 pedone del bianco · c3 cavallo del bianco · a2 pedone del bianco · b2 pedone del bianco · e2 pedone del bianco · f2 pedone del bianco · g2 pedone del bianco · h2 pedone del bianco · a1 torre del bianco · d1 donna del bianco · e1 re del bianco · f1 alfiere del bianco · g1 cavallo del bianco · h1 torre del bianco | a8 torre del nero · b8 cavallo del nero · c8 alfiere del nero · d8 donna del nero · e8 re del nero · h8 torre del nero · a7 pedone del nero · b7 pedone del nero · c7 pedone del nero · d7 pedone del nero · f7 pedone del nero · g7 pedone del nero · h7 pedone del nero · e6 pedone del nero · f6 cavallo del nero · g5 alfiere del bianco · b4 alfiere del nero · c4 pedone del bianco · d4 pedone del bianco · c3 cavallo del bianco · a2 pedone del bianco · b2 pedone del bianco · e2 pedone del bianco · f2 pedone del bianco · g2 pedone del bianco · h2 pedone del bianco · a1 torre del bianco · d1 donna del bianco · e1 re del bianco · f1 alfiere del bianco · g1 cavallo del bianco · h1 torre del bianco | a8 torre del nero · b8 cavallo del nero · c8 alfiere del nero · d8 donna del nero · e8 re del nero · h8 torre del nero · a7 pedone del nero · b7 pedone del nero · c7 pedone del nero · d7 pedone del nero · f7 pedone del nero · g7 pedone del nero · h7 pedone del nero · e6 pedone del nero · f6 cavallo del nero · g5 alfiere del bianco · b4 alfiere del nero · c4 pedone del bianco · d4 pedone del bianco · c3 cavallo del bianco · a2 pedone del bianco · b2 pedone del bianco · e2 pedone del bianco · f2 pedone del bianco · g2 pedone del bianco · h2 pedone del bianco · a1 torre del bianco · d1 donna del bianco · e1 re del bianco · f1 alfiere del bianco · g1 cavallo del bianco · h1 torre del bianco | a8 torre del nero · b8 cavallo del nero · c8 alfiere del nero · d8 donna del nero · e8 re del nero · h8 torre del nero · a7 pedone del nero · b7 pedone del nero · c7 pedone del nero · d7 pedone del nero · f7 pedone del nero · g7 pedone del nero · h7 pedone del nero · e6 pedone del nero · f6 cavallo del nero · g5 alfiere del bianco · b4 alfiere del nero · c4 pedone del bianco · d4 pedone del bianco · c3 cavallo del bianco · a2 pedone del bianco · b2 pedone del bianco · e2 pedone del bianco · f2 pedone del bianco · g2 pedone del bianco · h2 pedone del bianco · a1 torre del bianco · d1 donna del bianco · e1 re del bianco · f1 alfiere del bianco · g1 cavallo del bianco · h1 torre del bianco | a8 torre del nero · b8 cavallo del nero · c8 alfiere del nero · d8 donna del nero · e8 re del nero · h8 torre del nero · a7 pedone del nero · b7 pedone del nero · c7 pedone del nero · d7 pedone del nero · f7 pedone del nero · g7 pedone del nero · h7 pedone del nero · e6 pedone del nero · f6 cavallo del nero · g5 alfiere del bianco · b4 alfiere del nero · c4 pedone del bianco · d4 pedone del bianco · c3 cavallo del bianco · a2 pedone del bianco · b2 pedone del bianco · e2 pedone del bianco · f2 pedone del bianco · g2 pedone del bianco · h2 pedone del bianco · a1 torre del bianco · d1 donna del bianco · e1 re del bianco · f1 alfiere del bianco · g1 cavallo del bianco · h1 torre del bianco | a8 torre del nero · b8 cavallo del nero · c8 alfiere del nero · d8 donna del nero · e8 re del nero · h8 torre del nero · a7 pedone del nero · b7 pedone del nero · c7 pedone del nero · d7 pedone del nero · f7 pedone del nero · g7 pedone del nero · h7 pedone del nero · e6 pedone del nero · f6 cavallo del nero · g5 alfiere del bianco · b4 alfiere del nero · c4 pedone del bianco · d4 pedone del bianco · c3 cavallo del bianco · a2 pedone del bianco · b2 pedone del bianco · e2 pedone del bianco · f2 pedone del bianco · g2 pedone del bianco · h2 pedone del bianco · a1 torre del bianco · d1 donna del bianco · e1 re del bianco · f1 alfiere del bianco · g1 cavallo del bianco · h1 torre del bianco | a8 torre del nero · b8 cavallo del nero · c8 alfiere del nero · d8 donna del nero · e8 re del nero · h8 torre del nero · a7 pedone del nero · b7 pedone del nero · c7 pedone del nero · d7 pedone del nero · f7 pedone del nero · g7 pedone del nero · h7 pedone del nero · e6 pedone del nero · f6 cavallo del nero · g5 alfiere del bianco · b4 alfiere del nero · c4 pedone del bianco · d4 pedone del bianco · c3 cavallo del bianco · a2 pedone del bianco · b2 pedone del bianco · e2 pedone del bianco · f2 pedone del bianco · g2 pedone del bianco · h2 pedone del bianco · a1 torre del bianco · d1 donna del bianco · e1 re del bianco · f1 alfiere del bianco · g1 cavallo del bianco · h1 torre del bianco | a8 torre del nero · b8 cavallo del nero · c8 alfiere del nero · d8 donna del nero · e8 re del nero · h8 torre del nero · a7 pedone del nero · b7 pedone del nero · c7 pedone del nero · d7 pedone del nero · f7 pedone del nero · g7 pedone del nero · h7 pedone del nero · e6 pedone del nero · f6 cavallo del nero · g5 alfiere del bianco · b4 alfiere del nero · c4 pedone del bianco · d4 pedone del bianco · c3 cavallo del bianco · a2 pedone del bianco · b2 pedone del bianco · e2 pedone del bianco · f2 pedone del bianco · g2 pedone del bianco · h2 pedone del bianco · a1 torre del bianco · d1 donna del bianco · e1 re del bianco · f1 alfiere del bianco · g1 cavallo del bianco · h1 torre del bianco | 7 |
| 6 | a8 torre del nero · b8 cavallo del nero · c8 alfiere del nero · d8 donna del nero · e8 re del nero · h8 torre del nero · a7 pedone del nero · b7 pedone del nero · c7 pedone del nero · d7 pedone del nero · f7 pedone del nero · g7 pedone del nero · h7 pedone del nero · e6 pedone del nero · f6 cavallo del nero · g5 alfiere del bianco · b4 alfiere del nero · c4 pedone del bianco · d4 pedone del bianco · c3 cavallo del bianco · a2 pedone del bianco · b2 pedone del bianco · e2 pedone del bianco · f2 pedone del bianco · g2 pedone del bianco · h2 pedone del bianco · a1 torre del bianco · d1 donna del bianco · e1 re del bianco · f1 alfiere del bianco · g1 cavallo del bianco · h1 torre del bianco | a8 torre del nero · b8 cavallo del nero · c8 alfiere del nero · d8 donna del nero · e8 re del nero · h8 torre del nero · a7 pedone del nero · b7 pedone del nero · c7 pedone del nero · d7 pedone del nero · f7 pedone del nero · g7 pedone del nero · h7 pedone del nero · e6 pedone del nero · f6 cavallo del nero · g5 alfiere del bianco · b4 alfiere del nero · c4 pedone del bianco · d4 pedone del bianco · c3 cavallo del bianco · a2 pedone del bianco · b2 pedone del bianco · e2 pedone del bianco · f2 pedone del bianco · g2 pedone del bianco · h2 pedone del bianco · a1 torre del bianco · d1 donna del bianco · e1 re del bianco · f1 alfiere del bianco · g1 cavallo del bianco · h1 torre del bianco | a8 torre del nero · b8 cavallo del nero · c8 alfiere del nero · d8 donna del nero · e8 re del nero · h8 torre del nero · a7 pedone del nero · b7 pedone del nero · c7 pedone del nero · d7 pedone del nero · f7 pedone del nero · g7 pedone del nero · h7 pedone del nero · e6 pedone del nero · f6 cavallo del nero · g5 alfiere del bianco · b4 alfiere del nero · c4 pedone del bianco · d4 pedone del bianco · c3 cavallo del bianco · a2 pedone del bianco · b2 pedone del bianco · e2 pedone del bianco · f2 pedone del bianco · g2 pedone del bianco · h2 pedone del bianco · a1 torre del bianco · d1 donna del bianco · e1 re del bianco · f1 alfiere del bianco · g1 cavallo del bianco · h1 torre del bianco | a8 torre del nero · b8 cavallo del nero · c8 alfiere del nero · d8 donna del nero · e8 re del nero · h8 torre del nero · a7 pedone del nero · b7 pedone del nero · c7 pedone del nero · d7 pedone del nero · f7 pedone del nero · g7 pedone del nero · h7 pedone del nero · e6 pedone del nero · f6 cavallo del nero · g5 alfiere del bianco · b4 alfiere del nero · c4 pedone del bianco · d4 pedone del bianco · c3 cavallo del bianco · a2 pedone del bianco · b2 pedone del bianco · e2 pedone del bianco · f2 pedone del bianco · g2 pedone del bianco · h2 pedone del bianco · a1 torre del bianco · d1 donna del bianco · e1 re del bianco · f1 alfiere del bianco · g1 cavallo del bianco · h1 torre del bianco | a8 torre del nero · b8 cavallo del nero · c8 alfiere del nero · d8 donna del nero · e8 re del nero · h8 torre del nero · a7 pedone del nero · b7 pedone del nero · c7 pedone del nero · d7 pedone del nero · f7 pedone del nero · g7 pedone del nero · h7 pedone del nero · e6 pedone del nero · f6 cavallo del nero · g5 alfiere del bianco · b4 alfiere del nero · c4 pedone del bianco · d4 pedone del bianco · c3 cavallo del bianco · a2 pedone del bianco · b2 pedone del bianco · e2 pedone del bianco · f2 pedone del bianco · g2 pedone del bianco · h2 pedone del bianco · a1 torre del bianco · d1 donna del bianco · e1 re del bianco · f1 alfiere del bianco · g1 cavallo del bianco · h1 torre del bianco | a8 torre del nero · b8 cavallo del nero · c8 alfiere del nero · d8 donna del nero · e8 re del nero · h8 torre del nero · a7 pedone del nero · b7 pedone del nero · c7 pedone del nero · d7 pedone del nero · f7 pedone del nero · g7 pedone del nero · h7 pedone del nero · e6 pedone del nero · f6 cavallo del nero · g5 alfiere del bianco · b4 alfiere del nero · c4 pedone del bianco · d4 pedone del bianco · c3 cavallo del bianco · a2 pedone del bianco · b2 pedone del bianco · e2 pedone del bianco · f2 pedone del bianco · g2 pedone del bianco · h2 pedone del bianco · a1 torre del bianco · d1 donna del bianco · e1 re del bianco · f1 alfiere del bianco · g1 cavallo del bianco · h1 torre del bianco | a8 torre del nero · b8 cavallo del nero · c8 alfiere del nero · d8 donna del nero · e8 re del nero · h8 torre del nero · a7 pedone del nero · b7 pedone del nero · c7 pedone del nero · d7 pedone del nero · f7 pedone del nero · g7 pedone del nero · h7 pedone del nero · e6 pedone del nero · f6 cavallo del nero · g5 alfiere del bianco · b4 alfiere del nero · c4 pedone del bianco · d4 pedone del bianco · c3 cavallo del bianco · a2 pedone del bianco · b2 pedone del bianco · e2 pedone del bianco · f2 pedone del bianco · g2 pedone del bianco · h2 pedone del bianco · a1 torre del bianco · d1 donna del bianco · e1 re del bianco · f1 alfiere del bianco · g1 cavallo del bianco · h1 torre del bianco | a8 torre del nero · b8 cavallo del nero · c8 alfiere del nero · d8 donna del nero · e8 re del nero · h8 torre del nero · a7 pedone del nero · b7 pedone del nero · c7 pedone del nero · d7 pedone del nero · f7 pedone del nero · g7 pedone del nero · h7 pedone del nero · e6 pedone del nero · f6 cavallo del nero · g5 alfiere del bianco · b4 alfiere del nero · c4 pedone del bianco · d4 pedone del bianco · c3 cavallo del bianco · a2 pedone del bianco · b2 pedone del bianco · e2 pedone del bianco · f2 pedone del bianco · g2 pedone del bianco · h2 pedone del bianco · a1 torre del bianco · d1 donna del bianco · e1 re del bianco · f1 alfiere del bianco · g1 cavallo del bianco · h1 torre del bianco | 6 |
| 5 | a8 torre del nero · b8 cavallo del nero · c8 alfiere del nero · d8 donna del nero · e8 re del nero · h8 torre del nero · a7 pedone del nero · b7 pedone del nero · c7 pedone del nero · d7 pedone del nero · f7 pedone del nero · g7 pedone del nero · h7 pedone del nero · e6 pedone del nero · f6 cavallo del nero · g5 alfiere del bianco · b4 alfiere del nero · c4 pedone del bianco · d4 pedone del bianco · c3 cavallo del bianco · a2 pedone del bianco · b2 pedone del bianco · e2 pedone del bianco · f2 pedone del bianco · g2 pedone del bianco · h2 pedone del bianco · a1 torre del bianco · d1 donna del bianco · e1 re del bianco · f1 alfiere del bianco · g1 cavallo del bianco · h1 torre del bianco | a8 torre del nero · b8 cavallo del nero · c8 alfiere del nero · d8 donna del nero · e8 re del nero · h8 torre del nero · a7 pedone del nero · b7 pedone del nero · c7 pedone del nero · d7 pedone del nero · f7 pedone del nero · g7 pedone del nero · h7 pedone del nero · e6 pedone del nero · f6 cavallo del nero · g5 alfiere del bianco · b4 alfiere del nero · c4 pedone del bianco · d4 pedone del bianco · c3 cavallo del bianco · a2 pedone del bianco · b2 pedone del bianco · e2 pedone del bianco · f2 pedone del bianco · g2 pedone del bianco · h2 pedone del bianco · a1 torre del bianco · d1 donna del bianco · e1 re del bianco · f1 alfiere del bianco · g1 cavallo del bianco · h1 torre del bianco | a8 torre del nero · b8 cavallo del nero · c8 alfiere del nero · d8 donna del nero · e8 re del nero · h8 torre del nero · a7 pedone del nero · b7 pedone del nero · c7 pedone del nero · d7 pedone del nero · f7 pedone del nero · g7 pedone del nero · h7 pedone del nero · e6 pedone del nero · f6 cavallo del nero · g5 alfiere del bianco · b4 alfiere del nero · c4 pedone del bianco · d4 pedone del bianco · c3 cavallo del bianco · a2 pedone del bianco · b2 pedone del bianco · e2 pedone del bianco · f2 pedone del bianco · g2 pedone del bianco · h2 pedone del bianco · a1 torre del bianco · d1 donna del bianco · e1 re del bianco · f1 alfiere del bianco · g1 cavallo del bianco · h1 torre del bianco | a8 torre del nero · b8 cavallo del nero · c8 alfiere del nero · d8 donna del nero · e8 re del nero · h8 torre del nero · a7 pedone del nero · b7 pedone del nero · c7 pedone del nero · d7 pedone del nero · f7 pedone del nero · g7 pedone del nero · h7 pedone del nero · e6 pedone del nero · f6 cavallo del nero · g5 alfiere del bianco · b4 alfiere del nero · c4 pedone del bianco · d4 pedone del bianco · c3 cavallo del bianco · a2 pedone del bianco · b2 pedone del bianco · e2 pedone del bianco · f2 pedone del bianco · g2 pedone del bianco · h2 pedone del bianco · a1 torre del bianco · d1 donna del bianco · e1 re del bianco · f1 alfiere del bianco · g1 cavallo del bianco · h1 torre del bianco | a8 torre del nero · b8 cavallo del nero · c8 alfiere del nero · d8 donna del nero · e8 re del nero · h8 torre del nero · a7 pedone del nero · b7 pedone del nero · c7 pedone del nero · d7 pedone del nero · f7 pedone del nero · g7 pedone del nero · h7 pedone del nero · e6 pedone del nero · f6 cavallo del nero · g5 alfiere del bianco · b4 alfiere del nero · c4 pedone del bianco · d4 pedone del bianco · c3 cavallo del bianco · a2 pedone del bianco · b2 pedone del bianco · e2 pedone del bianco · f2 pedone del bianco · g2 pedone del bianco · h2 pedone del bianco · a1 torre del bianco · d1 donna del bianco · e1 re del bianco · f1 alfiere del bianco · g1 cavallo del bianco · h1 torre del bianco | a8 torre del nero · b8 cavallo del nero · c8 alfiere del nero · d8 donna del nero · e8 re del nero · h8 torre del nero · a7 pedone del nero · b7 pedone del nero · c7 pedone del nero · d7 pedone del nero · f7 pedone del nero · g7 pedone del nero · h7 pedone del nero · e6 pedone del nero · f6 cavallo del nero · g5 alfiere del bianco · b4 alfiere del nero · c4 pedone del bianco · d4 pedone del bianco · c3 cavallo del bianco · a2 pedone del bianco · b2 pedone del bianco · e2 pedone del bianco · f2 pedone del bianco · g2 pedone del bianco · h2 pedone del bianco · a1 torre del bianco · d1 donna del bianco · e1 re del bianco · f1 alfiere del bianco · g1 cavallo del bianco · h1 torre del bianco | a8 torre del nero · b8 cavallo del nero · c8 alfiere del nero · d8 donna del nero · e8 re del nero · h8 torre del nero · a7 pedone del nero · b7 pedone del nero · c7 pedone del nero · d7 pedone del nero · f7 pedone del nero · g7 pedone del nero · h7 pedone del nero · e6 pedone del nero · f6 cavallo del nero · g5 alfiere del bianco · b4 alfiere del nero · c4 pedone del bianco · d4 pedone del bianco · c3 cavallo del bianco · a2 pedone del bianco · b2 pedone del bianco · e2 pedone del bianco · f2 pedone del bianco · g2 pedone del bianco · h2 pedone del bianco · a1 torre del bianco · d1 donna del bianco · e1 re del bianco · f1 alfiere del bianco · g1 cavallo del bianco · h1 torre del bianco | a8 torre del nero · b8 cavallo del nero · c8 alfiere del nero · d8 donna del nero · e8 re del nero · h8 torre del nero · a7 pedone del nero · b7 pedone del nero · c7 pedone del nero · d7 pedone del nero · f7 pedone del nero · g7 pedone del nero · h7 pedone del nero · e6 pedone del nero · f6 cavallo del nero · g5 alfiere del bianco · b4 alfiere del nero · c4 pedone del bianco · d4 pedone del bianco · c3 cavallo del bianco · a2 pedone del bianco · b2 pedone del bianco · e2 pedone del bianco · f2 pedone del bianco · g2 pedone del bianco · h2 pedone del bianco · a1 torre del bianco · d1 donna del bianco · e1 re del bianco · f1 alfiere del bianco · g1 cavallo del bianco · h1 torre del bianco | 5 |
| 4 | a8 torre del nero · b8 cavallo del nero · c8 alfiere del nero · d8 donna del nero · e8 re del nero · h8 torre del nero · a7 pedone del nero · b7 pedone del nero · c7 pedone del nero · d7 pedone del nero · f7 pedone del nero · g7 pedone del nero · h7 pedone del nero · e6 pedone del nero · f6 cavallo del nero · g5 alfiere del bianco · b4 alfiere del nero · c4 pedone del bianco · d4 pedone del bianco · c3 cavallo del bianco · a2 pedone del bianco · b2 pedone del bianco · e2 pedone del bianco · f2 pedone del bianco · g2 pedone del bianco · h2 pedone del bianco · a1 torre del bianco · d1 donna del bianco · e1 re del bianco · f1 alfiere del bianco · g1 cavallo del bianco · h1 torre del bianco | a8 torre del nero · b8 cavallo del nero · c8 alfiere del nero · d8 donna del nero · e8 re del nero · h8 torre del nero · a7 pedone del nero · b7 pedone del nero · c7 pedone del nero · d7 pedone del nero · f7 pedone del nero · g7 pedone del nero · h7 pedone del nero · e6 pedone del nero · f6 cavallo del nero · g5 alfiere del bianco · b4 alfiere del nero · c4 pedone del bianco · d4 pedone del bianco · c3 cavallo del bianco · a2 pedone del bianco · b2 pedone del bianco · e2 pedone del bianco · f2 pedone del bianco · g2 pedone del bianco · h2 pedone del bianco · a1 torre del bianco · d1 donna del bianco · e1 re del bianco · f1 alfiere del bianco · g1 cavallo del bianco · h1 torre del bianco | a8 torre del nero · b8 cavallo del nero · c8 alfiere del nero · d8 donna del nero · e8 re del nero · h8 torre del nero · a7 pedone del nero · b7 pedone del nero · c7 pedone del nero · d7 pedone del nero · f7 pedone del nero · g7 pedone del nero · h7 pedone del nero · e6 pedone del nero · f6 cavallo del nero · g5 alfiere del bianco · b4 alfiere del nero · c4 pedone del bianco · d4 pedone del bianco · c3 cavallo del bianco · a2 pedone del bianco · b2 pedone del bianco · e2 pedone del bianco · f2 pedone del bianco · g2 pedone del bianco · h2 pedone del bianco · a1 torre del bianco · d1 donna del bianco · e1 re del bianco · f1 alfiere del bianco · g1 cavallo del bianco · h1 torre del bianco | a8 torre del nero · b8 cavallo del nero · c8 alfiere del nero · d8 donna del nero · e8 re del nero · h8 torre del nero · a7 pedone del nero · b7 pedone del nero · c7 pedone del nero · d7 pedone del nero · f7 pedone del nero · g7 pedone del nero · h7 pedone del nero · e6 pedone del nero · f6 cavallo del nero · g5 alfiere del bianco · b4 alfiere del nero · c4 pedone del bianco · d4 pedone del bianco · c3 cavallo del bianco · a2 pedone del bianco · b2 pedone del bianco · e2 pedone del bianco · f2 pedone del bianco · g2 pedone del bianco · h2 pedone del bianco · a1 torre del bianco · d1 donna del bianco · e1 re del bianco · f1 alfiere del bianco · g1 cavallo del bianco · h1 torre del bianco | a8 torre del nero · b8 cavallo del nero · c8 alfiere del nero · d8 donna del nero · e8 re del nero · h8 torre del nero · a7 pedone del nero · b7 pedone del nero · c7 pedone del nero · d7 pedone del nero · f7 pedone del nero · g7 pedone del nero · h7 pedone del nero · e6 pedone del nero · f6 cavallo del nero · g5 alfiere del bianco · b4 alfiere del nero · c4 pedone del bianco · d4 pedone del bianco · c3 cavallo del bianco · a2 pedone del bianco · b2 pedone del bianco · e2 pedone del bianco · f2 pedone del bianco · g2 pedone del bianco · h2 pedone del bianco · a1 torre del bianco · d1 donna del bianco · e1 re del bianco · f1 alfiere del bianco · g1 cavallo del bianco · h1 torre del bianco | a8 torre del nero · b8 cavallo del nero · c8 alfiere del nero · d8 donna del nero · e8 re del nero · h8 torre del nero · a7 pedone del nero · b7 pedone del nero · c7 pedone del nero · d7 pedone del nero · f7 pedone del nero · g7 pedone del nero · h7 pedone del nero · e6 pedone del nero · f6 cavallo del nero · g5 alfiere del bianco · b4 alfiere del nero · c4 pedone del bianco · d4 pedone del bianco · c3 cavallo del bianco · a2 pedone del bianco · b2 pedone del bianco · e2 pedone del bianco · f2 pedone del bianco · g2 pedone del bianco · h2 pedone del bianco · a1 torre del bianco · d1 donna del bianco · e1 re del bianco · f1 alfiere del bianco · g1 cavallo del bianco · h1 torre del bianco | a8 torre del nero · b8 cavallo del nero · c8 alfiere del nero · d8 donna del nero · e8 re del nero · h8 torre del nero · a7 pedone del nero · b7 pedone del nero · c7 pedone del nero · d7 pedone del nero · f7 pedone del nero · g7 pedone del nero · h7 pedone del nero · e6 pedone del nero · f6 cavallo del nero · g5 alfiere del bianco · b4 alfiere del nero · c4 pedone del bianco · d4 pedone del bianco · c3 cavallo del bianco · a2 pedone del bianco · b2 pedone del bianco · e2 pedone del bianco · f2 pedone del bianco · g2 pedone del bianco · h2 pedone del bianco · a1 torre del bianco · d1 donna del bianco · e1 re del bianco · f1 alfiere del bianco · g1 cavallo del bianco · h1 torre del bianco | a8 torre del nero · b8 cavallo del nero · c8 alfiere del nero · d8 donna del nero · e8 re del nero · h8 torre del nero · a7 pedone del nero · b7 pedone del nero · c7 pedone del nero · d7 pedone del nero · f7 pedone del nero · g7 pedone del nero · h7 pedone del nero · e6 pedone del nero · f6 cavallo del nero · g5 alfiere del bianco · b4 alfiere del nero · c4 pedone del bianco · d4 pedone del bianco · c3 cavallo del bianco · a2 pedone del bianco · b2 pedone del bianco · e2 pedone del bianco · f2 pedone del bianco · g2 pedone del bianco · h2 pedone del bianco · a1 torre del bianco · d1 donna del bianco · e1 re del bianco · f1 alfiere del bianco · g1 cavallo del bianco · h1 torre del bianco | 4 |
| 3 | a8 torre del nero · b8 cavallo del nero · c8 alfiere del nero · d8 donna del nero · e8 re del nero · h8 torre del nero · a7 pedone del nero · b7 pedone del nero · c7 pedone del nero · d7 pedone del nero · f7 pedone del nero · g7 pedone del nero · h7 pedone del nero · e6 pedone del nero · f6 cavallo del nero · g5 alfiere del bianco · b4 alfiere del nero · c4 pedone del bianco · d4 pedone del bianco · c3 cavallo del bianco · a2 pedone del bianco · b2 pedone del bianco · e2 pedone del bianco · f2 pedone del bianco · g2 pedone del bianco · h2 pedone del bianco · a1 torre del bianco · d1 donna del bianco · e1 re del bianco · f1 alfiere del bianco · g1 cavallo del bianco · h1 torre del bianco | a8 torre del nero · b8 cavallo del nero · c8 alfiere del nero · d8 donna del nero · e8 re del nero · h8 torre del nero · a7 pedone del nero · b7 pedone del nero · c7 pedone del nero · d7 pedone del nero · f7 pedone del nero · g7 pedone del nero · h7 pedone del nero · e6 pedone del nero · f6 cavallo del nero · g5 alfiere del bianco · b4 alfiere del nero · c4 pedone del bianco · d4 pedone del bianco · c3 cavallo del bianco · a2 pedone del bianco · b2 pedone del bianco · e2 pedone del bianco · f2 pedone del bianco · g2 pedone del bianco · h2 pedone del bianco · a1 torre del bianco · d1 donna del bianco · e1 re del bianco · f1 alfiere del bianco · g1 cavallo del bianco · h1 torre del bianco | a8 torre del nero · b8 cavallo del nero · c8 alfiere del nero · d8 donna del nero · e8 re del nero · h8 torre del nero · a7 pedone del nero · b7 pedone del nero · c7 pedone del nero · d7 pedone del nero · f7 pedone del nero · g7 pedone del nero · h7 pedone del nero · e6 pedone del nero · f6 cavallo del nero · g5 alfiere del bianco · b4 alfiere del nero · c4 pedone del bianco · d4 pedone del bianco · c3 cavallo del bianco · a2 pedone del bianco · b2 pedone del bianco · e2 pedone del bianco · f2 pedone del bianco · g2 pedone del bianco · h2 pedone del bianco · a1 torre del bianco · d1 donna del bianco · e1 re del bianco · f1 alfiere del bianco · g1 cavallo del bianco · h1 torre del bianco | a8 torre del nero · b8 cavallo del nero · c8 alfiere del nero · d8 donna del nero · e8 re del nero · h8 torre del nero · a7 pedone del nero · b7 pedone del nero · c7 pedone del nero · d7 pedone del nero · f7 pedone del nero · g7 pedone del nero · h7 pedone del nero · e6 pedone del nero · f6 cavallo del nero · g5 alfiere del bianco · b4 alfiere del nero · c4 pedone del bianco · d4 pedone del bianco · c3 cavallo del bianco · a2 pedone del bianco · b2 pedone del bianco · e2 pedone del bianco · f2 pedone del bianco · g2 pedone del bianco · h2 pedone del bianco · a1 torre del bianco · d1 donna del bianco · e1 re del bianco · f1 alfiere del bianco · g1 cavallo del bianco · h1 torre del bianco | a8 torre del nero · b8 cavallo del nero · c8 alfiere del nero · d8 donna del nero · e8 re del nero · h8 torre del nero · a7 pedone del nero · b7 pedone del nero · c7 pedone del nero · d7 pedone del nero · f7 pedone del nero · g7 pedone del nero · h7 pedone del nero · e6 pedone del nero · f6 cavallo del nero · g5 alfiere del bianco · b4 alfiere del nero · c4 pedone del bianco · d4 pedone del bianco · c3 cavallo del bianco · a2 pedone del bianco · b2 pedone del bianco · e2 pedone del bianco · f2 pedone del bianco · g2 pedone del bianco · h2 pedone del bianco · a1 torre del bianco · d1 donna del bianco · e1 re del bianco · f1 alfiere del bianco · g1 cavallo del bianco · h1 torre del bianco | a8 torre del nero · b8 cavallo del nero · c8 alfiere del nero · d8 donna del nero · e8 re del nero · h8 torre del nero · a7 pedone del nero · b7 pedone del nero · c7 pedone del nero · d7 pedone del nero · f7 pedone del nero · g7 pedone del nero · h7 pedone del nero · e6 pedone del nero · f6 cavallo del nero · g5 alfiere del bianco · b4 alfiere del nero · c4 pedone del bianco · d4 pedone del bianco · c3 cavallo del bianco · a2 pedone del bianco · b2 pedone del bianco · e2 pedone del bianco · f2 pedone del bianco · g2 pedone del bianco · h2 pedone del bianco · a1 torre del bianco · d1 donna del bianco · e1 re del bianco · f1 alfiere del bianco · g1 cavallo del bianco · h1 torre del bianco | a8 torre del nero · b8 cavallo del nero · c8 alfiere del nero · d8 donna del nero · e8 re del nero · h8 torre del nero · a7 pedone del nero · b7 pedone del nero · c7 pedone del nero · d7 pedone del nero · f7 pedone del nero · g7 pedone del nero · h7 pedone del nero · e6 pedone del nero · f6 cavallo del nero · g5 alfiere del bianco · b4 alfiere del nero · c4 pedone del bianco · d4 pedone del bianco · c3 cavallo del bianco · a2 pedone del bianco · b2 pedone del bianco · e2 pedone del bianco · f2 pedone del bianco · g2 pedone del bianco · h2 pedone del bianco · a1 torre del bianco · d1 donna del bianco · e1 re del bianco · f1 alfiere del bianco · g1 cavallo del bianco · h1 torre del bianco | a8 torre del nero · b8 cavallo del nero · c8 alfiere del nero · d8 donna del nero · e8 re del nero · h8 torre del nero · a7 pedone del nero · b7 pedone del nero · c7 pedone del nero · d7 pedone del nero · f7 pedone del nero · g7 pedone del nero · h7 pedone del nero · e6 pedone del nero · f6 cavallo del nero · g5 alfiere del bianco · b4 alfiere del nero · c4 pedone del bianco · d4 pedone del bianco · c3 cavallo del bianco · a2 pedone del bianco · b2 pedone del bianco · e2 pedone del bianco · f2 pedone del bianco · g2 pedone del bianco · h2 pedone del bianco · a1 torre del bianco · d1 donna del bianco · e1 re del bianco · f1 alfiere del bianco · g1 cavallo del bianco · h1 torre del bianco | 3 |
| 2 | a8 torre del nero · b8 cavallo del nero · c8 alfiere del nero · d8 donna del nero · e8 re del nero · h8 torre del nero · a7 pedone del nero · b7 pedone del nero · c7 pedone del nero · d7 pedone del nero · f7 pedone del nero · g7 pedone del nero · h7 pedone del nero · e6 pedone del nero · f6 cavallo del nero · g5 alfiere del bianco · b4 alfiere del nero · c4 pedone del bianco · d4 pedone del bianco · c3 cavallo del bianco · a2 pedone del bianco · b2 pedone del bianco · e2 pedone del bianco · f2 pedone del bianco · g2 pedone del bianco · h2 pedone del bianco · a1 torre del bianco · d1 donna del bianco · e1 re del bianco · f1 alfiere del bianco · g1 cavallo del bianco · h1 torre del bianco | a8 torre del nero · b8 cavallo del nero · c8 alfiere del nero · d8 donna del nero · e8 re del nero · h8 torre del nero · a7 pedone del nero · b7 pedone del nero · c7 pedone del nero · d7 pedone del nero · f7 pedone del nero · g7 pedone del nero · h7 pedone del nero · e6 pedone del nero · f6 cavallo del nero · g5 alfiere del bianco · b4 alfiere del nero · c4 pedone del bianco · d4 pedone del bianco · c3 cavallo del bianco · a2 pedone del bianco · b2 pedone del bianco · e2 pedone del bianco · f2 pedone del bianco · g2 pedone del bianco · h2 pedone del bianco · a1 torre del bianco · d1 donna del bianco · e1 re del bianco · f1 alfiere del bianco · g1 cavallo del bianco · h1 torre del bianco | a8 torre del nero · b8 cavallo del nero · c8 alfiere del nero · d8 donna del nero · e8 re del nero · h8 torre del nero · a7 pedone del nero · b7 pedone del nero · c7 pedone del nero · d7 pedone del nero · f7 pedone del nero · g7 pedone del nero · h7 pedone del nero · e6 pedone del nero · f6 cavallo del nero · g5 alfiere del bianco · b4 alfiere del nero · c4 pedone del bianco · d4 pedone del bianco · c3 cavallo del bianco · a2 pedone del bianco · b2 pedone del bianco · e2 pedone del bianco · f2 pedone del bianco · g2 pedone del bianco · h2 pedone del bianco · a1 torre del bianco · d1 donna del bianco · e1 re del bianco · f1 alfiere del bianco · g1 cavallo del bianco · h1 torre del bianco | a8 torre del nero · b8 cavallo del nero · c8 alfiere del nero · d8 donna del nero · e8 re del nero · h8 torre del nero · a7 pedone del nero · b7 pedone del nero · c7 pedone del nero · d7 pedone del nero · f7 pedone del nero · g7 pedone del nero · h7 pedone del nero · e6 pedone del nero · f6 cavallo del nero · g5 alfiere del bianco · b4 alfiere del nero · c4 pedone del bianco · d4 pedone del bianco · c3 cavallo del bianco · a2 pedone del bianco · b2 pedone del bianco · e2 pedone del bianco · f2 pedone del bianco · g2 pedone del bianco · h2 pedone del bianco · a1 torre del bianco · d1 donna del bianco · e1 re del bianco · f1 alfiere del bianco · g1 cavallo del bianco · h1 torre del bianco | a8 torre del nero · b8 cavallo del nero · c8 alfiere del nero · d8 donna del nero · e8 re del nero · h8 torre del nero · a7 pedone del nero · b7 pedone del nero · c7 pedone del nero · d7 pedone del nero · f7 pedone del nero · g7 pedone del nero · h7 pedone del nero · e6 pedone del nero · f6 cavallo del nero · g5 alfiere del bianco · b4 alfiere del nero · c4 pedone del bianco · d4 pedone del bianco · c3 cavallo del bianco · a2 pedone del bianco · b2 pedone del bianco · e2 pedone del bianco · f2 pedone del bianco · g2 pedone del bianco · h2 pedone del bianco · a1 torre del bianco · d1 donna del bianco · e1 re del bianco · f1 alfiere del bianco · g1 cavallo del bianco · h1 torre del bianco | a8 torre del nero · b8 cavallo del nero · c8 alfiere del nero · d8 donna del nero · e8 re del nero · h8 torre del nero · a7 pedone del nero · b7 pedone del nero · c7 pedone del nero · d7 pedone del nero · f7 pedone del nero · g7 pedone del nero · h7 pedone del nero · e6 pedone del nero · f6 cavallo del nero · g5 alfiere del bianco · b4 alfiere del nero · c4 pedone del bianco · d4 pedone del bianco · c3 cavallo del bianco · a2 pedone del bianco · b2 pedone del bianco · e2 pedone del bianco · f2 pedone del bianco · g2 pedone del bianco · h2 pedone del bianco · a1 torre del bianco · d1 donna del bianco · e1 re del bianco · f1 alfiere del bianco · g1 cavallo del bianco · h1 torre del bianco | a8 torre del nero · b8 cavallo del nero · c8 alfiere del nero · d8 donna del nero · e8 re del nero · h8 torre del nero · a7 pedone del nero · b7 pedone del nero · c7 pedone del nero · d7 pedone del nero · f7 pedone del nero · g7 pedone del nero · h7 pedone del nero · e6 pedone del nero · f6 cavallo del nero · g5 alfiere del bianco · b4 alfiere del nero · c4 pedone del bianco · d4 pedone del bianco · c3 cavallo del bianco · a2 pedone del bianco · b2 pedone del bianco · e2 pedone del bianco · f2 pedone del bianco · g2 pedone del bianco · h2 pedone del bianco · a1 torre del bianco · d1 donna del bianco · e1 re del bianco · f1 alfiere del bianco · g1 cavallo del bianco · h1 torre del bianco | a8 torre del nero · b8 cavallo del nero · c8 alfiere del nero · d8 donna del nero · e8 re del nero · h8 torre del nero · a7 pedone del nero · b7 pedone del nero · c7 pedone del nero · d7 pedone del nero · f7 pedone del nero · g7 pedone del nero · h7 pedone del nero · e6 pedone del nero · f6 cavallo del nero · g5 alfiere del bianco · b4 alfiere del nero · c4 pedone del bianco · d4 pedone del bianco · c3 cavallo del bianco · a2 pedone del bianco · b2 pedone del bianco · e2 pedone del bianco · f2 pedone del bianco · g2 pedone del bianco · h2 pedone del bianco · a1 torre del bianco · d1 donna del bianco · e1 re del bianco · f1 alfiere del bianco · g1 cavallo del bianco · h1 torre del bianco | 2 |
| 1 | a8 torre del nero · b8 cavallo del nero · c8 alfiere del nero · d8 donna del nero · e8 re del nero · h8 torre del nero · a7 pedone del nero · b7 pedone del nero · c7 pedone del nero · d7 pedone del nero · f7 pedone del nero · g7 pedone del nero · h7 pedone del nero · e6 pedone del nero · f6 cavallo del nero · g5 alfiere del bianco · b4 alfiere del nero · c4 pedone del bianco · d4 pedone del bianco · c3 cavallo del bianco · a2 pedone del bianco · b2 pedone del bianco · e2 pedone del bianco · f2 pedone del bianco · g2 pedone del bianco · h2 pedone del bianco · a1 torre del bianco · d1 donna del bianco · e1 re del bianco · f1 alfiere del bianco · g1 cavallo del bianco · h1 torre del bianco | a8 torre del nero · b8 cavallo del nero · c8 alfiere del nero · d8 donna del nero · e8 re del nero · h8 torre del nero · a7 pedone del nero · b7 pedone del nero · c7 pedone del nero · d7 pedone del nero · f7 pedone del nero · g7 pedone del nero · h7 pedone del nero · e6 pedone del nero · f6 cavallo del nero · g5 alfiere del bianco · b4 alfiere del nero · c4 pedone del bianco · d4 pedone del bianco · c3 cavallo del bianco · a2 pedone del bianco · b2 pedone del bianco · e2 pedone del bianco · f2 pedone del bianco · g2 pedone del bianco · h2 pedone del bianco · a1 torre del bianco · d1 donna del bianco · e1 re del bianco · f1 alfiere del bianco · g1 cavallo del bianco · h1 torre del bianco | a8 torre del nero · b8 cavallo del nero · c8 alfiere del nero · d8 donna del nero · e8 re del nero · h8 torre del nero · a7 pedone del nero · b7 pedone del nero · c7 pedone del nero · d7 pedone del nero · f7 pedone del nero · g7 pedone del nero · h7 pedone del nero · e6 pedone del nero · f6 cavallo del nero · g5 alfiere del bianco · b4 alfiere del nero · c4 pedone del bianco · d4 pedone del bianco · c3 cavallo del bianco · a2 pedone del bianco · b2 pedone del bianco · e2 pedone del bianco · f2 pedone del bianco · g2 pedone del bianco · h2 pedone del bianco · a1 torre del bianco · d1 donna del bianco · e1 re del bianco · f1 alfiere del bianco · g1 cavallo del bianco · h1 torre del bianco | a8 torre del nero · b8 cavallo del nero · c8 alfiere del nero · d8 donna del nero · e8 re del nero · h8 torre del nero · a7 pedone del nero · b7 pedone del nero · c7 pedone del nero · d7 pedone del nero · f7 pedone del nero · g7 pedone del nero · h7 pedone del nero · e6 pedone del nero · f6 cavallo del nero · g5 alfiere del bianco · b4 alfiere del nero · c4 pedone del bianco · d4 pedone del bianco · c3 cavallo del bianco · a2 pedone del bianco · b2 pedone del bianco · e2 pedone del bianco · f2 pedone del bianco · g2 pedone del bianco · h2 pedone del bianco · a1 torre del bianco · d1 donna del bianco · e1 re del bianco · f1 alfiere del bianco · g1 cavallo del bianco · h1 torre del bianco | a8 torre del nero · b8 cavallo del nero · c8 alfiere del nero · d8 donna del nero · e8 re del nero · h8 torre del nero · a7 pedone del nero · b7 pedone del nero · c7 pedone del nero · d7 pedone del nero · f7 pedone del nero · g7 pedone del nero · h7 pedone del nero · e6 pedone del nero · f6 cavallo del nero · g5 alfiere del bianco · b4 alfiere del nero · c4 pedone del bianco · d4 pedone del bianco · c3 cavallo del bianco · a2 pedone del bianco · b2 pedone del bianco · e2 pedone del bianco · f2 pedone del bianco · g2 pedone del bianco · h2 pedone del bianco · a1 torre del bianco · d1 donna del bianco · e1 re del bianco · f1 alfiere del bianco · g1 cavallo del bianco · h1 torre del bianco | a8 torre del nero · b8 cavallo del nero · c8 alfiere del nero · d8 donna del nero · e8 re del nero · h8 torre del nero · a7 pedone del nero · b7 pedone del nero · c7 pedone del nero · d7 pedone del nero · f7 pedone del nero · g7 pedone del nero · h7 pedone del nero · e6 pedone del nero · f6 cavallo del nero · g5 alfiere del bianco · b4 alfiere del nero · c4 pedone del bianco · d4 pedone del bianco · c3 cavallo del bianco · a2 pedone del bianco · b2 pedone del bianco · e2 pedone del bianco · f2 pedone del bianco · g2 pedone del bianco · h2 pedone del bianco · a1 torre del bianco · d1 donna del bianco · e1 re del bianco · f1 alfiere del bianco · g1 cavallo del bianco · h1 torre del bianco | a8 torre del nero · b8 cavallo del nero · c8 alfiere del nero · d8 donna del nero · e8 re del nero · h8 torre del nero · a7 pedone del nero · b7 pedone del nero · c7 pedone del nero · d7 pedone del nero · f7 pedone del nero · g7 pedone del nero · h7 pedone del nero · e6 pedone del nero · f6 cavallo del nero · g5 alfiere del bianco · b4 alfiere del nero · c4 pedone del bianco · d4 pedone del bianco · c3 cavallo del bianco · a2 pedone del bianco · b2 pedone del bianco · e2 pedone del bianco · f2 pedone del bianco · g2 pedone del bianco · h2 pedone del bianco · a1 torre del bianco · d1 donna del bianco · e1 re del bianco · f1 alfiere del bianco · g1 cavallo del bianco · h1 torre del bianco | a8 torre del nero · b8 cavallo del nero · c8 alfiere del nero · d8 donna del nero · e8 re del nero · h8 torre del nero · a7 pedone del nero · b7 pedone del nero · c7 pedone del nero · d7 pedone del nero · f7 pedone del nero · g7 pedone del nero · h7 pedone del nero · e6 pedone del nero · f6 cavallo del nero · g5 alfiere del bianco · b4 alfiere del nero · c4 pedone del bianco · d4 pedone del bianco · c3 cavallo del bianco · a2 pedone del bianco · b2 pedone del bianco · e2 pedone del bianco · f2 pedone del bianco · g2 pedone del bianco · h2 pedone del bianco · a1 torre del bianco · d1 donna del bianco · e1 re del bianco · f1 alfiere del bianco · g1 cavallo del bianco · h1 torre del bianco | 1 |
|   | a | b | c | d | e | f | g | h |   |

La variante di Leningrado è una delle sottovarianti più violente della difesa nimzo-indiana nella quale il bianco reagisce all'inchiodatura a sua volta inchiodando il Cf6. Può dare luogo a sviluppi molto complessi, dovuti anche alla posizione indifesa dell'alfiere (attaccabile ad esempio con l'uscita Da5 che serve anche a mettere pressione su c3 minacciando di intensificarla anche con Ce4).

All'uscita dell'alfiere il nero può reagire in due modi:
- 4. ... h6 interrogando l'alfiere
- 4. ... c5 reagendo immediatamente al centro

Benché le due varianti di cui sopra possano portare a sviluppi distinti non sono infrequenti i casi di rientri in varianti comuni in cui il nero spinge prima in h6 e poi in c5 o viceversa.
Il gioco può continuare con:
4. ... h6 5. Ah4 c5 6. d5 Axc3+ 7. bxc3 d6 8. e3 e5 con gioco pari.

### 4. a3 Variante Sämisch
|   | a | b | c | d | e | f | g | h |   |
| 8 | a8 torre del nero · b8 cavallo del nero · c8 alfiere del nero · d8 donna del nero · e8 re del nero · h8 torre del nero · a7 pedone del nero · b7 pedone del nero · c7 pedone del nero · d7 pedone del nero · f7 pedone del nero · g7 pedone del nero · h7 pedone del nero · e6 pedone del nero · f6 cavallo del nero · b4 alfiere del nero · c4 pedone del bianco · d4 pedone del bianco · a3 pedone del bianco · c3 cavallo del bianco · b2 pedone del bianco · e2 pedone del bianco · f2 pedone del bianco · g2 pedone del bianco · h2 pedone del bianco · a1 torre del bianco · c1 alfiere del bianco · d1 donna del bianco · e1 re del bianco · f1 alfiere del bianco · g1 cavallo del bianco · h1 torre del bianco | a8 torre del nero · b8 cavallo del nero · c8 alfiere del nero · d8 donna del nero · e8 re del nero · h8 torre del nero · a7 pedone del nero · b7 pedone del nero · c7 pedone del nero · d7 pedone del nero · f7 pedone del nero · g7 pedone del nero · h7 pedone del nero · e6 pedone del nero · f6 cavallo del nero · b4 alfiere del nero · c4 pedone del bianco · d4 pedone del bianco · a3 pedone del bianco · c3 cavallo del bianco · b2 pedone del bianco · e2 pedone del bianco · f2 pedone del bianco · g2 pedone del bianco · h2 pedone del bianco · a1 torre del bianco · c1 alfiere del bianco · d1 donna del bianco · e1 re del bianco · f1 alfiere del bianco · g1 cavallo del bianco · h1 torre del bianco | a8 torre del nero · b8 cavallo del nero · c8 alfiere del nero · d8 donna del nero · e8 re del nero · h8 torre del nero · a7 pedone del nero · b7 pedone del nero · c7 pedone del nero · d7 pedone del nero · f7 pedone del nero · g7 pedone del nero · h7 pedone del nero · e6 pedone del nero · f6 cavallo del nero · b4 alfiere del nero · c4 pedone del bianco · d4 pedone del bianco · a3 pedone del bianco · c3 cavallo del bianco · b2 pedone del bianco · e2 pedone del bianco · f2 pedone del bianco · g2 pedone del bianco · h2 pedone del bianco · a1 torre del bianco · c1 alfiere del bianco · d1 donna del bianco · e1 re del bianco · f1 alfiere del bianco · g1 cavallo del bianco · h1 torre del bianco | a8 torre del nero · b8 cavallo del nero · c8 alfiere del nero · d8 donna del nero · e8 re del nero · h8 torre del nero · a7 pedone del nero · b7 pedone del nero · c7 pedone del nero · d7 pedone del nero · f7 pedone del nero · g7 pedone del nero · h7 pedone del nero · e6 pedone del nero · f6 cavallo del nero · b4 alfiere del nero · c4 pedone del bianco · d4 pedone del bianco · a3 pedone del bianco · c3 cavallo del bianco · b2 pedone del bianco · e2 pedone del bianco · f2 pedone del bianco · g2 pedone del bianco · h2 pedone del bianco · a1 torre del bianco · c1 alfiere del bianco · d1 donna del bianco · e1 re del bianco · f1 alfiere del bianco · g1 cavallo del bianco · h1 torre del bianco | a8 torre del nero · b8 cavallo del nero · c8 alfiere del nero · d8 donna del nero · e8 re del nero · h8 torre del nero · a7 pedone del nero · b7 pedone del nero · c7 pedone del nero · d7 pedone del nero · f7 pedone del nero · g7 pedone del nero · h7 pedone del nero · e6 pedone del nero · f6 cavallo del nero · b4 alfiere del nero · c4 pedone del bianco · d4 pedone del bianco · a3 pedone del bianco · c3 cavallo del bianco · b2 pedone del bianco · e2 pedone del bianco · f2 pedone del bianco · g2 pedone del bianco · h2 pedone del bianco · a1 torre del bianco · c1 alfiere del bianco · d1 donna del bianco · e1 re del bianco · f1 alfiere del bianco · g1 cavallo del bianco · h1 torre del bianco | a8 torre del nero · b8 cavallo del nero · c8 alfiere del nero · d8 donna del nero · e8 re del nero · h8 torre del nero · a7 pedone del nero · b7 pedone del nero · c7 pedone del nero · d7 pedone del nero · f7 pedone del nero · g7 pedone del nero · h7 pedone del nero · e6 pedone del nero · f6 cavallo del nero · b4 alfiere del nero · c4 pedone del bianco · d4 pedone del bianco · a3 pedone del bianco · c3 cavallo del bianco · b2 pedone del bianco · e2 pedone del bianco · f2 pedone del bianco · g2 pedone del bianco · h2 pedone del bianco · a1 torre del bianco · c1 alfiere del bianco · d1 donna del bianco · e1 re del bianco · f1 alfiere del bianco · g1 cavallo del bianco · h1 torre del bianco | a8 torre del nero · b8 cavallo del nero · c8 alfiere del nero · d8 donna del nero · e8 re del nero · h8 torre del nero · a7 pedone del nero · b7 pedone del nero · c7 pedone del nero · d7 pedone del nero · f7 pedone del nero · g7 pedone del nero · h7 pedone del nero · e6 pedone del nero · f6 cavallo del nero · b4 alfiere del nero · c4 pedone del bianco · d4 pedone del bianco · a3 pedone del bianco · c3 cavallo del bianco · b2 pedone del bianco · e2 pedone del bianco · f2 pedone del bianco · g2 pedone del bianco · h2 pedone del bianco · a1 torre del bianco · c1 alfiere del bianco · d1 donna del bianco · e1 re del bianco · f1 alfiere del bianco · g1 cavallo del bianco · h1 torre del bianco | a8 torre del nero · b8 cavallo del nero · c8 alfiere del nero · d8 donna del nero · e8 re del nero · h8 torre del nero · a7 pedone del nero · b7 pedone del nero · c7 pedone del nero · d7 pedone del nero · f7 pedone del nero · g7 pedone del nero · h7 pedone del nero · e6 pedone del nero · f6 cavallo del nero · b4 alfiere del nero · c4 pedone del bianco · d4 pedone del bianco · a3 pedone del bianco · c3 cavallo del bianco · b2 pedone del bianco · e2 pedone del bianco · f2 pedone del bianco · g2 pedone del bianco · h2 pedone del bianco · a1 torre del bianco · c1 alfiere del bianco · d1 donna del bianco · e1 re del bianco · f1 alfiere del bianco · g1 cavallo del bianco · h1 torre del bianco | 8 |
| 7 | a8 torre del nero · b8 cavallo del nero · c8 alfiere del nero · d8 donna del nero · e8 re del nero · h8 torre del nero · a7 pedone del nero · b7 pedone del nero · c7 pedone del nero · d7 pedone del nero · f7 pedone del nero · g7 pedone del nero · h7 pedone del nero · e6 pedone del nero · f6 cavallo del nero · b4 alfiere del nero · c4 pedone del bianco · d4 pedone del bianco · a3 pedone del bianco · c3 cavallo del bianco · b2 pedone del bianco · e2 pedone del bianco · f2 pedone del bianco · g2 pedone del bianco · h2 pedone del bianco · a1 torre del bianco · c1 alfiere del bianco · d1 donna del bianco · e1 re del bianco · f1 alfiere del bianco · g1 cavallo del bianco · h1 torre del bianco | a8 torre del nero · b8 cavallo del nero · c8 alfiere del nero · d8 donna del nero · e8 re del nero · h8 torre del nero · a7 pedone del nero · b7 pedone del nero · c7 pedone del nero · d7 pedone del nero · f7 pedone del nero · g7 pedone del nero · h7 pedone del nero · e6 pedone del nero · f6 cavallo del nero · b4 alfiere del nero · c4 pedone del bianco · d4 pedone del bianco · a3 pedone del bianco · c3 cavallo del bianco · b2 pedone del bianco · e2 pedone del bianco · f2 pedone del bianco · g2 pedone del bianco · h2 pedone del bianco · a1 torre del bianco · c1 alfiere del bianco · d1 donna del bianco · e1 re del bianco · f1 alfiere del bianco · g1 cavallo del bianco · h1 torre del bianco | a8 torre del nero · b8 cavallo del nero · c8 alfiere del nero · d8 donna del nero · e8 re del nero · h8 torre del nero · a7 pedone del nero · b7 pedone del nero · c7 pedone del nero · d7 pedone del nero · f7 pedone del nero · g7 pedone del nero · h7 pedone del nero · e6 pedone del nero · f6 cavallo del nero · b4 alfiere del nero · c4 pedone del bianco · d4 pedone del bianco · a3 pedone del bianco · c3 cavallo del bianco · b2 pedone del bianco · e2 pedone del bianco · f2 pedone del bianco · g2 pedone del bianco · h2 pedone del bianco · a1 torre del bianco · c1 alfiere del bianco · d1 donna del bianco · e1 re del bianco · f1 alfiere del bianco · g1 cavallo del bianco · h1 torre del bianco | a8 torre del nero · b8 cavallo del nero · c8 alfiere del nero · d8 donna del nero · e8 re del nero · h8 torre del nero · a7 pedone del nero · b7 pedone del nero · c7 pedone del nero · d7 pedone del nero · f7 pedone del nero · g7 pedone del nero · h7 pedone del nero · e6 pedone del nero · f6 cavallo del nero · b4 alfiere del nero · c4 pedone del bianco · d4 pedone del bianco · a3 pedone del bianco · c3 cavallo del bianco · b2 pedone del bianco · e2 pedone del bianco · f2 pedone del bianco · g2 pedone del bianco · h2 pedone del bianco · a1 torre del bianco · c1 alfiere del bianco · d1 donna del bianco · e1 re del bianco · f1 alfiere del bianco · g1 cavallo del bianco · h1 torre del bianco | a8 torre del nero · b8 cavallo del nero · c8 alfiere del nero · d8 donna del nero · e8 re del nero · h8 torre del nero · a7 pedone del nero · b7 pedone del nero · c7 pedone del nero · d7 pedone del nero · f7 pedone del nero · g7 pedone del nero · h7 pedone del nero · e6 pedone del nero · f6 cavallo del nero · b4 alfiere del nero · c4 pedone del bianco · d4 pedone del bianco · a3 pedone del bianco · c3 cavallo del bianco · b2 pedone del bianco · e2 pedone del bianco · f2 pedone del bianco · g2 pedone del bianco · h2 pedone del bianco · a1 torre del bianco · c1 alfiere del bianco · d1 donna del bianco · e1 re del bianco · f1 alfiere del bianco · g1 cavallo del bianco · h1 torre del bianco | a8 torre del nero · b8 cavallo del nero · c8 alfiere del nero · d8 donna del nero · e8 re del nero · h8 torre del nero · a7 pedone del nero · b7 pedone del nero · c7 pedone del nero · d7 pedone del nero · f7 pedone del nero · g7 pedone del nero · h7 pedone del nero · e6 pedone del nero · f6 cavallo del nero · b4 alfiere del nero · c4 pedone del bianco · d4 pedone del bianco · a3 pedone del bianco · c3 cavallo del bianco · b2 pedone del bianco · e2 pedone del bianco · f2 pedone del bianco · g2 pedone del bianco · h2 pedone del bianco · a1 torre del bianco · c1 alfiere del bianco · d1 donna del bianco · e1 re del bianco · f1 alfiere del bianco · g1 cavallo del bianco · h1 torre del bianco | a8 torre del nero · b8 cavallo del nero · c8 alfiere del nero · d8 donna del nero · e8 re del nero · h8 torre del nero · a7 pedone del nero · b7 pedone del nero · c7 pedone del nero · d7 pedone del nero · f7 pedone del nero · g7 pedone del nero · h7 pedone del nero · e6 pedone del nero · f6 cavallo del nero · b4 alfiere del nero · c4 pedone del bianco · d4 pedone del bianco · a3 pedone del bianco · c3 cavallo del bianco · b2 pedone del bianco · e2 pedone del bianco · f2 pedone del bianco · g2 pedone del bianco · h2 pedone del bianco · a1 torre del bianco · c1 alfiere del bianco · d1 donna del bianco · e1 re del bianco · f1 alfiere del bianco · g1 cavallo del bianco · h1 torre del bianco | a8 torre del nero · b8 cavallo del nero · c8 alfiere del nero · d8 donna del nero · e8 re del nero · h8 torre del nero · a7 pedone del nero · b7 pedone del nero · c7 pedone del nero · d7 pedone del nero · f7 pedone del nero · g7 pedone del nero · h7 pedone del nero · e6 pedone del nero · f6 cavallo del nero · b4 alfiere del nero · c4 pedone del bianco · d4 pedone del bianco · a3 pedone del bianco · c3 cavallo del bianco · b2 pedone del bianco · e2 pedone del bianco · f2 pedone del bianco · g2 pedone del bianco · h2 pedone del bianco · a1 torre del bianco · c1 alfiere del bianco · d1 donna del bianco · e1 re del bianco · f1 alfiere del bianco · g1 cavallo del bianco · h1 torre del bianco | 7 |
| 6 | a8 torre del nero · b8 cavallo del nero · c8 alfiere del nero · d8 donna del nero · e8 re del nero · h8 torre del nero · a7 pedone del nero · b7 pedone del nero · c7 pedone del nero · d7 pedone del nero · f7 pedone del nero · g7 pedone del nero · h7 pedone del nero · e6 pedone del nero · f6 cavallo del nero · b4 alfiere del nero · c4 pedone del bianco · d4 pedone del bianco · a3 pedone del bianco · c3 cavallo del bianco · b2 pedone del bianco · e2 pedone del bianco · f2 pedone del bianco · g2 pedone del bianco · h2 pedone del bianco · a1 torre del bianco · c1 alfiere del bianco · d1 donna del bianco · e1 re del bianco · f1 alfiere del bianco · g1 cavallo del bianco · h1 torre del bianco | a8 torre del nero · b8 cavallo del nero · c8 alfiere del nero · d8 donna del nero · e8 re del nero · h8 torre del nero · a7 pedone del nero · b7 pedone del nero · c7 pedone del nero · d7 pedone del nero · f7 pedone del nero · g7 pedone del nero · h7 pedone del nero · e6 pedone del nero · f6 cavallo del nero · b4 alfiere del nero · c4 pedone del bianco · d4 pedone del bianco · a3 pedone del bianco · c3 cavallo del bianco · b2 pedone del bianco · e2 pedone del bianco · f2 pedone del bianco · g2 pedone del bianco · h2 pedone del bianco · a1 torre del bianco · c1 alfiere del bianco · d1 donna del bianco · e1 re del bianco · f1 alfiere del bianco · g1 cavallo del bianco · h1 torre del bianco | a8 torre del nero · b8 cavallo del nero · c8 alfiere del nero · d8 donna del nero · e8 re del nero · h8 torre del nero · a7 pedone del nero · b7 pedone del nero · c7 pedone del nero · d7 pedone del nero · f7 pedone del nero · g7 pedone del nero · h7 pedone del nero · e6 pedone del nero · f6 cavallo del nero · b4 alfiere del nero · c4 pedone del bianco · d4 pedone del bianco · a3 pedone del bianco · c3 cavallo del bianco · b2 pedone del bianco · e2 pedone del bianco · f2 pedone del bianco · g2 pedone del bianco · h2 pedone del bianco · a1 torre del bianco · c1 alfiere del bianco · d1 donna del bianco · e1 re del bianco · f1 alfiere del bianco · g1 cavallo del bianco · h1 torre del bianco | a8 torre del nero · b8 cavallo del nero · c8 alfiere del nero · d8 donna del nero · e8 re del nero · h8 torre del nero · a7 pedone del nero · b7 pedone del nero · c7 pedone del nero · d7 pedone del nero · f7 pedone del nero · g7 pedone del nero · h7 pedone del nero · e6 pedone del nero · f6 cavallo del nero · b4 alfiere del nero · c4 pedone del bianco · d4 pedone del bianco · a3 pedone del bianco · c3 cavallo del bianco · b2 pedone del bianco · e2 pedone del bianco · f2 pedone del bianco · g2 pedone del bianco · h2 pedone del bianco · a1 torre del bianco · c1 alfiere del bianco · d1 donna del bianco · e1 re del bianco · f1 alfiere del bianco · g1 cavallo del bianco · h1 torre del bianco | a8 torre del nero · b8 cavallo del nero · c8 alfiere del nero · d8 donna del nero · e8 re del nero · h8 torre del nero · a7 pedone del nero · b7 pedone del nero · c7 pedone del nero · d7 pedone del nero · f7 pedone del nero · g7 pedone del nero · h7 pedone del nero · e6 pedone del nero · f6 cavallo del nero · b4 alfiere del nero · c4 pedone del bianco · d4 pedone del bianco · a3 pedone del bianco · c3 cavallo del bianco · b2 pedone del bianco · e2 pedone del bianco · f2 pedone del bianco · g2 pedone del bianco · h2 pedone del bianco · a1 torre del bianco · c1 alfiere del bianco · d1 donna del bianco · e1 re del bianco · f1 alfiere del bianco · g1 cavallo del bianco · h1 torre del bianco | a8 torre del nero · b8 cavallo del nero · c8 alfiere del nero · d8 donna del nero · e8 re del nero · h8 torre del nero · a7 pedone del nero · b7 pedone del nero · c7 pedone del nero · d7 pedone del nero · f7 pedone del nero · g7 pedone del nero · h7 pedone del nero · e6 pedone del nero · f6 cavallo del nero · b4 alfiere del nero · c4 pedone del bianco · d4 pedone del bianco · a3 pedone del bianco · c3 cavallo del bianco · b2 pedone del bianco · e2 pedone del bianco · f2 pedone del bianco · g2 pedone del bianco · h2 pedone del bianco · a1 torre del bianco · c1 alfiere del bianco · d1 donna del bianco · e1 re del bianco · f1 alfiere del bianco · g1 cavallo del bianco · h1 torre del bianco | a8 torre del nero · b8 cavallo del nero · c8 alfiere del nero · d8 donna del nero · e8 re del nero · h8 torre del nero · a7 pedone del nero · b7 pedone del nero · c7 pedone del nero · d7 pedone del nero · f7 pedone del nero · g7 pedone del nero · h7 pedone del nero · e6 pedone del nero · f6 cavallo del nero · b4 alfiere del nero · c4 pedone del bianco · d4 pedone del bianco · a3 pedone del bianco · c3 cavallo del bianco · b2 pedone del bianco · e2 pedone del bianco · f2 pedone del bianco · g2 pedone del bianco · h2 pedone del bianco · a1 torre del bianco · c1 alfiere del bianco · d1 donna del bianco · e1 re del bianco · f1 alfiere del bianco · g1 cavallo del bianco · h1 torre del bianco | a8 torre del nero · b8 cavallo del nero · c8 alfiere del nero · d8 donna del nero · e8 re del nero · h8 torre del nero · a7 pedone del nero · b7 pedone del nero · c7 pedone del nero · d7 pedone del nero · f7 pedone del nero · g7 pedone del nero · h7 pedone del nero · e6 pedone del nero · f6 cavallo del nero · b4 alfiere del nero · c4 pedone del bianco · d4 pedone del bianco · a3 pedone del bianco · c3 cavallo del bianco · b2 pedone del bianco · e2 pedone del bianco · f2 pedone del bianco · g2 pedone del bianco · h2 pedone del bianco · a1 torre del bianco · c1 alfiere del bianco · d1 donna del bianco · e1 re del bianco · f1 alfiere del bianco · g1 cavallo del bianco · h1 torre del bianco | 6 |
| 5 | a8 torre del nero · b8 cavallo del nero · c8 alfiere del nero · d8 donna del nero · e8 re del nero · h8 torre del nero · a7 pedone del nero · b7 pedone del nero · c7 pedone del nero · d7 pedone del nero · f7 pedone del nero · g7 pedone del nero · h7 pedone del nero · e6 pedone del nero · f6 cavallo del nero · b4 alfiere del nero · c4 pedone del bianco · d4 pedone del bianco · a3 pedone del bianco · c3 cavallo del bianco · b2 pedone del bianco · e2 pedone del bianco · f2 pedone del bianco · g2 pedone del bianco · h2 pedone del bianco · a1 torre del bianco · c1 alfiere del bianco · d1 donna del bianco · e1 re del bianco · f1 alfiere del bianco · g1 cavallo del bianco · h1 torre del bianco | a8 torre del nero · b8 cavallo del nero · c8 alfiere del nero · d8 donna del nero · e8 re del nero · h8 torre del nero · a7 pedone del nero · b7 pedone del nero · c7 pedone del nero · d7 pedone del nero · f7 pedone del nero · g7 pedone del nero · h7 pedone del nero · e6 pedone del nero · f6 cavallo del nero · b4 alfiere del nero · c4 pedone del bianco · d4 pedone del bianco · a3 pedone del bianco · c3 cavallo del bianco · b2 pedone del bianco · e2 pedone del bianco · f2 pedone del bianco · g2 pedone del bianco · h2 pedone del bianco · a1 torre del bianco · c1 alfiere del bianco · d1 donna del bianco · e1 re del bianco · f1 alfiere del bianco · g1 cavallo del bianco · h1 torre del bianco | a8 torre del nero · b8 cavallo del nero · c8 alfiere del nero · d8 donna del nero · e8 re del nero · h8 torre del nero · a7 pedone del nero · b7 pedone del nero · c7 pedone del nero · d7 pedone del nero · f7 pedone del nero · g7 pedone del nero · h7 pedone del nero · e6 pedone del nero · f6 cavallo del nero · b4 alfiere del nero · c4 pedone del bianco · d4 pedone del bianco · a3 pedone del bianco · c3 cavallo del bianco · b2 pedone del bianco · e2 pedone del bianco · f2 pedone del bianco · g2 pedone del bianco · h2 pedone del bianco · a1 torre del bianco · c1 alfiere del bianco · d1 donna del bianco · e1 re del bianco · f1 alfiere del bianco · g1 cavallo del bianco · h1 torre del bianco | a8 torre del nero · b8 cavallo del nero · c8 alfiere del nero · d8 donna del nero · e8 re del nero · h8 torre del nero · a7 pedone del nero · b7 pedone del nero · c7 pedone del nero · d7 pedone del nero · f7 pedone del nero · g7 pedone del nero · h7 pedone del nero · e6 pedone del nero · f6 cavallo del nero · b4 alfiere del nero · c4 pedone del bianco · d4 pedone del bianco · a3 pedone del bianco · c3 cavallo del bianco · b2 pedone del bianco · e2 pedone del bianco · f2 pedone del bianco · g2 pedone del bianco · h2 pedone del bianco · a1 torre del bianco · c1 alfiere del bianco · d1 donna del bianco · e1 re del bianco · f1 alfiere del bianco · g1 cavallo del bianco · h1 torre del bianco | a8 torre del nero · b8 cavallo del nero · c8 alfiere del nero · d8 donna del nero · e8 re del nero · h8 torre del nero · a7 pedone del nero · b7 pedone del nero · c7 pedone del nero · d7 pedone del nero · f7 pedone del nero · g7 pedone del nero · h7 pedone del nero · e6 pedone del nero · f6 cavallo del nero · b4 alfiere del nero · c4 pedone del bianco · d4 pedone del bianco · a3 pedone del bianco · c3 cavallo del bianco · b2 pedone del bianco · e2 pedone del bianco · f2 pedone del bianco · g2 pedone del bianco · h2 pedone del bianco · a1 torre del bianco · c1 alfiere del bianco · d1 donna del bianco · e1 re del bianco · f1 alfiere del bianco · g1 cavallo del bianco · h1 torre del bianco | a8 torre del nero · b8 cavallo del nero · c8 alfiere del nero · d8 donna del nero · e8 re del nero · h8 torre del nero · a7 pedone del nero · b7 pedone del nero · c7 pedone del nero · d7 pedone del nero · f7 pedone del nero · g7 pedone del nero · h7 pedone del nero · e6 pedone del nero · f6 cavallo del nero · b4 alfiere del nero · c4 pedone del bianco · d4 pedone del bianco · a3 pedone del bianco · c3 cavallo del bianco · b2 pedone del bianco · e2 pedone del bianco · f2 pedone del bianco · g2 pedone del bianco · h2 pedone del bianco · a1 torre del bianco · c1 alfiere del bianco · d1 donna del bianco · e1 re del bianco · f1 alfiere del bianco · g1 cavallo del bianco · h1 torre del bianco | a8 torre del nero · b8 cavallo del nero · c8 alfiere del nero · d8 donna del nero · e8 re del nero · h8 torre del nero · a7 pedone del nero · b7 pedone del nero · c7 pedone del nero · d7 pedone del nero · f7 pedone del nero · g7 pedone del nero · h7 pedone del nero · e6 pedone del nero · f6 cavallo del nero · b4 alfiere del nero · c4 pedone del bianco · d4 pedone del bianco · a3 pedone del bianco · c3 cavallo del bianco · b2 pedone del bianco · e2 pedone del bianco · f2 pedone del bianco · g2 pedone del bianco · h2 pedone del bianco · a1 torre del bianco · c1 alfiere del bianco · d1 donna del bianco · e1 re del bianco · f1 alfiere del bianco · g1 cavallo del bianco · h1 torre del bianco | a8 torre del nero · b8 cavallo del nero · c8 alfiere del nero · d8 donna del nero · e8 re del nero · h8 torre del nero · a7 pedone del nero · b7 pedone del nero · c7 pedone del nero · d7 pedone del nero · f7 pedone del nero · g7 pedone del nero · h7 pedone del nero · e6 pedone del nero · f6 cavallo del nero · b4 alfiere del nero · c4 pedone del bianco · d4 pedone del bianco · a3 pedone del bianco · c3 cavallo del bianco · b2 pedone del bianco · e2 pedone del bianco · f2 pedone del bianco · g2 pedone del bianco · h2 pedone del bianco · a1 torre del bianco · c1 alfiere del bianco · d1 donna del bianco · e1 re del bianco · f1 alfiere del bianco · g1 cavallo del bianco · h1 torre del bianco | 5 |
| 4 | a8 torre del nero · b8 cavallo del nero · c8 alfiere del nero · d8 donna del nero · e8 re del nero · h8 torre del nero · a7 pedone del nero · b7 pedone del nero · c7 pedone del nero · d7 pedone del nero · f7 pedone del nero · g7 pedone del nero · h7 pedone del nero · e6 pedone del nero · f6 cavallo del nero · b4 alfiere del nero · c4 pedone del bianco · d4 pedone del bianco · a3 pedone del bianco · c3 cavallo del bianco · b2 pedone del bianco · e2 pedone del bianco · f2 pedone del bianco · g2 pedone del bianco · h2 pedone del bianco · a1 torre del bianco · c1 alfiere del bianco · d1 donna del bianco · e1 re del bianco · f1 alfiere del bianco · g1 cavallo del bianco · h1 torre del bianco | a8 torre del nero · b8 cavallo del nero · c8 alfiere del nero · d8 donna del nero · e8 re del nero · h8 torre del nero · a7 pedone del nero · b7 pedone del nero · c7 pedone del nero · d7 pedone del nero · f7 pedone del nero · g7 pedone del nero · h7 pedone del nero · e6 pedone del nero · f6 cavallo del nero · b4 alfiere del nero · c4 pedone del bianco · d4 pedone del bianco · a3 pedone del bianco · c3 cavallo del bianco · b2 pedone del bianco · e2 pedone del bianco · f2 pedone del bianco · g2 pedone del bianco · h2 pedone del bianco · a1 torre del bianco · c1 alfiere del bianco · d1 donna del bianco · e1 re del bianco · f1 alfiere del bianco · g1 cavallo del bianco · h1 torre del bianco | a8 torre del nero · b8 cavallo del nero · c8 alfiere del nero · d8 donna del nero · e8 re del nero · h8 torre del nero · a7 pedone del nero · b7 pedone del nero · c7 pedone del nero · d7 pedone del nero · f7 pedone del nero · g7 pedone del nero · h7 pedone del nero · e6 pedone del nero · f6 cavallo del nero · b4 alfiere del nero · c4 pedone del bianco · d4 pedone del bianco · a3 pedone del bianco · c3 cavallo del bianco · b2 pedone del bianco · e2 pedone del bianco · f2 pedone del bianco · g2 pedone del bianco · h2 pedone del bianco · a1 torre del bianco · c1 alfiere del bianco · d1 donna del bianco · e1 re del bianco · f1 alfiere del bianco · g1 cavallo del bianco · h1 torre del bianco | a8 torre del nero · b8 cavallo del nero · c8 alfiere del nero · d8 donna del nero · e8 re del nero · h8 torre del nero · a7 pedone del nero · b7 pedone del nero · c7 pedone del nero · d7 pedone del nero · f7 pedone del nero · g7 pedone del nero · h7 pedone del nero · e6 pedone del nero · f6 cavallo del nero · b4 alfiere del nero · c4 pedone del bianco · d4 pedone del bianco · a3 pedone del bianco · c3 cavallo del bianco · b2 pedone del bianco · e2 pedone del bianco · f2 pedone del bianco · g2 pedone del bianco · h2 pedone del bianco · a1 torre del bianco · c1 alfiere del bianco · d1 donna del bianco · e1 re del bianco · f1 alfiere del bianco · g1 cavallo del bianco · h1 torre del bianco | a8 torre del nero · b8 cavallo del nero · c8 alfiere del nero · d8 donna del nero · e8 re del nero · h8 torre del nero · a7 pedone del nero · b7 pedone del nero · c7 pedone del nero · d7 pedone del nero · f7 pedone del nero · g7 pedone del nero · h7 pedone del nero · e6 pedone del nero · f6 cavallo del nero · b4 alfiere del nero · c4 pedone del bianco · d4 pedone del bianco · a3 pedone del bianco · c3 cavallo del bianco · b2 pedone del bianco · e2 pedone del bianco · f2 pedone del bianco · g2 pedone del bianco · h2 pedone del bianco · a1 torre del bianco · c1 alfiere del bianco · d1 donna del bianco · e1 re del bianco · f1 alfiere del bianco · g1 cavallo del bianco · h1 torre del bianco | a8 torre del nero · b8 cavallo del nero · c8 alfiere del nero · d8 donna del nero · e8 re del nero · h8 torre del nero · a7 pedone del nero · b7 pedone del nero · c7 pedone del nero · d7 pedone del nero · f7 pedone del nero · g7 pedone del nero · h7 pedone del nero · e6 pedone del nero · f6 cavallo del nero · b4 alfiere del nero · c4 pedone del bianco · d4 pedone del bianco · a3 pedone del bianco · c3 cavallo del bianco · b2 pedone del bianco · e2 pedone del bianco · f2 pedone del bianco · g2 pedone del bianco · h2 pedone del bianco · a1 torre del bianco · c1 alfiere del bianco · d1 donna del bianco · e1 re del bianco · f1 alfiere del bianco · g1 cavallo del bianco · h1 torre del bianco | a8 torre del nero · b8 cavallo del nero · c8 alfiere del nero · d8 donna del nero · e8 re del nero · h8 torre del nero · a7 pedone del nero · b7 pedone del nero · c7 pedone del nero · d7 pedone del nero · f7 pedone del nero · g7 pedone del nero · h7 pedone del nero · e6 pedone del nero · f6 cavallo del nero · b4 alfiere del nero · c4 pedone del bianco · d4 pedone del bianco · a3 pedone del bianco · c3 cavallo del bianco · b2 pedone del bianco · e2 pedone del bianco · f2 pedone del bianco · g2 pedone del bianco · h2 pedone del bianco · a1 torre del bianco · c1 alfiere del bianco · d1 donna del bianco · e1 re del bianco · f1 alfiere del bianco · g1 cavallo del bianco · h1 torre del bianco | a8 torre del nero · b8 cavallo del nero · c8 alfiere del nero · d8 donna del nero · e8 re del nero · h8 torre del nero · a7 pedone del nero · b7 pedone del nero · c7 pedone del nero · d7 pedone del nero · f7 pedone del nero · g7 pedone del nero · h7 pedone del nero · e6 pedone del nero · f6 cavallo del nero · b4 alfiere del nero · c4 pedone del bianco · d4 pedone del bianco · a3 pedone del bianco · c3 cavallo del bianco · b2 pedone del bianco · e2 pedone del bianco · f2 pedone del bianco · g2 pedone del bianco · h2 pedone del bianco · a1 torre del bianco · c1 alfiere del bianco · d1 donna del bianco · e1 re del bianco · f1 alfiere del bianco · g1 cavallo del bianco · h1 torre del bianco | 4 |
| 3 | a8 torre del nero · b8 cavallo del nero · c8 alfiere del nero · d8 donna del nero · e8 re del nero · h8 torre del nero · a7 pedone del nero · b7 pedone del nero · c7 pedone del nero · d7 pedone del nero · f7 pedone del nero · g7 pedone del nero · h7 pedone del nero · e6 pedone del nero · f6 cavallo del nero · b4 alfiere del nero · c4 pedone del bianco · d4 pedone del bianco · a3 pedone del bianco · c3 cavallo del bianco · b2 pedone del bianco · e2 pedone del bianco · f2 pedone del bianco · g2 pedone del bianco · h2 pedone del bianco · a1 torre del bianco · c1 alfiere del bianco · d1 donna del bianco · e1 re del bianco · f1 alfiere del bianco · g1 cavallo del bianco · h1 torre del bianco | a8 torre del nero · b8 cavallo del nero · c8 alfiere del nero · d8 donna del nero · e8 re del nero · h8 torre del nero · a7 pedone del nero · b7 pedone del nero · c7 pedone del nero · d7 pedone del nero · f7 pedone del nero · g7 pedone del nero · h7 pedone del nero · e6 pedone del nero · f6 cavallo del nero · b4 alfiere del nero · c4 pedone del bianco · d4 pedone del bianco · a3 pedone del bianco · c3 cavallo del bianco · b2 pedone del bianco · e2 pedone del bianco · f2 pedone del bianco · g2 pedone del bianco · h2 pedone del bianco · a1 torre del bianco · c1 alfiere del bianco · d1 donna del bianco · e1 re del bianco · f1 alfiere del bianco · g1 cavallo del bianco · h1 torre del bianco | a8 torre del nero · b8 cavallo del nero · c8 alfiere del nero · d8 donna del nero · e8 re del nero · h8 torre del nero · a7 pedone del nero · b7 pedone del nero · c7 pedone del nero · d7 pedone del nero · f7 pedone del nero · g7 pedone del nero · h7 pedone del nero · e6 pedone del nero · f6 cavallo del nero · b4 alfiere del nero · c4 pedone del bianco · d4 pedone del bianco · a3 pedone del bianco · c3 cavallo del bianco · b2 pedone del bianco · e2 pedone del bianco · f2 pedone del bianco · g2 pedone del bianco · h2 pedone del bianco · a1 torre del bianco · c1 alfiere del bianco · d1 donna del bianco · e1 re del bianco · f1 alfiere del bianco · g1 cavallo del bianco · h1 torre del bianco | a8 torre del nero · b8 cavallo del nero · c8 alfiere del nero · d8 donna del nero · e8 re del nero · h8 torre del nero · a7 pedone del nero · b7 pedone del nero · c7 pedone del nero · d7 pedone del nero · f7 pedone del nero · g7 pedone del nero · h7 pedone del nero · e6 pedone del nero · f6 cavallo del nero · b4 alfiere del nero · c4 pedone del bianco · d4 pedone del bianco · a3 pedone del bianco · c3 cavallo del bianco · b2 pedone del bianco · e2 pedone del bianco · f2 pedone del bianco · g2 pedone del bianco · h2 pedone del bianco · a1 torre del bianco · c1 alfiere del bianco · d1 donna del bianco · e1 re del bianco · f1 alfiere del bianco · g1 cavallo del bianco · h1 torre del bianco | a8 torre del nero · b8 cavallo del nero · c8 alfiere del nero · d8 donna del nero · e8 re del nero · h8 torre del nero · a7 pedone del nero · b7 pedone del nero · c7 pedone del nero · d7 pedone del nero · f7 pedone del nero · g7 pedone del nero · h7 pedone del nero · e6 pedone del nero · f6 cavallo del nero · b4 alfiere del nero · c4 pedone del bianco · d4 pedone del bianco · a3 pedone del bianco · c3 cavallo del bianco · b2 pedone del bianco · e2 pedone del bianco · f2 pedone del bianco · g2 pedone del bianco · h2 pedone del bianco · a1 torre del bianco · c1 alfiere del bianco · d1 donna del bianco · e1 re del bianco · f1 alfiere del bianco · g1 cavallo del bianco · h1 torre del bianco | a8 torre del nero · b8 cavallo del nero · c8 alfiere del nero · d8 donna del nero · e8 re del nero · h8 torre del nero · a7 pedone del nero · b7 pedone del nero · c7 pedone del nero · d7 pedone del nero · f7 pedone del nero · g7 pedone del nero · h7 pedone del nero · e6 pedone del nero · f6 cavallo del nero · b4 alfiere del nero · c4 pedone del bianco · d4 pedone del bianco · a3 pedone del bianco · c3 cavallo del bianco · b2 pedone del bianco · e2 pedone del bianco · f2 pedone del bianco · g2 pedone del bianco · h2 pedone del bianco · a1 torre del bianco · c1 alfiere del bianco · d1 donna del bianco · e1 re del bianco · f1 alfiere del bianco · g1 cavallo del bianco · h1 torre del bianco | a8 torre del nero · b8 cavallo del nero · c8 alfiere del nero · d8 donna del nero · e8 re del nero · h8 torre del nero · a7 pedone del nero · b7 pedone del nero · c7 pedone del nero · d7 pedone del nero · f7 pedone del nero · g7 pedone del nero · h7 pedone del nero · e6 pedone del nero · f6 cavallo del nero · b4 alfiere del nero · c4 pedone del bianco · d4 pedone del bianco · a3 pedone del bianco · c3 cavallo del bianco · b2 pedone del bianco · e2 pedone del bianco · f2 pedone del bianco · g2 pedone del bianco · h2 pedone del bianco · a1 torre del bianco · c1 alfiere del bianco · d1 donna del bianco · e1 re del bianco · f1 alfiere del bianco · g1 cavallo del bianco · h1 torre del bianco | a8 torre del nero · b8 cavallo del nero · c8 alfiere del nero · d8 donna del nero · e8 re del nero · h8 torre del nero · a7 pedone del nero · b7 pedone del nero · c7 pedone del nero · d7 pedone del nero · f7 pedone del nero · g7 pedone del nero · h7 pedone del nero · e6 pedone del nero · f6 cavallo del nero · b4 alfiere del nero · c4 pedone del bianco · d4 pedone del bianco · a3 pedone del bianco · c3 cavallo del bianco · b2 pedone del bianco · e2 pedone del bianco · f2 pedone del bianco · g2 pedone del bianco · h2 pedone del bianco · a1 torre del bianco · c1 alfiere del bianco · d1 donna del bianco · e1 re del bianco · f1 alfiere del bianco · g1 cavallo del bianco · h1 torre del bianco | 3 |
| 2 | a8 torre del nero · b8 cavallo del nero · c8 alfiere del nero · d8 donna del nero · e8 re del nero · h8 torre del nero · a7 pedone del nero · b7 pedone del nero · c7 pedone del nero · d7 pedone del nero · f7 pedone del nero · g7 pedone del nero · h7 pedone del nero · e6 pedone del nero · f6 cavallo del nero · b4 alfiere del nero · c4 pedone del bianco · d4 pedone del bianco · a3 pedone del bianco · c3 cavallo del bianco · b2 pedone del bianco · e2 pedone del bianco · f2 pedone del bianco · g2 pedone del bianco · h2 pedone del bianco · a1 torre del bianco · c1 alfiere del bianco · d1 donna del bianco · e1 re del bianco · f1 alfiere del bianco · g1 cavallo del bianco · h1 torre del bianco | a8 torre del nero · b8 cavallo del nero · c8 alfiere del nero · d8 donna del nero · e8 re del nero · h8 torre del nero · a7 pedone del nero · b7 pedone del nero · c7 pedone del nero · d7 pedone del nero · f7 pedone del nero · g7 pedone del nero · h7 pedone del nero · e6 pedone del nero · f6 cavallo del nero · b4 alfiere del nero · c4 pedone del bianco · d4 pedone del bianco · a3 pedone del bianco · c3 cavallo del bianco · b2 pedone del bianco · e2 pedone del bianco · f2 pedone del bianco · g2 pedone del bianco · h2 pedone del bianco · a1 torre del bianco · c1 alfiere del bianco · d1 donna del bianco · e1 re del bianco · f1 alfiere del bianco · g1 cavallo del bianco · h1 torre del bianco | a8 torre del nero · b8 cavallo del nero · c8 alfiere del nero · d8 donna del nero · e8 re del nero · h8 torre del nero · a7 pedone del nero · b7 pedone del nero · c7 pedone del nero · d7 pedone del nero · f7 pedone del nero · g7 pedone del nero · h7 pedone del nero · e6 pedone del nero · f6 cavallo del nero · b4 alfiere del nero · c4 pedone del bianco · d4 pedone del bianco · a3 pedone del bianco · c3 cavallo del bianco · b2 pedone del bianco · e2 pedone del bianco · f2 pedone del bianco · g2 pedone del bianco · h2 pedone del bianco · a1 torre del bianco · c1 alfiere del bianco · d1 donna del bianco · e1 re del bianco · f1 alfiere del bianco · g1 cavallo del bianco · h1 torre del bianco | a8 torre del nero · b8 cavallo del nero · c8 alfiere del nero · d8 donna del nero · e8 re del nero · h8 torre del nero · a7 pedone del nero · b7 pedone del nero · c7 pedone del nero · d7 pedone del nero · f7 pedone del nero · g7 pedone del nero · h7 pedone del nero · e6 pedone del nero · f6 cavallo del nero · b4 alfiere del nero · c4 pedone del bianco · d4 pedone del bianco · a3 pedone del bianco · c3 cavallo del bianco · b2 pedone del bianco · e2 pedone del bianco · f2 pedone del bianco · g2 pedone del bianco · h2 pedone del bianco · a1 torre del bianco · c1 alfiere del bianco · d1 donna del bianco · e1 re del bianco · f1 alfiere del bianco · g1 cavallo del bianco · h1 torre del bianco | a8 torre del nero · b8 cavallo del nero · c8 alfiere del nero · d8 donna del nero · e8 re del nero · h8 torre del nero · a7 pedone del nero · b7 pedone del nero · c7 pedone del nero · d7 pedone del nero · f7 pedone del nero · g7 pedone del nero · h7 pedone del nero · e6 pedone del nero · f6 cavallo del nero · b4 alfiere del nero · c4 pedone del bianco · d4 pedone del bianco · a3 pedone del bianco · c3 cavallo del bianco · b2 pedone del bianco · e2 pedone del bianco · f2 pedone del bianco · g2 pedone del bianco · h2 pedone del bianco · a1 torre del bianco · c1 alfiere del bianco · d1 donna del bianco · e1 re del bianco · f1 alfiere del bianco · g1 cavallo del bianco · h1 torre del bianco | a8 torre del nero · b8 cavallo del nero · c8 alfiere del nero · d8 donna del nero · e8 re del nero · h8 torre del nero · a7 pedone del nero · b7 pedone del nero · c7 pedone del nero · d7 pedone del nero · f7 pedone del nero · g7 pedone del nero · h7 pedone del nero · e6 pedone del nero · f6 cavallo del nero · b4 alfiere del nero · c4 pedone del bianco · d4 pedone del bianco · a3 pedone del bianco · c3 cavallo del bianco · b2 pedone del bianco · e2 pedone del bianco · f2 pedone del bianco · g2 pedone del bianco · h2 pedone del bianco · a1 torre del bianco · c1 alfiere del bianco · d1 donna del bianco · e1 re del bianco · f1 alfiere del bianco · g1 cavallo del bianco · h1 torre del bianco | a8 torre del nero · b8 cavallo del nero · c8 alfiere del nero · d8 donna del nero · e8 re del nero · h8 torre del nero · a7 pedone del nero · b7 pedone del nero · c7 pedone del nero · d7 pedone del nero · f7 pedone del nero · g7 pedone del nero · h7 pedone del nero · e6 pedone del nero · f6 cavallo del nero · b4 alfiere del nero · c4 pedone del bianco · d4 pedone del bianco · a3 pedone del bianco · c3 cavallo del bianco · b2 pedone del bianco · e2 pedone del bianco · f2 pedone del bianco · g2 pedone del bianco · h2 pedone del bianco · a1 torre del bianco · c1 alfiere del bianco · d1 donna del bianco · e1 re del bianco · f1 alfiere del bianco · g1 cavallo del bianco · h1 torre del bianco | a8 torre del nero · b8 cavallo del nero · c8 alfiere del nero · d8 donna del nero · e8 re del nero · h8 torre del nero · a7 pedone del nero · b7 pedone del nero · c7 pedone del nero · d7 pedone del nero · f7 pedone del nero · g7 pedone del nero · h7 pedone del nero · e6 pedone del nero · f6 cavallo del nero · b4 alfiere del nero · c4 pedone del bianco · d4 pedone del bianco · a3 pedone del bianco · c3 cavallo del bianco · b2 pedone del bianco · e2 pedone del bianco · f2 pedone del bianco · g2 pedone del bianco · h2 pedone del bianco · a1 torre del bianco · c1 alfiere del bianco · d1 donna del bianco · e1 re del bianco · f1 alfiere del bianco · g1 cavallo del bianco · h1 torre del bianco | 2 |
| 1 | a8 torre del nero · b8 cavallo del nero · c8 alfiere del nero · d8 donna del nero · e8 re del nero · h8 torre del nero · a7 pedone del nero · b7 pedone del nero · c7 pedone del nero · d7 pedone del nero · f7 pedone del nero · g7 pedone del nero · h7 pedone del nero · e6 pedone del nero · f6 cavallo del nero · b4 alfiere del nero · c4 pedone del bianco · d4 pedone del bianco · a3 pedone del bianco · c3 cavallo del bianco · b2 pedone del bianco · e2 pedone del bianco · f2 pedone del bianco · g2 pedone del bianco · h2 pedone del bianco · a1 torre del bianco · c1 alfiere del bianco · d1 donna del bianco · e1 re del bianco · f1 alfiere del bianco · g1 cavallo del bianco · h1 torre del bianco | a8 torre del nero · b8 cavallo del nero · c8 alfiere del nero · d8 donna del nero · e8 re del nero · h8 torre del nero · a7 pedone del nero · b7 pedone del nero · c7 pedone del nero · d7 pedone del nero · f7 pedone del nero · g7 pedone del nero · h7 pedone del nero · e6 pedone del nero · f6 cavallo del nero · b4 alfiere del nero · c4 pedone del bianco · d4 pedone del bianco · a3 pedone del bianco · c3 cavallo del bianco · b2 pedone del bianco · e2 pedone del bianco · f2 pedone del bianco · g2 pedone del bianco · h2 pedone del bianco · a1 torre del bianco · c1 alfiere del bianco · d1 donna del bianco · e1 re del bianco · f1 alfiere del bianco · g1 cavallo del bianco · h1 torre del bianco | a8 torre del nero · b8 cavallo del nero · c8 alfiere del nero · d8 donna del nero · e8 re del nero · h8 torre del nero · a7 pedone del nero · b7 pedone del nero · c7 pedone del nero · d7 pedone del nero · f7 pedone del nero · g7 pedone del nero · h7 pedone del nero · e6 pedone del nero · f6 cavallo del nero · b4 alfiere del nero · c4 pedone del bianco · d4 pedone del bianco · a3 pedone del bianco · c3 cavallo del bianco · b2 pedone del bianco · e2 pedone del bianco · f2 pedone del bianco · g2 pedone del bianco · h2 pedone del bianco · a1 torre del bianco · c1 alfiere del bianco · d1 donna del bianco · e1 re del bianco · f1 alfiere del bianco · g1 cavallo del bianco · h1 torre del bianco | a8 torre del nero · b8 cavallo del nero · c8 alfiere del nero · d8 donna del nero · e8 re del nero · h8 torre del nero · a7 pedone del nero · b7 pedone del nero · c7 pedone del nero · d7 pedone del nero · f7 pedone del nero · g7 pedone del nero · h7 pedone del nero · e6 pedone del nero · f6 cavallo del nero · b4 alfiere del nero · c4 pedone del bianco · d4 pedone del bianco · a3 pedone del bianco · c3 cavallo del bianco · b2 pedone del bianco · e2 pedone del bianco · f2 pedone del bianco · g2 pedone del bianco · h2 pedone del bianco · a1 torre del bianco · c1 alfiere del bianco · d1 donna del bianco · e1 re del bianco · f1 alfiere del bianco · g1 cavallo del bianco · h1 torre del bianco | a8 torre del nero · b8 cavallo del nero · c8 alfiere del nero · d8 donna del nero · e8 re del nero · h8 torre del nero · a7 pedone del nero · b7 pedone del nero · c7 pedone del nero · d7 pedone del nero · f7 pedone del nero · g7 pedone del nero · h7 pedone del nero · e6 pedone del nero · f6 cavallo del nero · b4 alfiere del nero · c4 pedone del bianco · d4 pedone del bianco · a3 pedone del bianco · c3 cavallo del bianco · b2 pedone del bianco · e2 pedone del bianco · f2 pedone del bianco · g2 pedone del bianco · h2 pedone del bianco · a1 torre del bianco · c1 alfiere del bianco · d1 donna del bianco · e1 re del bianco · f1 alfiere del bianco · g1 cavallo del bianco · h1 torre del bianco | a8 torre del nero · b8 cavallo del nero · c8 alfiere del nero · d8 donna del nero · e8 re del nero · h8 torre del nero · a7 pedone del nero · b7 pedone del nero · c7 pedone del nero · d7 pedone del nero · f7 pedone del nero · g7 pedone del nero · h7 pedone del nero · e6 pedone del nero · f6 cavallo del nero · b4 alfiere del nero · c4 pedone del bianco · d4 pedone del bianco · a3 pedone del bianco · c3 cavallo del bianco · b2 pedone del bianco · e2 pedone del bianco · f2 pedone del bianco · g2 pedone del bianco · h2 pedone del bianco · a1 torre del bianco · c1 alfiere del bianco · d1 donna del bianco · e1 re del bianco · f1 alfiere del bianco · g1 cavallo del bianco · h1 torre del bianco | a8 torre del nero · b8 cavallo del nero · c8 alfiere del nero · d8 donna del nero · e8 re del nero · h8 torre del nero · a7 pedone del nero · b7 pedone del nero · c7 pedone del nero · d7 pedone del nero · f7 pedone del nero · g7 pedone del nero · h7 pedone del nero · e6 pedone del nero · f6 cavallo del nero · b4 alfiere del nero · c4 pedone del bianco · d4 pedone del bianco · a3 pedone del bianco · c3 cavallo del bianco · b2 pedone del bianco · e2 pedone del bianco · f2 pedone del bianco · g2 pedone del bianco · h2 pedone del bianco · a1 torre del bianco · c1 alfiere del bianco · d1 donna del bianco · e1 re del bianco · f1 alfiere del bianco · g1 cavallo del bianco · h1 torre del bianco | a8 torre del nero · b8 cavallo del nero · c8 alfiere del nero · d8 donna del nero · e8 re del nero · h8 torre del nero · a7 pedone del nero · b7 pedone del nero · c7 pedone del nero · d7 pedone del nero · f7 pedone del nero · g7 pedone del nero · h7 pedone del nero · e6 pedone del nero · f6 cavallo del nero · b4 alfiere del nero · c4 pedone del bianco · d4 pedone del bianco · a3 pedone del bianco · c3 cavallo del bianco · b2 pedone del bianco · e2 pedone del bianco · f2 pedone del bianco · g2 pedone del bianco · h2 pedone del bianco · a1 torre del bianco · c1 alfiere del bianco · d1 donna del bianco · e1 re del bianco · f1 alfiere del bianco · g1 cavallo del bianco · h1 torre del bianco | 1 |
|   | a | b | c | d | e | f | g | h |   |

In questa variante il bianco tenta di risolvere immediatamente il problema dell'inchiodatura cercando di acquisire la coppia degli alfieri. È questa una variante che contiene parecchio veleno e che il nero non deve assolutamente sottovalutare. Dopo

4. a3 Axc3+ 5. bxc3

Il bianco ha ottenuto la coppia degli alfieri al prezzo di un indebolimento della propria struttura pedonale. In questa posizione il nero cercherà pertanto di impostare una posizione di blocco basata sulla struttura b6-c5-d6-e5, con i pedoni tutti sulle case del colore opposto all'alfiere superstite. Il bianco dal canto suo cercherà di aprire il gioco e in caso di centro bloccato, visto anche l'indebolimento della propria ala di donna, il suo gioco sarà concentrato sull'ala di re dove cercherà di portare un violento attacco anche mediante spinte di pedone quali e2-e4-e5, f2-f4-f5. Se il nero non gioca con energia cercando immediatamente controgioco l'attacco del bianco ha buone probabilità di riuscire.
Il nero può imbastire un controgioco attaccando il pedone debole in c4 con la sequenza di mosse b7-b6, Cb8-c6-a5 e Ac8-a6, mentre il bianco cercherà di mantenere il proprio centro il più stabile possibile per poi cercare di sferrare un attacco sull'ala di re.

### 4. g3 Variante Romanyšyn-Kasparov
|   | a | b | c | d | e | f | g | h |   |
| 8 | a8 torre del nero · b8 cavallo del nero · c8 alfiere del nero · d8 donna del nero · e8 re del nero · h8 torre del nero · a7 pedone del nero · b7 pedone del nero · c7 pedone del nero · d7 pedone del nero · f7 pedone del nero · g7 pedone del nero · h7 pedone del nero · e6 pedone del nero · f6 cavallo del nero · b4 alfiere del nero · c4 pedone del bianco · d4 pedone del bianco · c3 cavallo del bianco · g3 pedone del bianco · a2 pedone del bianco · b2 pedone del bianco · e2 pedone del bianco · f2 pedone del bianco · h2 pedone del bianco · a1 torre del bianco · c1 alfiere del bianco · d1 donna del bianco · e1 re del bianco · f1 alfiere del bianco · g1 cavallo del bianco · h1 torre del bianco | a8 torre del nero · b8 cavallo del nero · c8 alfiere del nero · d8 donna del nero · e8 re del nero · h8 torre del nero · a7 pedone del nero · b7 pedone del nero · c7 pedone del nero · d7 pedone del nero · f7 pedone del nero · g7 pedone del nero · h7 pedone del nero · e6 pedone del nero · f6 cavallo del nero · b4 alfiere del nero · c4 pedone del bianco · d4 pedone del bianco · c3 cavallo del bianco · g3 pedone del bianco · a2 pedone del bianco · b2 pedone del bianco · e2 pedone del bianco · f2 pedone del bianco · h2 pedone del bianco · a1 torre del bianco · c1 alfiere del bianco · d1 donna del bianco · e1 re del bianco · f1 alfiere del bianco · g1 cavallo del bianco · h1 torre del bianco | a8 torre del nero · b8 cavallo del nero · c8 alfiere del nero · d8 donna del nero · e8 re del nero · h8 torre del nero · a7 pedone del nero · b7 pedone del nero · c7 pedone del nero · d7 pedone del nero · f7 pedone del nero · g7 pedone del nero · h7 pedone del nero · e6 pedone del nero · f6 cavallo del nero · b4 alfiere del nero · c4 pedone del bianco · d4 pedone del bianco · c3 cavallo del bianco · g3 pedone del bianco · a2 pedone del bianco · b2 pedone del bianco · e2 pedone del bianco · f2 pedone del bianco · h2 pedone del bianco · a1 torre del bianco · c1 alfiere del bianco · d1 donna del bianco · e1 re del bianco · f1 alfiere del bianco · g1 cavallo del bianco · h1 torre del bianco | a8 torre del nero · b8 cavallo del nero · c8 alfiere del nero · d8 donna del nero · e8 re del nero · h8 torre del nero · a7 pedone del nero · b7 pedone del nero · c7 pedone del nero · d7 pedone del nero · f7 pedone del nero · g7 pedone del nero · h7 pedone del nero · e6 pedone del nero · f6 cavallo del nero · b4 alfiere del nero · c4 pedone del bianco · d4 pedone del bianco · c3 cavallo del bianco · g3 pedone del bianco · a2 pedone del bianco · b2 pedone del bianco · e2 pedone del bianco · f2 pedone del bianco · h2 pedone del bianco · a1 torre del bianco · c1 alfiere del bianco · d1 donna del bianco · e1 re del bianco · f1 alfiere del bianco · g1 cavallo del bianco · h1 torre del bianco | a8 torre del nero · b8 cavallo del nero · c8 alfiere del nero · d8 donna del nero · e8 re del nero · h8 torre del nero · a7 pedone del nero · b7 pedone del nero · c7 pedone del nero · d7 pedone del nero · f7 pedone del nero · g7 pedone del nero · h7 pedone del nero · e6 pedone del nero · f6 cavallo del nero · b4 alfiere del nero · c4 pedone del bianco · d4 pedone del bianco · c3 cavallo del bianco · g3 pedone del bianco · a2 pedone del bianco · b2 pedone del bianco · e2 pedone del bianco · f2 pedone del bianco · h2 pedone del bianco · a1 torre del bianco · c1 alfiere del bianco · d1 donna del bianco · e1 re del bianco · f1 alfiere del bianco · g1 cavallo del bianco · h1 torre del bianco | a8 torre del nero · b8 cavallo del nero · c8 alfiere del nero · d8 donna del nero · e8 re del nero · h8 torre del nero · a7 pedone del nero · b7 pedone del nero · c7 pedone del nero · d7 pedone del nero · f7 pedone del nero · g7 pedone del nero · h7 pedone del nero · e6 pedone del nero · f6 cavallo del nero · b4 alfiere del nero · c4 pedone del bianco · d4 pedone del bianco · c3 cavallo del bianco · g3 pedone del bianco · a2 pedone del bianco · b2 pedone del bianco · e2 pedone del bianco · f2 pedone del bianco · h2 pedone del bianco · a1 torre del bianco · c1 alfiere del bianco · d1 donna del bianco · e1 re del bianco · f1 alfiere del bianco · g1 cavallo del bianco · h1 torre del bianco | a8 torre del nero · b8 cavallo del nero · c8 alfiere del nero · d8 donna del nero · e8 re del nero · h8 torre del nero · a7 pedone del nero · b7 pedone del nero · c7 pedone del nero · d7 pedone del nero · f7 pedone del nero · g7 pedone del nero · h7 pedone del nero · e6 pedone del nero · f6 cavallo del nero · b4 alfiere del nero · c4 pedone del bianco · d4 pedone del bianco · c3 cavallo del bianco · g3 pedone del bianco · a2 pedone del bianco · b2 pedone del bianco · e2 pedone del bianco · f2 pedone del bianco · h2 pedone del bianco · a1 torre del bianco · c1 alfiere del bianco · d1 donna del bianco · e1 re del bianco · f1 alfiere del bianco · g1 cavallo del bianco · h1 torre del bianco | a8 torre del nero · b8 cavallo del nero · c8 alfiere del nero · d8 donna del nero · e8 re del nero · h8 torre del nero · a7 pedone del nero · b7 pedone del nero · c7 pedone del nero · d7 pedone del nero · f7 pedone del nero · g7 pedone del nero · h7 pedone del nero · e6 pedone del nero · f6 cavallo del nero · b4 alfiere del nero · c4 pedone del bianco · d4 pedone del bianco · c3 cavallo del bianco · g3 pedone del bianco · a2 pedone del bianco · b2 pedone del bianco · e2 pedone del bianco · f2 pedone del bianco · h2 pedone del bianco · a1 torre del bianco · c1 alfiere del bianco · d1 donna del bianco · e1 re del bianco · f1 alfiere del bianco · g1 cavallo del bianco · h1 torre del bianco | 8 |
| 7 | a8 torre del nero · b8 cavallo del nero · c8 alfiere del nero · d8 donna del nero · e8 re del nero · h8 torre del nero · a7 pedone del nero · b7 pedone del nero · c7 pedone del nero · d7 pedone del nero · f7 pedone del nero · g7 pedone del nero · h7 pedone del nero · e6 pedone del nero · f6 cavallo del nero · b4 alfiere del nero · c4 pedone del bianco · d4 pedone del bianco · c3 cavallo del bianco · g3 pedone del bianco · a2 pedone del bianco · b2 pedone del bianco · e2 pedone del bianco · f2 pedone del bianco · h2 pedone del bianco · a1 torre del bianco · c1 alfiere del bianco · d1 donna del bianco · e1 re del bianco · f1 alfiere del bianco · g1 cavallo del bianco · h1 torre del bianco | a8 torre del nero · b8 cavallo del nero · c8 alfiere del nero · d8 donna del nero · e8 re del nero · h8 torre del nero · a7 pedone del nero · b7 pedone del nero · c7 pedone del nero · d7 pedone del nero · f7 pedone del nero · g7 pedone del nero · h7 pedone del nero · e6 pedone del nero · f6 cavallo del nero · b4 alfiere del nero · c4 pedone del bianco · d4 pedone del bianco · c3 cavallo del bianco · g3 pedone del bianco · a2 pedone del bianco · b2 pedone del bianco · e2 pedone del bianco · f2 pedone del bianco · h2 pedone del bianco · a1 torre del bianco · c1 alfiere del bianco · d1 donna del bianco · e1 re del bianco · f1 alfiere del bianco · g1 cavallo del bianco · h1 torre del bianco | a8 torre del nero · b8 cavallo del nero · c8 alfiere del nero · d8 donna del nero · e8 re del nero · h8 torre del nero · a7 pedone del nero · b7 pedone del nero · c7 pedone del nero · d7 pedone del nero · f7 pedone del nero · g7 pedone del nero · h7 pedone del nero · e6 pedone del nero · f6 cavallo del nero · b4 alfiere del nero · c4 pedone del bianco · d4 pedone del bianco · c3 cavallo del bianco · g3 pedone del bianco · a2 pedone del bianco · b2 pedone del bianco · e2 pedone del bianco · f2 pedone del bianco · h2 pedone del bianco · a1 torre del bianco · c1 alfiere del bianco · d1 donna del bianco · e1 re del bianco · f1 alfiere del bianco · g1 cavallo del bianco · h1 torre del bianco | a8 torre del nero · b8 cavallo del nero · c8 alfiere del nero · d8 donna del nero · e8 re del nero · h8 torre del nero · a7 pedone del nero · b7 pedone del nero · c7 pedone del nero · d7 pedone del nero · f7 pedone del nero · g7 pedone del nero · h7 pedone del nero · e6 pedone del nero · f6 cavallo del nero · b4 alfiere del nero · c4 pedone del bianco · d4 pedone del bianco · c3 cavallo del bianco · g3 pedone del bianco · a2 pedone del bianco · b2 pedone del bianco · e2 pedone del bianco · f2 pedone del bianco · h2 pedone del bianco · a1 torre del bianco · c1 alfiere del bianco · d1 donna del bianco · e1 re del bianco · f1 alfiere del bianco · g1 cavallo del bianco · h1 torre del bianco | a8 torre del nero · b8 cavallo del nero · c8 alfiere del nero · d8 donna del nero · e8 re del nero · h8 torre del nero · a7 pedone del nero · b7 pedone del nero · c7 pedone del nero · d7 pedone del nero · f7 pedone del nero · g7 pedone del nero · h7 pedone del nero · e6 pedone del nero · f6 cavallo del nero · b4 alfiere del nero · c4 pedone del bianco · d4 pedone del bianco · c3 cavallo del bianco · g3 pedone del bianco · a2 pedone del bianco · b2 pedone del bianco · e2 pedone del bianco · f2 pedone del bianco · h2 pedone del bianco · a1 torre del bianco · c1 alfiere del bianco · d1 donna del bianco · e1 re del bianco · f1 alfiere del bianco · g1 cavallo del bianco · h1 torre del bianco | a8 torre del nero · b8 cavallo del nero · c8 alfiere del nero · d8 donna del nero · e8 re del nero · h8 torre del nero · a7 pedone del nero · b7 pedone del nero · c7 pedone del nero · d7 pedone del nero · f7 pedone del nero · g7 pedone del nero · h7 pedone del nero · e6 pedone del nero · f6 cavallo del nero · b4 alfiere del nero · c4 pedone del bianco · d4 pedone del bianco · c3 cavallo del bianco · g3 pedone del bianco · a2 pedone del bianco · b2 pedone del bianco · e2 pedone del bianco · f2 pedone del bianco · h2 pedone del bianco · a1 torre del bianco · c1 alfiere del bianco · d1 donna del bianco · e1 re del bianco · f1 alfiere del bianco · g1 cavallo del bianco · h1 torre del bianco | a8 torre del nero · b8 cavallo del nero · c8 alfiere del nero · d8 donna del nero · e8 re del nero · h8 torre del nero · a7 pedone del nero · b7 pedone del nero · c7 pedone del nero · d7 pedone del nero · f7 pedone del nero · g7 pedone del nero · h7 pedone del nero · e6 pedone del nero · f6 cavallo del nero · b4 alfiere del nero · c4 pedone del bianco · d4 pedone del bianco · c3 cavallo del bianco · g3 pedone del bianco · a2 pedone del bianco · b2 pedone del bianco · e2 pedone del bianco · f2 pedone del bianco · h2 pedone del bianco · a1 torre del bianco · c1 alfiere del bianco · d1 donna del bianco · e1 re del bianco · f1 alfiere del bianco · g1 cavallo del bianco · h1 torre del bianco | a8 torre del nero · b8 cavallo del nero · c8 alfiere del nero · d8 donna del nero · e8 re del nero · h8 torre del nero · a7 pedone del nero · b7 pedone del nero · c7 pedone del nero · d7 pedone del nero · f7 pedone del nero · g7 pedone del nero · h7 pedone del nero · e6 pedone del nero · f6 cavallo del nero · b4 alfiere del nero · c4 pedone del bianco · d4 pedone del bianco · c3 cavallo del bianco · g3 pedone del bianco · a2 pedone del bianco · b2 pedone del bianco · e2 pedone del bianco · f2 pedone del bianco · h2 pedone del bianco · a1 torre del bianco · c1 alfiere del bianco · d1 donna del bianco · e1 re del bianco · f1 alfiere del bianco · g1 cavallo del bianco · h1 torre del bianco | 7 |
| 6 | a8 torre del nero · b8 cavallo del nero · c8 alfiere del nero · d8 donna del nero · e8 re del nero · h8 torre del nero · a7 pedone del nero · b7 pedone del nero · c7 pedone del nero · d7 pedone del nero · f7 pedone del nero · g7 pedone del nero · h7 pedone del nero · e6 pedone del nero · f6 cavallo del nero · b4 alfiere del nero · c4 pedone del bianco · d4 pedone del bianco · c3 cavallo del bianco · g3 pedone del bianco · a2 pedone del bianco · b2 pedone del bianco · e2 pedone del bianco · f2 pedone del bianco · h2 pedone del bianco · a1 torre del bianco · c1 alfiere del bianco · d1 donna del bianco · e1 re del bianco · f1 alfiere del bianco · g1 cavallo del bianco · h1 torre del bianco | a8 torre del nero · b8 cavallo del nero · c8 alfiere del nero · d8 donna del nero · e8 re del nero · h8 torre del nero · a7 pedone del nero · b7 pedone del nero · c7 pedone del nero · d7 pedone del nero · f7 pedone del nero · g7 pedone del nero · h7 pedone del nero · e6 pedone del nero · f6 cavallo del nero · b4 alfiere del nero · c4 pedone del bianco · d4 pedone del bianco · c3 cavallo del bianco · g3 pedone del bianco · a2 pedone del bianco · b2 pedone del bianco · e2 pedone del bianco · f2 pedone del bianco · h2 pedone del bianco · a1 torre del bianco · c1 alfiere del bianco · d1 donna del bianco · e1 re del bianco · f1 alfiere del bianco · g1 cavallo del bianco · h1 torre del bianco | a8 torre del nero · b8 cavallo del nero · c8 alfiere del nero · d8 donna del nero · e8 re del nero · h8 torre del nero · a7 pedone del nero · b7 pedone del nero · c7 pedone del nero · d7 pedone del nero · f7 pedone del nero · g7 pedone del nero · h7 pedone del nero · e6 pedone del nero · f6 cavallo del nero · b4 alfiere del nero · c4 pedone del bianco · d4 pedone del bianco · c3 cavallo del bianco · g3 pedone del bianco · a2 pedone del bianco · b2 pedone del bianco · e2 pedone del bianco · f2 pedone del bianco · h2 pedone del bianco · a1 torre del bianco · c1 alfiere del bianco · d1 donna del bianco · e1 re del bianco · f1 alfiere del bianco · g1 cavallo del bianco · h1 torre del bianco | a8 torre del nero · b8 cavallo del nero · c8 alfiere del nero · d8 donna del nero · e8 re del nero · h8 torre del nero · a7 pedone del nero · b7 pedone del nero · c7 pedone del nero · d7 pedone del nero · f7 pedone del nero · g7 pedone del nero · h7 pedone del nero · e6 pedone del nero · f6 cavallo del nero · b4 alfiere del nero · c4 pedone del bianco · d4 pedone del bianco · c3 cavallo del bianco · g3 pedone del bianco · a2 pedone del bianco · b2 pedone del bianco · e2 pedone del bianco · f2 pedone del bianco · h2 pedone del bianco · a1 torre del bianco · c1 alfiere del bianco · d1 donna del bianco · e1 re del bianco · f1 alfiere del bianco · g1 cavallo del bianco · h1 torre del bianco | a8 torre del nero · b8 cavallo del nero · c8 alfiere del nero · d8 donna del nero · e8 re del nero · h8 torre del nero · a7 pedone del nero · b7 pedone del nero · c7 pedone del nero · d7 pedone del nero · f7 pedone del nero · g7 pedone del nero · h7 pedone del nero · e6 pedone del nero · f6 cavallo del nero · b4 alfiere del nero · c4 pedone del bianco · d4 pedone del bianco · c3 cavallo del bianco · g3 pedone del bianco · a2 pedone del bianco · b2 pedone del bianco · e2 pedone del bianco · f2 pedone del bianco · h2 pedone del bianco · a1 torre del bianco · c1 alfiere del bianco · d1 donna del bianco · e1 re del bianco · f1 alfiere del bianco · g1 cavallo del bianco · h1 torre del bianco | a8 torre del nero · b8 cavallo del nero · c8 alfiere del nero · d8 donna del nero · e8 re del nero · h8 torre del nero · a7 pedone del nero · b7 pedone del nero · c7 pedone del nero · d7 pedone del nero · f7 pedone del nero · g7 pedone del nero · h7 pedone del nero · e6 pedone del nero · f6 cavallo del nero · b4 alfiere del nero · c4 pedone del bianco · d4 pedone del bianco · c3 cavallo del bianco · g3 pedone del bianco · a2 pedone del bianco · b2 pedone del bianco · e2 pedone del bianco · f2 pedone del bianco · h2 pedone del bianco · a1 torre del bianco · c1 alfiere del bianco · d1 donna del bianco · e1 re del bianco · f1 alfiere del bianco · g1 cavallo del bianco · h1 torre del bianco | a8 torre del nero · b8 cavallo del nero · c8 alfiere del nero · d8 donna del nero · e8 re del nero · h8 torre del nero · a7 pedone del nero · b7 pedone del nero · c7 pedone del nero · d7 pedone del nero · f7 pedone del nero · g7 pedone del nero · h7 pedone del nero · e6 pedone del nero · f6 cavallo del nero · b4 alfiere del nero · c4 pedone del bianco · d4 pedone del bianco · c3 cavallo del bianco · g3 pedone del bianco · a2 pedone del bianco · b2 pedone del bianco · e2 pedone del bianco · f2 pedone del bianco · h2 pedone del bianco · a1 torre del bianco · c1 alfiere del bianco · d1 donna del bianco · e1 re del bianco · f1 alfiere del bianco · g1 cavallo del bianco · h1 torre del bianco | a8 torre del nero · b8 cavallo del nero · c8 alfiere del nero · d8 donna del nero · e8 re del nero · h8 torre del nero · a7 pedone del nero · b7 pedone del nero · c7 pedone del nero · d7 pedone del nero · f7 pedone del nero · g7 pedone del nero · h7 pedone del nero · e6 pedone del nero · f6 cavallo del nero · b4 alfiere del nero · c4 pedone del bianco · d4 pedone del bianco · c3 cavallo del bianco · g3 pedone del bianco · a2 pedone del bianco · b2 pedone del bianco · e2 pedone del bianco · f2 pedone del bianco · h2 pedone del bianco · a1 torre del bianco · c1 alfiere del bianco · d1 donna del bianco · e1 re del bianco · f1 alfiere del bianco · g1 cavallo del bianco · h1 torre del bianco | 6 |
| 5 | a8 torre del nero · b8 cavallo del nero · c8 alfiere del nero · d8 donna del nero · e8 re del nero · h8 torre del nero · a7 pedone del nero · b7 pedone del nero · c7 pedone del nero · d7 pedone del nero · f7 pedone del nero · g7 pedone del nero · h7 pedone del nero · e6 pedone del nero · f6 cavallo del nero · b4 alfiere del nero · c4 pedone del bianco · d4 pedone del bianco · c3 cavallo del bianco · g3 pedone del bianco · a2 pedone del bianco · b2 pedone del bianco · e2 pedone del bianco · f2 pedone del bianco · h2 pedone del bianco · a1 torre del bianco · c1 alfiere del bianco · d1 donna del bianco · e1 re del bianco · f1 alfiere del bianco · g1 cavallo del bianco · h1 torre del bianco | a8 torre del nero · b8 cavallo del nero · c8 alfiere del nero · d8 donna del nero · e8 re del nero · h8 torre del nero · a7 pedone del nero · b7 pedone del nero · c7 pedone del nero · d7 pedone del nero · f7 pedone del nero · g7 pedone del nero · h7 pedone del nero · e6 pedone del nero · f6 cavallo del nero · b4 alfiere del nero · c4 pedone del bianco · d4 pedone del bianco · c3 cavallo del bianco · g3 pedone del bianco · a2 pedone del bianco · b2 pedone del bianco · e2 pedone del bianco · f2 pedone del bianco · h2 pedone del bianco · a1 torre del bianco · c1 alfiere del bianco · d1 donna del bianco · e1 re del bianco · f1 alfiere del bianco · g1 cavallo del bianco · h1 torre del bianco | a8 torre del nero · b8 cavallo del nero · c8 alfiere del nero · d8 donna del nero · e8 re del nero · h8 torre del nero · a7 pedone del nero · b7 pedone del nero · c7 pedone del nero · d7 pedone del nero · f7 pedone del nero · g7 pedone del nero · h7 pedone del nero · e6 pedone del nero · f6 cavallo del nero · b4 alfiere del nero · c4 pedone del bianco · d4 pedone del bianco · c3 cavallo del bianco · g3 pedone del bianco · a2 pedone del bianco · b2 pedone del bianco · e2 pedone del bianco · f2 pedone del bianco · h2 pedone del bianco · a1 torre del bianco · c1 alfiere del bianco · d1 donna del bianco · e1 re del bianco · f1 alfiere del bianco · g1 cavallo del bianco · h1 torre del bianco | a8 torre del nero · b8 cavallo del nero · c8 alfiere del nero · d8 donna del nero · e8 re del nero · h8 torre del nero · a7 pedone del nero · b7 pedone del nero · c7 pedone del nero · d7 pedone del nero · f7 pedone del nero · g7 pedone del nero · h7 pedone del nero · e6 pedone del nero · f6 cavallo del nero · b4 alfiere del nero · c4 pedone del bianco · d4 pedone del bianco · c3 cavallo del bianco · g3 pedone del bianco · a2 pedone del bianco · b2 pedone del bianco · e2 pedone del bianco · f2 pedone del bianco · h2 pedone del bianco · a1 torre del bianco · c1 alfiere del bianco · d1 donna del bianco · e1 re del bianco · f1 alfiere del bianco · g1 cavallo del bianco · h1 torre del bianco | a8 torre del nero · b8 cavallo del nero · c8 alfiere del nero · d8 donna del nero · e8 re del nero · h8 torre del nero · a7 pedone del nero · b7 pedone del nero · c7 pedone del nero · d7 pedone del nero · f7 pedone del nero · g7 pedone del nero · h7 pedone del nero · e6 pedone del nero · f6 cavallo del nero · b4 alfiere del nero · c4 pedone del bianco · d4 pedone del bianco · c3 cavallo del bianco · g3 pedone del bianco · a2 pedone del bianco · b2 pedone del bianco · e2 pedone del bianco · f2 pedone del bianco · h2 pedone del bianco · a1 torre del bianco · c1 alfiere del bianco · d1 donna del bianco · e1 re del bianco · f1 alfiere del bianco · g1 cavallo del bianco · h1 torre del bianco | a8 torre del nero · b8 cavallo del nero · c8 alfiere del nero · d8 donna del nero · e8 re del nero · h8 torre del nero · a7 pedone del nero · b7 pedone del nero · c7 pedone del nero · d7 pedone del nero · f7 pedone del nero · g7 pedone del nero · h7 pedone del nero · e6 pedone del nero · f6 cavallo del nero · b4 alfiere del nero · c4 pedone del bianco · d4 pedone del bianco · c3 cavallo del bianco · g3 pedone del bianco · a2 pedone del bianco · b2 pedone del bianco · e2 pedone del bianco · f2 pedone del bianco · h2 pedone del bianco · a1 torre del bianco · c1 alfiere del bianco · d1 donna del bianco · e1 re del bianco · f1 alfiere del bianco · g1 cavallo del bianco · h1 torre del bianco | a8 torre del nero · b8 cavallo del nero · c8 alfiere del nero · d8 donna del nero · e8 re del nero · h8 torre del nero · a7 pedone del nero · b7 pedone del nero · c7 pedone del nero · d7 pedone del nero · f7 pedone del nero · g7 pedone del nero · h7 pedone del nero · e6 pedone del nero · f6 cavallo del nero · b4 alfiere del nero · c4 pedone del bianco · d4 pedone del bianco · c3 cavallo del bianco · g3 pedone del bianco · a2 pedone del bianco · b2 pedone del bianco · e2 pedone del bianco · f2 pedone del bianco · h2 pedone del bianco · a1 torre del bianco · c1 alfiere del bianco · d1 donna del bianco · e1 re del bianco · f1 alfiere del bianco · g1 cavallo del bianco · h1 torre del bianco | a8 torre del nero · b8 cavallo del nero · c8 alfiere del nero · d8 donna del nero · e8 re del nero · h8 torre del nero · a7 pedone del nero · b7 pedone del nero · c7 pedone del nero · d7 pedone del nero · f7 pedone del nero · g7 pedone del nero · h7 pedone del nero · e6 pedone del nero · f6 cavallo del nero · b4 alfiere del nero · c4 pedone del bianco · d4 pedone del bianco · c3 cavallo del bianco · g3 pedone del bianco · a2 pedone del bianco · b2 pedone del bianco · e2 pedone del bianco · f2 pedone del bianco · h2 pedone del bianco · a1 torre del bianco · c1 alfiere del bianco · d1 donna del bianco · e1 re del bianco · f1 alfiere del bianco · g1 cavallo del bianco · h1 torre del bianco | 5 |
| 4 | a8 torre del nero · b8 cavallo del nero · c8 alfiere del nero · d8 donna del nero · e8 re del nero · h8 torre del nero · a7 pedone del nero · b7 pedone del nero · c7 pedone del nero · d7 pedone del nero · f7 pedone del nero · g7 pedone del nero · h7 pedone del nero · e6 pedone del nero · f6 cavallo del nero · b4 alfiere del nero · c4 pedone del bianco · d4 pedone del bianco · c3 cavallo del bianco · g3 pedone del bianco · a2 pedone del bianco · b2 pedone del bianco · e2 pedone del bianco · f2 pedone del bianco · h2 pedone del bianco · a1 torre del bianco · c1 alfiere del bianco · d1 donna del bianco · e1 re del bianco · f1 alfiere del bianco · g1 cavallo del bianco · h1 torre del bianco | a8 torre del nero · b8 cavallo del nero · c8 alfiere del nero · d8 donna del nero · e8 re del nero · h8 torre del nero · a7 pedone del nero · b7 pedone del nero · c7 pedone del nero · d7 pedone del nero · f7 pedone del nero · g7 pedone del nero · h7 pedone del nero · e6 pedone del nero · f6 cavallo del nero · b4 alfiere del nero · c4 pedone del bianco · d4 pedone del bianco · c3 cavallo del bianco · g3 pedone del bianco · a2 pedone del bianco · b2 pedone del bianco · e2 pedone del bianco · f2 pedone del bianco · h2 pedone del bianco · a1 torre del bianco · c1 alfiere del bianco · d1 donna del bianco · e1 re del bianco · f1 alfiere del bianco · g1 cavallo del bianco · h1 torre del bianco | a8 torre del nero · b8 cavallo del nero · c8 alfiere del nero · d8 donna del nero · e8 re del nero · h8 torre del nero · a7 pedone del nero · b7 pedone del nero · c7 pedone del nero · d7 pedone del nero · f7 pedone del nero · g7 pedone del nero · h7 pedone del nero · e6 pedone del nero · f6 cavallo del nero · b4 alfiere del nero · c4 pedone del bianco · d4 pedone del bianco · c3 cavallo del bianco · g3 pedone del bianco · a2 pedone del bianco · b2 pedone del bianco · e2 pedone del bianco · f2 pedone del bianco · h2 pedone del bianco · a1 torre del bianco · c1 alfiere del bianco · d1 donna del bianco · e1 re del bianco · f1 alfiere del bianco · g1 cavallo del bianco · h1 torre del bianco | a8 torre del nero · b8 cavallo del nero · c8 alfiere del nero · d8 donna del nero · e8 re del nero · h8 torre del nero · a7 pedone del nero · b7 pedone del nero · c7 pedone del nero · d7 pedone del nero · f7 pedone del nero · g7 pedone del nero · h7 pedone del nero · e6 pedone del nero · f6 cavallo del nero · b4 alfiere del nero · c4 pedone del bianco · d4 pedone del bianco · c3 cavallo del bianco · g3 pedone del bianco · a2 pedone del bianco · b2 pedone del bianco · e2 pedone del bianco · f2 pedone del bianco · h2 pedone del bianco · a1 torre del bianco · c1 alfiere del bianco · d1 donna del bianco · e1 re del bianco · f1 alfiere del bianco · g1 cavallo del bianco · h1 torre del bianco | a8 torre del nero · b8 cavallo del nero · c8 alfiere del nero · d8 donna del nero · e8 re del nero · h8 torre del nero · a7 pedone del nero · b7 pedone del nero · c7 pedone del nero · d7 pedone del nero · f7 pedone del nero · g7 pedone del nero · h7 pedone del nero · e6 pedone del nero · f6 cavallo del nero · b4 alfiere del nero · c4 pedone del bianco · d4 pedone del bianco · c3 cavallo del bianco · g3 pedone del bianco · a2 pedone del bianco · b2 pedone del bianco · e2 pedone del bianco · f2 pedone del bianco · h2 pedone del bianco · a1 torre del bianco · c1 alfiere del bianco · d1 donna del bianco · e1 re del bianco · f1 alfiere del bianco · g1 cavallo del bianco · h1 torre del bianco | a8 torre del nero · b8 cavallo del nero · c8 alfiere del nero · d8 donna del nero · e8 re del nero · h8 torre del nero · a7 pedone del nero · b7 pedone del nero · c7 pedone del nero · d7 pedone del nero · f7 pedone del nero · g7 pedone del nero · h7 pedone del nero · e6 pedone del nero · f6 cavallo del nero · b4 alfiere del nero · c4 pedone del bianco · d4 pedone del bianco · c3 cavallo del bianco · g3 pedone del bianco · a2 pedone del bianco · b2 pedone del bianco · e2 pedone del bianco · f2 pedone del bianco · h2 pedone del bianco · a1 torre del bianco · c1 alfiere del bianco · d1 donna del bianco · e1 re del bianco · f1 alfiere del bianco · g1 cavallo del bianco · h1 torre del bianco | a8 torre del nero · b8 cavallo del nero · c8 alfiere del nero · d8 donna del nero · e8 re del nero · h8 torre del nero · a7 pedone del nero · b7 pedone del nero · c7 pedone del nero · d7 pedone del nero · f7 pedone del nero · g7 pedone del nero · h7 pedone del nero · e6 pedone del nero · f6 cavallo del nero · b4 alfiere del nero · c4 pedone del bianco · d4 pedone del bianco · c3 cavallo del bianco · g3 pedone del bianco · a2 pedone del bianco · b2 pedone del bianco · e2 pedone del bianco · f2 pedone del bianco · h2 pedone del bianco · a1 torre del bianco · c1 alfiere del bianco · d1 donna del bianco · e1 re del bianco · f1 alfiere del bianco · g1 cavallo del bianco · h1 torre del bianco | a8 torre del nero · b8 cavallo del nero · c8 alfiere del nero · d8 donna del nero · e8 re del nero · h8 torre del nero · a7 pedone del nero · b7 pedone del nero · c7 pedone del nero · d7 pedone del nero · f7 pedone del nero · g7 pedone del nero · h7 pedone del nero · e6 pedone del nero · f6 cavallo del nero · b4 alfiere del nero · c4 pedone del bianco · d4 pedone del bianco · c3 cavallo del bianco · g3 pedone del bianco · a2 pedone del bianco · b2 pedone del bianco · e2 pedone del bianco · f2 pedone del bianco · h2 pedone del bianco · a1 torre del bianco · c1 alfiere del bianco · d1 donna del bianco · e1 re del bianco · f1 alfiere del bianco · g1 cavallo del bianco · h1 torre del bianco | 4 |
| 3 | a8 torre del nero · b8 cavallo del nero · c8 alfiere del nero · d8 donna del nero · e8 re del nero · h8 torre del nero · a7 pedone del nero · b7 pedone del nero · c7 pedone del nero · d7 pedone del nero · f7 pedone del nero · g7 pedone del nero · h7 pedone del nero · e6 pedone del nero · f6 cavallo del nero · b4 alfiere del nero · c4 pedone del bianco · d4 pedone del bianco · c3 cavallo del bianco · g3 pedone del bianco · a2 pedone del bianco · b2 pedone del bianco · e2 pedone del bianco · f2 pedone del bianco · h2 pedone del bianco · a1 torre del bianco · c1 alfiere del bianco · d1 donna del bianco · e1 re del bianco · f1 alfiere del bianco · g1 cavallo del bianco · h1 torre del bianco | a8 torre del nero · b8 cavallo del nero · c8 alfiere del nero · d8 donna del nero · e8 re del nero · h8 torre del nero · a7 pedone del nero · b7 pedone del nero · c7 pedone del nero · d7 pedone del nero · f7 pedone del nero · g7 pedone del nero · h7 pedone del nero · e6 pedone del nero · f6 cavallo del nero · b4 alfiere del nero · c4 pedone del bianco · d4 pedone del bianco · c3 cavallo del bianco · g3 pedone del bianco · a2 pedone del bianco · b2 pedone del bianco · e2 pedone del bianco · f2 pedone del bianco · h2 pedone del bianco · a1 torre del bianco · c1 alfiere del bianco · d1 donna del bianco · e1 re del bianco · f1 alfiere del bianco · g1 cavallo del bianco · h1 torre del bianco | a8 torre del nero · b8 cavallo del nero · c8 alfiere del nero · d8 donna del nero · e8 re del nero · h8 torre del nero · a7 pedone del nero · b7 pedone del nero · c7 pedone del nero · d7 pedone del nero · f7 pedone del nero · g7 pedone del nero · h7 pedone del nero · e6 pedone del nero · f6 cavallo del nero · b4 alfiere del nero · c4 pedone del bianco · d4 pedone del bianco · c3 cavallo del bianco · g3 pedone del bianco · a2 pedone del bianco · b2 pedone del bianco · e2 pedone del bianco · f2 pedone del bianco · h2 pedone del bianco · a1 torre del bianco · c1 alfiere del bianco · d1 donna del bianco · e1 re del bianco · f1 alfiere del bianco · g1 cavallo del bianco · h1 torre del bianco | a8 torre del nero · b8 cavallo del nero · c8 alfiere del nero · d8 donna del nero · e8 re del nero · h8 torre del nero · a7 pedone del nero · b7 pedone del nero · c7 pedone del nero · d7 pedone del nero · f7 pedone del nero · g7 pedone del nero · h7 pedone del nero · e6 pedone del nero · f6 cavallo del nero · b4 alfiere del nero · c4 pedone del bianco · d4 pedone del bianco · c3 cavallo del bianco · g3 pedone del bianco · a2 pedone del bianco · b2 pedone del bianco · e2 pedone del bianco · f2 pedone del bianco · h2 pedone del bianco · a1 torre del bianco · c1 alfiere del bianco · d1 donna del bianco · e1 re del bianco · f1 alfiere del bianco · g1 cavallo del bianco · h1 torre del bianco | a8 torre del nero · b8 cavallo del nero · c8 alfiere del nero · d8 donna del nero · e8 re del nero · h8 torre del nero · a7 pedone del nero · b7 pedone del nero · c7 pedone del nero · d7 pedone del nero · f7 pedone del nero · g7 pedone del nero · h7 pedone del nero · e6 pedone del nero · f6 cavallo del nero · b4 alfiere del nero · c4 pedone del bianco · d4 pedone del bianco · c3 cavallo del bianco · g3 pedone del bianco · a2 pedone del bianco · b2 pedone del bianco · e2 pedone del bianco · f2 pedone del bianco · h2 pedone del bianco · a1 torre del bianco · c1 alfiere del bianco · d1 donna del bianco · e1 re del bianco · f1 alfiere del bianco · g1 cavallo del bianco · h1 torre del bianco | a8 torre del nero · b8 cavallo del nero · c8 alfiere del nero · d8 donna del nero · e8 re del nero · h8 torre del nero · a7 pedone del nero · b7 pedone del nero · c7 pedone del nero · d7 pedone del nero · f7 pedone del nero · g7 pedone del nero · h7 pedone del nero · e6 pedone del nero · f6 cavallo del nero · b4 alfiere del nero · c4 pedone del bianco · d4 pedone del bianco · c3 cavallo del bianco · g3 pedone del bianco · a2 pedone del bianco · b2 pedone del bianco · e2 pedone del bianco · f2 pedone del bianco · h2 pedone del bianco · a1 torre del bianco · c1 alfiere del bianco · d1 donna del bianco · e1 re del bianco · f1 alfiere del bianco · g1 cavallo del bianco · h1 torre del bianco | a8 torre del nero · b8 cavallo del nero · c8 alfiere del nero · d8 donna del nero · e8 re del nero · h8 torre del nero · a7 pedone del nero · b7 pedone del nero · c7 pedone del nero · d7 pedone del nero · f7 pedone del nero · g7 pedone del nero · h7 pedone del nero · e6 pedone del nero · f6 cavallo del nero · b4 alfiere del nero · c4 pedone del bianco · d4 pedone del bianco · c3 cavallo del bianco · g3 pedone del bianco · a2 pedone del bianco · b2 pedone del bianco · e2 pedone del bianco · f2 pedone del bianco · h2 pedone del bianco · a1 torre del bianco · c1 alfiere del bianco · d1 donna del bianco · e1 re del bianco · f1 alfiere del bianco · g1 cavallo del bianco · h1 torre del bianco | a8 torre del nero · b8 cavallo del nero · c8 alfiere del nero · d8 donna del nero · e8 re del nero · h8 torre del nero · a7 pedone del nero · b7 pedone del nero · c7 pedone del nero · d7 pedone del nero · f7 pedone del nero · g7 pedone del nero · h7 pedone del nero · e6 pedone del nero · f6 cavallo del nero · b4 alfiere del nero · c4 pedone del bianco · d4 pedone del bianco · c3 cavallo del bianco · g3 pedone del bianco · a2 pedone del bianco · b2 pedone del bianco · e2 pedone del bianco · f2 pedone del bianco · h2 pedone del bianco · a1 torre del bianco · c1 alfiere del bianco · d1 donna del bianco · e1 re del bianco · f1 alfiere del bianco · g1 cavallo del bianco · h1 torre del bianco | 3 |
| 2 | a8 torre del nero · b8 cavallo del nero · c8 alfiere del nero · d8 donna del nero · e8 re del nero · h8 torre del nero · a7 pedone del nero · b7 pedone del nero · c7 pedone del nero · d7 pedone del nero · f7 pedone del nero · g7 pedone del nero · h7 pedone del nero · e6 pedone del nero · f6 cavallo del nero · b4 alfiere del nero · c4 pedone del bianco · d4 pedone del bianco · c3 cavallo del bianco · g3 pedone del bianco · a2 pedone del bianco · b2 pedone del bianco · e2 pedone del bianco · f2 pedone del bianco · h2 pedone del bianco · a1 torre del bianco · c1 alfiere del bianco · d1 donna del bianco · e1 re del bianco · f1 alfiere del bianco · g1 cavallo del bianco · h1 torre del bianco | a8 torre del nero · b8 cavallo del nero · c8 alfiere del nero · d8 donna del nero · e8 re del nero · h8 torre del nero · a7 pedone del nero · b7 pedone del nero · c7 pedone del nero · d7 pedone del nero · f7 pedone del nero · g7 pedone del nero · h7 pedone del nero · e6 pedone del nero · f6 cavallo del nero · b4 alfiere del nero · c4 pedone del bianco · d4 pedone del bianco · c3 cavallo del bianco · g3 pedone del bianco · a2 pedone del bianco · b2 pedone del bianco · e2 pedone del bianco · f2 pedone del bianco · h2 pedone del bianco · a1 torre del bianco · c1 alfiere del bianco · d1 donna del bianco · e1 re del bianco · f1 alfiere del bianco · g1 cavallo del bianco · h1 torre del bianco | a8 torre del nero · b8 cavallo del nero · c8 alfiere del nero · d8 donna del nero · e8 re del nero · h8 torre del nero · a7 pedone del nero · b7 pedone del nero · c7 pedone del nero · d7 pedone del nero · f7 pedone del nero · g7 pedone del nero · h7 pedone del nero · e6 pedone del nero · f6 cavallo del nero · b4 alfiere del nero · c4 pedone del bianco · d4 pedone del bianco · c3 cavallo del bianco · g3 pedone del bianco · a2 pedone del bianco · b2 pedone del bianco · e2 pedone del bianco · f2 pedone del bianco · h2 pedone del bianco · a1 torre del bianco · c1 alfiere del bianco · d1 donna del bianco · e1 re del bianco · f1 alfiere del bianco · g1 cavallo del bianco · h1 torre del bianco | a8 torre del nero · b8 cavallo del nero · c8 alfiere del nero · d8 donna del nero · e8 re del nero · h8 torre del nero · a7 pedone del nero · b7 pedone del nero · c7 pedone del nero · d7 pedone del nero · f7 pedone del nero · g7 pedone del nero · h7 pedone del nero · e6 pedone del nero · f6 cavallo del nero · b4 alfiere del nero · c4 pedone del bianco · d4 pedone del bianco · c3 cavallo del bianco · g3 pedone del bianco · a2 pedone del bianco · b2 pedone del bianco · e2 pedone del bianco · f2 pedone del bianco · h2 pedone del bianco · a1 torre del bianco · c1 alfiere del bianco · d1 donna del bianco · e1 re del bianco · f1 alfiere del bianco · g1 cavallo del bianco · h1 torre del bianco | a8 torre del nero · b8 cavallo del nero · c8 alfiere del nero · d8 donna del nero · e8 re del nero · h8 torre del nero · a7 pedone del nero · b7 pedone del nero · c7 pedone del nero · d7 pedone del nero · f7 pedone del nero · g7 pedone del nero · h7 pedone del nero · e6 pedone del nero · f6 cavallo del nero · b4 alfiere del nero · c4 pedone del bianco · d4 pedone del bianco · c3 cavallo del bianco · g3 pedone del bianco · a2 pedone del bianco · b2 pedone del bianco · e2 pedone del bianco · f2 pedone del bianco · h2 pedone del bianco · a1 torre del bianco · c1 alfiere del bianco · d1 donna del bianco · e1 re del bianco · f1 alfiere del bianco · g1 cavallo del bianco · h1 torre del bianco | a8 torre del nero · b8 cavallo del nero · c8 alfiere del nero · d8 donna del nero · e8 re del nero · h8 torre del nero · a7 pedone del nero · b7 pedone del nero · c7 pedone del nero · d7 pedone del nero · f7 pedone del nero · g7 pedone del nero · h7 pedone del nero · e6 pedone del nero · f6 cavallo del nero · b4 alfiere del nero · c4 pedone del bianco · d4 pedone del bianco · c3 cavallo del bianco · g3 pedone del bianco · a2 pedone del bianco · b2 pedone del bianco · e2 pedone del bianco · f2 pedone del bianco · h2 pedone del bianco · a1 torre del bianco · c1 alfiere del bianco · d1 donna del bianco · e1 re del bianco · f1 alfiere del bianco · g1 cavallo del bianco · h1 torre del bianco | a8 torre del nero · b8 cavallo del nero · c8 alfiere del nero · d8 donna del nero · e8 re del nero · h8 torre del nero · a7 pedone del nero · b7 pedone del nero · c7 pedone del nero · d7 pedone del nero · f7 pedone del nero · g7 pedone del nero · h7 pedone del nero · e6 pedone del nero · f6 cavallo del nero · b4 alfiere del nero · c4 pedone del bianco · d4 pedone del bianco · c3 cavallo del bianco · g3 pedone del bianco · a2 pedone del bianco · b2 pedone del bianco · e2 pedone del bianco · f2 pedone del bianco · h2 pedone del bianco · a1 torre del bianco · c1 alfiere del bianco · d1 donna del bianco · e1 re del bianco · f1 alfiere del bianco · g1 cavallo del bianco · h1 torre del bianco | a8 torre del nero · b8 cavallo del nero · c8 alfiere del nero · d8 donna del nero · e8 re del nero · h8 torre del nero · a7 pedone del nero · b7 pedone del nero · c7 pedone del nero · d7 pedone del nero · f7 pedone del nero · g7 pedone del nero · h7 pedone del nero · e6 pedone del nero · f6 cavallo del nero · b4 alfiere del nero · c4 pedone del bianco · d4 pedone del bianco · c3 cavallo del bianco · g3 pedone del bianco · a2 pedone del bianco · b2 pedone del bianco · e2 pedone del bianco · f2 pedone del bianco · h2 pedone del bianco · a1 torre del bianco · c1 alfiere del bianco · d1 donna del bianco · e1 re del bianco · f1 alfiere del bianco · g1 cavallo del bianco · h1 torre del bianco | 2 |
| 1 | a8 torre del nero · b8 cavallo del nero · c8 alfiere del nero · d8 donna del nero · e8 re del nero · h8 torre del nero · a7 pedone del nero · b7 pedone del nero · c7 pedone del nero · d7 pedone del nero · f7 pedone del nero · g7 pedone del nero · h7 pedone del nero · e6 pedone del nero · f6 cavallo del nero · b4 alfiere del nero · c4 pedone del bianco · d4 pedone del bianco · c3 cavallo del bianco · g3 pedone del bianco · a2 pedone del bianco · b2 pedone del bianco · e2 pedone del bianco · f2 pedone del bianco · h2 pedone del bianco · a1 torre del bianco · c1 alfiere del bianco · d1 donna del bianco · e1 re del bianco · f1 alfiere del bianco · g1 cavallo del bianco · h1 torre del bianco | a8 torre del nero · b8 cavallo del nero · c8 alfiere del nero · d8 donna del nero · e8 re del nero · h8 torre del nero · a7 pedone del nero · b7 pedone del nero · c7 pedone del nero · d7 pedone del nero · f7 pedone del nero · g7 pedone del nero · h7 pedone del nero · e6 pedone del nero · f6 cavallo del nero · b4 alfiere del nero · c4 pedone del bianco · d4 pedone del bianco · c3 cavallo del bianco · g3 pedone del bianco · a2 pedone del bianco · b2 pedone del bianco · e2 pedone del bianco · f2 pedone del bianco · h2 pedone del bianco · a1 torre del bianco · c1 alfiere del bianco · d1 donna del bianco · e1 re del bianco · f1 alfiere del bianco · g1 cavallo del bianco · h1 torre del bianco | a8 torre del nero · b8 cavallo del nero · c8 alfiere del nero · d8 donna del nero · e8 re del nero · h8 torre del nero · a7 pedone del nero · b7 pedone del nero · c7 pedone del nero · d7 pedone del nero · f7 pedone del nero · g7 pedone del nero · h7 pedone del nero · e6 pedone del nero · f6 cavallo del nero · b4 alfiere del nero · c4 pedone del bianco · d4 pedone del bianco · c3 cavallo del bianco · g3 pedone del bianco · a2 pedone del bianco · b2 pedone del bianco · e2 pedone del bianco · f2 pedone del bianco · h2 pedone del bianco · a1 torre del bianco · c1 alfiere del bianco · d1 donna del bianco · e1 re del bianco · f1 alfiere del bianco · g1 cavallo del bianco · h1 torre del bianco | a8 torre del nero · b8 cavallo del nero · c8 alfiere del nero · d8 donna del nero · e8 re del nero · h8 torre del nero · a7 pedone del nero · b7 pedone del nero · c7 pedone del nero · d7 pedone del nero · f7 pedone del nero · g7 pedone del nero · h7 pedone del nero · e6 pedone del nero · f6 cavallo del nero · b4 alfiere del nero · c4 pedone del bianco · d4 pedone del bianco · c3 cavallo del bianco · g3 pedone del bianco · a2 pedone del bianco · b2 pedone del bianco · e2 pedone del bianco · f2 pedone del bianco · h2 pedone del bianco · a1 torre del bianco · c1 alfiere del bianco · d1 donna del bianco · e1 re del bianco · f1 alfiere del bianco · g1 cavallo del bianco · h1 torre del bianco | a8 torre del nero · b8 cavallo del nero · c8 alfiere del nero · d8 donna del nero · e8 re del nero · h8 torre del nero · a7 pedone del nero · b7 pedone del nero · c7 pedone del nero · d7 pedone del nero · f7 pedone del nero · g7 pedone del nero · h7 pedone del nero · e6 pedone del nero · f6 cavallo del nero · b4 alfiere del nero · c4 pedone del bianco · d4 pedone del bianco · c3 cavallo del bianco · g3 pedone del bianco · a2 pedone del bianco · b2 pedone del bianco · e2 pedone del bianco · f2 pedone del bianco · h2 pedone del bianco · a1 torre del bianco · c1 alfiere del bianco · d1 donna del bianco · e1 re del bianco · f1 alfiere del bianco · g1 cavallo del bianco · h1 torre del bianco | a8 torre del nero · b8 cavallo del nero · c8 alfiere del nero · d8 donna del nero · e8 re del nero · h8 torre del nero · a7 pedone del nero · b7 pedone del nero · c7 pedone del nero · d7 pedone del nero · f7 pedone del nero · g7 pedone del nero · h7 pedone del nero · e6 pedone del nero · f6 cavallo del nero · b4 alfiere del nero · c4 pedone del bianco · d4 pedone del bianco · c3 cavallo del bianco · g3 pedone del bianco · a2 pedone del bianco · b2 pedone del bianco · e2 pedone del bianco · f2 pedone del bianco · h2 pedone del bianco · a1 torre del bianco · c1 alfiere del bianco · d1 donna del bianco · e1 re del bianco · f1 alfiere del bianco · g1 cavallo del bianco · h1 torre del bianco | a8 torre del nero · b8 cavallo del nero · c8 alfiere del nero · d8 donna del nero · e8 re del nero · h8 torre del nero · a7 pedone del nero · b7 pedone del nero · c7 pedone del nero · d7 pedone del nero · f7 pedone del nero · g7 pedone del nero · h7 pedone del nero · e6 pedone del nero · f6 cavallo del nero · b4 alfiere del nero · c4 pedone del bianco · d4 pedone del bianco · c3 cavallo del bianco · g3 pedone del bianco · a2 pedone del bianco · b2 pedone del bianco · e2 pedone del bianco · f2 pedone del bianco · h2 pedone del bianco · a1 torre del bianco · c1 alfiere del bianco · d1 donna del bianco · e1 re del bianco · f1 alfiere del bianco · g1 cavallo del bianco · h1 torre del bianco | a8 torre del nero · b8 cavallo del nero · c8 alfiere del nero · d8 donna del nero · e8 re del nero · h8 torre del nero · a7 pedone del nero · b7 pedone del nero · c7 pedone del nero · d7 pedone del nero · f7 pedone del nero · g7 pedone del nero · h7 pedone del nero · e6 pedone del nero · f6 cavallo del nero · b4 alfiere del nero · c4 pedone del bianco · d4 pedone del bianco · c3 cavallo del bianco · g3 pedone del bianco · a2 pedone del bianco · b2 pedone del bianco · e2 pedone del bianco · f2 pedone del bianco · h2 pedone del bianco · a1 torre del bianco · c1 alfiere del bianco · d1 donna del bianco · e1 re del bianco · f1 alfiere del bianco · g1 cavallo del bianco · h1 torre del bianco | 1 |
|   | a | b | c | d | e | f | g | h |   |

Questa linea di gioco fu giocata per un breve periodo alla fine degli anni '30 da Aleksandr Alechin e poi dimenticata fino alla sua riscoperta negli anni '80 per merito di Oleh Romanyšyn. Non è molto giocata in quanto il nero può mettere immediatamente sotto pressione il centro del bianco con 4. ... c5 con buon gioco.

### 4. f3 Variante Kmoch
|   | a | b | c | d | e | f | g | h |   |
| 8 | a8 torre del nero · b8 cavallo del nero · c8 alfiere del nero · d8 donna del nero · e8 re del nero · h8 torre del nero · a7 pedone del nero · b7 pedone del nero · c7 pedone del nero · d7 pedone del nero · f7 pedone del nero · g7 pedone del nero · h7 pedone del nero · e6 pedone del nero · f6 cavallo del nero · b4 alfiere del nero · c4 pedone del bianco · d4 pedone del bianco · c3 cavallo del bianco · f3 pedone del bianco · a2 pedone del bianco · b2 pedone del bianco · e2 pedone del bianco · g2 pedone del bianco · h2 pedone del bianco · a1 torre del bianco · c1 alfiere del bianco · d1 donna del bianco · e1 re del bianco · f1 alfiere del bianco · g1 cavallo del bianco · h1 torre del bianco | a8 torre del nero · b8 cavallo del nero · c8 alfiere del nero · d8 donna del nero · e8 re del nero · h8 torre del nero · a7 pedone del nero · b7 pedone del nero · c7 pedone del nero · d7 pedone del nero · f7 pedone del nero · g7 pedone del nero · h7 pedone del nero · e6 pedone del nero · f6 cavallo del nero · b4 alfiere del nero · c4 pedone del bianco · d4 pedone del bianco · c3 cavallo del bianco · f3 pedone del bianco · a2 pedone del bianco · b2 pedone del bianco · e2 pedone del bianco · g2 pedone del bianco · h2 pedone del bianco · a1 torre del bianco · c1 alfiere del bianco · d1 donna del bianco · e1 re del bianco · f1 alfiere del bianco · g1 cavallo del bianco · h1 torre del bianco | a8 torre del nero · b8 cavallo del nero · c8 alfiere del nero · d8 donna del nero · e8 re del nero · h8 torre del nero · a7 pedone del nero · b7 pedone del nero · c7 pedone del nero · d7 pedone del nero · f7 pedone del nero · g7 pedone del nero · h7 pedone del nero · e6 pedone del nero · f6 cavallo del nero · b4 alfiere del nero · c4 pedone del bianco · d4 pedone del bianco · c3 cavallo del bianco · f3 pedone del bianco · a2 pedone del bianco · b2 pedone del bianco · e2 pedone del bianco · g2 pedone del bianco · h2 pedone del bianco · a1 torre del bianco · c1 alfiere del bianco · d1 donna del bianco · e1 re del bianco · f1 alfiere del bianco · g1 cavallo del bianco · h1 torre del bianco | a8 torre del nero · b8 cavallo del nero · c8 alfiere del nero · d8 donna del nero · e8 re del nero · h8 torre del nero · a7 pedone del nero · b7 pedone del nero · c7 pedone del nero · d7 pedone del nero · f7 pedone del nero · g7 pedone del nero · h7 pedone del nero · e6 pedone del nero · f6 cavallo del nero · b4 alfiere del nero · c4 pedone del bianco · d4 pedone del bianco · c3 cavallo del bianco · f3 pedone del bianco · a2 pedone del bianco · b2 pedone del bianco · e2 pedone del bianco · g2 pedone del bianco · h2 pedone del bianco · a1 torre del bianco · c1 alfiere del bianco · d1 donna del bianco · e1 re del bianco · f1 alfiere del bianco · g1 cavallo del bianco · h1 torre del bianco | a8 torre del nero · b8 cavallo del nero · c8 alfiere del nero · d8 donna del nero · e8 re del nero · h8 torre del nero · a7 pedone del nero · b7 pedone del nero · c7 pedone del nero · d7 pedone del nero · f7 pedone del nero · g7 pedone del nero · h7 pedone del nero · e6 pedone del nero · f6 cavallo del nero · b4 alfiere del nero · c4 pedone del bianco · d4 pedone del bianco · c3 cavallo del bianco · f3 pedone del bianco · a2 pedone del bianco · b2 pedone del bianco · e2 pedone del bianco · g2 pedone del bianco · h2 pedone del bianco · a1 torre del bianco · c1 alfiere del bianco · d1 donna del bianco · e1 re del bianco · f1 alfiere del bianco · g1 cavallo del bianco · h1 torre del bianco | a8 torre del nero · b8 cavallo del nero · c8 alfiere del nero · d8 donna del nero · e8 re del nero · h8 torre del nero · a7 pedone del nero · b7 pedone del nero · c7 pedone del nero · d7 pedone del nero · f7 pedone del nero · g7 pedone del nero · h7 pedone del nero · e6 pedone del nero · f6 cavallo del nero · b4 alfiere del nero · c4 pedone del bianco · d4 pedone del bianco · c3 cavallo del bianco · f3 pedone del bianco · a2 pedone del bianco · b2 pedone del bianco · e2 pedone del bianco · g2 pedone del bianco · h2 pedone del bianco · a1 torre del bianco · c1 alfiere del bianco · d1 donna del bianco · e1 re del bianco · f1 alfiere del bianco · g1 cavallo del bianco · h1 torre del bianco | a8 torre del nero · b8 cavallo del nero · c8 alfiere del nero · d8 donna del nero · e8 re del nero · h8 torre del nero · a7 pedone del nero · b7 pedone del nero · c7 pedone del nero · d7 pedone del nero · f7 pedone del nero · g7 pedone del nero · h7 pedone del nero · e6 pedone del nero · f6 cavallo del nero · b4 alfiere del nero · c4 pedone del bianco · d4 pedone del bianco · c3 cavallo del bianco · f3 pedone del bianco · a2 pedone del bianco · b2 pedone del bianco · e2 pedone del bianco · g2 pedone del bianco · h2 pedone del bianco · a1 torre del bianco · c1 alfiere del bianco · d1 donna del bianco · e1 re del bianco · f1 alfiere del bianco · g1 cavallo del bianco · h1 torre del bianco | a8 torre del nero · b8 cavallo del nero · c8 alfiere del nero · d8 donna del nero · e8 re del nero · h8 torre del nero · a7 pedone del nero · b7 pedone del nero · c7 pedone del nero · d7 pedone del nero · f7 pedone del nero · g7 pedone del nero · h7 pedone del nero · e6 pedone del nero · f6 cavallo del nero · b4 alfiere del nero · c4 pedone del bianco · d4 pedone del bianco · c3 cavallo del bianco · f3 pedone del bianco · a2 pedone del bianco · b2 pedone del bianco · e2 pedone del bianco · g2 pedone del bianco · h2 pedone del bianco · a1 torre del bianco · c1 alfiere del bianco · d1 donna del bianco · e1 re del bianco · f1 alfiere del bianco · g1 cavallo del bianco · h1 torre del bianco | 8 |
| 7 | a8 torre del nero · b8 cavallo del nero · c8 alfiere del nero · d8 donna del nero · e8 re del nero · h8 torre del nero · a7 pedone del nero · b7 pedone del nero · c7 pedone del nero · d7 pedone del nero · f7 pedone del nero · g7 pedone del nero · h7 pedone del nero · e6 pedone del nero · f6 cavallo del nero · b4 alfiere del nero · c4 pedone del bianco · d4 pedone del bianco · c3 cavallo del bianco · f3 pedone del bianco · a2 pedone del bianco · b2 pedone del bianco · e2 pedone del bianco · g2 pedone del bianco · h2 pedone del bianco · a1 torre del bianco · c1 alfiere del bianco · d1 donna del bianco · e1 re del bianco · f1 alfiere del bianco · g1 cavallo del bianco · h1 torre del bianco | a8 torre del nero · b8 cavallo del nero · c8 alfiere del nero · d8 donna del nero · e8 re del nero · h8 torre del nero · a7 pedone del nero · b7 pedone del nero · c7 pedone del nero · d7 pedone del nero · f7 pedone del nero · g7 pedone del nero · h7 pedone del nero · e6 pedone del nero · f6 cavallo del nero · b4 alfiere del nero · c4 pedone del bianco · d4 pedone del bianco · c3 cavallo del bianco · f3 pedone del bianco · a2 pedone del bianco · b2 pedone del bianco · e2 pedone del bianco · g2 pedone del bianco · h2 pedone del bianco · a1 torre del bianco · c1 alfiere del bianco · d1 donna del bianco · e1 re del bianco · f1 alfiere del bianco · g1 cavallo del bianco · h1 torre del bianco | a8 torre del nero · b8 cavallo del nero · c8 alfiere del nero · d8 donna del nero · e8 re del nero · h8 torre del nero · a7 pedone del nero · b7 pedone del nero · c7 pedone del nero · d7 pedone del nero · f7 pedone del nero · g7 pedone del nero · h7 pedone del nero · e6 pedone del nero · f6 cavallo del nero · b4 alfiere del nero · c4 pedone del bianco · d4 pedone del bianco · c3 cavallo del bianco · f3 pedone del bianco · a2 pedone del bianco · b2 pedone del bianco · e2 pedone del bianco · g2 pedone del bianco · h2 pedone del bianco · a1 torre del bianco · c1 alfiere del bianco · d1 donna del bianco · e1 re del bianco · f1 alfiere del bianco · g1 cavallo del bianco · h1 torre del bianco | a8 torre del nero · b8 cavallo del nero · c8 alfiere del nero · d8 donna del nero · e8 re del nero · h8 torre del nero · a7 pedone del nero · b7 pedone del nero · c7 pedone del nero · d7 pedone del nero · f7 pedone del nero · g7 pedone del nero · h7 pedone del nero · e6 pedone del nero · f6 cavallo del nero · b4 alfiere del nero · c4 pedone del bianco · d4 pedone del bianco · c3 cavallo del bianco · f3 pedone del bianco · a2 pedone del bianco · b2 pedone del bianco · e2 pedone del bianco · g2 pedone del bianco · h2 pedone del bianco · a1 torre del bianco · c1 alfiere del bianco · d1 donna del bianco · e1 re del bianco · f1 alfiere del bianco · g1 cavallo del bianco · h1 torre del bianco | a8 torre del nero · b8 cavallo del nero · c8 alfiere del nero · d8 donna del nero · e8 re del nero · h8 torre del nero · a7 pedone del nero · b7 pedone del nero · c7 pedone del nero · d7 pedone del nero · f7 pedone del nero · g7 pedone del nero · h7 pedone del nero · e6 pedone del nero · f6 cavallo del nero · b4 alfiere del nero · c4 pedone del bianco · d4 pedone del bianco · c3 cavallo del bianco · f3 pedone del bianco · a2 pedone del bianco · b2 pedone del bianco · e2 pedone del bianco · g2 pedone del bianco · h2 pedone del bianco · a1 torre del bianco · c1 alfiere del bianco · d1 donna del bianco · e1 re del bianco · f1 alfiere del bianco · g1 cavallo del bianco · h1 torre del bianco | a8 torre del nero · b8 cavallo del nero · c8 alfiere del nero · d8 donna del nero · e8 re del nero · h8 torre del nero · a7 pedone del nero · b7 pedone del nero · c7 pedone del nero · d7 pedone del nero · f7 pedone del nero · g7 pedone del nero · h7 pedone del nero · e6 pedone del nero · f6 cavallo del nero · b4 alfiere del nero · c4 pedone del bianco · d4 pedone del bianco · c3 cavallo del bianco · f3 pedone del bianco · a2 pedone del bianco · b2 pedone del bianco · e2 pedone del bianco · g2 pedone del bianco · h2 pedone del bianco · a1 torre del bianco · c1 alfiere del bianco · d1 donna del bianco · e1 re del bianco · f1 alfiere del bianco · g1 cavallo del bianco · h1 torre del bianco | a8 torre del nero · b8 cavallo del nero · c8 alfiere del nero · d8 donna del nero · e8 re del nero · h8 torre del nero · a7 pedone del nero · b7 pedone del nero · c7 pedone del nero · d7 pedone del nero · f7 pedone del nero · g7 pedone del nero · h7 pedone del nero · e6 pedone del nero · f6 cavallo del nero · b4 alfiere del nero · c4 pedone del bianco · d4 pedone del bianco · c3 cavallo del bianco · f3 pedone del bianco · a2 pedone del bianco · b2 pedone del bianco · e2 pedone del bianco · g2 pedone del bianco · h2 pedone del bianco · a1 torre del bianco · c1 alfiere del bianco · d1 donna del bianco · e1 re del bianco · f1 alfiere del bianco · g1 cavallo del bianco · h1 torre del bianco | a8 torre del nero · b8 cavallo del nero · c8 alfiere del nero · d8 donna del nero · e8 re del nero · h8 torre del nero · a7 pedone del nero · b7 pedone del nero · c7 pedone del nero · d7 pedone del nero · f7 pedone del nero · g7 pedone del nero · h7 pedone del nero · e6 pedone del nero · f6 cavallo del nero · b4 alfiere del nero · c4 pedone del bianco · d4 pedone del bianco · c3 cavallo del bianco · f3 pedone del bianco · a2 pedone del bianco · b2 pedone del bianco · e2 pedone del bianco · g2 pedone del bianco · h2 pedone del bianco · a1 torre del bianco · c1 alfiere del bianco · d1 donna del bianco · e1 re del bianco · f1 alfiere del bianco · g1 cavallo del bianco · h1 torre del bianco | 7 |
| 6 | a8 torre del nero · b8 cavallo del nero · c8 alfiere del nero · d8 donna del nero · e8 re del nero · h8 torre del nero · a7 pedone del nero · b7 pedone del nero · c7 pedone del nero · d7 pedone del nero · f7 pedone del nero · g7 pedone del nero · h7 pedone del nero · e6 pedone del nero · f6 cavallo del nero · b4 alfiere del nero · c4 pedone del bianco · d4 pedone del bianco · c3 cavallo del bianco · f3 pedone del bianco · a2 pedone del bianco · b2 pedone del bianco · e2 pedone del bianco · g2 pedone del bianco · h2 pedone del bianco · a1 torre del bianco · c1 alfiere del bianco · d1 donna del bianco · e1 re del bianco · f1 alfiere del bianco · g1 cavallo del bianco · h1 torre del bianco | a8 torre del nero · b8 cavallo del nero · c8 alfiere del nero · d8 donna del nero · e8 re del nero · h8 torre del nero · a7 pedone del nero · b7 pedone del nero · c7 pedone del nero · d7 pedone del nero · f7 pedone del nero · g7 pedone del nero · h7 pedone del nero · e6 pedone del nero · f6 cavallo del nero · b4 alfiere del nero · c4 pedone del bianco · d4 pedone del bianco · c3 cavallo del bianco · f3 pedone del bianco · a2 pedone del bianco · b2 pedone del bianco · e2 pedone del bianco · g2 pedone del bianco · h2 pedone del bianco · a1 torre del bianco · c1 alfiere del bianco · d1 donna del bianco · e1 re del bianco · f1 alfiere del bianco · g1 cavallo del bianco · h1 torre del bianco | a8 torre del nero · b8 cavallo del nero · c8 alfiere del nero · d8 donna del nero · e8 re del nero · h8 torre del nero · a7 pedone del nero · b7 pedone del nero · c7 pedone del nero · d7 pedone del nero · f7 pedone del nero · g7 pedone del nero · h7 pedone del nero · e6 pedone del nero · f6 cavallo del nero · b4 alfiere del nero · c4 pedone del bianco · d4 pedone del bianco · c3 cavallo del bianco · f3 pedone del bianco · a2 pedone del bianco · b2 pedone del bianco · e2 pedone del bianco · g2 pedone del bianco · h2 pedone del bianco · a1 torre del bianco · c1 alfiere del bianco · d1 donna del bianco · e1 re del bianco · f1 alfiere del bianco · g1 cavallo del bianco · h1 torre del bianco | a8 torre del nero · b8 cavallo del nero · c8 alfiere del nero · d8 donna del nero · e8 re del nero · h8 torre del nero · a7 pedone del nero · b7 pedone del nero · c7 pedone del nero · d7 pedone del nero · f7 pedone del nero · g7 pedone del nero · h7 pedone del nero · e6 pedone del nero · f6 cavallo del nero · b4 alfiere del nero · c4 pedone del bianco · d4 pedone del bianco · c3 cavallo del bianco · f3 pedone del bianco · a2 pedone del bianco · b2 pedone del bianco · e2 pedone del bianco · g2 pedone del bianco · h2 pedone del bianco · a1 torre del bianco · c1 alfiere del bianco · d1 donna del bianco · e1 re del bianco · f1 alfiere del bianco · g1 cavallo del bianco · h1 torre del bianco | a8 torre del nero · b8 cavallo del nero · c8 alfiere del nero · d8 donna del nero · e8 re del nero · h8 torre del nero · a7 pedone del nero · b7 pedone del nero · c7 pedone del nero · d7 pedone del nero · f7 pedone del nero · g7 pedone del nero · h7 pedone del nero · e6 pedone del nero · f6 cavallo del nero · b4 alfiere del nero · c4 pedone del bianco · d4 pedone del bianco · c3 cavallo del bianco · f3 pedone del bianco · a2 pedone del bianco · b2 pedone del bianco · e2 pedone del bianco · g2 pedone del bianco · h2 pedone del bianco · a1 torre del bianco · c1 alfiere del bianco · d1 donna del bianco · e1 re del bianco · f1 alfiere del bianco · g1 cavallo del bianco · h1 torre del bianco | a8 torre del nero · b8 cavallo del nero · c8 alfiere del nero · d8 donna del nero · e8 re del nero · h8 torre del nero · a7 pedone del nero · b7 pedone del nero · c7 pedone del nero · d7 pedone del nero · f7 pedone del nero · g7 pedone del nero · h7 pedone del nero · e6 pedone del nero · f6 cavallo del nero · b4 alfiere del nero · c4 pedone del bianco · d4 pedone del bianco · c3 cavallo del bianco · f3 pedone del bianco · a2 pedone del bianco · b2 pedone del bianco · e2 pedone del bianco · g2 pedone del bianco · h2 pedone del bianco · a1 torre del bianco · c1 alfiere del bianco · d1 donna del bianco · e1 re del bianco · f1 alfiere del bianco · g1 cavallo del bianco · h1 torre del bianco | a8 torre del nero · b8 cavallo del nero · c8 alfiere del nero · d8 donna del nero · e8 re del nero · h8 torre del nero · a7 pedone del nero · b7 pedone del nero · c7 pedone del nero · d7 pedone del nero · f7 pedone del nero · g7 pedone del nero · h7 pedone del nero · e6 pedone del nero · f6 cavallo del nero · b4 alfiere del nero · c4 pedone del bianco · d4 pedone del bianco · c3 cavallo del bianco · f3 pedone del bianco · a2 pedone del bianco · b2 pedone del bianco · e2 pedone del bianco · g2 pedone del bianco · h2 pedone del bianco · a1 torre del bianco · c1 alfiere del bianco · d1 donna del bianco · e1 re del bianco · f1 alfiere del bianco · g1 cavallo del bianco · h1 torre del bianco | a8 torre del nero · b8 cavallo del nero · c8 alfiere del nero · d8 donna del nero · e8 re del nero · h8 torre del nero · a7 pedone del nero · b7 pedone del nero · c7 pedone del nero · d7 pedone del nero · f7 pedone del nero · g7 pedone del nero · h7 pedone del nero · e6 pedone del nero · f6 cavallo del nero · b4 alfiere del nero · c4 pedone del bianco · d4 pedone del bianco · c3 cavallo del bianco · f3 pedone del bianco · a2 pedone del bianco · b2 pedone del bianco · e2 pedone del bianco · g2 pedone del bianco · h2 pedone del bianco · a1 torre del bianco · c1 alfiere del bianco · d1 donna del bianco · e1 re del bianco · f1 alfiere del bianco · g1 cavallo del bianco · h1 torre del bianco | 6 |
| 5 | a8 torre del nero · b8 cavallo del nero · c8 alfiere del nero · d8 donna del nero · e8 re del nero · h8 torre del nero · a7 pedone del nero · b7 pedone del nero · c7 pedone del nero · d7 pedone del nero · f7 pedone del nero · g7 pedone del nero · h7 pedone del nero · e6 pedone del nero · f6 cavallo del nero · b4 alfiere del nero · c4 pedone del bianco · d4 pedone del bianco · c3 cavallo del bianco · f3 pedone del bianco · a2 pedone del bianco · b2 pedone del bianco · e2 pedone del bianco · g2 pedone del bianco · h2 pedone del bianco · a1 torre del bianco · c1 alfiere del bianco · d1 donna del bianco · e1 re del bianco · f1 alfiere del bianco · g1 cavallo del bianco · h1 torre del bianco | a8 torre del nero · b8 cavallo del nero · c8 alfiere del nero · d8 donna del nero · e8 re del nero · h8 torre del nero · a7 pedone del nero · b7 pedone del nero · c7 pedone del nero · d7 pedone del nero · f7 pedone del nero · g7 pedone del nero · h7 pedone del nero · e6 pedone del nero · f6 cavallo del nero · b4 alfiere del nero · c4 pedone del bianco · d4 pedone del bianco · c3 cavallo del bianco · f3 pedone del bianco · a2 pedone del bianco · b2 pedone del bianco · e2 pedone del bianco · g2 pedone del bianco · h2 pedone del bianco · a1 torre del bianco · c1 alfiere del bianco · d1 donna del bianco · e1 re del bianco · f1 alfiere del bianco · g1 cavallo del bianco · h1 torre del bianco | a8 torre del nero · b8 cavallo del nero · c8 alfiere del nero · d8 donna del nero · e8 re del nero · h8 torre del nero · a7 pedone del nero · b7 pedone del nero · c7 pedone del nero · d7 pedone del nero · f7 pedone del nero · g7 pedone del nero · h7 pedone del nero · e6 pedone del nero · f6 cavallo del nero · b4 alfiere del nero · c4 pedone del bianco · d4 pedone del bianco · c3 cavallo del bianco · f3 pedone del bianco · a2 pedone del bianco · b2 pedone del bianco · e2 pedone del bianco · g2 pedone del bianco · h2 pedone del bianco · a1 torre del bianco · c1 alfiere del bianco · d1 donna del bianco · e1 re del bianco · f1 alfiere del bianco · g1 cavallo del bianco · h1 torre del bianco | a8 torre del nero · b8 cavallo del nero · c8 alfiere del nero · d8 donna del nero · e8 re del nero · h8 torre del nero · a7 pedone del nero · b7 pedone del nero · c7 pedone del nero · d7 pedone del nero · f7 pedone del nero · g7 pedone del nero · h7 pedone del nero · e6 pedone del nero · f6 cavallo del nero · b4 alfiere del nero · c4 pedone del bianco · d4 pedone del bianco · c3 cavallo del bianco · f3 pedone del bianco · a2 pedone del bianco · b2 pedone del bianco · e2 pedone del bianco · g2 pedone del bianco · h2 pedone del bianco · a1 torre del bianco · c1 alfiere del bianco · d1 donna del bianco · e1 re del bianco · f1 alfiere del bianco · g1 cavallo del bianco · h1 torre del bianco | a8 torre del nero · b8 cavallo del nero · c8 alfiere del nero · d8 donna del nero · e8 re del nero · h8 torre del nero · a7 pedone del nero · b7 pedone del nero · c7 pedone del nero · d7 pedone del nero · f7 pedone del nero · g7 pedone del nero · h7 pedone del nero · e6 pedone del nero · f6 cavallo del nero · b4 alfiere del nero · c4 pedone del bianco · d4 pedone del bianco · c3 cavallo del bianco · f3 pedone del bianco · a2 pedone del bianco · b2 pedone del bianco · e2 pedone del bianco · g2 pedone del bianco · h2 pedone del bianco · a1 torre del bianco · c1 alfiere del bianco · d1 donna del bianco · e1 re del bianco · f1 alfiere del bianco · g1 cavallo del bianco · h1 torre del bianco | a8 torre del nero · b8 cavallo del nero · c8 alfiere del nero · d8 donna del nero · e8 re del nero · h8 torre del nero · a7 pedone del nero · b7 pedone del nero · c7 pedone del nero · d7 pedone del nero · f7 pedone del nero · g7 pedone del nero · h7 pedone del nero · e6 pedone del nero · f6 cavallo del nero · b4 alfiere del nero · c4 pedone del bianco · d4 pedone del bianco · c3 cavallo del bianco · f3 pedone del bianco · a2 pedone del bianco · b2 pedone del bianco · e2 pedone del bianco · g2 pedone del bianco · h2 pedone del bianco · a1 torre del bianco · c1 alfiere del bianco · d1 donna del bianco · e1 re del bianco · f1 alfiere del bianco · g1 cavallo del bianco · h1 torre del bianco | a8 torre del nero · b8 cavallo del nero · c8 alfiere del nero · d8 donna del nero · e8 re del nero · h8 torre del nero · a7 pedone del nero · b7 pedone del nero · c7 pedone del nero · d7 pedone del nero · f7 pedone del nero · g7 pedone del nero · h7 pedone del nero · e6 pedone del nero · f6 cavallo del nero · b4 alfiere del nero · c4 pedone del bianco · d4 pedone del bianco · c3 cavallo del bianco · f3 pedone del bianco · a2 pedone del bianco · b2 pedone del bianco · e2 pedone del bianco · g2 pedone del bianco · h2 pedone del bianco · a1 torre del bianco · c1 alfiere del bianco · d1 donna del bianco · e1 re del bianco · f1 alfiere del bianco · g1 cavallo del bianco · h1 torre del bianco | a8 torre del nero · b8 cavallo del nero · c8 alfiere del nero · d8 donna del nero · e8 re del nero · h8 torre del nero · a7 pedone del nero · b7 pedone del nero · c7 pedone del nero · d7 pedone del nero · f7 pedone del nero · g7 pedone del nero · h7 pedone del nero · e6 pedone del nero · f6 cavallo del nero · b4 alfiere del nero · c4 pedone del bianco · d4 pedone del bianco · c3 cavallo del bianco · f3 pedone del bianco · a2 pedone del bianco · b2 pedone del bianco · e2 pedone del bianco · g2 pedone del bianco · h2 pedone del bianco · a1 torre del bianco · c1 alfiere del bianco · d1 donna del bianco · e1 re del bianco · f1 alfiere del bianco · g1 cavallo del bianco · h1 torre del bianco | 5 |
| 4 | a8 torre del nero · b8 cavallo del nero · c8 alfiere del nero · d8 donna del nero · e8 re del nero · h8 torre del nero · a7 pedone del nero · b7 pedone del nero · c7 pedone del nero · d7 pedone del nero · f7 pedone del nero · g7 pedone del nero · h7 pedone del nero · e6 pedone del nero · f6 cavallo del nero · b4 alfiere del nero · c4 pedone del bianco · d4 pedone del bianco · c3 cavallo del bianco · f3 pedone del bianco · a2 pedone del bianco · b2 pedone del bianco · e2 pedone del bianco · g2 pedone del bianco · h2 pedone del bianco · a1 torre del bianco · c1 alfiere del bianco · d1 donna del bianco · e1 re del bianco · f1 alfiere del bianco · g1 cavallo del bianco · h1 torre del bianco | a8 torre del nero · b8 cavallo del nero · c8 alfiere del nero · d8 donna del nero · e8 re del nero · h8 torre del nero · a7 pedone del nero · b7 pedone del nero · c7 pedone del nero · d7 pedone del nero · f7 pedone del nero · g7 pedone del nero · h7 pedone del nero · e6 pedone del nero · f6 cavallo del nero · b4 alfiere del nero · c4 pedone del bianco · d4 pedone del bianco · c3 cavallo del bianco · f3 pedone del bianco · a2 pedone del bianco · b2 pedone del bianco · e2 pedone del bianco · g2 pedone del bianco · h2 pedone del bianco · a1 torre del bianco · c1 alfiere del bianco · d1 donna del bianco · e1 re del bianco · f1 alfiere del bianco · g1 cavallo del bianco · h1 torre del bianco | a8 torre del nero · b8 cavallo del nero · c8 alfiere del nero · d8 donna del nero · e8 re del nero · h8 torre del nero · a7 pedone del nero · b7 pedone del nero · c7 pedone del nero · d7 pedone del nero · f7 pedone del nero · g7 pedone del nero · h7 pedone del nero · e6 pedone del nero · f6 cavallo del nero · b4 alfiere del nero · c4 pedone del bianco · d4 pedone del bianco · c3 cavallo del bianco · f3 pedone del bianco · a2 pedone del bianco · b2 pedone del bianco · e2 pedone del bianco · g2 pedone del bianco · h2 pedone del bianco · a1 torre del bianco · c1 alfiere del bianco · d1 donna del bianco · e1 re del bianco · f1 alfiere del bianco · g1 cavallo del bianco · h1 torre del bianco | a8 torre del nero · b8 cavallo del nero · c8 alfiere del nero · d8 donna del nero · e8 re del nero · h8 torre del nero · a7 pedone del nero · b7 pedone del nero · c7 pedone del nero · d7 pedone del nero · f7 pedone del nero · g7 pedone del nero · h7 pedone del nero · e6 pedone del nero · f6 cavallo del nero · b4 alfiere del nero · c4 pedone del bianco · d4 pedone del bianco · c3 cavallo del bianco · f3 pedone del bianco · a2 pedone del bianco · b2 pedone del bianco · e2 pedone del bianco · g2 pedone del bianco · h2 pedone del bianco · a1 torre del bianco · c1 alfiere del bianco · d1 donna del bianco · e1 re del bianco · f1 alfiere del bianco · g1 cavallo del bianco · h1 torre del bianco | a8 torre del nero · b8 cavallo del nero · c8 alfiere del nero · d8 donna del nero · e8 re del nero · h8 torre del nero · a7 pedone del nero · b7 pedone del nero · c7 pedone del nero · d7 pedone del nero · f7 pedone del nero · g7 pedone del nero · h7 pedone del nero · e6 pedone del nero · f6 cavallo del nero · b4 alfiere del nero · c4 pedone del bianco · d4 pedone del bianco · c3 cavallo del bianco · f3 pedone del bianco · a2 pedone del bianco · b2 pedone del bianco · e2 pedone del bianco · g2 pedone del bianco · h2 pedone del bianco · a1 torre del bianco · c1 alfiere del bianco · d1 donna del bianco · e1 re del bianco · f1 alfiere del bianco · g1 cavallo del bianco · h1 torre del bianco | a8 torre del nero · b8 cavallo del nero · c8 alfiere del nero · d8 donna del nero · e8 re del nero · h8 torre del nero · a7 pedone del nero · b7 pedone del nero · c7 pedone del nero · d7 pedone del nero · f7 pedone del nero · g7 pedone del nero · h7 pedone del nero · e6 pedone del nero · f6 cavallo del nero · b4 alfiere del nero · c4 pedone del bianco · d4 pedone del bianco · c3 cavallo del bianco · f3 pedone del bianco · a2 pedone del bianco · b2 pedone del bianco · e2 pedone del bianco · g2 pedone del bianco · h2 pedone del bianco · a1 torre del bianco · c1 alfiere del bianco · d1 donna del bianco · e1 re del bianco · f1 alfiere del bianco · g1 cavallo del bianco · h1 torre del bianco | a8 torre del nero · b8 cavallo del nero · c8 alfiere del nero · d8 donna del nero · e8 re del nero · h8 torre del nero · a7 pedone del nero · b7 pedone del nero · c7 pedone del nero · d7 pedone del nero · f7 pedone del nero · g7 pedone del nero · h7 pedone del nero · e6 pedone del nero · f6 cavallo del nero · b4 alfiere del nero · c4 pedone del bianco · d4 pedone del bianco · c3 cavallo del bianco · f3 pedone del bianco · a2 pedone del bianco · b2 pedone del bianco · e2 pedone del bianco · g2 pedone del bianco · h2 pedone del bianco · a1 torre del bianco · c1 alfiere del bianco · d1 donna del bianco · e1 re del bianco · f1 alfiere del bianco · g1 cavallo del bianco · h1 torre del bianco | a8 torre del nero · b8 cavallo del nero · c8 alfiere del nero · d8 donna del nero · e8 re del nero · h8 torre del nero · a7 pedone del nero · b7 pedone del nero · c7 pedone del nero · d7 pedone del nero · f7 pedone del nero · g7 pedone del nero · h7 pedone del nero · e6 pedone del nero · f6 cavallo del nero · b4 alfiere del nero · c4 pedone del bianco · d4 pedone del bianco · c3 cavallo del bianco · f3 pedone del bianco · a2 pedone del bianco · b2 pedone del bianco · e2 pedone del bianco · g2 pedone del bianco · h2 pedone del bianco · a1 torre del bianco · c1 alfiere del bianco · d1 donna del bianco · e1 re del bianco · f1 alfiere del bianco · g1 cavallo del bianco · h1 torre del bianco | 4 |
| 3 | a8 torre del nero · b8 cavallo del nero · c8 alfiere del nero · d8 donna del nero · e8 re del nero · h8 torre del nero · a7 pedone del nero · b7 pedone del nero · c7 pedone del nero · d7 pedone del nero · f7 pedone del nero · g7 pedone del nero · h7 pedone del nero · e6 pedone del nero · f6 cavallo del nero · b4 alfiere del nero · c4 pedone del bianco · d4 pedone del bianco · c3 cavallo del bianco · f3 pedone del bianco · a2 pedone del bianco · b2 pedone del bianco · e2 pedone del bianco · g2 pedone del bianco · h2 pedone del bianco · a1 torre del bianco · c1 alfiere del bianco · d1 donna del bianco · e1 re del bianco · f1 alfiere del bianco · g1 cavallo del bianco · h1 torre del bianco | a8 torre del nero · b8 cavallo del nero · c8 alfiere del nero · d8 donna del nero · e8 re del nero · h8 torre del nero · a7 pedone del nero · b7 pedone del nero · c7 pedone del nero · d7 pedone del nero · f7 pedone del nero · g7 pedone del nero · h7 pedone del nero · e6 pedone del nero · f6 cavallo del nero · b4 alfiere del nero · c4 pedone del bianco · d4 pedone del bianco · c3 cavallo del bianco · f3 pedone del bianco · a2 pedone del bianco · b2 pedone del bianco · e2 pedone del bianco · g2 pedone del bianco · h2 pedone del bianco · a1 torre del bianco · c1 alfiere del bianco · d1 donna del bianco · e1 re del bianco · f1 alfiere del bianco · g1 cavallo del bianco · h1 torre del bianco | a8 torre del nero · b8 cavallo del nero · c8 alfiere del nero · d8 donna del nero · e8 re del nero · h8 torre del nero · a7 pedone del nero · b7 pedone del nero · c7 pedone del nero · d7 pedone del nero · f7 pedone del nero · g7 pedone del nero · h7 pedone del nero · e6 pedone del nero · f6 cavallo del nero · b4 alfiere del nero · c4 pedone del bianco · d4 pedone del bianco · c3 cavallo del bianco · f3 pedone del bianco · a2 pedone del bianco · b2 pedone del bianco · e2 pedone del bianco · g2 pedone del bianco · h2 pedone del bianco · a1 torre del bianco · c1 alfiere del bianco · d1 donna del bianco · e1 re del bianco · f1 alfiere del bianco · g1 cavallo del bianco · h1 torre del bianco | a8 torre del nero · b8 cavallo del nero · c8 alfiere del nero · d8 donna del nero · e8 re del nero · h8 torre del nero · a7 pedone del nero · b7 pedone del nero · c7 pedone del nero · d7 pedone del nero · f7 pedone del nero · g7 pedone del nero · h7 pedone del nero · e6 pedone del nero · f6 cavallo del nero · b4 alfiere del nero · c4 pedone del bianco · d4 pedone del bianco · c3 cavallo del bianco · f3 pedone del bianco · a2 pedone del bianco · b2 pedone del bianco · e2 pedone del bianco · g2 pedone del bianco · h2 pedone del bianco · a1 torre del bianco · c1 alfiere del bianco · d1 donna del bianco · e1 re del bianco · f1 alfiere del bianco · g1 cavallo del bianco · h1 torre del bianco | a8 torre del nero · b8 cavallo del nero · c8 alfiere del nero · d8 donna del nero · e8 re del nero · h8 torre del nero · a7 pedone del nero · b7 pedone del nero · c7 pedone del nero · d7 pedone del nero · f7 pedone del nero · g7 pedone del nero · h7 pedone del nero · e6 pedone del nero · f6 cavallo del nero · b4 alfiere del nero · c4 pedone del bianco · d4 pedone del bianco · c3 cavallo del bianco · f3 pedone del bianco · a2 pedone del bianco · b2 pedone del bianco · e2 pedone del bianco · g2 pedone del bianco · h2 pedone del bianco · a1 torre del bianco · c1 alfiere del bianco · d1 donna del bianco · e1 re del bianco · f1 alfiere del bianco · g1 cavallo del bianco · h1 torre del bianco | a8 torre del nero · b8 cavallo del nero · c8 alfiere del nero · d8 donna del nero · e8 re del nero · h8 torre del nero · a7 pedone del nero · b7 pedone del nero · c7 pedone del nero · d7 pedone del nero · f7 pedone del nero · g7 pedone del nero · h7 pedone del nero · e6 pedone del nero · f6 cavallo del nero · b4 alfiere del nero · c4 pedone del bianco · d4 pedone del bianco · c3 cavallo del bianco · f3 pedone del bianco · a2 pedone del bianco · b2 pedone del bianco · e2 pedone del bianco · g2 pedone del bianco · h2 pedone del bianco · a1 torre del bianco · c1 alfiere del bianco · d1 donna del bianco · e1 re del bianco · f1 alfiere del bianco · g1 cavallo del bianco · h1 torre del bianco | a8 torre del nero · b8 cavallo del nero · c8 alfiere del nero · d8 donna del nero · e8 re del nero · h8 torre del nero · a7 pedone del nero · b7 pedone del nero · c7 pedone del nero · d7 pedone del nero · f7 pedone del nero · g7 pedone del nero · h7 pedone del nero · e6 pedone del nero · f6 cavallo del nero · b4 alfiere del nero · c4 pedone del bianco · d4 pedone del bianco · c3 cavallo del bianco · f3 pedone del bianco · a2 pedone del bianco · b2 pedone del bianco · e2 pedone del bianco · g2 pedone del bianco · h2 pedone del bianco · a1 torre del bianco · c1 alfiere del bianco · d1 donna del bianco · e1 re del bianco · f1 alfiere del bianco · g1 cavallo del bianco · h1 torre del bianco | a8 torre del nero · b8 cavallo del nero · c8 alfiere del nero · d8 donna del nero · e8 re del nero · h8 torre del nero · a7 pedone del nero · b7 pedone del nero · c7 pedone del nero · d7 pedone del nero · f7 pedone del nero · g7 pedone del nero · h7 pedone del nero · e6 pedone del nero · f6 cavallo del nero · b4 alfiere del nero · c4 pedone del bianco · d4 pedone del bianco · c3 cavallo del bianco · f3 pedone del bianco · a2 pedone del bianco · b2 pedone del bianco · e2 pedone del bianco · g2 pedone del bianco · h2 pedone del bianco · a1 torre del bianco · c1 alfiere del bianco · d1 donna del bianco · e1 re del bianco · f1 alfiere del bianco · g1 cavallo del bianco · h1 torre del bianco | 3 |
| 2 | a8 torre del nero · b8 cavallo del nero · c8 alfiere del nero · d8 donna del nero · e8 re del nero · h8 torre del nero · a7 pedone del nero · b7 pedone del nero · c7 pedone del nero · d7 pedone del nero · f7 pedone del nero · g7 pedone del nero · h7 pedone del nero · e6 pedone del nero · f6 cavallo del nero · b4 alfiere del nero · c4 pedone del bianco · d4 pedone del bianco · c3 cavallo del bianco · f3 pedone del bianco · a2 pedone del bianco · b2 pedone del bianco · e2 pedone del bianco · g2 pedone del bianco · h2 pedone del bianco · a1 torre del bianco · c1 alfiere del bianco · d1 donna del bianco · e1 re del bianco · f1 alfiere del bianco · g1 cavallo del bianco · h1 torre del bianco | a8 torre del nero · b8 cavallo del nero · c8 alfiere del nero · d8 donna del nero · e8 re del nero · h8 torre del nero · a7 pedone del nero · b7 pedone del nero · c7 pedone del nero · d7 pedone del nero · f7 pedone del nero · g7 pedone del nero · h7 pedone del nero · e6 pedone del nero · f6 cavallo del nero · b4 alfiere del nero · c4 pedone del bianco · d4 pedone del bianco · c3 cavallo del bianco · f3 pedone del bianco · a2 pedone del bianco · b2 pedone del bianco · e2 pedone del bianco · g2 pedone del bianco · h2 pedone del bianco · a1 torre del bianco · c1 alfiere del bianco · d1 donna del bianco · e1 re del bianco · f1 alfiere del bianco · g1 cavallo del bianco · h1 torre del bianco | a8 torre del nero · b8 cavallo del nero · c8 alfiere del nero · d8 donna del nero · e8 re del nero · h8 torre del nero · a7 pedone del nero · b7 pedone del nero · c7 pedone del nero · d7 pedone del nero · f7 pedone del nero · g7 pedone del nero · h7 pedone del nero · e6 pedone del nero · f6 cavallo del nero · b4 alfiere del nero · c4 pedone del bianco · d4 pedone del bianco · c3 cavallo del bianco · f3 pedone del bianco · a2 pedone del bianco · b2 pedone del bianco · e2 pedone del bianco · g2 pedone del bianco · h2 pedone del bianco · a1 torre del bianco · c1 alfiere del bianco · d1 donna del bianco · e1 re del bianco · f1 alfiere del bianco · g1 cavallo del bianco · h1 torre del bianco | a8 torre del nero · b8 cavallo del nero · c8 alfiere del nero · d8 donna del nero · e8 re del nero · h8 torre del nero · a7 pedone del nero · b7 pedone del nero · c7 pedone del nero · d7 pedone del nero · f7 pedone del nero · g7 pedone del nero · h7 pedone del nero · e6 pedone del nero · f6 cavallo del nero · b4 alfiere del nero · c4 pedone del bianco · d4 pedone del bianco · c3 cavallo del bianco · f3 pedone del bianco · a2 pedone del bianco · b2 pedone del bianco · e2 pedone del bianco · g2 pedone del bianco · h2 pedone del bianco · a1 torre del bianco · c1 alfiere del bianco · d1 donna del bianco · e1 re del bianco · f1 alfiere del bianco · g1 cavallo del bianco · h1 torre del bianco | a8 torre del nero · b8 cavallo del nero · c8 alfiere del nero · d8 donna del nero · e8 re del nero · h8 torre del nero · a7 pedone del nero · b7 pedone del nero · c7 pedone del nero · d7 pedone del nero · f7 pedone del nero · g7 pedone del nero · h7 pedone del nero · e6 pedone del nero · f6 cavallo del nero · b4 alfiere del nero · c4 pedone del bianco · d4 pedone del bianco · c3 cavallo del bianco · f3 pedone del bianco · a2 pedone del bianco · b2 pedone del bianco · e2 pedone del bianco · g2 pedone del bianco · h2 pedone del bianco · a1 torre del bianco · c1 alfiere del bianco · d1 donna del bianco · e1 re del bianco · f1 alfiere del bianco · g1 cavallo del bianco · h1 torre del bianco | a8 torre del nero · b8 cavallo del nero · c8 alfiere del nero · d8 donna del nero · e8 re del nero · h8 torre del nero · a7 pedone del nero · b7 pedone del nero · c7 pedone del nero · d7 pedone del nero · f7 pedone del nero · g7 pedone del nero · h7 pedone del nero · e6 pedone del nero · f6 cavallo del nero · b4 alfiere del nero · c4 pedone del bianco · d4 pedone del bianco · c3 cavallo del bianco · f3 pedone del bianco · a2 pedone del bianco · b2 pedone del bianco · e2 pedone del bianco · g2 pedone del bianco · h2 pedone del bianco · a1 torre del bianco · c1 alfiere del bianco · d1 donna del bianco · e1 re del bianco · f1 alfiere del bianco · g1 cavallo del bianco · h1 torre del bianco | a8 torre del nero · b8 cavallo del nero · c8 alfiere del nero · d8 donna del nero · e8 re del nero · h8 torre del nero · a7 pedone del nero · b7 pedone del nero · c7 pedone del nero · d7 pedone del nero · f7 pedone del nero · g7 pedone del nero · h7 pedone del nero · e6 pedone del nero · f6 cavallo del nero · b4 alfiere del nero · c4 pedone del bianco · d4 pedone del bianco · c3 cavallo del bianco · f3 pedone del bianco · a2 pedone del bianco · b2 pedone del bianco · e2 pedone del bianco · g2 pedone del bianco · h2 pedone del bianco · a1 torre del bianco · c1 alfiere del bianco · d1 donna del bianco · e1 re del bianco · f1 alfiere del bianco · g1 cavallo del bianco · h1 torre del bianco | a8 torre del nero · b8 cavallo del nero · c8 alfiere del nero · d8 donna del nero · e8 re del nero · h8 torre del nero · a7 pedone del nero · b7 pedone del nero · c7 pedone del nero · d7 pedone del nero · f7 pedone del nero · g7 pedone del nero · h7 pedone del nero · e6 pedone del nero · f6 cavallo del nero · b4 alfiere del nero · c4 pedone del bianco · d4 pedone del bianco · c3 cavallo del bianco · f3 pedone del bianco · a2 pedone del bianco · b2 pedone del bianco · e2 pedone del bianco · g2 pedone del bianco · h2 pedone del bianco · a1 torre del bianco · c1 alfiere del bianco · d1 donna del bianco · e1 re del bianco · f1 alfiere del bianco · g1 cavallo del bianco · h1 torre del bianco | 2 |
| 1 | a8 torre del nero · b8 cavallo del nero · c8 alfiere del nero · d8 donna del nero · e8 re del nero · h8 torre del nero · a7 pedone del nero · b7 pedone del nero · c7 pedone del nero · d7 pedone del nero · f7 pedone del nero · g7 pedone del nero · h7 pedone del nero · e6 pedone del nero · f6 cavallo del nero · b4 alfiere del nero · c4 pedone del bianco · d4 pedone del bianco · c3 cavallo del bianco · f3 pedone del bianco · a2 pedone del bianco · b2 pedone del bianco · e2 pedone del bianco · g2 pedone del bianco · h2 pedone del bianco · a1 torre del bianco · c1 alfiere del bianco · d1 donna del bianco · e1 re del bianco · f1 alfiere del bianco · g1 cavallo del bianco · h1 torre del bianco | a8 torre del nero · b8 cavallo del nero · c8 alfiere del nero · d8 donna del nero · e8 re del nero · h8 torre del nero · a7 pedone del nero · b7 pedone del nero · c7 pedone del nero · d7 pedone del nero · f7 pedone del nero · g7 pedone del nero · h7 pedone del nero · e6 pedone del nero · f6 cavallo del nero · b4 alfiere del nero · c4 pedone del bianco · d4 pedone del bianco · c3 cavallo del bianco · f3 pedone del bianco · a2 pedone del bianco · b2 pedone del bianco · e2 pedone del bianco · g2 pedone del bianco · h2 pedone del bianco · a1 torre del bianco · c1 alfiere del bianco · d1 donna del bianco · e1 re del bianco · f1 alfiere del bianco · g1 cavallo del bianco · h1 torre del bianco | a8 torre del nero · b8 cavallo del nero · c8 alfiere del nero · d8 donna del nero · e8 re del nero · h8 torre del nero · a7 pedone del nero · b7 pedone del nero · c7 pedone del nero · d7 pedone del nero · f7 pedone del nero · g7 pedone del nero · h7 pedone del nero · e6 pedone del nero · f6 cavallo del nero · b4 alfiere del nero · c4 pedone del bianco · d4 pedone del bianco · c3 cavallo del bianco · f3 pedone del bianco · a2 pedone del bianco · b2 pedone del bianco · e2 pedone del bianco · g2 pedone del bianco · h2 pedone del bianco · a1 torre del bianco · c1 alfiere del bianco · d1 donna del bianco · e1 re del bianco · f1 alfiere del bianco · g1 cavallo del bianco · h1 torre del bianco | a8 torre del nero · b8 cavallo del nero · c8 alfiere del nero · d8 donna del nero · e8 re del nero · h8 torre del nero · a7 pedone del nero · b7 pedone del nero · c7 pedone del nero · d7 pedone del nero · f7 pedone del nero · g7 pedone del nero · h7 pedone del nero · e6 pedone del nero · f6 cavallo del nero · b4 alfiere del nero · c4 pedone del bianco · d4 pedone del bianco · c3 cavallo del bianco · f3 pedone del bianco · a2 pedone del bianco · b2 pedone del bianco · e2 pedone del bianco · g2 pedone del bianco · h2 pedone del bianco · a1 torre del bianco · c1 alfiere del bianco · d1 donna del bianco · e1 re del bianco · f1 alfiere del bianco · g1 cavallo del bianco · h1 torre del bianco | a8 torre del nero · b8 cavallo del nero · c8 alfiere del nero · d8 donna del nero · e8 re del nero · h8 torre del nero · a7 pedone del nero · b7 pedone del nero · c7 pedone del nero · d7 pedone del nero · f7 pedone del nero · g7 pedone del nero · h7 pedone del nero · e6 pedone del nero · f6 cavallo del nero · b4 alfiere del nero · c4 pedone del bianco · d4 pedone del bianco · c3 cavallo del bianco · f3 pedone del bianco · a2 pedone del bianco · b2 pedone del bianco · e2 pedone del bianco · g2 pedone del bianco · h2 pedone del bianco · a1 torre del bianco · c1 alfiere del bianco · d1 donna del bianco · e1 re del bianco · f1 alfiere del bianco · g1 cavallo del bianco · h1 torre del bianco | a8 torre del nero · b8 cavallo del nero · c8 alfiere del nero · d8 donna del nero · e8 re del nero · h8 torre del nero · a7 pedone del nero · b7 pedone del nero · c7 pedone del nero · d7 pedone del nero · f7 pedone del nero · g7 pedone del nero · h7 pedone del nero · e6 pedone del nero · f6 cavallo del nero · b4 alfiere del nero · c4 pedone del bianco · d4 pedone del bianco · c3 cavallo del bianco · f3 pedone del bianco · a2 pedone del bianco · b2 pedone del bianco · e2 pedone del bianco · g2 pedone del bianco · h2 pedone del bianco · a1 torre del bianco · c1 alfiere del bianco · d1 donna del bianco · e1 re del bianco · f1 alfiere del bianco · g1 cavallo del bianco · h1 torre del bianco | a8 torre del nero · b8 cavallo del nero · c8 alfiere del nero · d8 donna del nero · e8 re del nero · h8 torre del nero · a7 pedone del nero · b7 pedone del nero · c7 pedone del nero · d7 pedone del nero · f7 pedone del nero · g7 pedone del nero · h7 pedone del nero · e6 pedone del nero · f6 cavallo del nero · b4 alfiere del nero · c4 pedone del bianco · d4 pedone del bianco · c3 cavallo del bianco · f3 pedone del bianco · a2 pedone del bianco · b2 pedone del bianco · e2 pedone del bianco · g2 pedone del bianco · h2 pedone del bianco · a1 torre del bianco · c1 alfiere del bianco · d1 donna del bianco · e1 re del bianco · f1 alfiere del bianco · g1 cavallo del bianco · h1 torre del bianco | a8 torre del nero · b8 cavallo del nero · c8 alfiere del nero · d8 donna del nero · e8 re del nero · h8 torre del nero · a7 pedone del nero · b7 pedone del nero · c7 pedone del nero · d7 pedone del nero · f7 pedone del nero · g7 pedone del nero · h7 pedone del nero · e6 pedone del nero · f6 cavallo del nero · b4 alfiere del nero · c4 pedone del bianco · d4 pedone del bianco · c3 cavallo del bianco · f3 pedone del bianco · a2 pedone del bianco · b2 pedone del bianco · e2 pedone del bianco · g2 pedone del bianco · h2 pedone del bianco · a1 torre del bianco · c1 alfiere del bianco · d1 donna del bianco · e1 re del bianco · f1 alfiere del bianco · g1 cavallo del bianco · h1 torre del bianco | 1 |
|   | a | b | c | d | e | f | g | h |   |

In questa variante il bianco minaccia di realizzare un forte centro di pedoni. L'idea del bianco è quella di cercare di rientrare in una sotto-variante favorevole della variante Saemisch attraverso l'ordine di mosse

4. ... d5 5. a3 Axc3+ 6. bxc3 c5

Lo svantaggio di questo impianto è che il bianco rallenta il suo sviluppo e toglie una casa buona al cavallo di re. E di questo può approfittare il nero, giocando energicamente, per imbastire un immediato controgioco contro il centro bianco.

### 4. Db3 Variante Spielmann
|   | a | b | c | d | e | f | g | h |   |
| 8 | a8 torre del nero · b8 cavallo del nero · c8 alfiere del nero · d8 donna del nero · e8 re del nero · h8 torre del nero · a7 pedone del nero · b7 pedone del nero · c7 pedone del nero · d7 pedone del nero · f7 pedone del nero · g7 pedone del nero · h7 pedone del nero · e6 pedone del nero · f6 cavallo del nero · b4 alfiere del nero · c4 pedone del bianco · d4 pedone del bianco · b3 donna del bianco · c3 cavallo del bianco · a2 pedone del bianco · b2 pedone del bianco · e2 pedone del bianco · f2 pedone del bianco · g2 pedone del bianco · h2 pedone del bianco · a1 torre del bianco · c1 alfiere del bianco · e1 re del bianco · f1 alfiere del bianco · g1 cavallo del bianco · h1 torre del bianco | a8 torre del nero · b8 cavallo del nero · c8 alfiere del nero · d8 donna del nero · e8 re del nero · h8 torre del nero · a7 pedone del nero · b7 pedone del nero · c7 pedone del nero · d7 pedone del nero · f7 pedone del nero · g7 pedone del nero · h7 pedone del nero · e6 pedone del nero · f6 cavallo del nero · b4 alfiere del nero · c4 pedone del bianco · d4 pedone del bianco · b3 donna del bianco · c3 cavallo del bianco · a2 pedone del bianco · b2 pedone del bianco · e2 pedone del bianco · f2 pedone del bianco · g2 pedone del bianco · h2 pedone del bianco · a1 torre del bianco · c1 alfiere del bianco · e1 re del bianco · f1 alfiere del bianco · g1 cavallo del bianco · h1 torre del bianco | a8 torre del nero · b8 cavallo del nero · c8 alfiere del nero · d8 donna del nero · e8 re del nero · h8 torre del nero · a7 pedone del nero · b7 pedone del nero · c7 pedone del nero · d7 pedone del nero · f7 pedone del nero · g7 pedone del nero · h7 pedone del nero · e6 pedone del nero · f6 cavallo del nero · b4 alfiere del nero · c4 pedone del bianco · d4 pedone del bianco · b3 donna del bianco · c3 cavallo del bianco · a2 pedone del bianco · b2 pedone del bianco · e2 pedone del bianco · f2 pedone del bianco · g2 pedone del bianco · h2 pedone del bianco · a1 torre del bianco · c1 alfiere del bianco · e1 re del bianco · f1 alfiere del bianco · g1 cavallo del bianco · h1 torre del bianco | a8 torre del nero · b8 cavallo del nero · c8 alfiere del nero · d8 donna del nero · e8 re del nero · h8 torre del nero · a7 pedone del nero · b7 pedone del nero · c7 pedone del nero · d7 pedone del nero · f7 pedone del nero · g7 pedone del nero · h7 pedone del nero · e6 pedone del nero · f6 cavallo del nero · b4 alfiere del nero · c4 pedone del bianco · d4 pedone del bianco · b3 donna del bianco · c3 cavallo del bianco · a2 pedone del bianco · b2 pedone del bianco · e2 pedone del bianco · f2 pedone del bianco · g2 pedone del bianco · h2 pedone del bianco · a1 torre del bianco · c1 alfiere del bianco · e1 re del bianco · f1 alfiere del bianco · g1 cavallo del bianco · h1 torre del bianco | a8 torre del nero · b8 cavallo del nero · c8 alfiere del nero · d8 donna del nero · e8 re del nero · h8 torre del nero · a7 pedone del nero · b7 pedone del nero · c7 pedone del nero · d7 pedone del nero · f7 pedone del nero · g7 pedone del nero · h7 pedone del nero · e6 pedone del nero · f6 cavallo del nero · b4 alfiere del nero · c4 pedone del bianco · d4 pedone del bianco · b3 donna del bianco · c3 cavallo del bianco · a2 pedone del bianco · b2 pedone del bianco · e2 pedone del bianco · f2 pedone del bianco · g2 pedone del bianco · h2 pedone del bianco · a1 torre del bianco · c1 alfiere del bianco · e1 re del bianco · f1 alfiere del bianco · g1 cavallo del bianco · h1 torre del bianco | a8 torre del nero · b8 cavallo del nero · c8 alfiere del nero · d8 donna del nero · e8 re del nero · h8 torre del nero · a7 pedone del nero · b7 pedone del nero · c7 pedone del nero · d7 pedone del nero · f7 pedone del nero · g7 pedone del nero · h7 pedone del nero · e6 pedone del nero · f6 cavallo del nero · b4 alfiere del nero · c4 pedone del bianco · d4 pedone del bianco · b3 donna del bianco · c3 cavallo del bianco · a2 pedone del bianco · b2 pedone del bianco · e2 pedone del bianco · f2 pedone del bianco · g2 pedone del bianco · h2 pedone del bianco · a1 torre del bianco · c1 alfiere del bianco · e1 re del bianco · f1 alfiere del bianco · g1 cavallo del bianco · h1 torre del bianco | a8 torre del nero · b8 cavallo del nero · c8 alfiere del nero · d8 donna del nero · e8 re del nero · h8 torre del nero · a7 pedone del nero · b7 pedone del nero · c7 pedone del nero · d7 pedone del nero · f7 pedone del nero · g7 pedone del nero · h7 pedone del nero · e6 pedone del nero · f6 cavallo del nero · b4 alfiere del nero · c4 pedone del bianco · d4 pedone del bianco · b3 donna del bianco · c3 cavallo del bianco · a2 pedone del bianco · b2 pedone del bianco · e2 pedone del bianco · f2 pedone del bianco · g2 pedone del bianco · h2 pedone del bianco · a1 torre del bianco · c1 alfiere del bianco · e1 re del bianco · f1 alfiere del bianco · g1 cavallo del bianco · h1 torre del bianco | a8 torre del nero · b8 cavallo del nero · c8 alfiere del nero · d8 donna del nero · e8 re del nero · h8 torre del nero · a7 pedone del nero · b7 pedone del nero · c7 pedone del nero · d7 pedone del nero · f7 pedone del nero · g7 pedone del nero · h7 pedone del nero · e6 pedone del nero · f6 cavallo del nero · b4 alfiere del nero · c4 pedone del bianco · d4 pedone del bianco · b3 donna del bianco · c3 cavallo del bianco · a2 pedone del bianco · b2 pedone del bianco · e2 pedone del bianco · f2 pedone del bianco · g2 pedone del bianco · h2 pedone del bianco · a1 torre del bianco · c1 alfiere del bianco · e1 re del bianco · f1 alfiere del bianco · g1 cavallo del bianco · h1 torre del bianco | 8 |
| 7 | a8 torre del nero · b8 cavallo del nero · c8 alfiere del nero · d8 donna del nero · e8 re del nero · h8 torre del nero · a7 pedone del nero · b7 pedone del nero · c7 pedone del nero · d7 pedone del nero · f7 pedone del nero · g7 pedone del nero · h7 pedone del nero · e6 pedone del nero · f6 cavallo del nero · b4 alfiere del nero · c4 pedone del bianco · d4 pedone del bianco · b3 donna del bianco · c3 cavallo del bianco · a2 pedone del bianco · b2 pedone del bianco · e2 pedone del bianco · f2 pedone del bianco · g2 pedone del bianco · h2 pedone del bianco · a1 torre del bianco · c1 alfiere del bianco · e1 re del bianco · f1 alfiere del bianco · g1 cavallo del bianco · h1 torre del bianco | a8 torre del nero · b8 cavallo del nero · c8 alfiere del nero · d8 donna del nero · e8 re del nero · h8 torre del nero · a7 pedone del nero · b7 pedone del nero · c7 pedone del nero · d7 pedone del nero · f7 pedone del nero · g7 pedone del nero · h7 pedone del nero · e6 pedone del nero · f6 cavallo del nero · b4 alfiere del nero · c4 pedone del bianco · d4 pedone del bianco · b3 donna del bianco · c3 cavallo del bianco · a2 pedone del bianco · b2 pedone del bianco · e2 pedone del bianco · f2 pedone del bianco · g2 pedone del bianco · h2 pedone del bianco · a1 torre del bianco · c1 alfiere del bianco · e1 re del bianco · f1 alfiere del bianco · g1 cavallo del bianco · h1 torre del bianco | a8 torre del nero · b8 cavallo del nero · c8 alfiere del nero · d8 donna del nero · e8 re del nero · h8 torre del nero · a7 pedone del nero · b7 pedone del nero · c7 pedone del nero · d7 pedone del nero · f7 pedone del nero · g7 pedone del nero · h7 pedone del nero · e6 pedone del nero · f6 cavallo del nero · b4 alfiere del nero · c4 pedone del bianco · d4 pedone del bianco · b3 donna del bianco · c3 cavallo del bianco · a2 pedone del bianco · b2 pedone del bianco · e2 pedone del bianco · f2 pedone del bianco · g2 pedone del bianco · h2 pedone del bianco · a1 torre del bianco · c1 alfiere del bianco · e1 re del bianco · f1 alfiere del bianco · g1 cavallo del bianco · h1 torre del bianco | a8 torre del nero · b8 cavallo del nero · c8 alfiere del nero · d8 donna del nero · e8 re del nero · h8 torre del nero · a7 pedone del nero · b7 pedone del nero · c7 pedone del nero · d7 pedone del nero · f7 pedone del nero · g7 pedone del nero · h7 pedone del nero · e6 pedone del nero · f6 cavallo del nero · b4 alfiere del nero · c4 pedone del bianco · d4 pedone del bianco · b3 donna del bianco · c3 cavallo del bianco · a2 pedone del bianco · b2 pedone del bianco · e2 pedone del bianco · f2 pedone del bianco · g2 pedone del bianco · h2 pedone del bianco · a1 torre del bianco · c1 alfiere del bianco · e1 re del bianco · f1 alfiere del bianco · g1 cavallo del bianco · h1 torre del bianco | a8 torre del nero · b8 cavallo del nero · c8 alfiere del nero · d8 donna del nero · e8 re del nero · h8 torre del nero · a7 pedone del nero · b7 pedone del nero · c7 pedone del nero · d7 pedone del nero · f7 pedone del nero · g7 pedone del nero · h7 pedone del nero · e6 pedone del nero · f6 cavallo del nero · b4 alfiere del nero · c4 pedone del bianco · d4 pedone del bianco · b3 donna del bianco · c3 cavallo del bianco · a2 pedone del bianco · b2 pedone del bianco · e2 pedone del bianco · f2 pedone del bianco · g2 pedone del bianco · h2 pedone del bianco · a1 torre del bianco · c1 alfiere del bianco · e1 re del bianco · f1 alfiere del bianco · g1 cavallo del bianco · h1 torre del bianco | a8 torre del nero · b8 cavallo del nero · c8 alfiere del nero · d8 donna del nero · e8 re del nero · h8 torre del nero · a7 pedone del nero · b7 pedone del nero · c7 pedone del nero · d7 pedone del nero · f7 pedone del nero · g7 pedone del nero · h7 pedone del nero · e6 pedone del nero · f6 cavallo del nero · b4 alfiere del nero · c4 pedone del bianco · d4 pedone del bianco · b3 donna del bianco · c3 cavallo del bianco · a2 pedone del bianco · b2 pedone del bianco · e2 pedone del bianco · f2 pedone del bianco · g2 pedone del bianco · h2 pedone del bianco · a1 torre del bianco · c1 alfiere del bianco · e1 re del bianco · f1 alfiere del bianco · g1 cavallo del bianco · h1 torre del bianco | a8 torre del nero · b8 cavallo del nero · c8 alfiere del nero · d8 donna del nero · e8 re del nero · h8 torre del nero · a7 pedone del nero · b7 pedone del nero · c7 pedone del nero · d7 pedone del nero · f7 pedone del nero · g7 pedone del nero · h7 pedone del nero · e6 pedone del nero · f6 cavallo del nero · b4 alfiere del nero · c4 pedone del bianco · d4 pedone del bianco · b3 donna del bianco · c3 cavallo del bianco · a2 pedone del bianco · b2 pedone del bianco · e2 pedone del bianco · f2 pedone del bianco · g2 pedone del bianco · h2 pedone del bianco · a1 torre del bianco · c1 alfiere del bianco · e1 re del bianco · f1 alfiere del bianco · g1 cavallo del bianco · h1 torre del bianco | a8 torre del nero · b8 cavallo del nero · c8 alfiere del nero · d8 donna del nero · e8 re del nero · h8 torre del nero · a7 pedone del nero · b7 pedone del nero · c7 pedone del nero · d7 pedone del nero · f7 pedone del nero · g7 pedone del nero · h7 pedone del nero · e6 pedone del nero · f6 cavallo del nero · b4 alfiere del nero · c4 pedone del bianco · d4 pedone del bianco · b3 donna del bianco · c3 cavallo del bianco · a2 pedone del bianco · b2 pedone del bianco · e2 pedone del bianco · f2 pedone del bianco · g2 pedone del bianco · h2 pedone del bianco · a1 torre del bianco · c1 alfiere del bianco · e1 re del bianco · f1 alfiere del bianco · g1 cavallo del bianco · h1 torre del bianco | 7 |
| 6 | a8 torre del nero · b8 cavallo del nero · c8 alfiere del nero · d8 donna del nero · e8 re del nero · h8 torre del nero · a7 pedone del nero · b7 pedone del nero · c7 pedone del nero · d7 pedone del nero · f7 pedone del nero · g7 pedone del nero · h7 pedone del nero · e6 pedone del nero · f6 cavallo del nero · b4 alfiere del nero · c4 pedone del bianco · d4 pedone del bianco · b3 donna del bianco · c3 cavallo del bianco · a2 pedone del bianco · b2 pedone del bianco · e2 pedone del bianco · f2 pedone del bianco · g2 pedone del bianco · h2 pedone del bianco · a1 torre del bianco · c1 alfiere del bianco · e1 re del bianco · f1 alfiere del bianco · g1 cavallo del bianco · h1 torre del bianco | a8 torre del nero · b8 cavallo del nero · c8 alfiere del nero · d8 donna del nero · e8 re del nero · h8 torre del nero · a7 pedone del nero · b7 pedone del nero · c7 pedone del nero · d7 pedone del nero · f7 pedone del nero · g7 pedone del nero · h7 pedone del nero · e6 pedone del nero · f6 cavallo del nero · b4 alfiere del nero · c4 pedone del bianco · d4 pedone del bianco · b3 donna del bianco · c3 cavallo del bianco · a2 pedone del bianco · b2 pedone del bianco · e2 pedone del bianco · f2 pedone del bianco · g2 pedone del bianco · h2 pedone del bianco · a1 torre del bianco · c1 alfiere del bianco · e1 re del bianco · f1 alfiere del bianco · g1 cavallo del bianco · h1 torre del bianco | a8 torre del nero · b8 cavallo del nero · c8 alfiere del nero · d8 donna del nero · e8 re del nero · h8 torre del nero · a7 pedone del nero · b7 pedone del nero · c7 pedone del nero · d7 pedone del nero · f7 pedone del nero · g7 pedone del nero · h7 pedone del nero · e6 pedone del nero · f6 cavallo del nero · b4 alfiere del nero · c4 pedone del bianco · d4 pedone del bianco · b3 donna del bianco · c3 cavallo del bianco · a2 pedone del bianco · b2 pedone del bianco · e2 pedone del bianco · f2 pedone del bianco · g2 pedone del bianco · h2 pedone del bianco · a1 torre del bianco · c1 alfiere del bianco · e1 re del bianco · f1 alfiere del bianco · g1 cavallo del bianco · h1 torre del bianco | a8 torre del nero · b8 cavallo del nero · c8 alfiere del nero · d8 donna del nero · e8 re del nero · h8 torre del nero · a7 pedone del nero · b7 pedone del nero · c7 pedone del nero · d7 pedone del nero · f7 pedone del nero · g7 pedone del nero · h7 pedone del nero · e6 pedone del nero · f6 cavallo del nero · b4 alfiere del nero · c4 pedone del bianco · d4 pedone del bianco · b3 donna del bianco · c3 cavallo del bianco · a2 pedone del bianco · b2 pedone del bianco · e2 pedone del bianco · f2 pedone del bianco · g2 pedone del bianco · h2 pedone del bianco · a1 torre del bianco · c1 alfiere del bianco · e1 re del bianco · f1 alfiere del bianco · g1 cavallo del bianco · h1 torre del bianco | a8 torre del nero · b8 cavallo del nero · c8 alfiere del nero · d8 donna del nero · e8 re del nero · h8 torre del nero · a7 pedone del nero · b7 pedone del nero · c7 pedone del nero · d7 pedone del nero · f7 pedone del nero · g7 pedone del nero · h7 pedone del nero · e6 pedone del nero · f6 cavallo del nero · b4 alfiere del nero · c4 pedone del bianco · d4 pedone del bianco · b3 donna del bianco · c3 cavallo del bianco · a2 pedone del bianco · b2 pedone del bianco · e2 pedone del bianco · f2 pedone del bianco · g2 pedone del bianco · h2 pedone del bianco · a1 torre del bianco · c1 alfiere del bianco · e1 re del bianco · f1 alfiere del bianco · g1 cavallo del bianco · h1 torre del bianco | a8 torre del nero · b8 cavallo del nero · c8 alfiere del nero · d8 donna del nero · e8 re del nero · h8 torre del nero · a7 pedone del nero · b7 pedone del nero · c7 pedone del nero · d7 pedone del nero · f7 pedone del nero · g7 pedone del nero · h7 pedone del nero · e6 pedone del nero · f6 cavallo del nero · b4 alfiere del nero · c4 pedone del bianco · d4 pedone del bianco · b3 donna del bianco · c3 cavallo del bianco · a2 pedone del bianco · b2 pedone del bianco · e2 pedone del bianco · f2 pedone del bianco · g2 pedone del bianco · h2 pedone del bianco · a1 torre del bianco · c1 alfiere del bianco · e1 re del bianco · f1 alfiere del bianco · g1 cavallo del bianco · h1 torre del bianco | a8 torre del nero · b8 cavallo del nero · c8 alfiere del nero · d8 donna del nero · e8 re del nero · h8 torre del nero · a7 pedone del nero · b7 pedone del nero · c7 pedone del nero · d7 pedone del nero · f7 pedone del nero · g7 pedone del nero · h7 pedone del nero · e6 pedone del nero · f6 cavallo del nero · b4 alfiere del nero · c4 pedone del bianco · d4 pedone del bianco · b3 donna del bianco · c3 cavallo del bianco · a2 pedone del bianco · b2 pedone del bianco · e2 pedone del bianco · f2 pedone del bianco · g2 pedone del bianco · h2 pedone del bianco · a1 torre del bianco · c1 alfiere del bianco · e1 re del bianco · f1 alfiere del bianco · g1 cavallo del bianco · h1 torre del bianco | a8 torre del nero · b8 cavallo del nero · c8 alfiere del nero · d8 donna del nero · e8 re del nero · h8 torre del nero · a7 pedone del nero · b7 pedone del nero · c7 pedone del nero · d7 pedone del nero · f7 pedone del nero · g7 pedone del nero · h7 pedone del nero · e6 pedone del nero · f6 cavallo del nero · b4 alfiere del nero · c4 pedone del bianco · d4 pedone del bianco · b3 donna del bianco · c3 cavallo del bianco · a2 pedone del bianco · b2 pedone del bianco · e2 pedone del bianco · f2 pedone del bianco · g2 pedone del bianco · h2 pedone del bianco · a1 torre del bianco · c1 alfiere del bianco · e1 re del bianco · f1 alfiere del bianco · g1 cavallo del bianco · h1 torre del bianco | 6 |
| 5 | a8 torre del nero · b8 cavallo del nero · c8 alfiere del nero · d8 donna del nero · e8 re del nero · h8 torre del nero · a7 pedone del nero · b7 pedone del nero · c7 pedone del nero · d7 pedone del nero · f7 pedone del nero · g7 pedone del nero · h7 pedone del nero · e6 pedone del nero · f6 cavallo del nero · b4 alfiere del nero · c4 pedone del bianco · d4 pedone del bianco · b3 donna del bianco · c3 cavallo del bianco · a2 pedone del bianco · b2 pedone del bianco · e2 pedone del bianco · f2 pedone del bianco · g2 pedone del bianco · h2 pedone del bianco · a1 torre del bianco · c1 alfiere del bianco · e1 re del bianco · f1 alfiere del bianco · g1 cavallo del bianco · h1 torre del bianco | a8 torre del nero · b8 cavallo del nero · c8 alfiere del nero · d8 donna del nero · e8 re del nero · h8 torre del nero · a7 pedone del nero · b7 pedone del nero · c7 pedone del nero · d7 pedone del nero · f7 pedone del nero · g7 pedone del nero · h7 pedone del nero · e6 pedone del nero · f6 cavallo del nero · b4 alfiere del nero · c4 pedone del bianco · d4 pedone del bianco · b3 donna del bianco · c3 cavallo del bianco · a2 pedone del bianco · b2 pedone del bianco · e2 pedone del bianco · f2 pedone del bianco · g2 pedone del bianco · h2 pedone del bianco · a1 torre del bianco · c1 alfiere del bianco · e1 re del bianco · f1 alfiere del bianco · g1 cavallo del bianco · h1 torre del bianco | a8 torre del nero · b8 cavallo del nero · c8 alfiere del nero · d8 donna del nero · e8 re del nero · h8 torre del nero · a7 pedone del nero · b7 pedone del nero · c7 pedone del nero · d7 pedone del nero · f7 pedone del nero · g7 pedone del nero · h7 pedone del nero · e6 pedone del nero · f6 cavallo del nero · b4 alfiere del nero · c4 pedone del bianco · d4 pedone del bianco · b3 donna del bianco · c3 cavallo del bianco · a2 pedone del bianco · b2 pedone del bianco · e2 pedone del bianco · f2 pedone del bianco · g2 pedone del bianco · h2 pedone del bianco · a1 torre del bianco · c1 alfiere del bianco · e1 re del bianco · f1 alfiere del bianco · g1 cavallo del bianco · h1 torre del bianco | a8 torre del nero · b8 cavallo del nero · c8 alfiere del nero · d8 donna del nero · e8 re del nero · h8 torre del nero · a7 pedone del nero · b7 pedone del nero · c7 pedone del nero · d7 pedone del nero · f7 pedone del nero · g7 pedone del nero · h7 pedone del nero · e6 pedone del nero · f6 cavallo del nero · b4 alfiere del nero · c4 pedone del bianco · d4 pedone del bianco · b3 donna del bianco · c3 cavallo del bianco · a2 pedone del bianco · b2 pedone del bianco · e2 pedone del bianco · f2 pedone del bianco · g2 pedone del bianco · h2 pedone del bianco · a1 torre del bianco · c1 alfiere del bianco · e1 re del bianco · f1 alfiere del bianco · g1 cavallo del bianco · h1 torre del bianco | a8 torre del nero · b8 cavallo del nero · c8 alfiere del nero · d8 donna del nero · e8 re del nero · h8 torre del nero · a7 pedone del nero · b7 pedone del nero · c7 pedone del nero · d7 pedone del nero · f7 pedone del nero · g7 pedone del nero · h7 pedone del nero · e6 pedone del nero · f6 cavallo del nero · b4 alfiere del nero · c4 pedone del bianco · d4 pedone del bianco · b3 donna del bianco · c3 cavallo del bianco · a2 pedone del bianco · b2 pedone del bianco · e2 pedone del bianco · f2 pedone del bianco · g2 pedone del bianco · h2 pedone del bianco · a1 torre del bianco · c1 alfiere del bianco · e1 re del bianco · f1 alfiere del bianco · g1 cavallo del bianco · h1 torre del bianco | a8 torre del nero · b8 cavallo del nero · c8 alfiere del nero · d8 donna del nero · e8 re del nero · h8 torre del nero · a7 pedone del nero · b7 pedone del nero · c7 pedone del nero · d7 pedone del nero · f7 pedone del nero · g7 pedone del nero · h7 pedone del nero · e6 pedone del nero · f6 cavallo del nero · b4 alfiere del nero · c4 pedone del bianco · d4 pedone del bianco · b3 donna del bianco · c3 cavallo del bianco · a2 pedone del bianco · b2 pedone del bianco · e2 pedone del bianco · f2 pedone del bianco · g2 pedone del bianco · h2 pedone del bianco · a1 torre del bianco · c1 alfiere del bianco · e1 re del bianco · f1 alfiere del bianco · g1 cavallo del bianco · h1 torre del bianco | a8 torre del nero · b8 cavallo del nero · c8 alfiere del nero · d8 donna del nero · e8 re del nero · h8 torre del nero · a7 pedone del nero · b7 pedone del nero · c7 pedone del nero · d7 pedone del nero · f7 pedone del nero · g7 pedone del nero · h7 pedone del nero · e6 pedone del nero · f6 cavallo del nero · b4 alfiere del nero · c4 pedone del bianco · d4 pedone del bianco · b3 donna del bianco · c3 cavallo del bianco · a2 pedone del bianco · b2 pedone del bianco · e2 pedone del bianco · f2 pedone del bianco · g2 pedone del bianco · h2 pedone del bianco · a1 torre del bianco · c1 alfiere del bianco · e1 re del bianco · f1 alfiere del bianco · g1 cavallo del bianco · h1 torre del bianco | a8 torre del nero · b8 cavallo del nero · c8 alfiere del nero · d8 donna del nero · e8 re del nero · h8 torre del nero · a7 pedone del nero · b7 pedone del nero · c7 pedone del nero · d7 pedone del nero · f7 pedone del nero · g7 pedone del nero · h7 pedone del nero · e6 pedone del nero · f6 cavallo del nero · b4 alfiere del nero · c4 pedone del bianco · d4 pedone del bianco · b3 donna del bianco · c3 cavallo del bianco · a2 pedone del bianco · b2 pedone del bianco · e2 pedone del bianco · f2 pedone del bianco · g2 pedone del bianco · h2 pedone del bianco · a1 torre del bianco · c1 alfiere del bianco · e1 re del bianco · f1 alfiere del bianco · g1 cavallo del bianco · h1 torre del bianco | 5 |
| 4 | a8 torre del nero · b8 cavallo del nero · c8 alfiere del nero · d8 donna del nero · e8 re del nero · h8 torre del nero · a7 pedone del nero · b7 pedone del nero · c7 pedone del nero · d7 pedone del nero · f7 pedone del nero · g7 pedone del nero · h7 pedone del nero · e6 pedone del nero · f6 cavallo del nero · b4 alfiere del nero · c4 pedone del bianco · d4 pedone del bianco · b3 donna del bianco · c3 cavallo del bianco · a2 pedone del bianco · b2 pedone del bianco · e2 pedone del bianco · f2 pedone del bianco · g2 pedone del bianco · h2 pedone del bianco · a1 torre del bianco · c1 alfiere del bianco · e1 re del bianco · f1 alfiere del bianco · g1 cavallo del bianco · h1 torre del bianco | a8 torre del nero · b8 cavallo del nero · c8 alfiere del nero · d8 donna del nero · e8 re del nero · h8 torre del nero · a7 pedone del nero · b7 pedone del nero · c7 pedone del nero · d7 pedone del nero · f7 pedone del nero · g7 pedone del nero · h7 pedone del nero · e6 pedone del nero · f6 cavallo del nero · b4 alfiere del nero · c4 pedone del bianco · d4 pedone del bianco · b3 donna del bianco · c3 cavallo del bianco · a2 pedone del bianco · b2 pedone del bianco · e2 pedone del bianco · f2 pedone del bianco · g2 pedone del bianco · h2 pedone del bianco · a1 torre del bianco · c1 alfiere del bianco · e1 re del bianco · f1 alfiere del bianco · g1 cavallo del bianco · h1 torre del bianco | a8 torre del nero · b8 cavallo del nero · c8 alfiere del nero · d8 donna del nero · e8 re del nero · h8 torre del nero · a7 pedone del nero · b7 pedone del nero · c7 pedone del nero · d7 pedone del nero · f7 pedone del nero · g7 pedone del nero · h7 pedone del nero · e6 pedone del nero · f6 cavallo del nero · b4 alfiere del nero · c4 pedone del bianco · d4 pedone del bianco · b3 donna del bianco · c3 cavallo del bianco · a2 pedone del bianco · b2 pedone del bianco · e2 pedone del bianco · f2 pedone del bianco · g2 pedone del bianco · h2 pedone del bianco · a1 torre del bianco · c1 alfiere del bianco · e1 re del bianco · f1 alfiere del bianco · g1 cavallo del bianco · h1 torre del bianco | a8 torre del nero · b8 cavallo del nero · c8 alfiere del nero · d8 donna del nero · e8 re del nero · h8 torre del nero · a7 pedone del nero · b7 pedone del nero · c7 pedone del nero · d7 pedone del nero · f7 pedone del nero · g7 pedone del nero · h7 pedone del nero · e6 pedone del nero · f6 cavallo del nero · b4 alfiere del nero · c4 pedone del bianco · d4 pedone del bianco · b3 donna del bianco · c3 cavallo del bianco · a2 pedone del bianco · b2 pedone del bianco · e2 pedone del bianco · f2 pedone del bianco · g2 pedone del bianco · h2 pedone del bianco · a1 torre del bianco · c1 alfiere del bianco · e1 re del bianco · f1 alfiere del bianco · g1 cavallo del bianco · h1 torre del bianco | a8 torre del nero · b8 cavallo del nero · c8 alfiere del nero · d8 donna del nero · e8 re del nero · h8 torre del nero · a7 pedone del nero · b7 pedone del nero · c7 pedone del nero · d7 pedone del nero · f7 pedone del nero · g7 pedone del nero · h7 pedone del nero · e6 pedone del nero · f6 cavallo del nero · b4 alfiere del nero · c4 pedone del bianco · d4 pedone del bianco · b3 donna del bianco · c3 cavallo del bianco · a2 pedone del bianco · b2 pedone del bianco · e2 pedone del bianco · f2 pedone del bianco · g2 pedone del bianco · h2 pedone del bianco · a1 torre del bianco · c1 alfiere del bianco · e1 re del bianco · f1 alfiere del bianco · g1 cavallo del bianco · h1 torre del bianco | a8 torre del nero · b8 cavallo del nero · c8 alfiere del nero · d8 donna del nero · e8 re del nero · h8 torre del nero · a7 pedone del nero · b7 pedone del nero · c7 pedone del nero · d7 pedone del nero · f7 pedone del nero · g7 pedone del nero · h7 pedone del nero · e6 pedone del nero · f6 cavallo del nero · b4 alfiere del nero · c4 pedone del bianco · d4 pedone del bianco · b3 donna del bianco · c3 cavallo del bianco · a2 pedone del bianco · b2 pedone del bianco · e2 pedone del bianco · f2 pedone del bianco · g2 pedone del bianco · h2 pedone del bianco · a1 torre del bianco · c1 alfiere del bianco · e1 re del bianco · f1 alfiere del bianco · g1 cavallo del bianco · h1 torre del bianco | a8 torre del nero · b8 cavallo del nero · c8 alfiere del nero · d8 donna del nero · e8 re del nero · h8 torre del nero · a7 pedone del nero · b7 pedone del nero · c7 pedone del nero · d7 pedone del nero · f7 pedone del nero · g7 pedone del nero · h7 pedone del nero · e6 pedone del nero · f6 cavallo del nero · b4 alfiere del nero · c4 pedone del bianco · d4 pedone del bianco · b3 donna del bianco · c3 cavallo del bianco · a2 pedone del bianco · b2 pedone del bianco · e2 pedone del bianco · f2 pedone del bianco · g2 pedone del bianco · h2 pedone del bianco · a1 torre del bianco · c1 alfiere del bianco · e1 re del bianco · f1 alfiere del bianco · g1 cavallo del bianco · h1 torre del bianco | a8 torre del nero · b8 cavallo del nero · c8 alfiere del nero · d8 donna del nero · e8 re del nero · h8 torre del nero · a7 pedone del nero · b7 pedone del nero · c7 pedone del nero · d7 pedone del nero · f7 pedone del nero · g7 pedone del nero · h7 pedone del nero · e6 pedone del nero · f6 cavallo del nero · b4 alfiere del nero · c4 pedone del bianco · d4 pedone del bianco · b3 donna del bianco · c3 cavallo del bianco · a2 pedone del bianco · b2 pedone del bianco · e2 pedone del bianco · f2 pedone del bianco · g2 pedone del bianco · h2 pedone del bianco · a1 torre del bianco · c1 alfiere del bianco · e1 re del bianco · f1 alfiere del bianco · g1 cavallo del bianco · h1 torre del bianco | 4 |
| 3 | a8 torre del nero · b8 cavallo del nero · c8 alfiere del nero · d8 donna del nero · e8 re del nero · h8 torre del nero · a7 pedone del nero · b7 pedone del nero · c7 pedone del nero · d7 pedone del nero · f7 pedone del nero · g7 pedone del nero · h7 pedone del nero · e6 pedone del nero · f6 cavallo del nero · b4 alfiere del nero · c4 pedone del bianco · d4 pedone del bianco · b3 donna del bianco · c3 cavallo del bianco · a2 pedone del bianco · b2 pedone del bianco · e2 pedone del bianco · f2 pedone del bianco · g2 pedone del bianco · h2 pedone del bianco · a1 torre del bianco · c1 alfiere del bianco · e1 re del bianco · f1 alfiere del bianco · g1 cavallo del bianco · h1 torre del bianco | a8 torre del nero · b8 cavallo del nero · c8 alfiere del nero · d8 donna del nero · e8 re del nero · h8 torre del nero · a7 pedone del nero · b7 pedone del nero · c7 pedone del nero · d7 pedone del nero · f7 pedone del nero · g7 pedone del nero · h7 pedone del nero · e6 pedone del nero · f6 cavallo del nero · b4 alfiere del nero · c4 pedone del bianco · d4 pedone del bianco · b3 donna del bianco · c3 cavallo del bianco · a2 pedone del bianco · b2 pedone del bianco · e2 pedone del bianco · f2 pedone del bianco · g2 pedone del bianco · h2 pedone del bianco · a1 torre del bianco · c1 alfiere del bianco · e1 re del bianco · f1 alfiere del bianco · g1 cavallo del bianco · h1 torre del bianco | a8 torre del nero · b8 cavallo del nero · c8 alfiere del nero · d8 donna del nero · e8 re del nero · h8 torre del nero · a7 pedone del nero · b7 pedone del nero · c7 pedone del nero · d7 pedone del nero · f7 pedone del nero · g7 pedone del nero · h7 pedone del nero · e6 pedone del nero · f6 cavallo del nero · b4 alfiere del nero · c4 pedone del bianco · d4 pedone del bianco · b3 donna del bianco · c3 cavallo del bianco · a2 pedone del bianco · b2 pedone del bianco · e2 pedone del bianco · f2 pedone del bianco · g2 pedone del bianco · h2 pedone del bianco · a1 torre del bianco · c1 alfiere del bianco · e1 re del bianco · f1 alfiere del bianco · g1 cavallo del bianco · h1 torre del bianco | a8 torre del nero · b8 cavallo del nero · c8 alfiere del nero · d8 donna del nero · e8 re del nero · h8 torre del nero · a7 pedone del nero · b7 pedone del nero · c7 pedone del nero · d7 pedone del nero · f7 pedone del nero · g7 pedone del nero · h7 pedone del nero · e6 pedone del nero · f6 cavallo del nero · b4 alfiere del nero · c4 pedone del bianco · d4 pedone del bianco · b3 donna del bianco · c3 cavallo del bianco · a2 pedone del bianco · b2 pedone del bianco · e2 pedone del bianco · f2 pedone del bianco · g2 pedone del bianco · h2 pedone del bianco · a1 torre del bianco · c1 alfiere del bianco · e1 re del bianco · f1 alfiere del bianco · g1 cavallo del bianco · h1 torre del bianco | a8 torre del nero · b8 cavallo del nero · c8 alfiere del nero · d8 donna del nero · e8 re del nero · h8 torre del nero · a7 pedone del nero · b7 pedone del nero · c7 pedone del nero · d7 pedone del nero · f7 pedone del nero · g7 pedone del nero · h7 pedone del nero · e6 pedone del nero · f6 cavallo del nero · b4 alfiere del nero · c4 pedone del bianco · d4 pedone del bianco · b3 donna del bianco · c3 cavallo del bianco · a2 pedone del bianco · b2 pedone del bianco · e2 pedone del bianco · f2 pedone del bianco · g2 pedone del bianco · h2 pedone del bianco · a1 torre del bianco · c1 alfiere del bianco · e1 re del bianco · f1 alfiere del bianco · g1 cavallo del bianco · h1 torre del bianco | a8 torre del nero · b8 cavallo del nero · c8 alfiere del nero · d8 donna del nero · e8 re del nero · h8 torre del nero · a7 pedone del nero · b7 pedone del nero · c7 pedone del nero · d7 pedone del nero · f7 pedone del nero · g7 pedone del nero · h7 pedone del nero · e6 pedone del nero · f6 cavallo del nero · b4 alfiere del nero · c4 pedone del bianco · d4 pedone del bianco · b3 donna del bianco · c3 cavallo del bianco · a2 pedone del bianco · b2 pedone del bianco · e2 pedone del bianco · f2 pedone del bianco · g2 pedone del bianco · h2 pedone del bianco · a1 torre del bianco · c1 alfiere del bianco · e1 re del bianco · f1 alfiere del bianco · g1 cavallo del bianco · h1 torre del bianco | a8 torre del nero · b8 cavallo del nero · c8 alfiere del nero · d8 donna del nero · e8 re del nero · h8 torre del nero · a7 pedone del nero · b7 pedone del nero · c7 pedone del nero · d7 pedone del nero · f7 pedone del nero · g7 pedone del nero · h7 pedone del nero · e6 pedone del nero · f6 cavallo del nero · b4 alfiere del nero · c4 pedone del bianco · d4 pedone del bianco · b3 donna del bianco · c3 cavallo del bianco · a2 pedone del bianco · b2 pedone del bianco · e2 pedone del bianco · f2 pedone del bianco · g2 pedone del bianco · h2 pedone del bianco · a1 torre del bianco · c1 alfiere del bianco · e1 re del bianco · f1 alfiere del bianco · g1 cavallo del bianco · h1 torre del bianco | a8 torre del nero · b8 cavallo del nero · c8 alfiere del nero · d8 donna del nero · e8 re del nero · h8 torre del nero · a7 pedone del nero · b7 pedone del nero · c7 pedone del nero · d7 pedone del nero · f7 pedone del nero · g7 pedone del nero · h7 pedone del nero · e6 pedone del nero · f6 cavallo del nero · b4 alfiere del nero · c4 pedone del bianco · d4 pedone del bianco · b3 donna del bianco · c3 cavallo del bianco · a2 pedone del bianco · b2 pedone del bianco · e2 pedone del bianco · f2 pedone del bianco · g2 pedone del bianco · h2 pedone del bianco · a1 torre del bianco · c1 alfiere del bianco · e1 re del bianco · f1 alfiere del bianco · g1 cavallo del bianco · h1 torre del bianco | 3 |
| 2 | a8 torre del nero · b8 cavallo del nero · c8 alfiere del nero · d8 donna del nero · e8 re del nero · h8 torre del nero · a7 pedone del nero · b7 pedone del nero · c7 pedone del nero · d7 pedone del nero · f7 pedone del nero · g7 pedone del nero · h7 pedone del nero · e6 pedone del nero · f6 cavallo del nero · b4 alfiere del nero · c4 pedone del bianco · d4 pedone del bianco · b3 donna del bianco · c3 cavallo del bianco · a2 pedone del bianco · b2 pedone del bianco · e2 pedone del bianco · f2 pedone del bianco · g2 pedone del bianco · h2 pedone del bianco · a1 torre del bianco · c1 alfiere del bianco · e1 re del bianco · f1 alfiere del bianco · g1 cavallo del bianco · h1 torre del bianco | a8 torre del nero · b8 cavallo del nero · c8 alfiere del nero · d8 donna del nero · e8 re del nero · h8 torre del nero · a7 pedone del nero · b7 pedone del nero · c7 pedone del nero · d7 pedone del nero · f7 pedone del nero · g7 pedone del nero · h7 pedone del nero · e6 pedone del nero · f6 cavallo del nero · b4 alfiere del nero · c4 pedone del bianco · d4 pedone del bianco · b3 donna del bianco · c3 cavallo del bianco · a2 pedone del bianco · b2 pedone del bianco · e2 pedone del bianco · f2 pedone del bianco · g2 pedone del bianco · h2 pedone del bianco · a1 torre del bianco · c1 alfiere del bianco · e1 re del bianco · f1 alfiere del bianco · g1 cavallo del bianco · h1 torre del bianco | a8 torre del nero · b8 cavallo del nero · c8 alfiere del nero · d8 donna del nero · e8 re del nero · h8 torre del nero · a7 pedone del nero · b7 pedone del nero · c7 pedone del nero · d7 pedone del nero · f7 pedone del nero · g7 pedone del nero · h7 pedone del nero · e6 pedone del nero · f6 cavallo del nero · b4 alfiere del nero · c4 pedone del bianco · d4 pedone del bianco · b3 donna del bianco · c3 cavallo del bianco · a2 pedone del bianco · b2 pedone del bianco · e2 pedone del bianco · f2 pedone del bianco · g2 pedone del bianco · h2 pedone del bianco · a1 torre del bianco · c1 alfiere del bianco · e1 re del bianco · f1 alfiere del bianco · g1 cavallo del bianco · h1 torre del bianco | a8 torre del nero · b8 cavallo del nero · c8 alfiere del nero · d8 donna del nero · e8 re del nero · h8 torre del nero · a7 pedone del nero · b7 pedone del nero · c7 pedone del nero · d7 pedone del nero · f7 pedone del nero · g7 pedone del nero · h7 pedone del nero · e6 pedone del nero · f6 cavallo del nero · b4 alfiere del nero · c4 pedone del bianco · d4 pedone del bianco · b3 donna del bianco · c3 cavallo del bianco · a2 pedone del bianco · b2 pedone del bianco · e2 pedone del bianco · f2 pedone del bianco · g2 pedone del bianco · h2 pedone del bianco · a1 torre del bianco · c1 alfiere del bianco · e1 re del bianco · f1 alfiere del bianco · g1 cavallo del bianco · h1 torre del bianco | a8 torre del nero · b8 cavallo del nero · c8 alfiere del nero · d8 donna del nero · e8 re del nero · h8 torre del nero · a7 pedone del nero · b7 pedone del nero · c7 pedone del nero · d7 pedone del nero · f7 pedone del nero · g7 pedone del nero · h7 pedone del nero · e6 pedone del nero · f6 cavallo del nero · b4 alfiere del nero · c4 pedone del bianco · d4 pedone del bianco · b3 donna del bianco · c3 cavallo del bianco · a2 pedone del bianco · b2 pedone del bianco · e2 pedone del bianco · f2 pedone del bianco · g2 pedone del bianco · h2 pedone del bianco · a1 torre del bianco · c1 alfiere del bianco · e1 re del bianco · f1 alfiere del bianco · g1 cavallo del bianco · h1 torre del bianco | a8 torre del nero · b8 cavallo del nero · c8 alfiere del nero · d8 donna del nero · e8 re del nero · h8 torre del nero · a7 pedone del nero · b7 pedone del nero · c7 pedone del nero · d7 pedone del nero · f7 pedone del nero · g7 pedone del nero · h7 pedone del nero · e6 pedone del nero · f6 cavallo del nero · b4 alfiere del nero · c4 pedone del bianco · d4 pedone del bianco · b3 donna del bianco · c3 cavallo del bianco · a2 pedone del bianco · b2 pedone del bianco · e2 pedone del bianco · f2 pedone del bianco · g2 pedone del bianco · h2 pedone del bianco · a1 torre del bianco · c1 alfiere del bianco · e1 re del bianco · f1 alfiere del bianco · g1 cavallo del bianco · h1 torre del bianco | a8 torre del nero · b8 cavallo del nero · c8 alfiere del nero · d8 donna del nero · e8 re del nero · h8 torre del nero · a7 pedone del nero · b7 pedone del nero · c7 pedone del nero · d7 pedone del nero · f7 pedone del nero · g7 pedone del nero · h7 pedone del nero · e6 pedone del nero · f6 cavallo del nero · b4 alfiere del nero · c4 pedone del bianco · d4 pedone del bianco · b3 donna del bianco · c3 cavallo del bianco · a2 pedone del bianco · b2 pedone del bianco · e2 pedone del bianco · f2 pedone del bianco · g2 pedone del bianco · h2 pedone del bianco · a1 torre del bianco · c1 alfiere del bianco · e1 re del bianco · f1 alfiere del bianco · g1 cavallo del bianco · h1 torre del bianco | a8 torre del nero · b8 cavallo del nero · c8 alfiere del nero · d8 donna del nero · e8 re del nero · h8 torre del nero · a7 pedone del nero · b7 pedone del nero · c7 pedone del nero · d7 pedone del nero · f7 pedone del nero · g7 pedone del nero · h7 pedone del nero · e6 pedone del nero · f6 cavallo del nero · b4 alfiere del nero · c4 pedone del bianco · d4 pedone del bianco · b3 donna del bianco · c3 cavallo del bianco · a2 pedone del bianco · b2 pedone del bianco · e2 pedone del bianco · f2 pedone del bianco · g2 pedone del bianco · h2 pedone del bianco · a1 torre del bianco · c1 alfiere del bianco · e1 re del bianco · f1 alfiere del bianco · g1 cavallo del bianco · h1 torre del bianco | 2 |
| 1 | a8 torre del nero · b8 cavallo del nero · c8 alfiere del nero · d8 donna del nero · e8 re del nero · h8 torre del nero · a7 pedone del nero · b7 pedone del nero · c7 pedone del nero · d7 pedone del nero · f7 pedone del nero · g7 pedone del nero · h7 pedone del nero · e6 pedone del nero · f6 cavallo del nero · b4 alfiere del nero · c4 pedone del bianco · d4 pedone del bianco · b3 donna del bianco · c3 cavallo del bianco · a2 pedone del bianco · b2 pedone del bianco · e2 pedone del bianco · f2 pedone del bianco · g2 pedone del bianco · h2 pedone del bianco · a1 torre del bianco · c1 alfiere del bianco · e1 re del bianco · f1 alfiere del bianco · g1 cavallo del bianco · h1 torre del bianco | a8 torre del nero · b8 cavallo del nero · c8 alfiere del nero · d8 donna del nero · e8 re del nero · h8 torre del nero · a7 pedone del nero · b7 pedone del nero · c7 pedone del nero · d7 pedone del nero · f7 pedone del nero · g7 pedone del nero · h7 pedone del nero · e6 pedone del nero · f6 cavallo del nero · b4 alfiere del nero · c4 pedone del bianco · d4 pedone del bianco · b3 donna del bianco · c3 cavallo del bianco · a2 pedone del bianco · b2 pedone del bianco · e2 pedone del bianco · f2 pedone del bianco · g2 pedone del bianco · h2 pedone del bianco · a1 torre del bianco · c1 alfiere del bianco · e1 re del bianco · f1 alfiere del bianco · g1 cavallo del bianco · h1 torre del bianco | a8 torre del nero · b8 cavallo del nero · c8 alfiere del nero · d8 donna del nero · e8 re del nero · h8 torre del nero · a7 pedone del nero · b7 pedone del nero · c7 pedone del nero · d7 pedone del nero · f7 pedone del nero · g7 pedone del nero · h7 pedone del nero · e6 pedone del nero · f6 cavallo del nero · b4 alfiere del nero · c4 pedone del bianco · d4 pedone del bianco · b3 donna del bianco · c3 cavallo del bianco · a2 pedone del bianco · b2 pedone del bianco · e2 pedone del bianco · f2 pedone del bianco · g2 pedone del bianco · h2 pedone del bianco · a1 torre del bianco · c1 alfiere del bianco · e1 re del bianco · f1 alfiere del bianco · g1 cavallo del bianco · h1 torre del bianco | a8 torre del nero · b8 cavallo del nero · c8 alfiere del nero · d8 donna del nero · e8 re del nero · h8 torre del nero · a7 pedone del nero · b7 pedone del nero · c7 pedone del nero · d7 pedone del nero · f7 pedone del nero · g7 pedone del nero · h7 pedone del nero · e6 pedone del nero · f6 cavallo del nero · b4 alfiere del nero · c4 pedone del bianco · d4 pedone del bianco · b3 donna del bianco · c3 cavallo del bianco · a2 pedone del bianco · b2 pedone del bianco · e2 pedone del bianco · f2 pedone del bianco · g2 pedone del bianco · h2 pedone del bianco · a1 torre del bianco · c1 alfiere del bianco · e1 re del bianco · f1 alfiere del bianco · g1 cavallo del bianco · h1 torre del bianco | a8 torre del nero · b8 cavallo del nero · c8 alfiere del nero · d8 donna del nero · e8 re del nero · h8 torre del nero · a7 pedone del nero · b7 pedone del nero · c7 pedone del nero · d7 pedone del nero · f7 pedone del nero · g7 pedone del nero · h7 pedone del nero · e6 pedone del nero · f6 cavallo del nero · b4 alfiere del nero · c4 pedone del bianco · d4 pedone del bianco · b3 donna del bianco · c3 cavallo del bianco · a2 pedone del bianco · b2 pedone del bianco · e2 pedone del bianco · f2 pedone del bianco · g2 pedone del bianco · h2 pedone del bianco · a1 torre del bianco · c1 alfiere del bianco · e1 re del bianco · f1 alfiere del bianco · g1 cavallo del bianco · h1 torre del bianco | a8 torre del nero · b8 cavallo del nero · c8 alfiere del nero · d8 donna del nero · e8 re del nero · h8 torre del nero · a7 pedone del nero · b7 pedone del nero · c7 pedone del nero · d7 pedone del nero · f7 pedone del nero · g7 pedone del nero · h7 pedone del nero · e6 pedone del nero · f6 cavallo del nero · b4 alfiere del nero · c4 pedone del bianco · d4 pedone del bianco · b3 donna del bianco · c3 cavallo del bianco · a2 pedone del bianco · b2 pedone del bianco · e2 pedone del bianco · f2 pedone del bianco · g2 pedone del bianco · h2 pedone del bianco · a1 torre del bianco · c1 alfiere del bianco · e1 re del bianco · f1 alfiere del bianco · g1 cavallo del bianco · h1 torre del bianco | a8 torre del nero · b8 cavallo del nero · c8 alfiere del nero · d8 donna del nero · e8 re del nero · h8 torre del nero · a7 pedone del nero · b7 pedone del nero · c7 pedone del nero · d7 pedone del nero · f7 pedone del nero · g7 pedone del nero · h7 pedone del nero · e6 pedone del nero · f6 cavallo del nero · b4 alfiere del nero · c4 pedone del bianco · d4 pedone del bianco · b3 donna del bianco · c3 cavallo del bianco · a2 pedone del bianco · b2 pedone del bianco · e2 pedone del bianco · f2 pedone del bianco · g2 pedone del bianco · h2 pedone del bianco · a1 torre del bianco · c1 alfiere del bianco · e1 re del bianco · f1 alfiere del bianco · g1 cavallo del bianco · h1 torre del bianco | a8 torre del nero · b8 cavallo del nero · c8 alfiere del nero · d8 donna del nero · e8 re del nero · h8 torre del nero · a7 pedone del nero · b7 pedone del nero · c7 pedone del nero · d7 pedone del nero · f7 pedone del nero · g7 pedone del nero · h7 pedone del nero · e6 pedone del nero · f6 cavallo del nero · b4 alfiere del nero · c4 pedone del bianco · d4 pedone del bianco · b3 donna del bianco · c3 cavallo del bianco · a2 pedone del bianco · b2 pedone del bianco · e2 pedone del bianco · f2 pedone del bianco · g2 pedone del bianco · h2 pedone del bianco · a1 torre del bianco · c1 alfiere del bianco · e1 re del bianco · f1 alfiere del bianco · g1 cavallo del bianco · h1 torre del bianco | 1 |
|   | a | b | c | d | e | f | g | h |   |

L'idea di base è la stessa della variante 4. Dc2, ma in questo caso la donna è in una posizione più esposta e blocca il pedone b.
Il nero può reagire efficacemente con

4. ... c5 5. dxc5 Cc6 6. Cf3 Ce4 7. Ad2 Cxd2 8. Cxd2 Axc5

con buon gioco.

## Codici ECO
- E20 1.d4 Cf6 2.c4 e6 3.Cc3 Ab4
  - E21 1.d4 Cf6 2.c4 e6 3.Cc3 Ab4 4.Cf3 (variante dei tre cavalli)
  - E22 1.d4 Cf6 2.c4 e6 3.Cc3 Ab4 4.Db3 (variante Spielmann)
    - E23 1.d4 Cf6 2.c4 e6 3.Cc3 Ab4 4.Db3 c5 5.dxc5 Cc6

  - E24 1.d4 Cf6 2.c4 e6 3.Cc3 Ab4 4.a3 (variante Sämisch)
    - E25 1.d4 Cf6 2.c4 e6 3.Cc3 Ab4 4.a3 Axc3+ 5.bxc3 c5 6.f3 d5 7.cxd5
    - E26 1.d4 Cf6 2.c4 e6 3.Cc3 Ab4 4.a3 Axc3+ 5.bxc3 c5 6 e3
    - E27 1.d4 Cf6 2.c4 e6 3.Cc3 Ab4 4.a3 Axc3+ 5.bxc3 O-O
      - E28 1.d4 Cf6 2.c4 e6 3.Cc3 Ab4 4.a3 Axc3+ 5.bxc3 O-O 6.e3
        - E29 1.d4 Cf6 2.c4 e6 3.Cc3 Ab4 4.a3 Axc3+ 5.bxc3 O-O 6.e3 c5 7.Ad3 Cc6

  - E30 1.d4 Cf6 2.c4 e6 3.Cc3 Ab4 4.Ag5 (variante di Leningrado)
    - E31 1.d4 Cf6 2.c4 e6 3.Cc3 Ab4 4.Ag5 h6 5.Ah4 c5 6.d5 d6

  - E32 1.d4 Cf6 2.c4 e6 3.Cc3 Ab4 4.Dc2 (variante classica)
    - E33 1.d4 Cf6 2.c4 e6 3.Cc3 Ab4 4.Dc2 Cc6
    - E34 1.d4 Cf6 2.c4 e6 3.Cc3 Ab4 4.Dc2 d5
      - E35 1.d4 Cf6 2.c4 e6 3.Cc3 Ab4 4.Dc2 d5 5.cxd5 exd5
      - E36 1.d4 Cf6 2.c4 e6 3.Cc3 Ab4 4.Dc2 d5 5.a3
        - E37 1.d4 Cf6 2.c4 e6 3.Cc3 Ab4 4.Dc2 d5 5.a3 Axc3+ 6.Dxc3 Ce4

    - E38 1.d4 Cf6 2.c4 e6 3.Cc3 Ab4 4.Dc2 c5
      - E39 1.d4 Cf6 2.c4 e6 3.Cc3 Ab4 4.Dc2 c5 5.dxc5 O-O

  - E40 1.d4 Cf6 2.c4 e6 3.Cc3 Ab4 4.e3 (variante Rubinstein)
    - E41 1.d4 Cf6 2.c4 e6 3.Cc3 Ab4 4.e3 c5
      - E42 1.d4 Cf6 2.c4 e6 3.Cc3 Ab4 4.e3 c5 5.Ce2

    - E43 1.d4 Cf6 2.c4 e6 3.Cc3 Ab4 4.e3 b6
      - E44 1.d4 Cf6 2.c4 e6 3.Cc3 Ab4 4.e3 b6 5.Ce2
        - E45 1.d4 Cf6 2.c4 e6 3.Cc3 Ab4 4.e3 b6 5.Ce2 Aa6

      - E46 1.d4 Cf6 2.c4 e6 3.Cc3 Ab4 4.e3 O-O
        - E47 1.d4 Cf6 2.c4 e6 3.Cc3 Ab4 4.e3 O-O 5.Ad3
          - E48 1.d4 Cf6 2.c4 e6 3.Cc3 Ab4 4.e3 O-O 5.Ad3 d5
            - E49 1.d4 Cf6 2.c4 e6 3.Cc3 Ab4 4.e3 O-O 5.Ad3 d5 6.a3 Axc3+ 7.bxc3

    - E50 1.d4 Cf6 2.c4 e6 3.Cc3 Ab4 4.e3 O-O 5.Cf3
      - E51 1.d4 Cf6 2.c4 e6 3.Cc3 Ab4 4.e3 O-O 5.Cf3 d5
        - E52 1.d4 Cf6 2.c4 e6 3.Cc3 Ab4 4.e3 O-O 5.Cf3 d5 6.Ad3 b6
        - E53 1.d4 Cf6 2.c4 e6 3.Cc3 Ab4 4.e3 O-O 5.Cf3 d5 6.Ad3 c5
          - E54 1.d4 Cf6 2.c4 e6 3.Cc3 Ab4 4.e3 O-O 5.Cf3 d5 6.Ad3 c5 7.O-O dxc4 8.Axc4
            - E55 1.d4 Cf6 2.c4 e6 3.Cc3 Ab4 4.e3 O-O 5.Cf3 d5 6.Ad3 c5 7.O-O dxc4 8.Axc4 Cbd7

          - E56 1.d4 Cf6 2.c4 e6 3.Cc3 Ab4 4.e3 O-O 5.Cf3 d5 6.Ad3 c5 7.O-O Cc6
            - E57 1.d4 Cf6 2.c4 e6 3.Cc3 Ab4 4.e3 O-O 5.Cf3 d5 6.Ad3 c5 7.O-O Cc6 8.a3 dxc4 9.Axc4 cxd4
            - E58 1.d4 Cf6 2.c4 e6 3.Cc3 Ab4 4.e3 O-O 5.Cf3 d5 6.Ad3 c5 7.O-O Cc6 8.a3 Axc3 9 bxc3
              - E59 1.d4 Cf6 2.c4 e6 3.Cc3 Ab4 4.e3 O-O 5.Cf3 d5 6.Ad3 c5 7.O-O Cc6 8.a3 Axc3 9 bxc3 dxc4